# Weimar

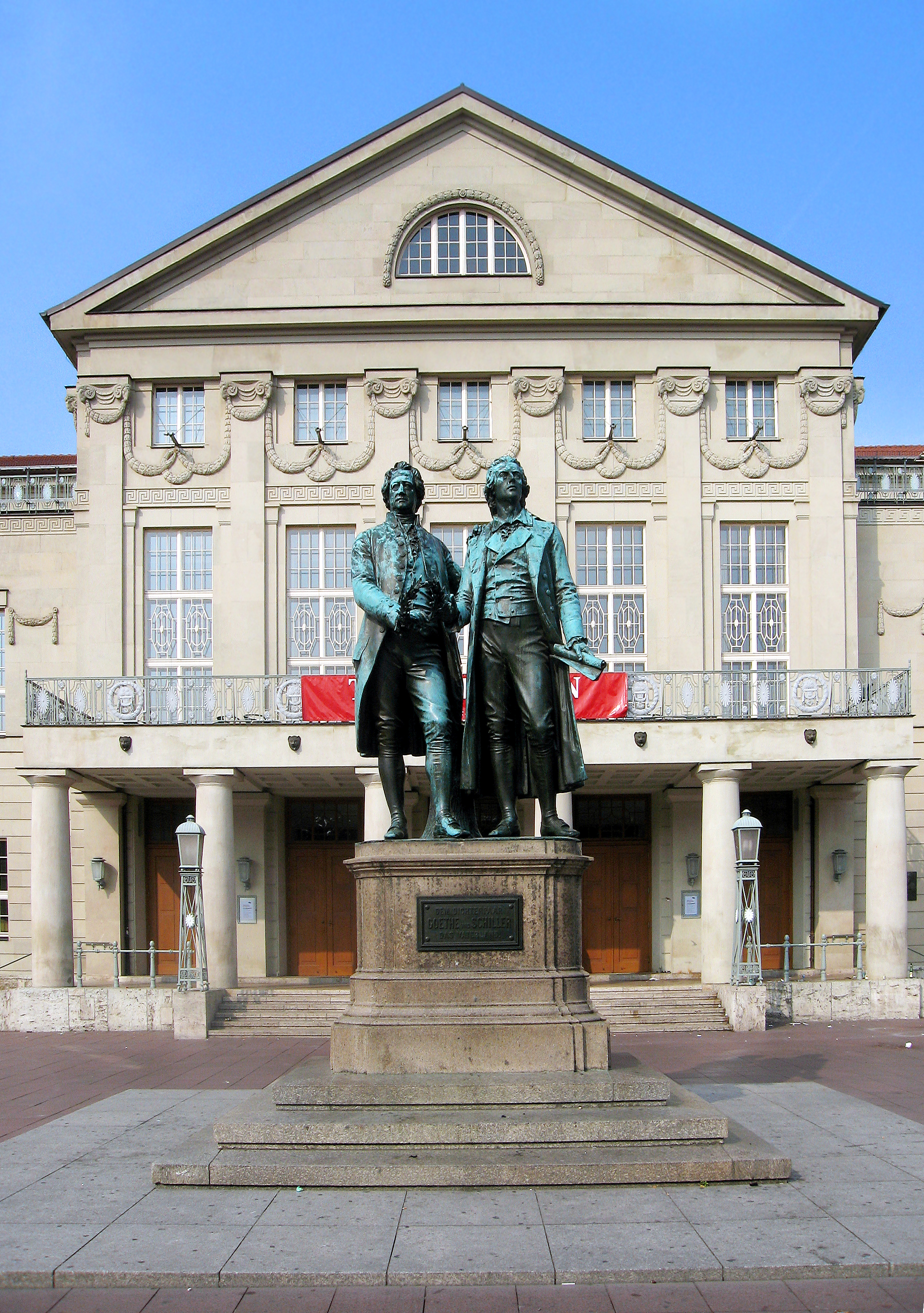
Deutsches Nationaltheater Weimar mit Goethe- und Schiller-Denkmal

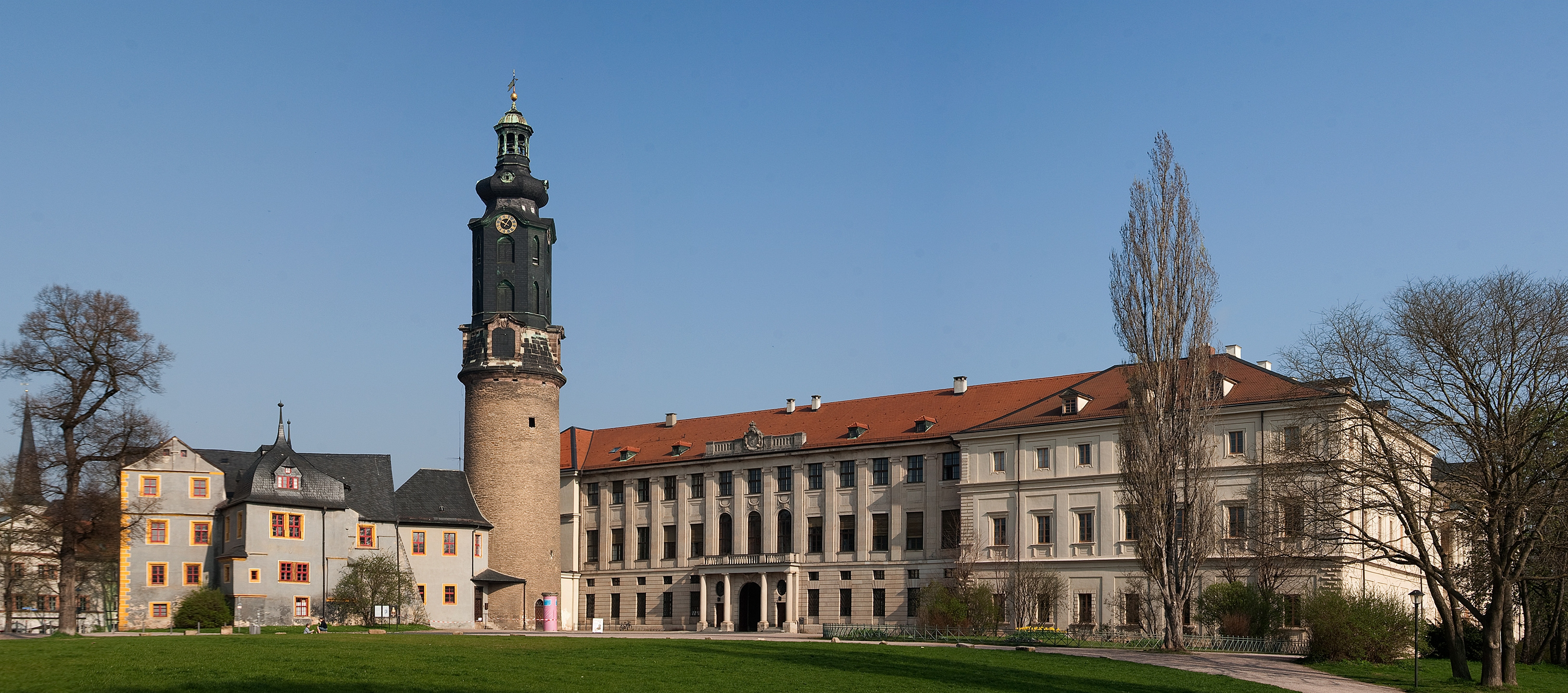
Stadtschloss Weimar mit Schlossturm

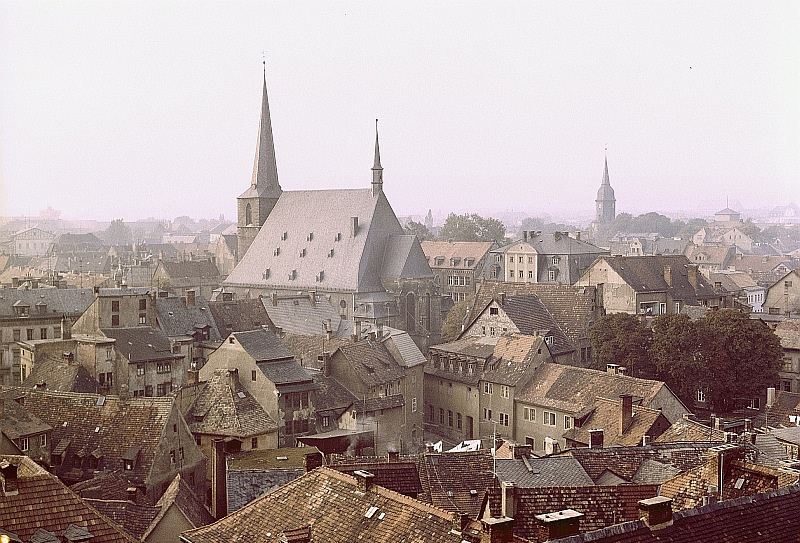
Blick über die Dächer Weimars zur Stadtkirche St. Peter und Paul (Herderkirche), im Hintergrund der Jakobskirchturm, ca. 1963

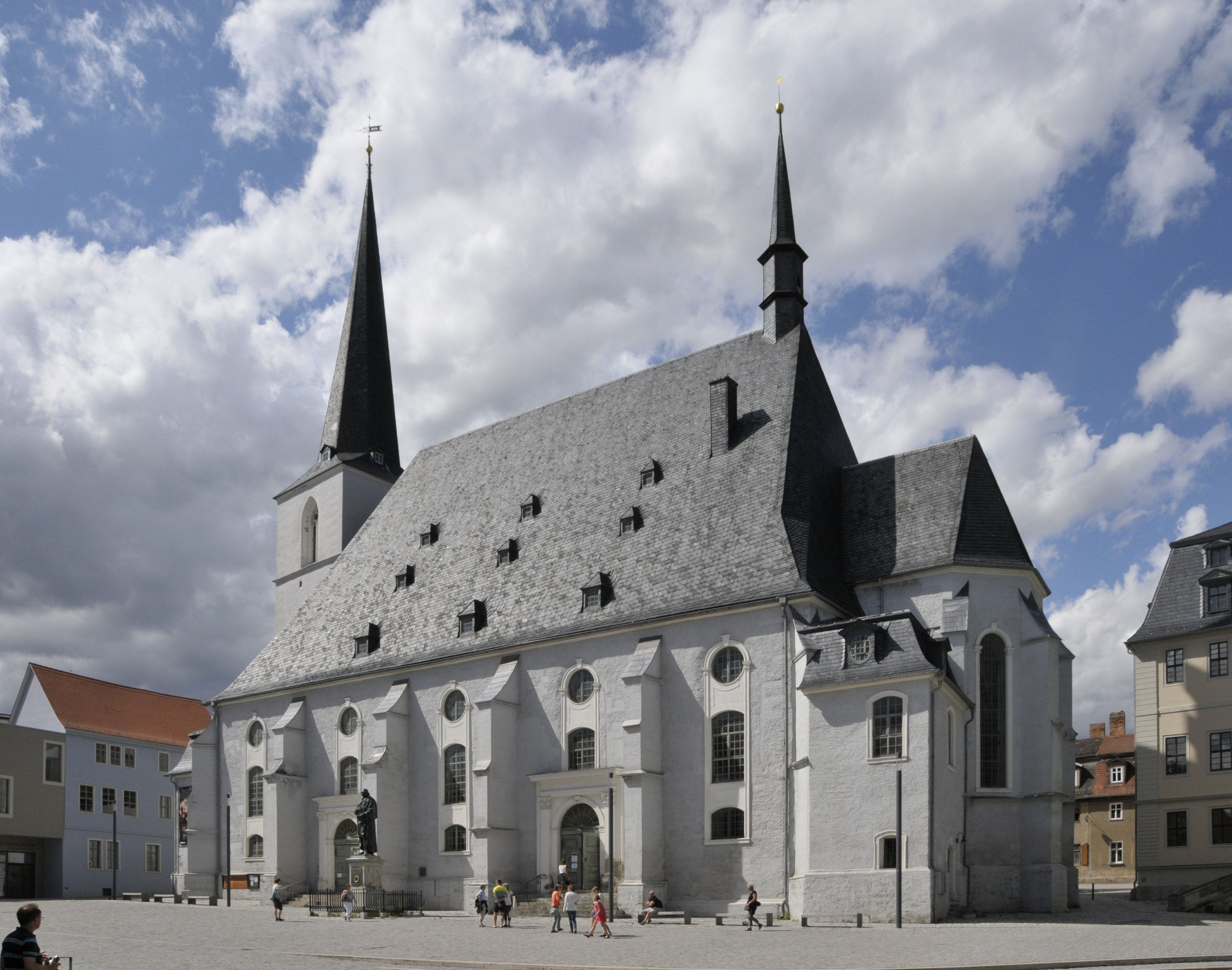
Stadtkirche St. Peter und Paul, auch als Herderkirche bekannt

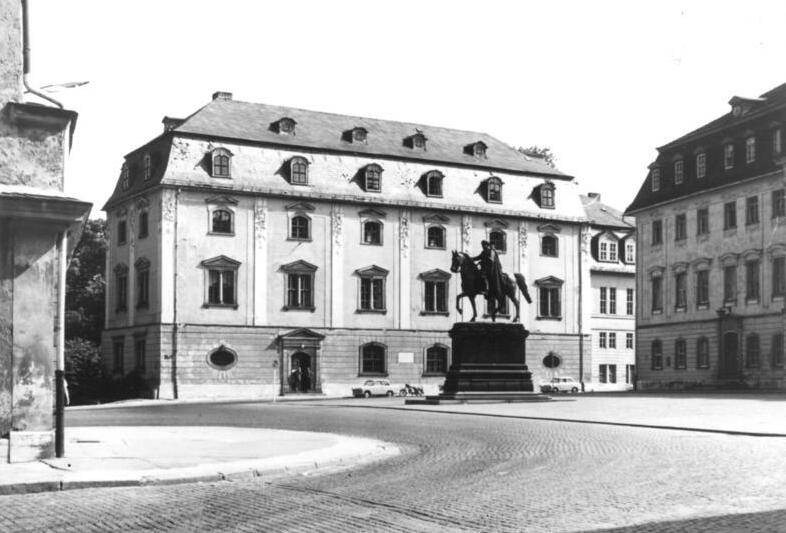
Herzogin Anna Amalia Bibliothek 1991

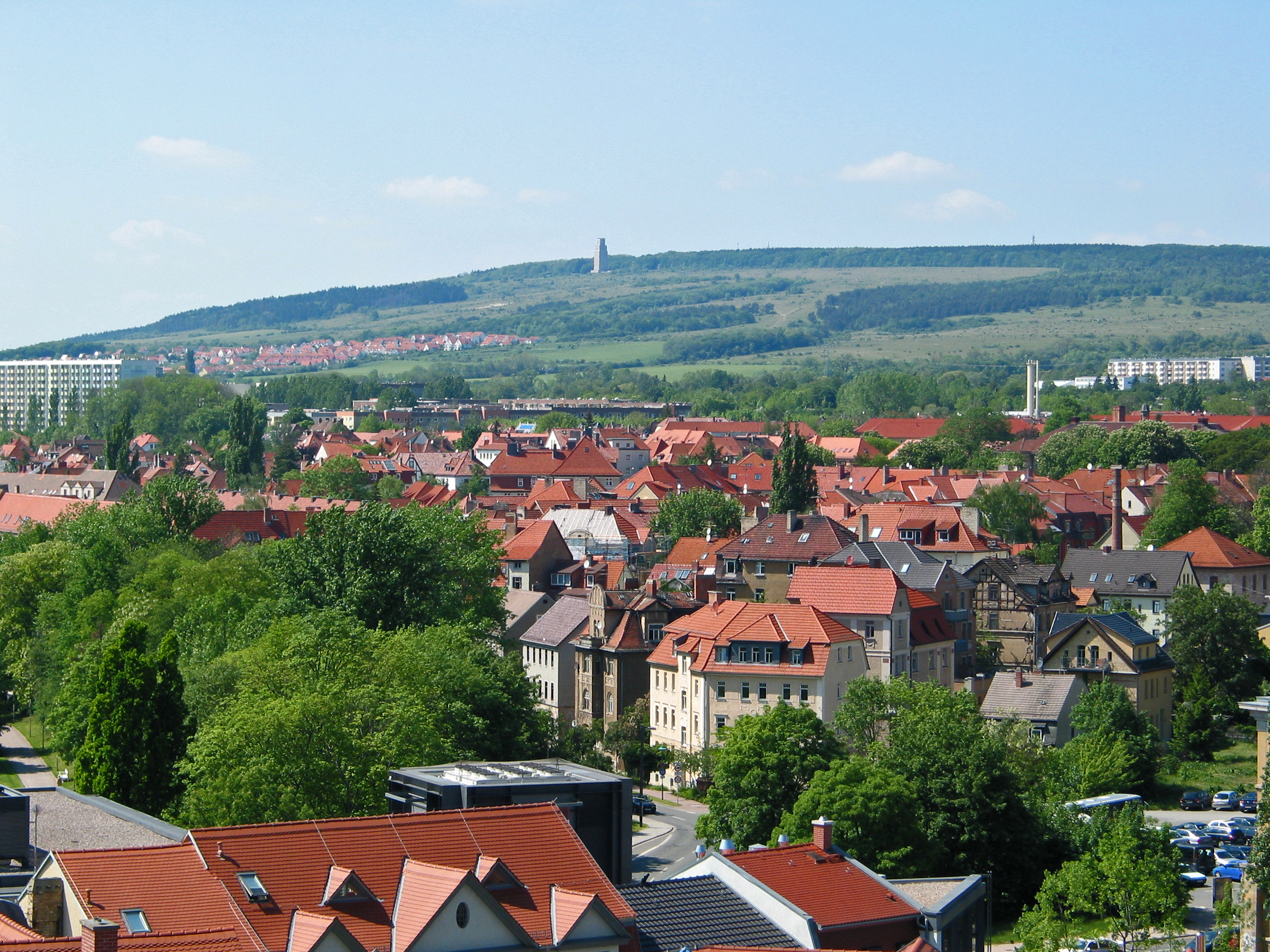
Weimar mit dem Glockenturm der Gedenkstätte Buchenwald auf dem Ettersberg

Weimar ist eine kreisfreie Stadt in Thüringen in Deutschland, die für ihr kulturelles und politisches Erbe bekannt ist. Die Altstadt liegt an einem Bogen der Ilm südöstlich des Ettersberges, der mit 477 Metern höchsten Erhebung im Thüringer Becken. Die Stadt ist mit rund 66.000 Einwohnern (2022) nach Erfurt, Jena und Gera die viertgrößte Gemeinde Thüringens und liegt etwa auf halbem Wege zwischen Erfurt im Westen und Jena im Osten.
Weimar ist ein Mittelzentrum, das Teilfunktionen eines Oberzentrums erfüllt und sich seit 2004 als Universitätsstadt bezeichnet. Neben der Bauhaus-Universität beherbergt die Stadt die Hochschule für Musik Franz Liszt und die Herzogin Anna Amalia Bibliothek, sowie Behörden wie das Thüringer Oberverwaltungsgericht, das Thüringer Landesverwaltungsamt, den Thüringer Verfassungsgerichtshof und das Thüringische Landesamt für Denkmalpflege und Archäologie.
Im 16. Jahrhundert waren die Kunstmaler Lucas Cranach der Ältere und der Jüngere in Weimar tätig. Im 17. Jahrhundert erfolgte die Gründung der Fruchtbringenden Gesellschaft. Ins 18. Jahrhundert fallen die Aufenthalte von Johann Sebastian Bach. Darauf folgte die Weimarer Klassik mit Wieland, Goethe, Herder und Schiller. Das 19. Jahrhundert ist verbunden mit Franz Liszt, Richard Strauss, Friedrich Nietzsche und den Landschaftsmalern der Weimarer Malerschule an der Großherzoglich-Sächsischen Kunstschule. Carl Zeiß entwickelte erste Projekte in der Optik- und Feinmechanikindustrie. Zu Beginn des 20. Jahrhunderts wirkten Harry Graf Kessler und Henry van de Velde in Weimar und es folgte die Gründung von Bauhaus und Weimarer Republik. Zwischen Weimar und Berlin gab es 1919 eine der ersten zivilen Fluglinien der Welt und die erste Deutschlands, die mit Flugzeugen betrieben wurde.
Die UNESCO erklärte das Bauhaus und seine Stätten in Weimar, Dessau und Bernau 1996 sowie das „klassische Weimar“ im Dezember 1998 zum Weltkulturerbe. Zudem wurde der im Goethe- und Schiller-Archiv in Weimar aufbewahrte Nachlass Goethes 2001 von der UNESCO in das kulturelle Gedächtnis der Menschheit als Weltdokumentenerbe (Memory of the World) aufgenommen. Zum Weltdokumentenerbe zählen seit 2015 auch frühe Schriften der Reformation, von denen ein Teil in der Herzogin Anna Amalia Bibliothek in Weimar aufbewahrt werden. In über 25 Museen und Ausstellungsorten wird das kulturelle Erbe von nationalem und internationalem Rang präsentiert.
Weimar war seit 1547/52 Haupt- und Residenzstadt des Herzogtums Sachsen bzw. Sachsen-Weimar, später Sachsen-Weimar-Eisenach (seit 1815: Großherzogtum). Dieses wurde 1816 der erste Staat in Deutschland, der sich eine Verfassung gab. Parallel zur Tagung der Nationalversammlung vom 6. Februar 1919 bis zum September 1919 war Weimar vorübergehend Regierungssitz der sich konstituierenden Weimarer Republik. Von 1920 bis 1952 war Weimar die Hauptstadt des Landes Thüringen. 1999 war sie Kulturhauptstadt Europas.

## Geschichte

### Vorgeschichte
In Ehringsdorf, einem Stadtteil im Südosten Weimars, wurde 1925 das Skelett des Ehringsdorfer Urmenschen gefunden, dessen Alter auf etwa 200.000 bis 250.000 Jahre geschätzt wird. Dabei handelt es sich um die fossilen Überreste einer etwa 20- bis 30-jährigen Frau. Im selben Steinbruch wurden bereits 1908 menschliche Schädelknochen entdeckt.
Auf einer Anhöhe südlich von Weimar, nahe dem Belvederer Schloss, wurden im Jahr 2020 Überreste einer Siedlung der Stichbandkeramik, also aus der 1. Hälfte des 5. Jahrtausends v. Chr. entdeckt. Die Siedlung lag am Südrand des Verbreitungsgebietes dieser frühbäuerlichen Kultur. Neben Siedlungs- und Pfostengruben fanden sich Überreste von zwei Grubenhäusern sowie Keramik. Weitere Funde aus der Zeit der Aunjetitzer Kultur und aus der vorrömischen Eisenzeit belegen die wiederholte Nutzung der siedlungsgünstigen Stelle (heute mit Blick auf Weimar).
In einem Torfstich bei Possendorf wurde 1850 ungefähr 6 m tief ein großer, stark abgenutzter Kupferkessel gefunden, der mehrfach repariert worden war. Um ihn herum waren sieben Gefäße angeordnet. Dabei lag auch eine anthropomorphe Holzfigur mit eingesteckten Armen. In der Nähe fand sich eine große Eiche und dabei ein menschliches Skelett. Der Kessel wird in die Zeit zwischen dem 4. und dem 1. Jahrhundert v. Chr. datiert, das einzige erhaltene Tongefäß wird um die Jahrhundertwende vom 2. zum 1. Jahrhundert angesetzt. Eine längere Nutzung des Platzes ist nicht festzustellen. Es könnte sich um eine rituelle Vergrabung von Kultgerät handeln.

### Ersterwähnung (899), Grafschaft Weimar (ab 946), früheste Siedlung (um 1250), Wettiner (ab 1365)
Die ältesten Aufzeichnungen über Weimar reichen bis ins Jahr 899 zurück. In einer Urkunde vom 11. März 899 wird der Ort als Wigmara (geschrieben: „Vvigmara“) erwähnt. Der Name geht auf die althochdeutschen und altsächsischen Wörter wīh für „Heiligtum, Tempel“ und mer, meri für „See, Meer“ zurück und bedeutete damit ursprünglich „Heiligtumsee“. Frühe überlieferte Formen sind „actum Wimares“ ([9. Jh.] 1150/65), „in Wimeri“ ([984] 1012/18), „de Wimari“ (1123/37), „Wymar“ (1506) und schließlich „Weimar“ (1556).
Zwischen 946 und 1346 existierte die Grafschaft Weimar (später als Grafschaft Weimar-Orlamünde) als eigenständige politische Einheit. Kaiser Otto II. erwähnte auf einer am 3. Juni 975 für das Kloster Fulda ausgestellten Urkunde die Siedlung Burg Weimar; diese gilt als „Geburtsurkunde der Stadt“, obwohl nicht ganz sicher ist, ob mit „Wimares“ wirklich die heutige Stadt gemeint ist. Es könnte auch der Ort Wechmar gemeint gewesen sein, der sich viel besser in den vermuteten Reiseweg Ottos einfügt. Sicher dagegen ist, dass, obwohl es sich bei der Burg keineswegs um eine steinerne, sondern nur um eine mit Palisaden versehene Wallanlage handelte, diese verhältnismäßig sicher gewesen sein muss. Sowohl die Truppen von König Otto III., die 984 den Grafen Wilhelm II. aus dem Adelsgeschlecht Weimar in seiner Burg bedrängten, als auch im Jahre 1002 die um die Vorherrschaft in Thüringen kämpfenden Ekkehardiner mussten die Belagerung erfolglos aufgeben. Zerstört wurde sie im Winter 1173/74 durch den Landgrafen Ludwig III. aus dem Hause der Ludowinger, die inzwischen zur Territorialmacht in Thüringen aufgestiegen waren. Allerdings wurde sie schnell wieder aufgebaut, denn im Jahr 1214 fand eine erneute Belagerung der diesmal ausdrücklich als castrum Wimar bezeichneten Anlage statt.
Im Jahr 1250 ist dann auch erstmals die Rede von einer Siedlung, die sich aber schon früher im Schutze der Burg gebildet haben musste. Zwischen 1245 und 1249 wurde die spätere Stadtkirche erbaut und spätestens 1254 dem Apostel Peter und bis 1433 beiden Aposteln Peter und Paul geweiht. Das Patronat der Stadtkirche wurde am 16. September 1284 dem Deutschritterorden übergeben, der die Geistlichen bis zur Reformation stellte. Der Orden, der der Diözese Mainz unterstellt war, verfügte über einen ausgedehnten Grundbesitz um die Stadtkirche herum und in der Rittergasse, der 1525 der Stadt zufiel. Spätestens seit 1307 war der Ritterorden mit dem Schulwesen betraut, mit der Krankenpflege ab 1383 in einem Spital an der Stelle des heutigen Marstalls.
Nach dem Aussterben der Ludowinger im Jahr 1247 konnten sich die Grafen von Weimar-Orlamünde nur schwer gegen die Wettiner halten, die nach dem thüringisch-hessischen Erbfolgekrieg den Großteil Thüringens übernommen hatten. Zuerst verkauften sie Orlamünde an das Haus Wettin und schließlich mussten sie nach der Niederlage im Thüringer Grafenkrieg im Jahre 1365 auch Weimar als Lehen an die Wettiner abtreten. Seit der Leipziger Teilung war es in der Hand der ernestinischen Linie der Wettiner und ab 1547, nach der Wittenberger Kapitulation und dem damit verbundenen Verlust der bisherigen Hauptstadt Wittenberg, deren Hauptsitz.

### Stadtentwicklung, Stadtrechte (1410), Hauptstadt von Sachsen-Weimar (1552)

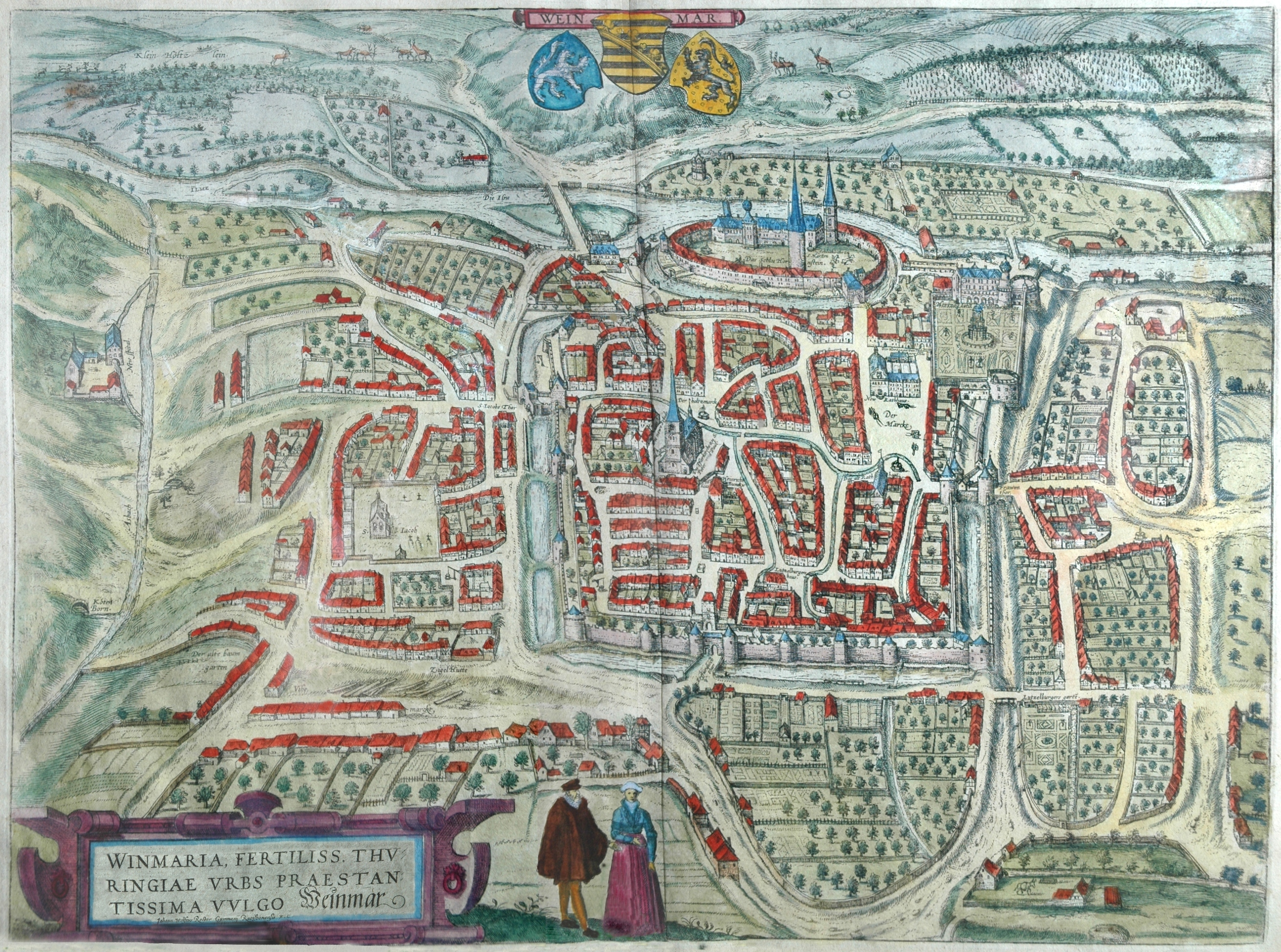
Stadtplan Weimar von Johannes Wolf, 1569

Erst im Jahr 1410 hatte Weimar die Stadtrechte und damit eine den anderen wettinischen Städten vergleichbare Rechtsstellung erhalten. Jedoch bereits ab etwa 1350 unter den Grafen von Orlamünde und ab etwa 1406 unter Friedrich dem Friedfertigen von Thüringen bis zur Gründung einer Thüringer Landesmünzstätte in Weimar nach 1444 hatte die Stadt eine städtische Münzstätte. Der auf die Vergabe der Stadtrechte folgende Aufschwung wurde aber bald im Jahr 1424 von einem verheerenden Stadtbrand zunichtegemacht. Den Wiederaufbau versuchten die Wettiner durch mehrmaligen Steuererlass, Zinsbefreiungen und Verleihung zusätzlicher Marktrechte zu fördern. Als wichtigste Maßnahme wurden die vorher bereits vorhandenen unbedeutenden Befestigungen der Burganlage auf die ganze Stadt ausgedehnt. Es entstand eine doppelte Stadtmauer in Form eines Doppelringes im Abstand von acht bis zehn Metern mit zehn Türmen und vier zusätzlich befestigten Toranlagen. Reste dieser Stadtbefestigung sind heute noch vorhanden, so unter anderem der Kasseturm am Goetheplatz. Der Reformator Martin Luther machte Anfang des 16. Jh. mehrmals im städtischen Franziskanerkloster Quartier. Im 1524 wurde Johannes Gau erster evangelischer Pfarrer in Weimar.

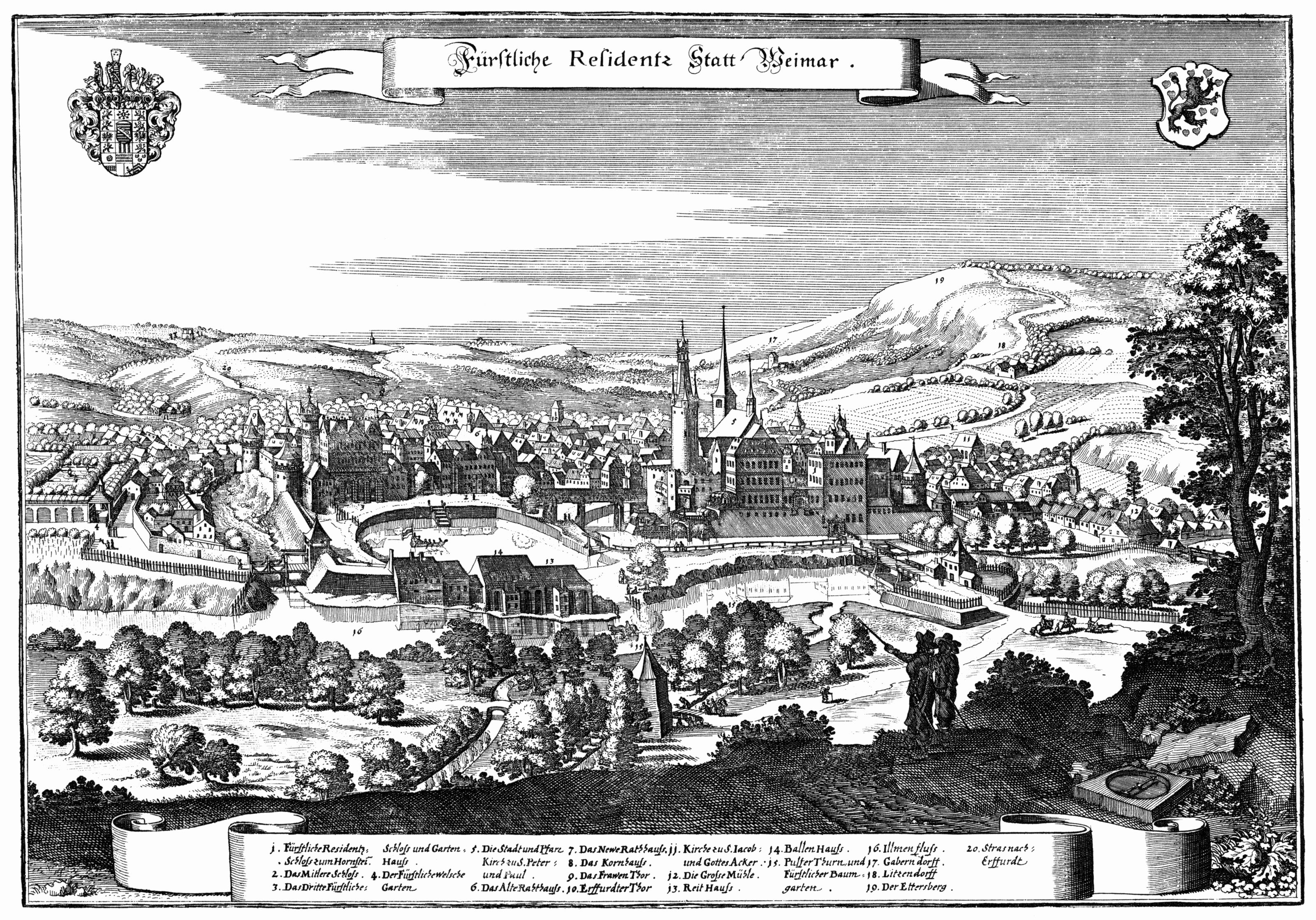
Weimar um 1650

1552 machte Herzog Johann Friedrich der Großmütige Weimar zur Hauptstadt des Herzogtums Sachsen-Weimar (später Sachsen-Weimar-Eisenach). Sie blieb Haupt- und Residenzstadt dieses Staates bis 1918.
Von 1561 bis 1681 kam es auch in Weimar zu Hexenverfolgungen. Sechs Menschen wurden in Hexenprozessen angeklagt. Besonders bekannt wurden 1628 die Ereignisse um den Landesfürsten Herzog Johann Friedrich von Sachsen-Weimar, der einen Pakt mit dem Teufel gestand und einen Tag später tot in seiner Zelle aufgefunden wurde. Zwei Frauen wurden 1669 und 1676 enthauptet und verbrannt.
Der Dreißigjährige Krieg blieb auch an Weimar nicht ohne Folgen. In der Jakobsvorstadt im ältesten Siedlungsteil Weimars in der Jakobskirche wurde eine Grabplatte von Hans Melchior Marschall gefunden.
Am 4. Oktober 1653 fand zum ersten Mal der Weimarer Zwiebelmarkt statt, ursprünglich ein Markt für Obst und Feldfrüchte, der sich heute zu einem Volksfest von überregionaler Ausstrahlung gewandelt hat.

### „Goldenes Zeitalter“

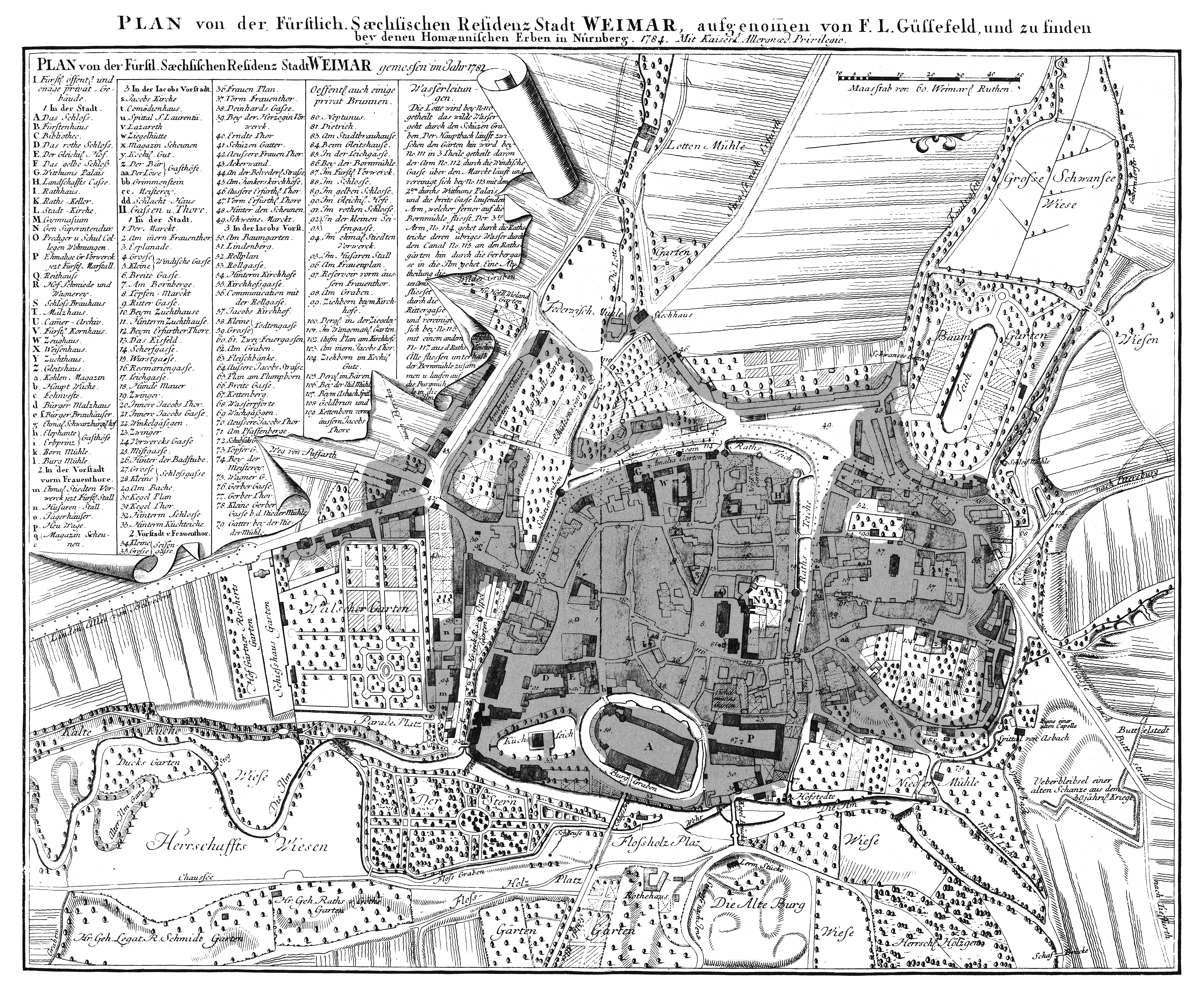
Stadtplan Weimars von Franz Ludwig Güssefeld, 1784, Norden ist rechts

Eine wichtige Rolle spielte die Stadt als Ort der Weimarer Klassik während der Regentschaft der Herzogin Anna Amalia und unter ihrem Sohn Herzog Carl August Ende des 18./Anfang des 19. Jahrhunderts durch die Anwesenheit Wielands, Goethes, Herders, Schillers und Falks sowie anderer wichtiger Persönlichkeiten der Epoche. So kam es zur Bildung der Legende vom Weimarer Musenhof. Wahr ist fraglos, dass Anna Amalia gern gelehrte Persönlichkeiten um sich hatte. Das Wittumspalais und das Schloss Tiefurt und das damit verbundene Tiefurter Journal legen hierfür Zeugnis ab. Carl August seinerseits war zum einen bereit, an seinem Hof Künstler zu beschäftigen, zum anderen ließ er ihnen aber auch die Freiheiten, das zu verwirklichen, woran sie selbst glaubten. Herzog Carl August galt als tolerant und aufgeklärt; er war 1816 auch der erste Monarch Deutschlands, der seinem Staat eine Verfassung gab. Dieses hieß sogar „Grundgesetz“! Das Wartburgfest deutscher Studenten von 1817 fand auf seinem Territorium statt.
Das 1732 errichtete Lustschloss Falkenburg wurde bereits 1756 im Siebenjährigen Krieg zerstört. Unter Herzogin Anna Amalia wurde die alte Stadtbefestigung Weimars bis auf Reste abgebrochen. Zu denen zählen u. a. der Kasseturm und der Stadtturm. Letzterer wurde zum Magazinturm der Herzogin-Anna-Amalia-Bibliothek. Mit den niedergelegten Mauern wurden Häuser gebaut, die der Siebenjährige Krieg zerstört hatte. Plünderungen und Zerstörungen blieben Weimar auch in der Folge der Schlacht bei Jena und Auerstedt 1806 und der französischen Besatzung und schließlich der Völkerschlacht bei Leipzig nicht erspart. Nicht erspart blieb auch der Schlossbrand des Weimarer Stadtschlosses von 1774, dem ein Neubau folgte. Allerdings wurde die kleine Residenzstadt Weimar zu einem Hort der Weltliteratur. Daran hatte die Herzogin-Anna-Amalia-Bibliothek einen entscheidenden Anteil. In dieser Zeit entstanden architektonische Zeugnisse, die auch äußerlich nicht nur die Weimarer Klassik, sondern das Klassische Weimar verkörperten. Einige davon stehen auf der Liste der Unesco-Denkmale in Weimar. Zahlreiche Bauten, die dem Klassizismus angehören, gibt es in Weimar. Das entsprach nicht zuletzt den Vorstellungen Goethes und Carl Augusts, die dann unter Clemens Wenzeslaus Coudray umgesetzt wurden. Die Gestaltung von Schloss und Park Tiefurt, Park an der Ilm und Belvedere sind hierbei hervorzuheben. Auch Bildhauer wie u. a. Martin Gottlieb Klauer oder Peter Kaufmann hinterließen ihre Spuren in Weimars Stadtbild. Letztlich ist diese Zeit eine Blütezeit des Weimarer Hoftheaters, wo als Intendant auch Goethe selbst einst wirkte.
Das Goldene Zeitalter Weimars endete gewissermaßen mit dem Tod Goethes 1832; es war somit auch das „Goethe-Zeitalter“. Danach begann eine Zeit geistiger und kultureller Erstarrung, von der sich im nachfolgenden „Silbernen Zeitalter“ gelöst wurde.

### „Silbernes Zeitalter“

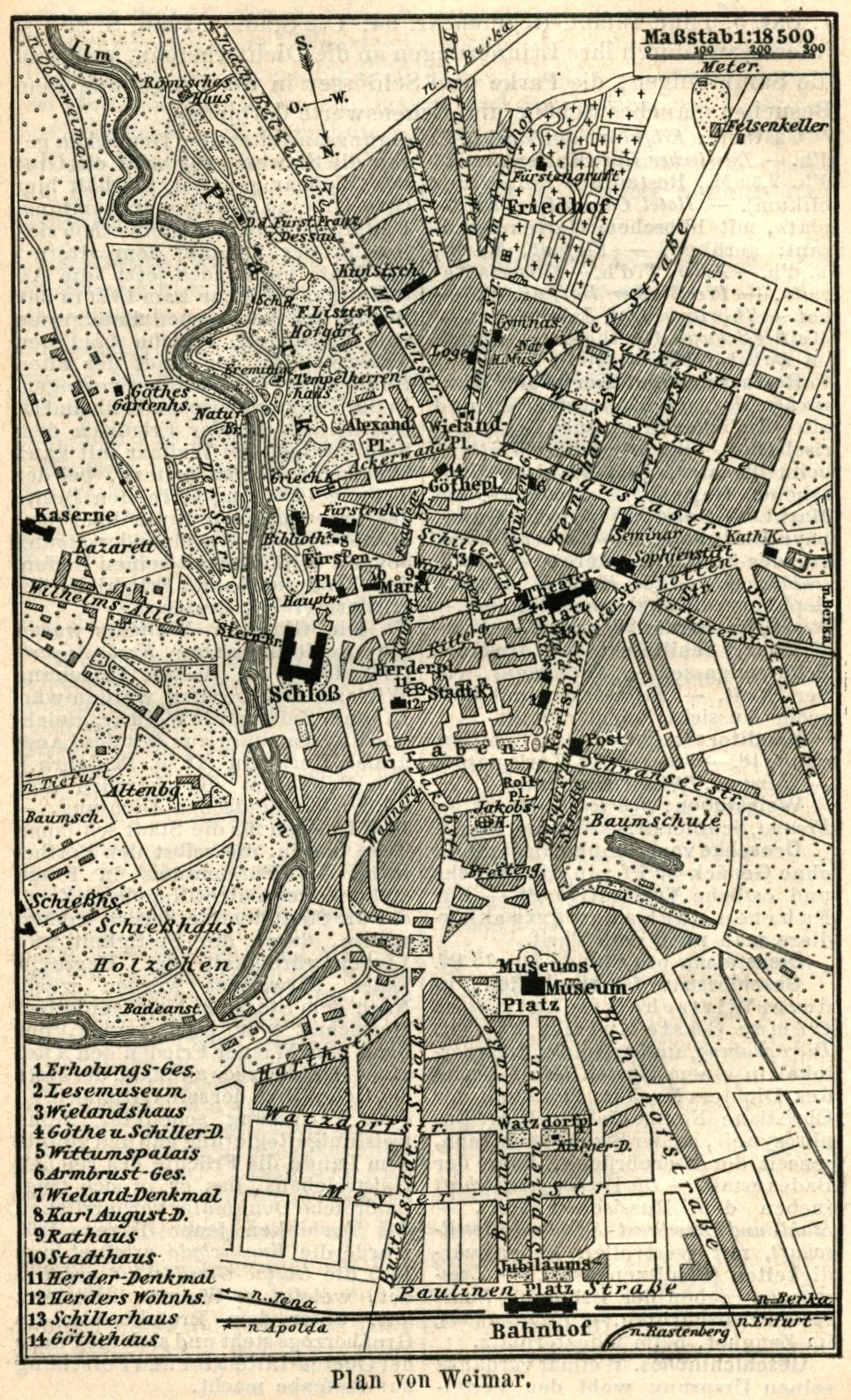
Stadtplan von Weimar (1894)

Unter der Großherzogin Maria Pawlowna und ihrem Sohn Carl Alexander sowie dessen Frau Großherzogin Sophie erlebte die Stadt auf künstlerischer und kultureller Ebene einen neuen Aufschwung. 1842 wurde Franz Liszt zum Kapellmeister berufen; 1849 floh Richard Wagner zu seinem Förderer und späteren Schwiegervater nach Weimar, bevor er sich in die Schweiz absetzte; Liszt setzte 1850 die Uraufführung von Wagners Lohengrin in Weimar durch. Um Liszt formierte sich in Abgrenzung zu den alten Kunstauffassungen stehend ein Kreis aus avantgardistisch orientierten Männern aus verschiedenen Kunstrichtungen insbesondere aus der Musik, aus dem dann 1854 der Neu-Weimar-Verein erwuchs.
Aber nicht nur die Musik wurde gefördert; 1860 gründete Carl Alexander die Großherzoglich-Sächsische Kunstschule Weimar, an der Arnold Böcklin, Franz Lenbach und Reinhold Begas unterrichteten. Die von ihnen geprägte realistische Kunstströmung ging als Weimarer Malerschule in die Kunstgeschichte ein. Das Andenken an die Weimarer Klassik war ein weiteres Anliegen Carl Alexanders und seiner Frau: Die in seinem Auftrag errichteten Denkmale Goethes, Schillers, Herders und Wielands zieren noch heute das Stadtbild. 1859/60 wurde das Lesemuseum (heute Niketempel) auf Maria Pawlownas Kosten für die 1831 gegründete Lesegesellschaft erbaut, deren Anliegen es war, ihren Mitgliedern und der Öffentlichkeit den Zugang zu Zeitschriften zu ermöglichen. Sie stiftete auch eine Reihe öffentlicher Brunnen in Weimar, die von dem Steinbildhauer Carl Dornberger errichtet wurden. An den herausragenden Plätzen wurden den Dichtern Denkmäler errichtet. Das sind das Herder-Denkmal, Wieland-Denkmal und das Goethe- und Schiller-Denkmal. Im Jahre 1864 wurde in Weimar die Deutsche Shakespeare-Gesellschaft gegründet.
Die Industrialisierung ging folglich auch an Weimar nicht spurlos vorbei. In den 1860er Jahren entstand an der Dürrenbacher Hütte Weimars Industriestandort. Auch die Eisenbahn ist zu erwähnen u. a. mit dem Bahnhof Weimar. Dem folgte ein rasantes Bevölkerungswachstum infolge gesteigerter Mobilität. Diesem zuvor stellte u. a. auch die Gründung des Deutschen Zollvereins 1833 die überregional bedeutsamen Weichen. Die deutsche Kleinstaaterei war zwar damit nicht überwunden, jedoch weichte diese sich auf.
Im „Silbernen Zeitalter“ nahm die Arbeiterbewegung einen Aufschwung, so auf kulturellem Gebiet mit der Gründung des Freundschafts-Sängerbundes 1885, der durch den Hofchorsänger und Chordirigenten Emil Steiniger seit 1907 zu kultureller Blüte geführt wurde und verschiedene Folgegründungen von Arbeitergesangvereinen im Umland bewirkte. Bei der Einweihung des ersten Thüringer Gewerkschaftshauses, des „Volkshauses“, mit einer Ansprache des Reichstagsmitglieds August Baudert am 26. April 1908 sang auch der Freundschafts-Sängerbund.
Das 1902 von Hermann Hahn geschaffene und im Ilmpark aufgestellte Liszt-Denkmal Weimar war nicht nur ein Denkmal für den Komponisten Franz Liszt, sondern zugleich Denkmal für das „Silberne Zeitalter“.

Historische Stadtansichten
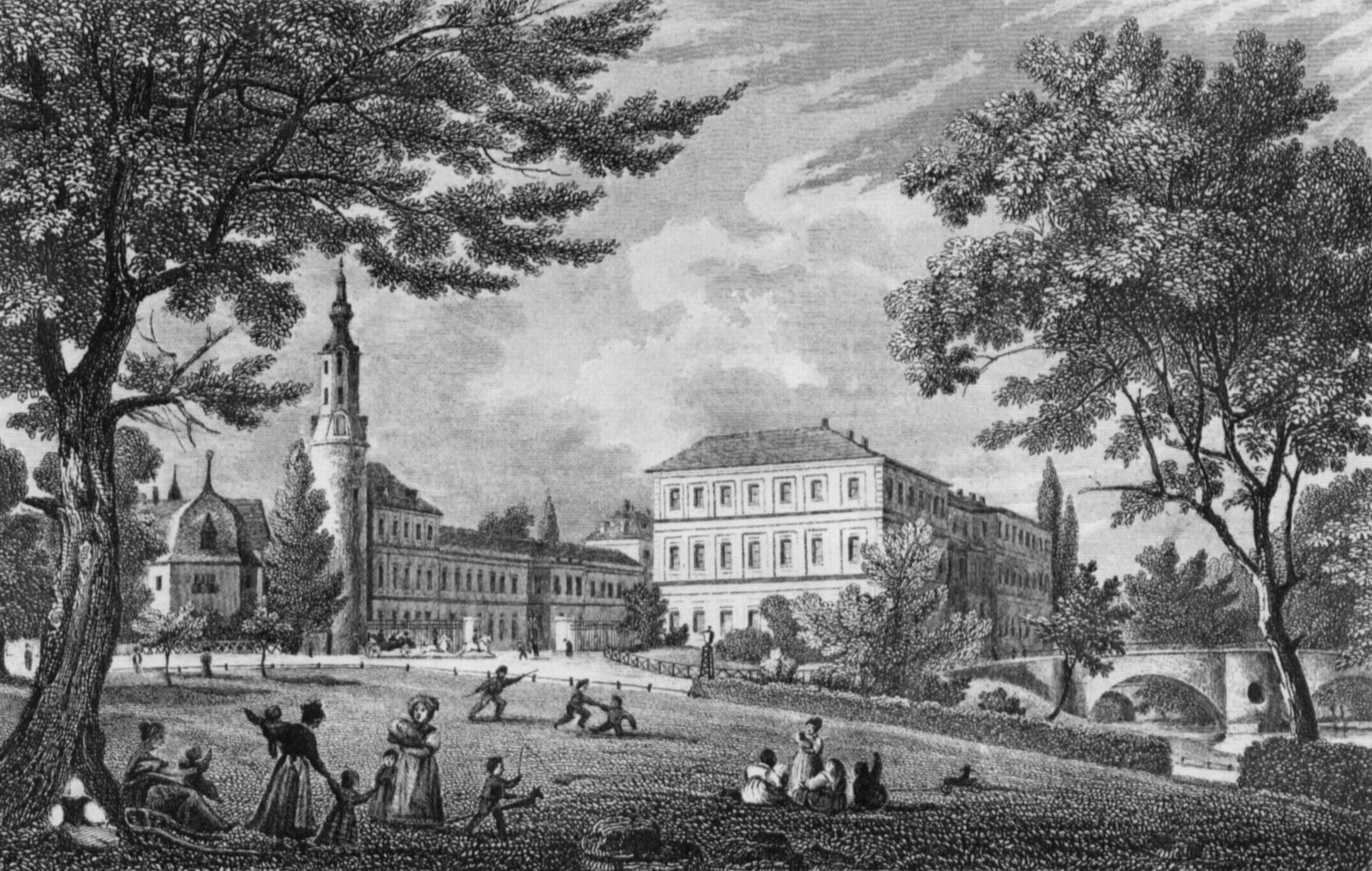
Stadtschloss, um 1840
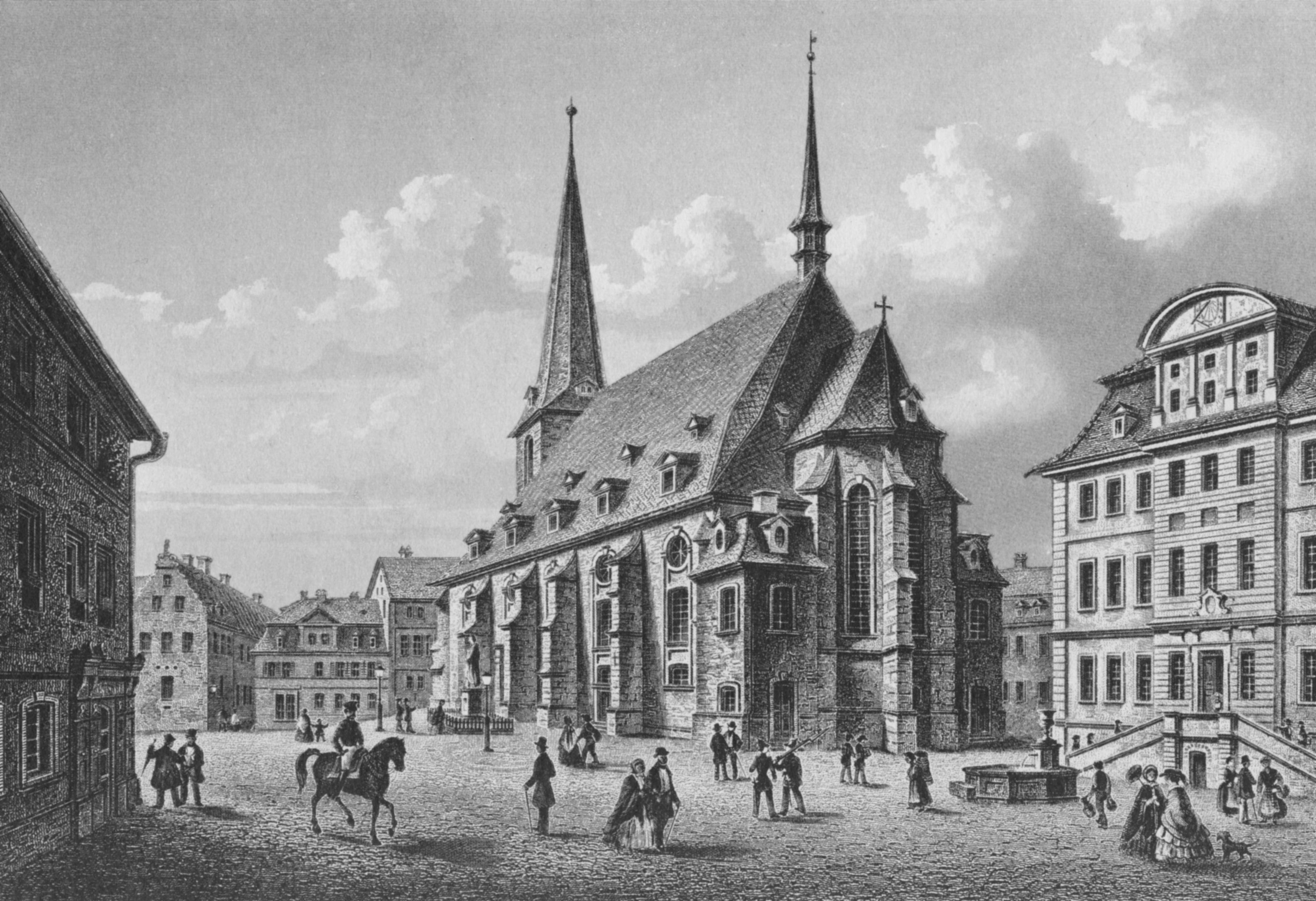
Herderkirche, um 1840
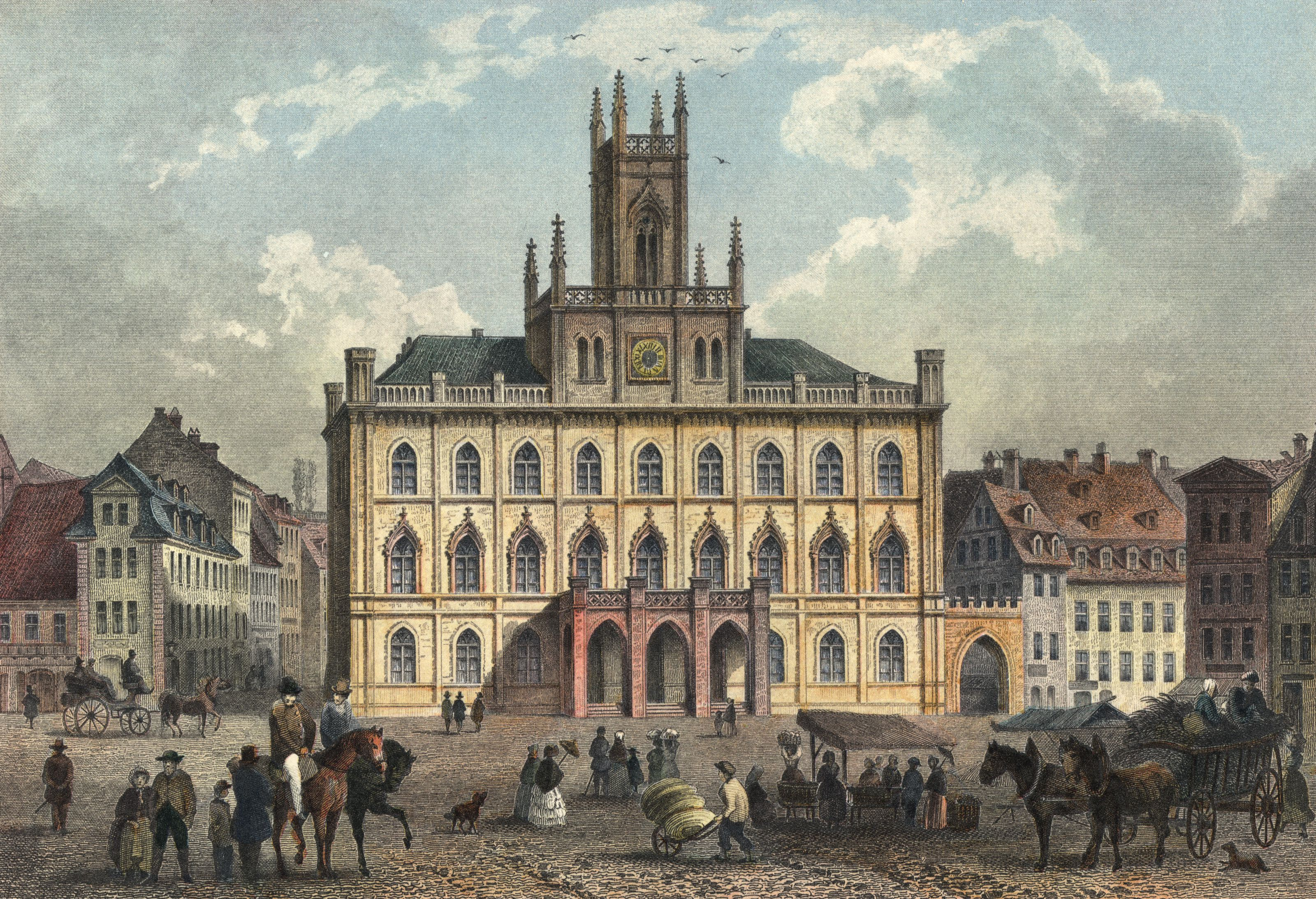
Rathaus Weimar, 1850
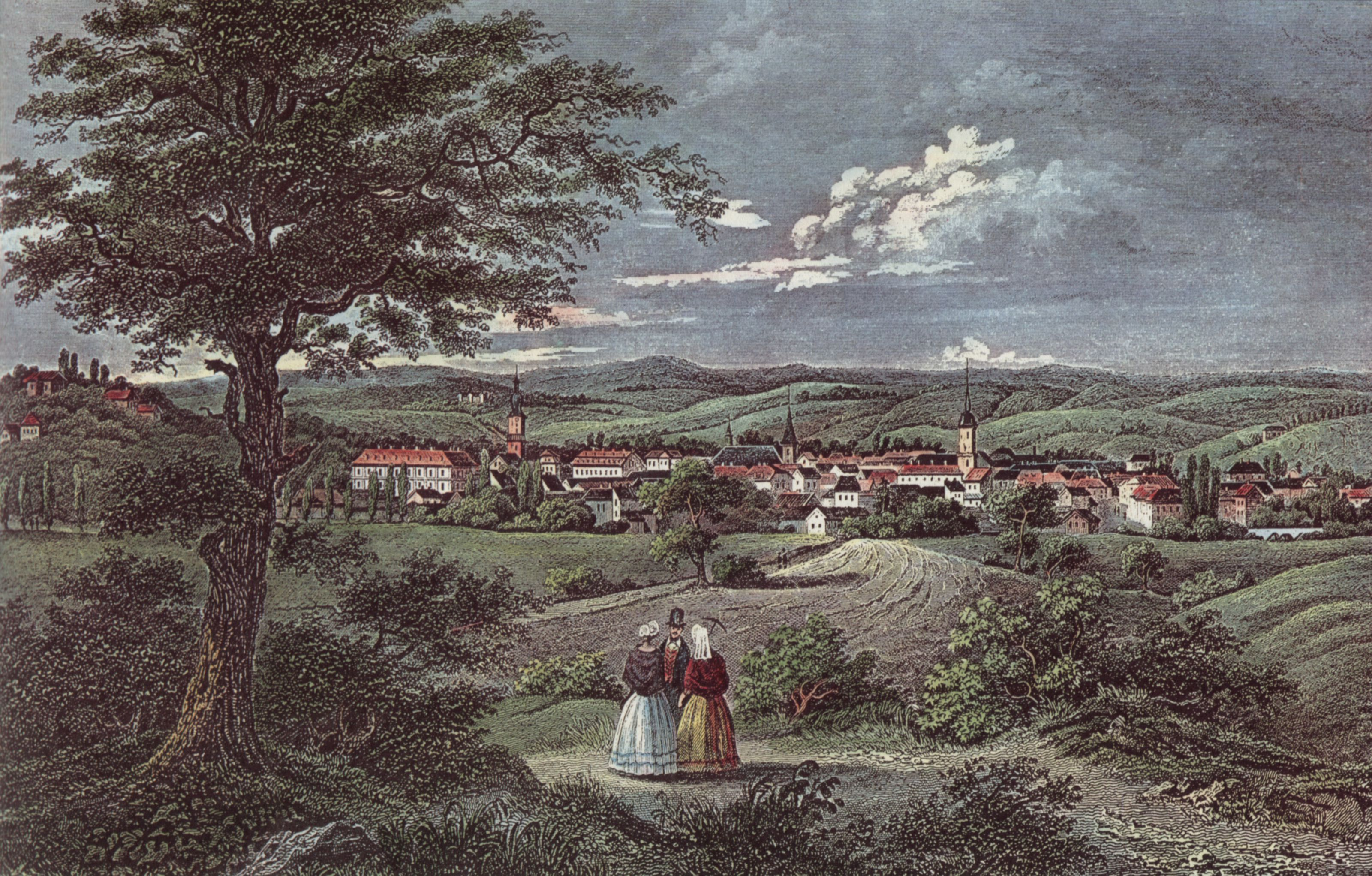
Stadtüberblick, 1850
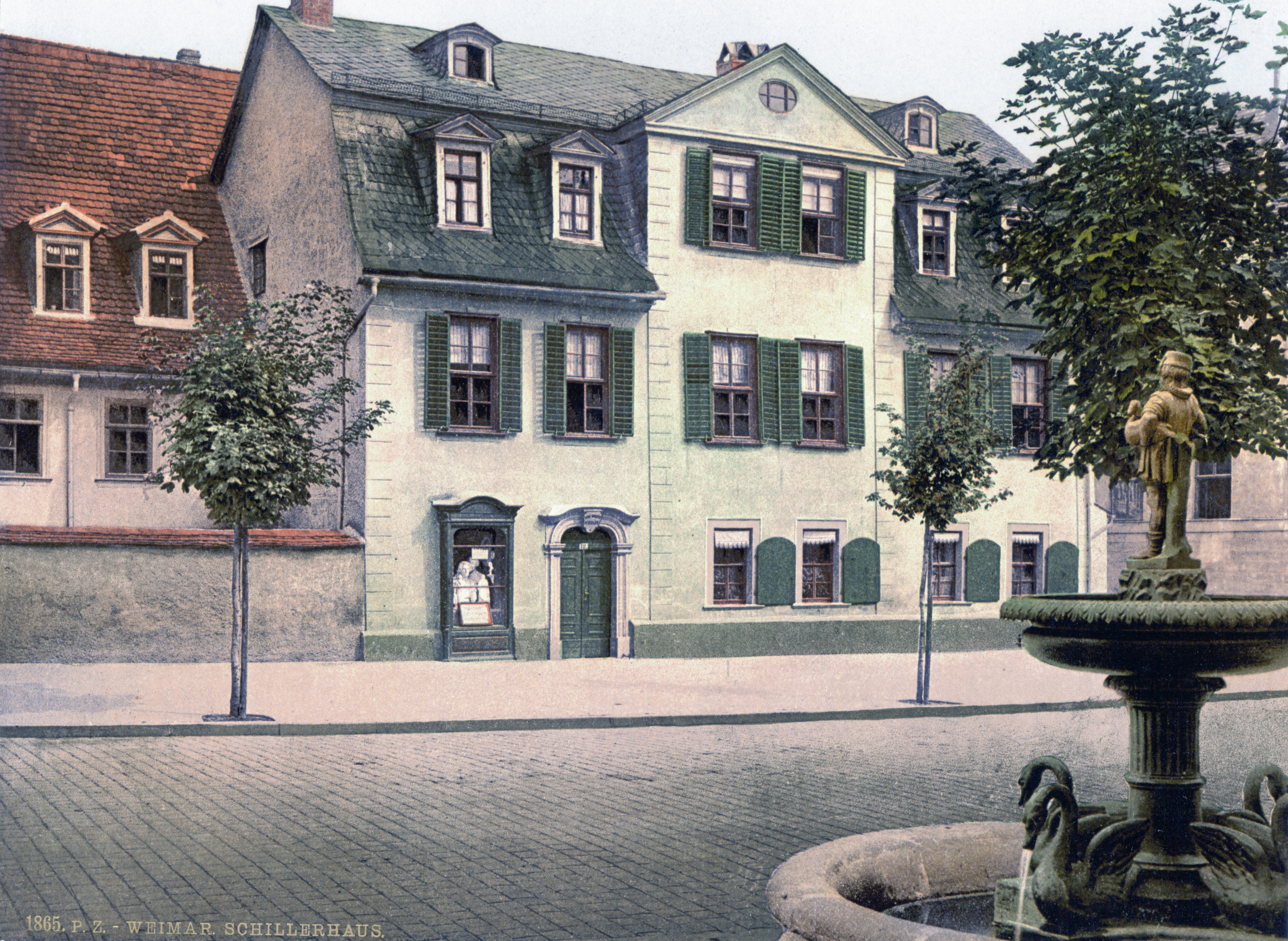
Schillerhaus, um 1900
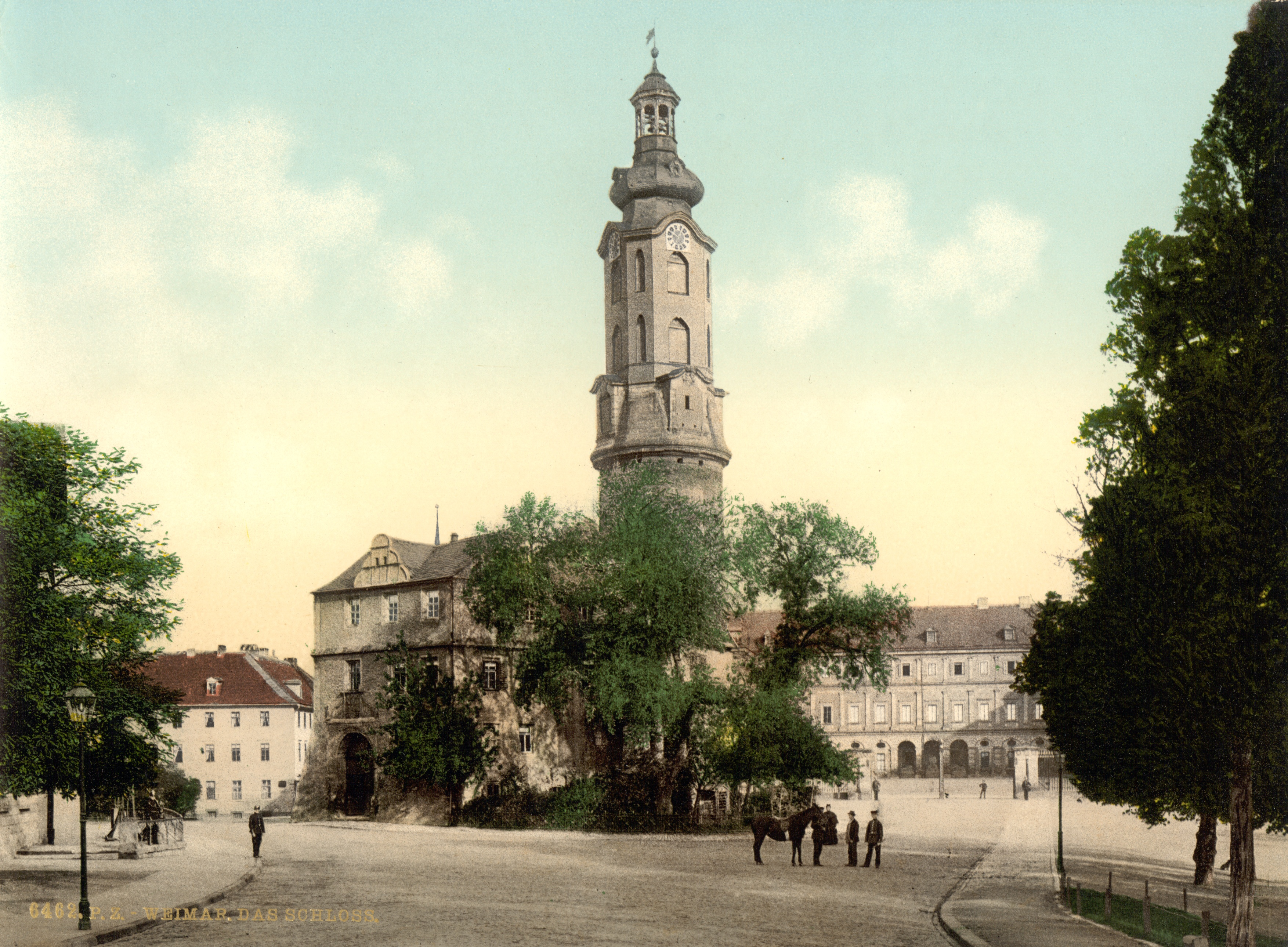
Residenzschloss, 1900
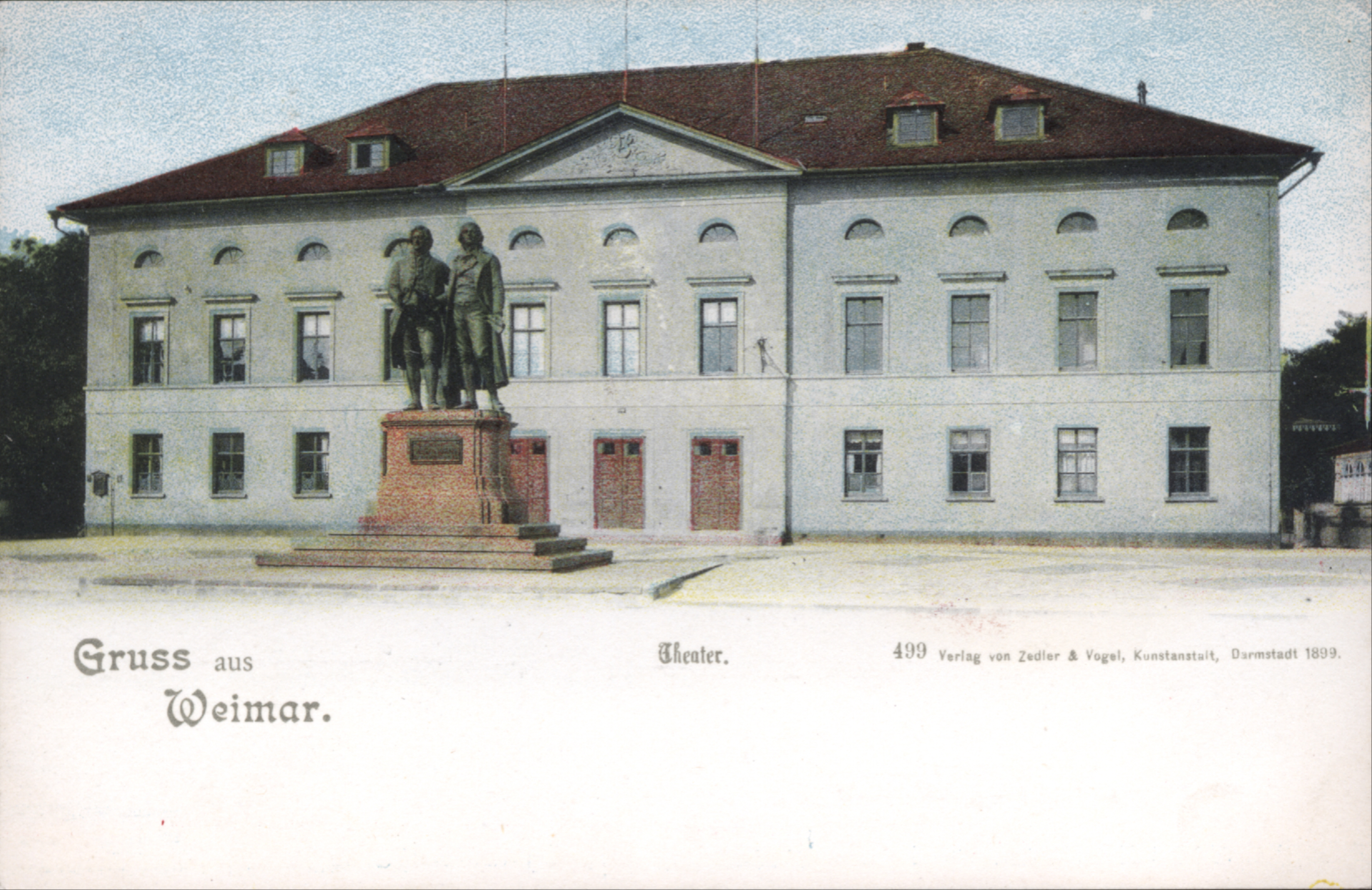
Hoftheater Weimar, 1899
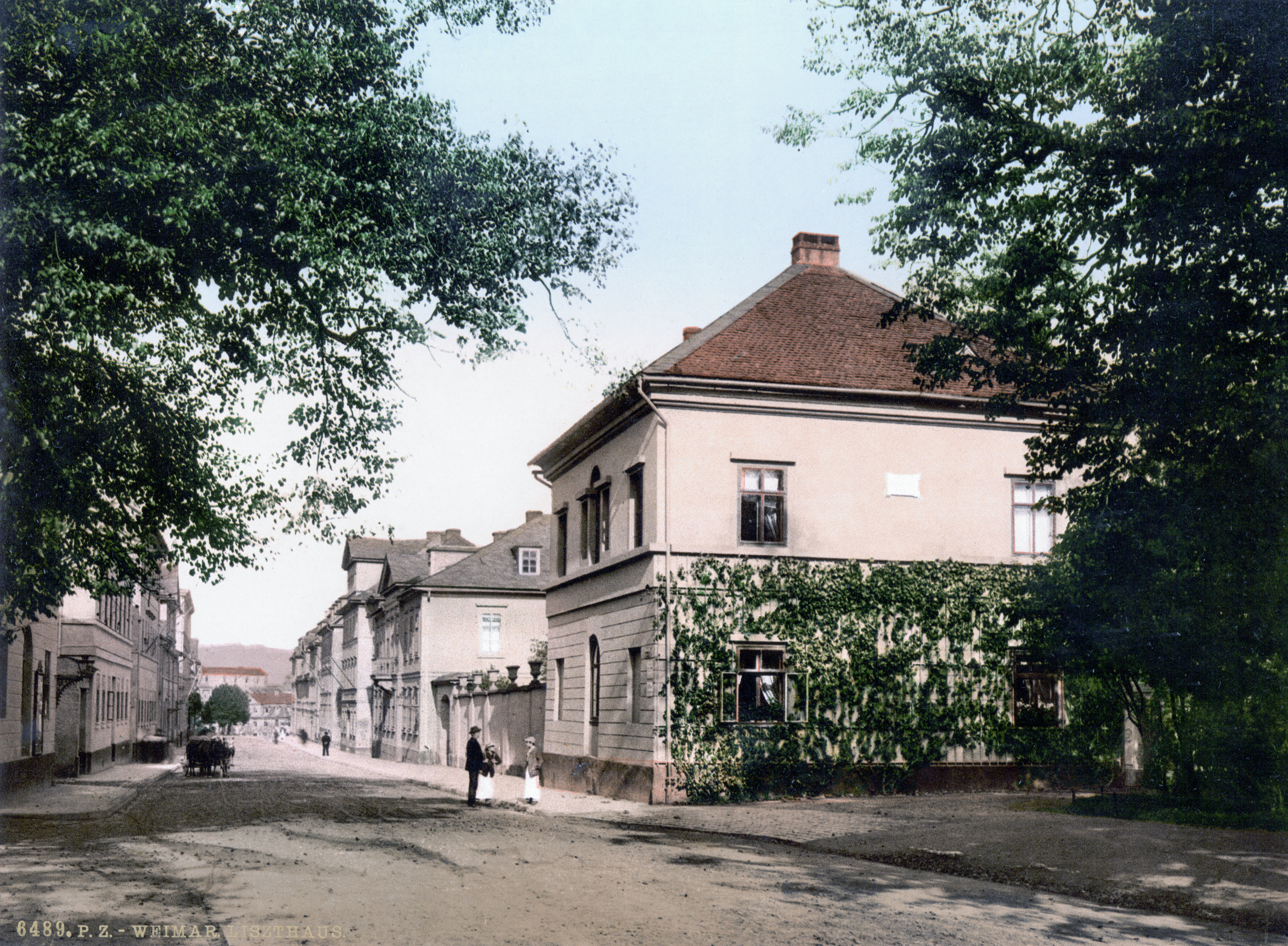
Liszthaus, um 1900
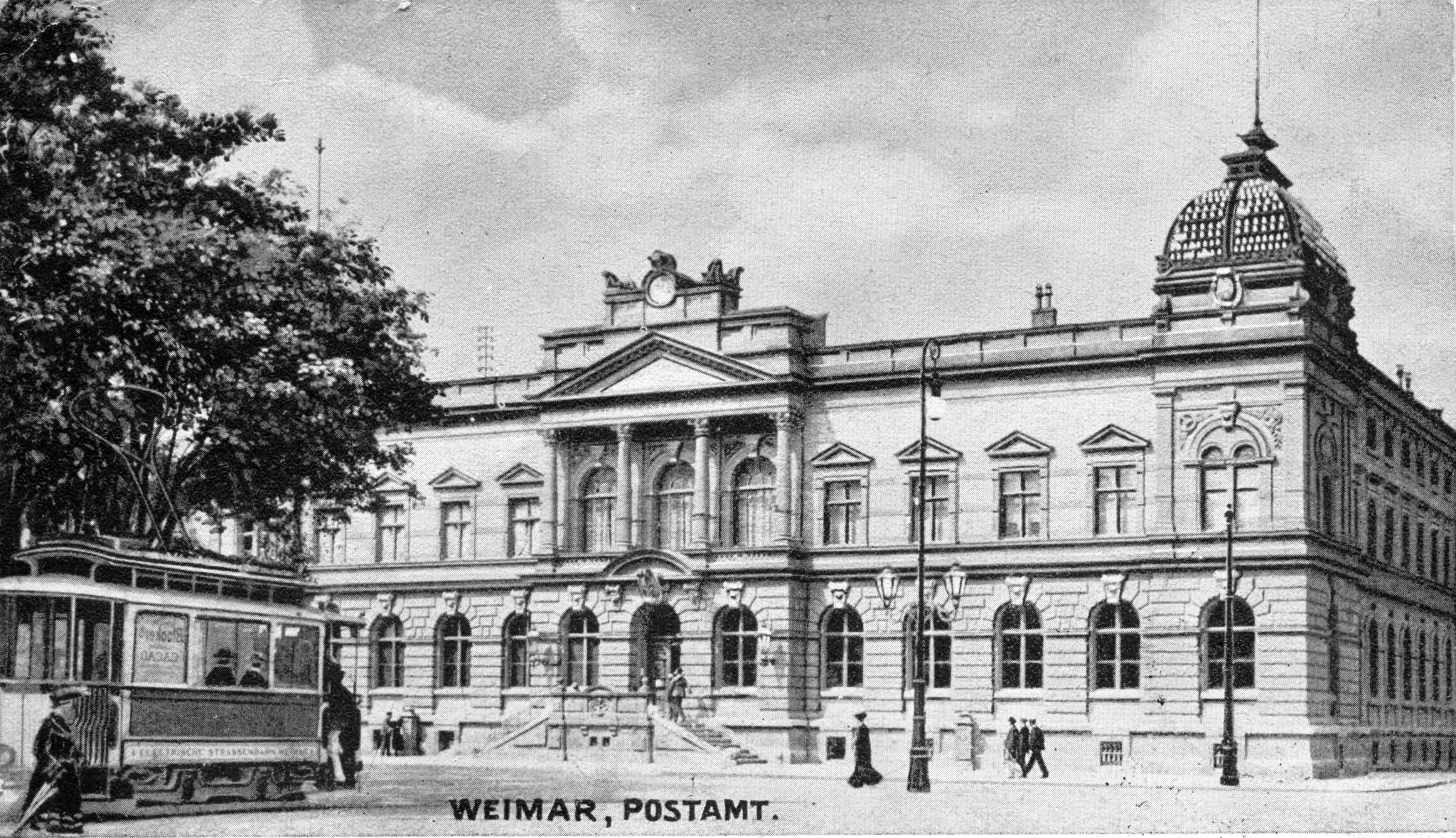
Hauptpost mit Straßenbahn am Karlsplatz (heute Goetheplatz), nach 1899
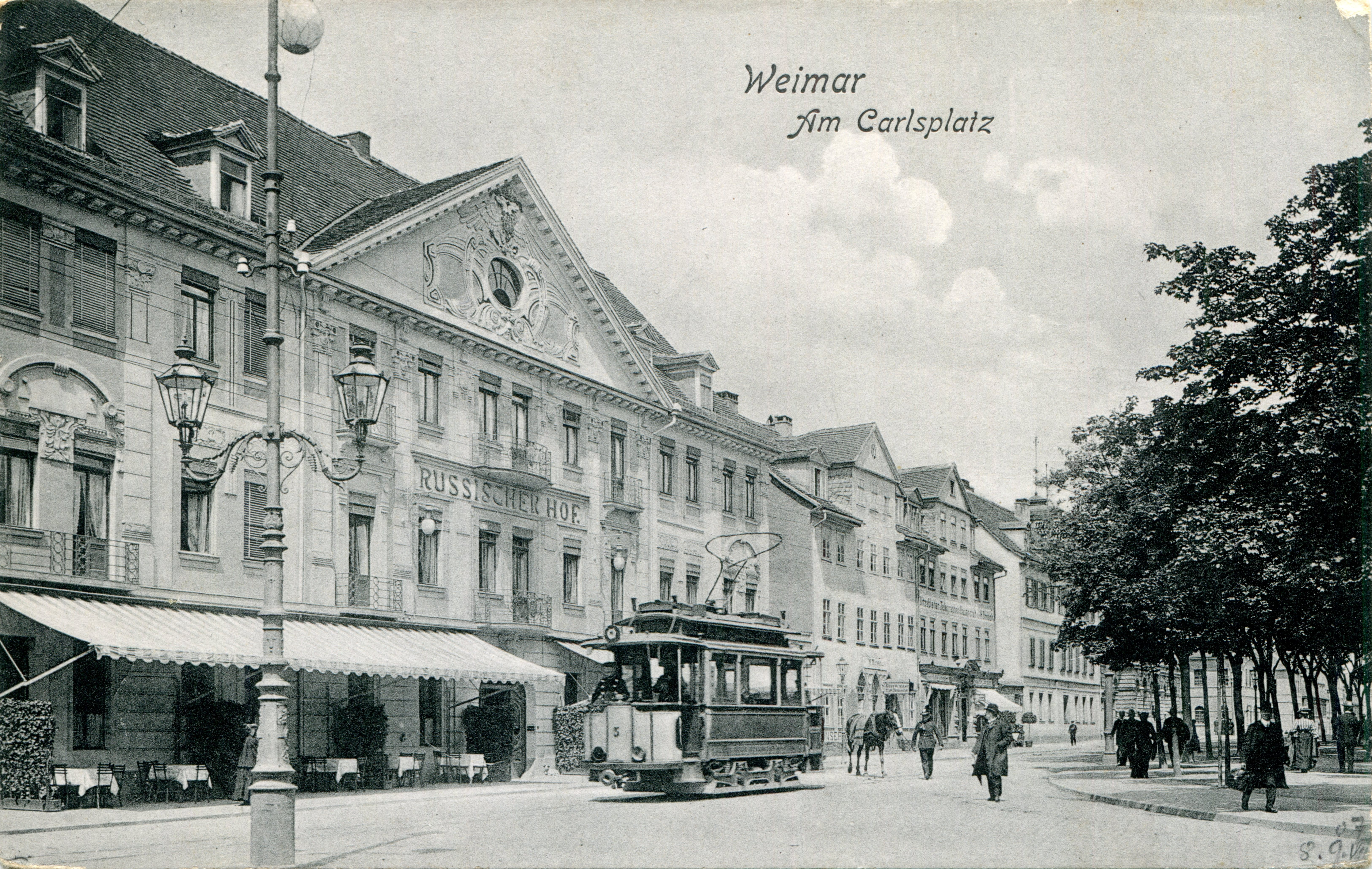
Grand Hotel Russischer Hof am Karlsplatz (heute Goetheplatz) mit Straßenbahn, 1907
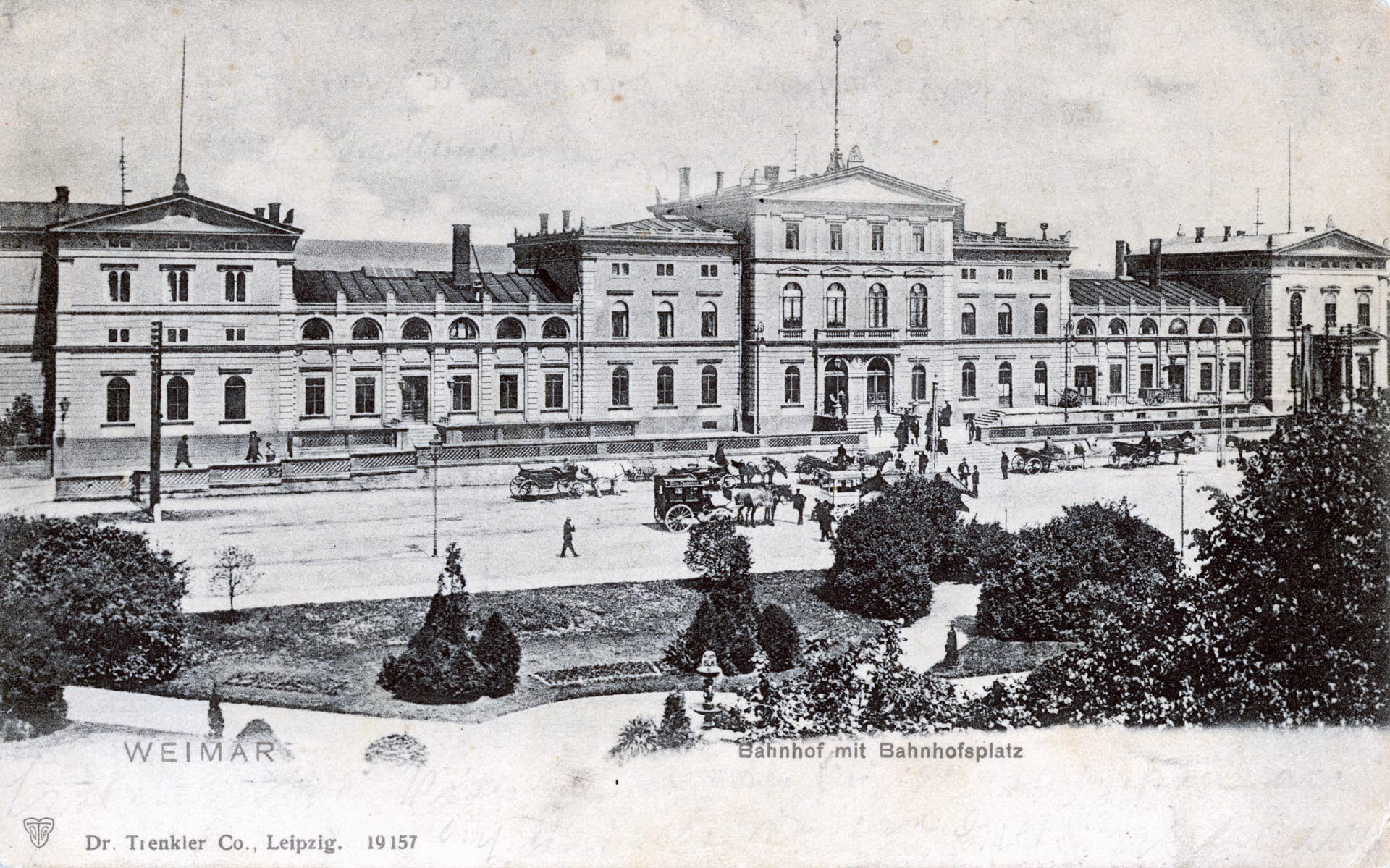
Staatsbahnhof Weimar, um 1900
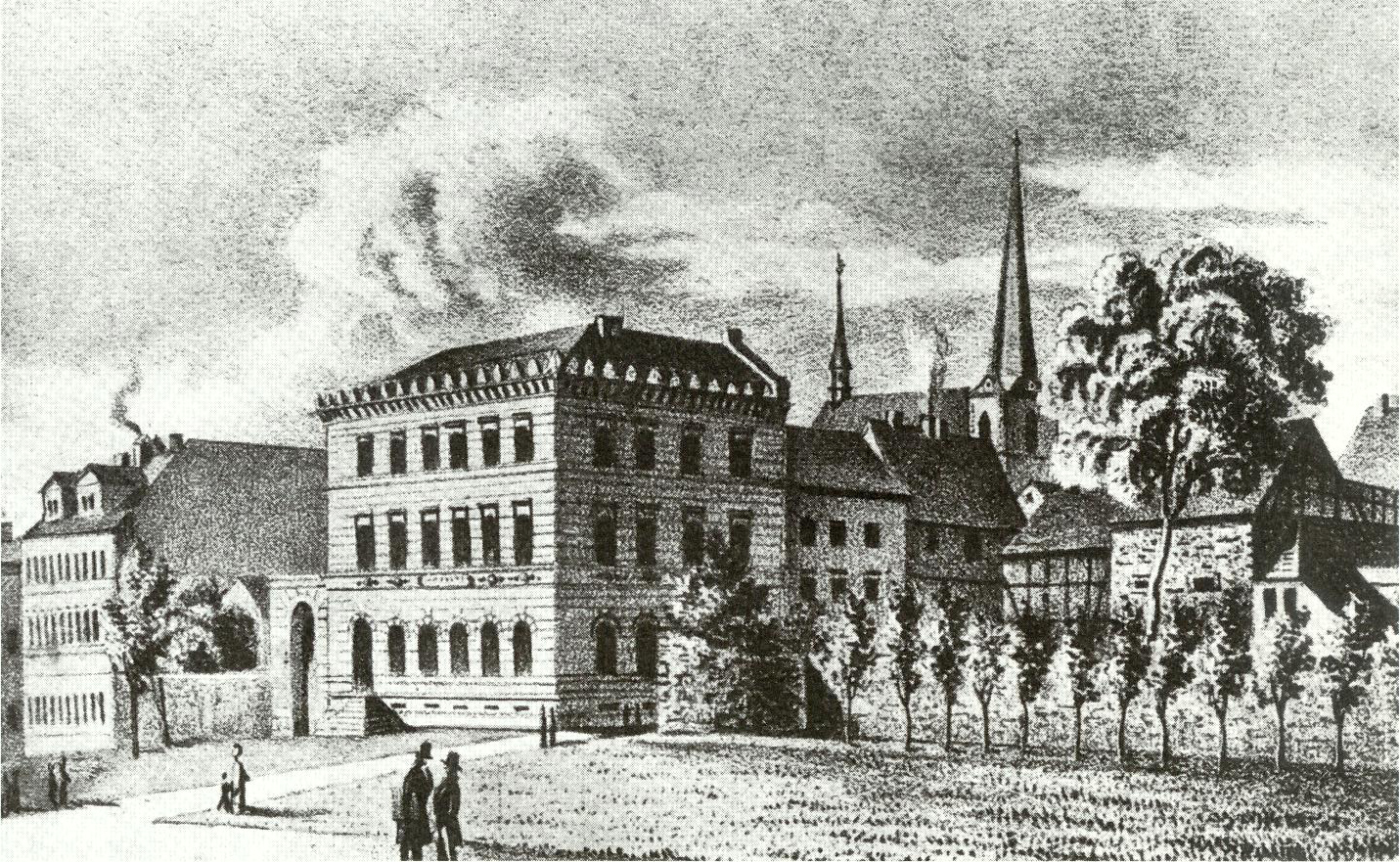
Geschäftsgebäude der Sparkasse Weimar am Graben, 1848

### Neues Weimar

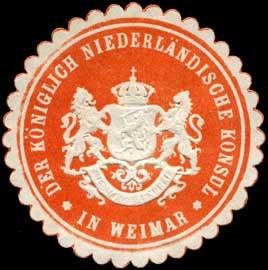
Diplomatische Vertretungen in Weimar: Siegelmarke des Königlichen Niederländischen Konsuls in Weimar um 1900 (Carl-Alexander-Allee 20, seit 1952 Freiherr-vom-Stein-Allee 20 in Weimar)

Auch Carl Alexanders Enkel Wilhelm Ernst verpflichtete sich u. a. der Förderung der Bildenden Kunst. Unter seiner Regierung wurde Weimar zu einem Zentrum der Moderne. Im Jahre 1910 erhob er die von seinem Vater gegründete Großherzoglich-Sächsische Kunstschule Weimar in den Rang einer Hochschule. Bereits 1905 hatte er die Weimarer Bildhauerschule unter der Leitung von Adolf Brütt gegründet. 1907 folgte die Gründung der Großherzoglich-Sächsischen Kunstgewerbeschule Weimar auf Initiative des belgischen Architekten Henry van de Velde, der schon 1905/06 den dafür notwendigen Kunstgewerbeschulbau errichten ließ und von 1904 bis 1911 ebenso für die Planung des gegenüberliegenden Jugendstil-Gebäudes der Kunstschule Weimar verantwortlich zeichnete. 1903 entwarf van de Velde das Interieur für das Nietzsche-Archiv in der Villa Silberblick in Weimar und erbaute 1907–1908 für sich und seine Familie das Haus Hohe Pappeln in der Belvederer Allee. Im Jahr 1908 wurde das an der Stelle des alten Hoftheater Weimar das neue Deutsche Nationaltheater Weimar errichtet. Im Jahre 1906 erfolgte die Gründung des Deutschen Schillerbundes in Weimar.
1846 erhielt Weimar Anschluss an die Eisenbahn (Strecke Halle–Erfurt). Eine weitere wichtige Bahnstrecke war die 1876 eröffnete Weimar-Geraer Bahn nach Jena und Gera. 1887 folgten die Weimar-Rastenberger Eisenbahn nach Buttstädt (seit 1946 stillgelegt) und die Ilmtalbahn nach Bad Berka. Dennoch kam es in Weimar nicht zu dem großen industriellen Aufschwung, wie er in anderen Städten Thüringens nach dem Bahnanschluss eintrat. Weimar blieb weiter eine Verwaltungs- und Residenzstadt. Am 9. November 1918 verzichtete Wilhelm Ernst nach Verhandlungen mit August Baudert für sich und seine Nachkommen auf den Thron des Großherzogtums und zog mit seiner Familie nach Heinrichau (heute: Henryków) um.

### Weimarer Republik

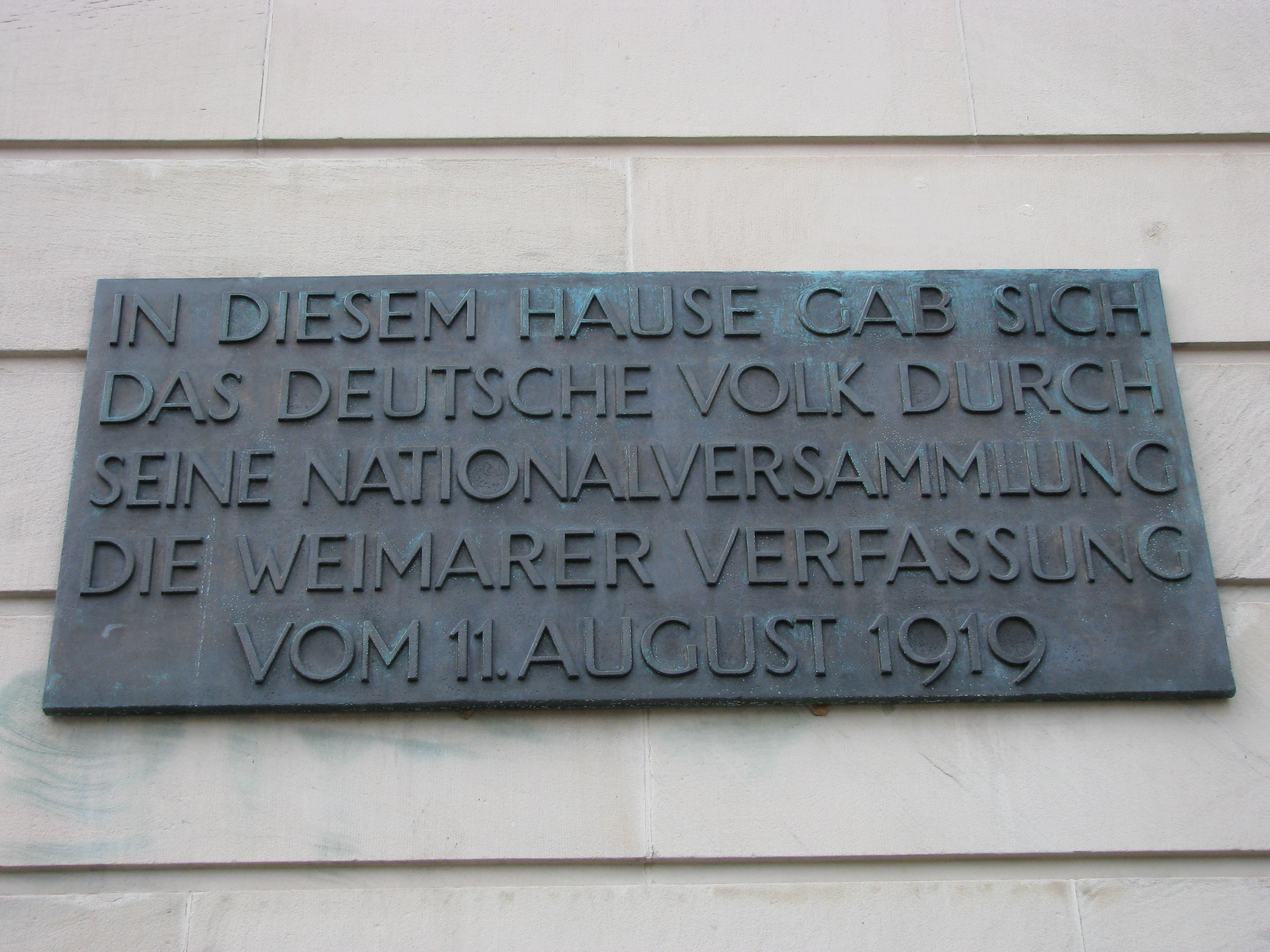
Gedenktafel zur Weimarer Nationalversammlung am Großen Haus des Deutschen Nationaltheaters

Im Jahre 1919 fand im Deutschen Nationaltheater in Weimar die verfassungsgebende Zusammenkunft der Nationalversammlung statt, welche sich nach Abschaffung der Monarchie und Ausrufung der Republik konstituierte und bis zum September 1919 hier tagte, um die damals politisch aufgeheizte Reichshauptstadt Berlin zu vermeiden. Aufgrund des Ortes wurde das parlamentarische Deutschland, wie es von 1919 bis 1933 bestand, als Weimarer Republik bezeichnet. Weimar wurde außerdem am 1. Mai 1920 Hauptstadt des neu gegründeten Landes Thüringen. 1919 wurde in Weimar auch das Bauhaus durch die Vereinigung der Kunstschule in Weimar mit der 1907 von Henry van de Velde gegründeten Großherzoglich Sächsischen Kunstgewerbeschule Weimar gegründet.
Während des Kapp-Putsches reaktionärer Militärs gegen die verfassungsmäßige Ordnung beteiligten sich hunderte Weimarer Arbeiter an einem Generalstreik zur Verteidigung der demokratischen Republik. Als sie sich am 15. März 1920 zu einer Kundgebung im Volkshaus versammelten, schossen putschende Soldaten der Reichswehr auf sie und töteten neun Demonstranten. Nachdem der Putsch niedergeschlagen war, errichtete im Auftrag des örtlichen Gewerkschaftskartells der Direktor des Bauhauses, Walter Gropius, ein Denkmal zu Ehren der Toten, die in Erinnerung an jenen Tag im März seither die „Märzgefallenen“ genannt werden – in Anlehnung an die Opfer der Revolution von 1848 aus dem gleichen Monat. Das Denkmal, im Volksmund „Der Blitz“ genannt, wurde am 1. Mai 1922 eingeweiht.
Im Vorfeld der Zeit des Nationalsozialismus lieferten sich die Kulturschaffenden Weimars regelrechte „Publikationsschlachten“. Insbesondere die Auseinandersetzungen zwischen der freigeistigen Gruppe um Harry Graf Kessler und der völkisch-nationalistischen Gruppe um Adolf Bartels hielten die Stadt in ständiger Polarität. Dies führte 1925 auch zum Umzug des Bauhauses von Weimar nach Dessau.

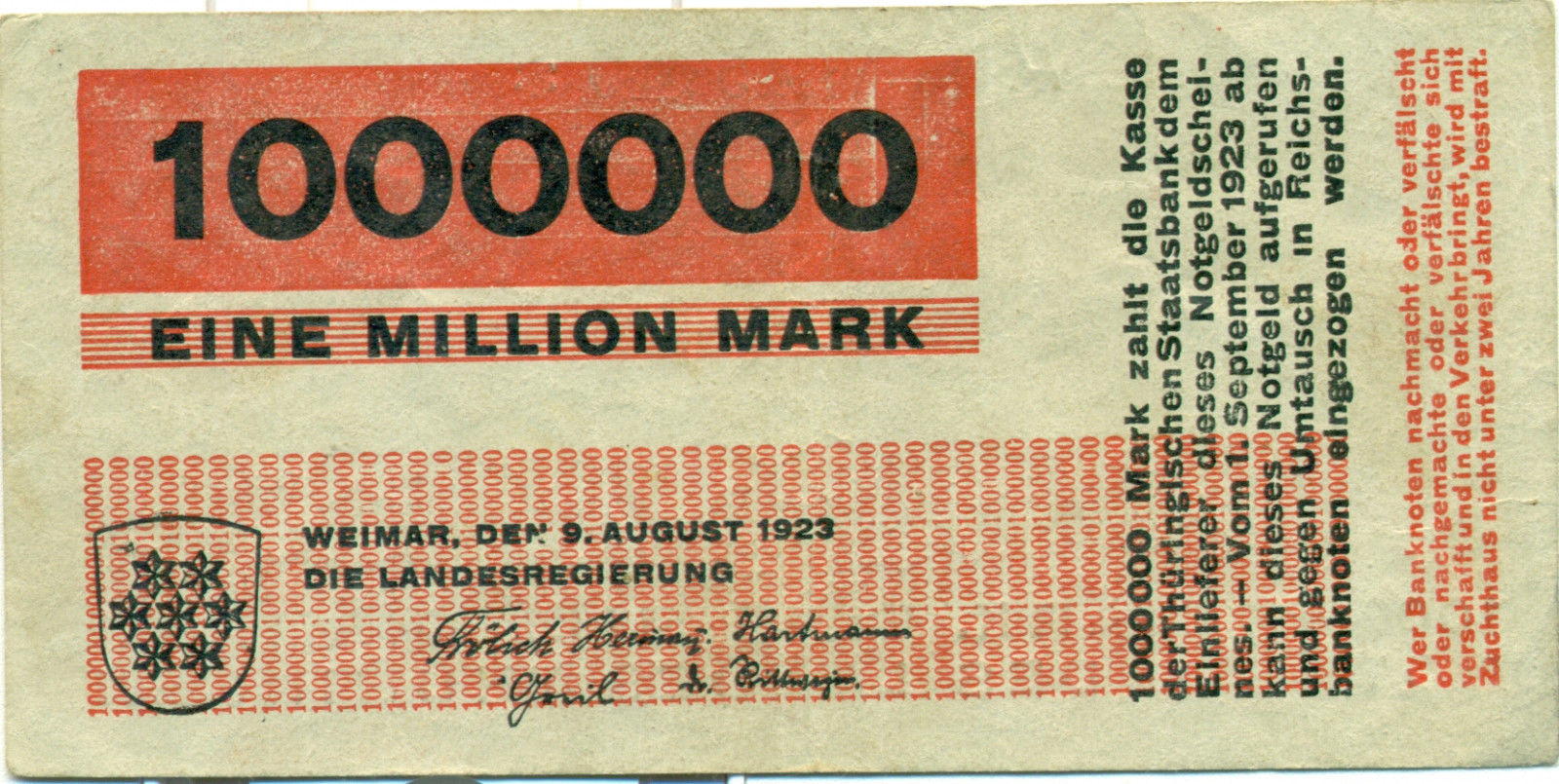
Notgeld des Landes Thüringen aus der Landeshauptstadt Weimar aus dem Jahr 1923 in der Zeit der deutschen Inflation aus der Bauhausdruckerei, gestaltet von Herbert Bayer

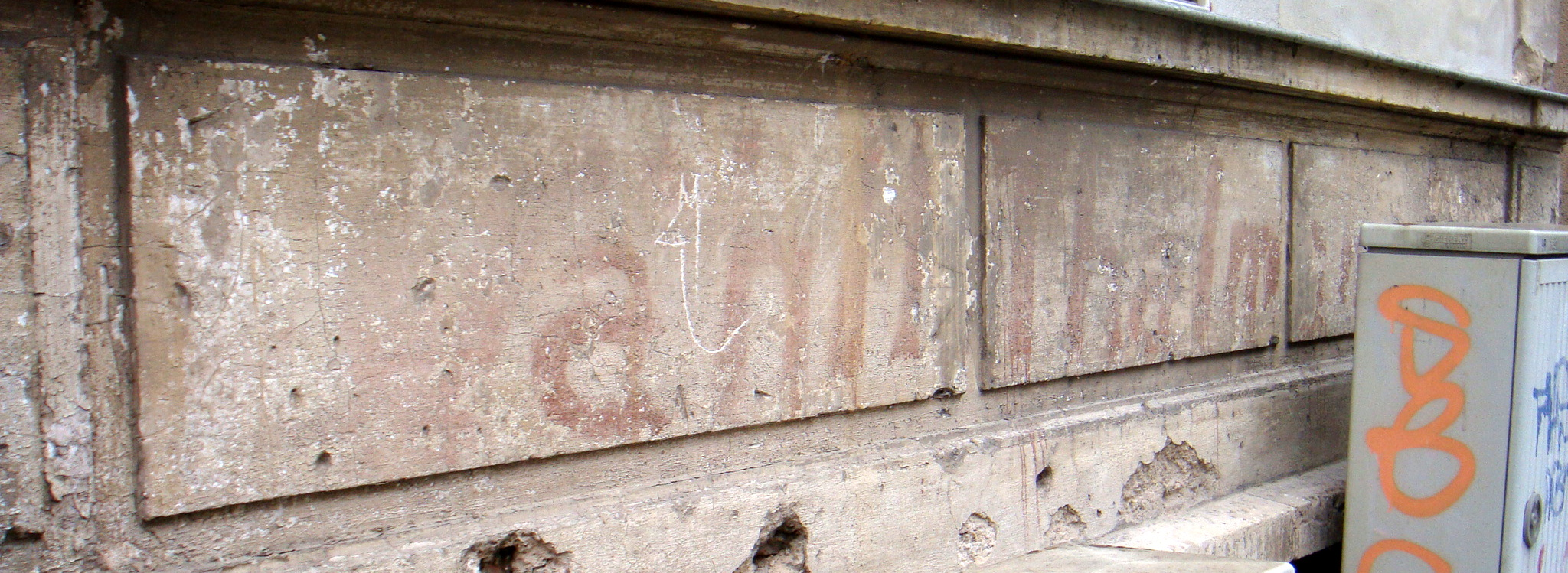
81 Jahre später: In Weimar ist auch im Jahr 2013 die originale Wahlwerbung „Wählt Thälmann“ für den Kandidaten der KPD zur Reichspräsidentenwahl 1932 noch zu lesen

Politisch entwickelte sich Weimar zwischen den Kriegen zu einem Zentrum konservativer und nationalistischer Strömungen.
Der zweite Parteitag der NSDAP, der erste nach ihrer Neugründung im Februar 1925, fand am 3. und 4. Juli 1926 in Weimar statt. Auf der Sondertagung für Jugendfragen im Vereinslokal Armbrust, dem heutigen Kino in der Schützengasse 14, wurde die Großdeutsche Jugendbewegung (GDJB) zur einzigen Parteijugend erklärt und auf einer Sondertagung für Jugendfragen schließlich auf Vorschlag von Julius Streicher in Hitlerjugend, Bund deutscher Arbeiterjugend umbenannt. Weimar ist auch ein Ort des Kolonialgedankens. So wurde in Weimar der Kolonialbrunnen errichtet, gestiftet vom Deutschen Kolonialkriegerbund anlässlich der „Kolonialtagung“ am 7. September 1930. Dieser wurde nach 1945 wieder entfernt. Für die Nationalsozialisten war Weimar von doppelter symbolischer Bedeutung: als Gründungsort der verhassten Republik und als Zentrum der großen deutschen Kulturtradition. Hitler selbst besuchte Weimar über 40 Mal. 1939 war die Hälfte aller Erwerbstätigen der Stadt als Beamte in der Verwaltung tätig. Auch als Alterswohnsitz erfreute sich die Stadt zwischen den Weltkriegen großer Beliebtheit.
Trotz schwacher Industrie wuchs die Bevölkerung schnell, von etwa 37.000 im Jahr 1914 auf etwa 50.000 Einwohner im Jahr 1928. Auch der Tourismus entwickelte sich gut. Die Vermögensverluste durch Inflation, Arbeiterunruhen und die Wirtschaftskrise 1923/24 verstärkten jedoch die Distanz der Mittelschicht zur Weimarer Republik. Der Weltwirtschaftskrise 1929 folgte ein deutlicher Rückgang des Tourismus.
Es entwickelte sich ein national-konservatives Milieu, von dem vor allem die DVP und die DNVP profitierten. Unterstützt wurde diese Entwicklung von Strömungen innerhalb der evangelischen Kirche. So war Weimar während der Zeit des Nationalsozialismus eine Hochburg der Deutschen Christen.
Schon im März 1930 war mit Innen- und Volksbildungsminister Wilhelm Frick der erste NS-Minister in einer Landesregierung aufgetreten, was in Weimar zu einer Infiltration der Polizei mit Nationalsozialisten führte. Zunehmend etablierte sich die NSDAP auch in Weimar und trat schließlich 1932 gemeinsam mit DNVP und DVP zu den Stadtratswahlen an. Bei den Reichspräsidentenwahlen im März bzw. April 1932 erzielte der Kandidat der NSDAP Hitler bereits 34,5 % bzw. 42,8 % aller Stimmen in Weimar, während der Kandidat der KPD Ernst Thälmann immerhin noch 10,5 % bzw. sieben Prozent bekam. Im August 1932 übernahm die NSDAP unter dem in Weimar residierenden NSDAP-Gauleiter Fritz Sauckel die Regierung in Thüringen.

### Zeit des Nationalsozialismus und Zweiter Weltkrieg

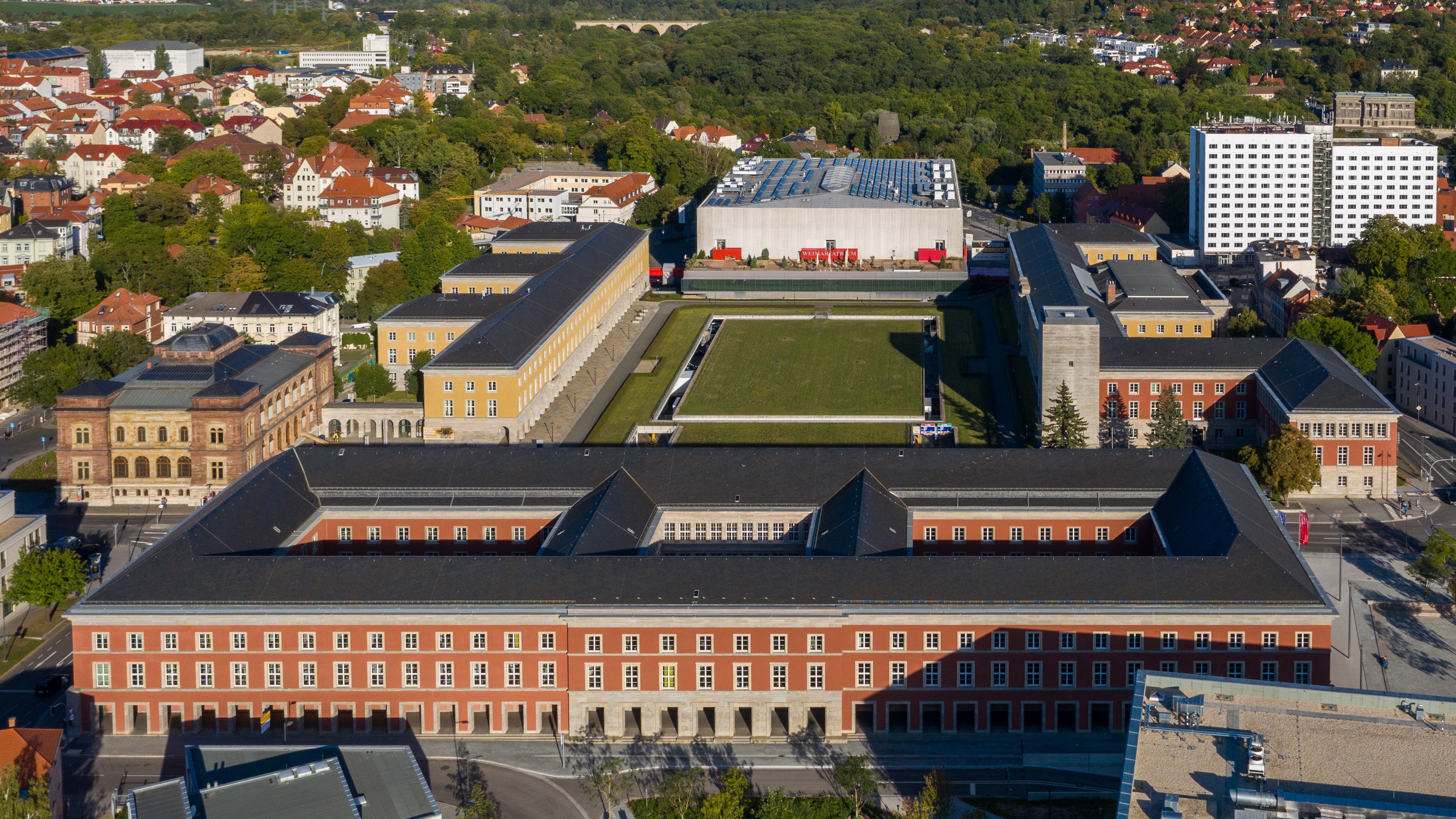
Luftaufnahme des gesamten Komplexes des Gau-Forums (2019)

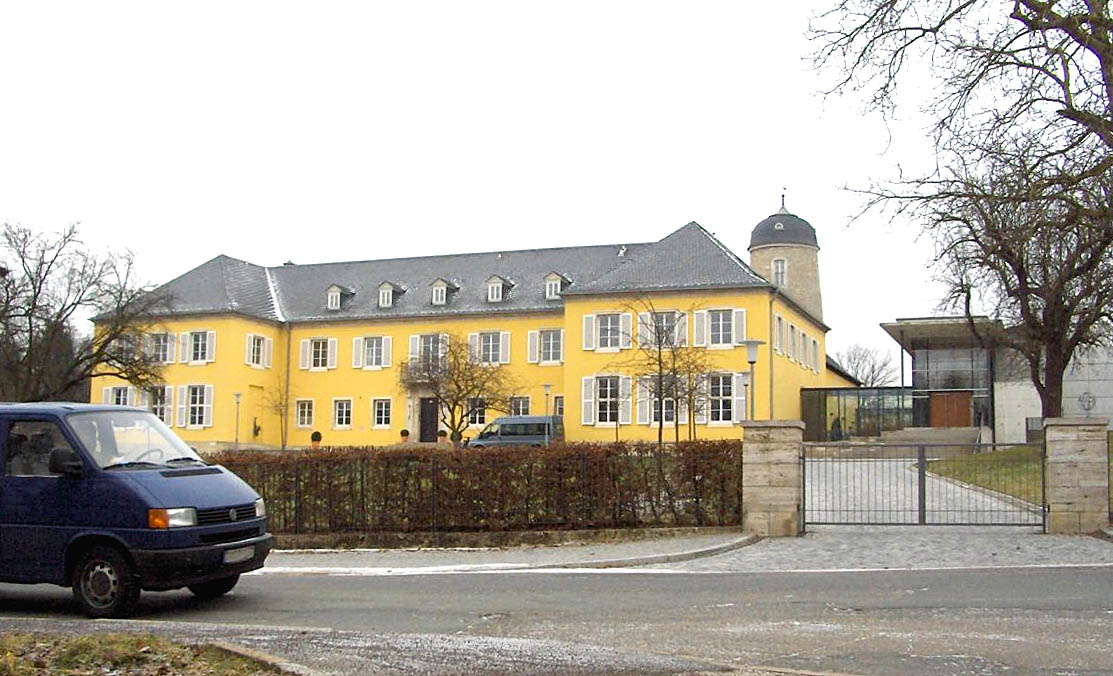
Villa Sauckel (heute Bildungszentrum der Bundesagentur für Arbeit)

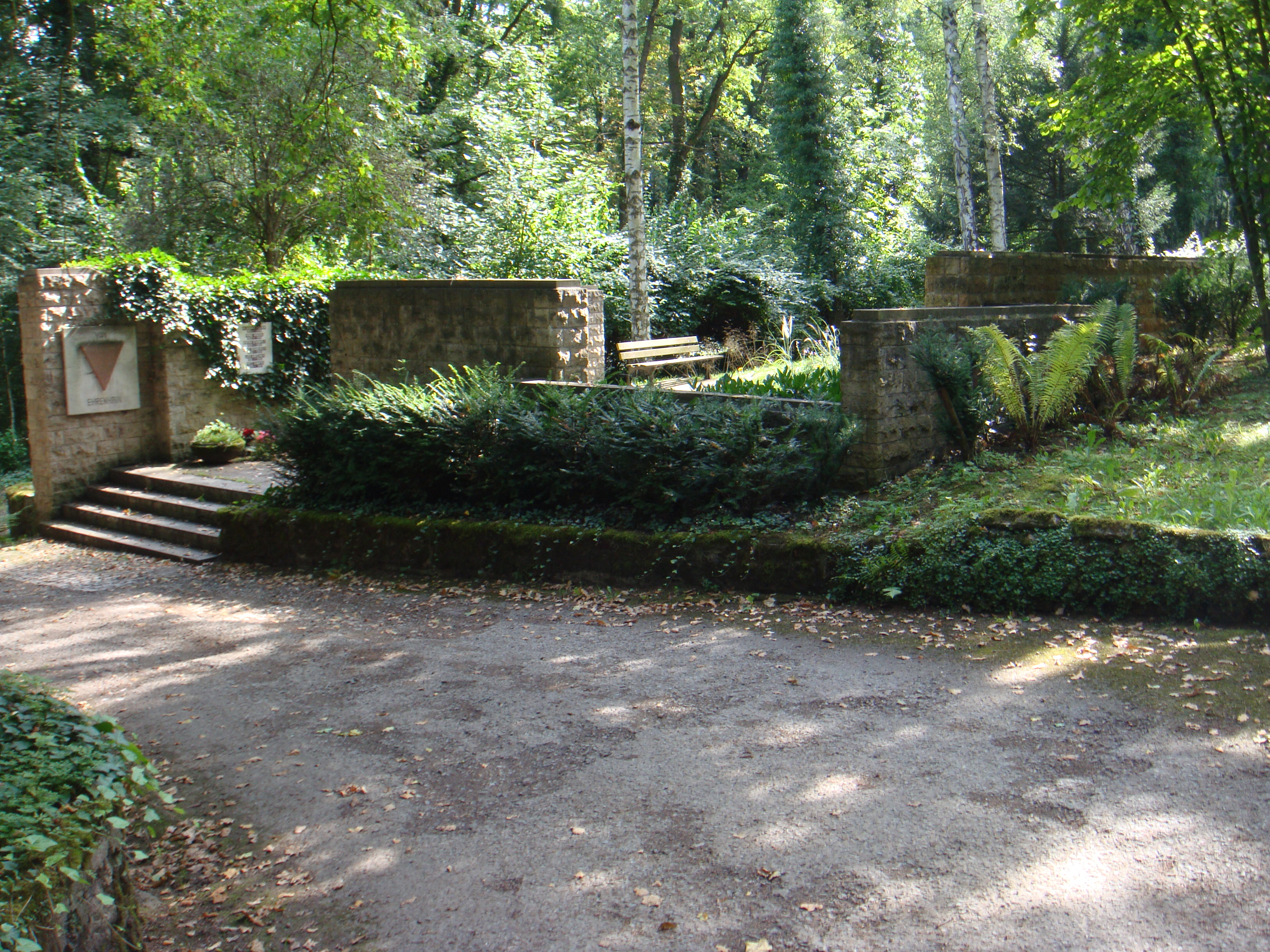
VdN-Ehrenhain für überlebende Opfer des Faschismus

Wie überall im Reich begann mit der Übernahme der Kanzlerschaft durch Adolf Hitler die Verfolgung von politischen und humanistischen Gegnern. Am 1. April 1933 wurden jüdische Geschäfte und Einrichtungen boykottiert. Am 21. Juni 1933 fand im heutigen Ortsteil Niedergrunstedt bei der Sonnwendfeier des Deutschnationalen Handlungsgehilfen-Verbandes in Nachahmung der „Aktion wider den undeutschen Geist“ eine Bücherverbrennung statt. 1937 wurden in der Nazi-Aktion „Entartete Kunst“ aus dem Schlossmuseum eine große Anzahl von Werken der modernen bildenden Kunst beschlagnahmt. Die meisten wurden danach zerstört.
Zahlreiche Gegner des Nationalsozialismus wurden zu Gefängnis- und Zuchthausstrafen verurteilt und in die ersten KZ Nohra und Bad Sulza und später in das KZ Buchenwald, einem der größten auf deutschen Boden, verbracht. Dennoch bildeten sich kommunistische und sozialdemokratische Widerstandsgruppen, die Aufklärungs- und Sabotagearbeit leisteten. Auch Geistliche und andere Anhänger der Bekennenden Kirche stellten sich gegen Maßnahmen des NS-Regimes.
In Weimar wurden auch Todesurteile gegen Feinde der Nationalsozialisten vollstreckt oder solche durch den Volksgerichtshof im Zuchthaus Brandenburg hingerichtet. Im Zuge der Novemberpogrome wurde am 9. November 1938 das einzige noch in jüdischem Besitz befindliche Geschäft von SA- und SS-Angehörigen zerstört. Einige jüdische Männer wurden in das KZ Buchenwald verschleppt und nach einigen Wochen wieder entlassen. Danach verließen zahlreiche jüdische Weimarer die Stadt zur Emigration. Die in der Stadt verbliebenen Juden wurden ab 1942 mit Reichsbahn-Transporten in die östlichen Vernichtungslager deportiert. Das Gedenkbuch des Bundesarchivs für die Opfer der nationalsozialistischen Judenverfolgung in Deutschland (1933–1945) verzeichnet namentlich 62 jüdische Einwohner Weimars, die deportiert und größtenteils ermordet wurden.
Gegenüber dem KunstTurm, in der Friedrich-Ebert-Straße 58/Ecke Bahnstraße, befand sich die ehemalige Gaststätte Alexanderhof, die in der NS-Zeit eine unrühmliche Rolle spielte.
In der Gestapozentrale Marstall (siehe hier) wurden Gefangene grausam gefoltert und getötet. Beim Abzug von SS und Gestapo im April 1945 wurden 149 Gefangene, darunter sieben Frauen, im Webicht ermordet. Nach dem Krieg wurde den Opfern dort ein Gedenkstein errichtet. In den Krankenhäusern der Stadt wurden Zwangssterilisationen durchgeführt und Behinderte in „Euthanasie“-Anstalten verlegt. Hunderte von Zwangsarbeitern und Kriegsgefangenen fanden den Tod und wurden auf dem Hauptfriedhof bestattet. An der Stelle, wo 114 unbekannte Häftlinge des KZ Buchenwald in einem Gemeinschaftsgrab bestattet sind, befindet sich heute ein am 12. September 1948 eingeweihter „Ehrenhain für die Opfer des Faschismus“, auf dem überlebende Widerstandskämpfer ein Ehrengrab bzw. eine Gedenktafel bekamen.
Weimar als Gauhauptstadt des „Schutz- und Trutzgaus Thüringen“ erfuhr durch die NS-Gauleitung mit der Errichtung von Wehrmachtskasernen auf der Lützendorfer Flur eine militärische Aufwertung. Einer ihrer literarischen prominenten Rekruten war der Dichter Wolfgang Borchert, der hier im antimilitaristischen Impetus seiner Werke bestärkt wurde. Dabei blieb es nicht. Mit den Gustloff-Werken in der Kromsdorfer Straße und in Buchenwald wurde Weimar auch eine Produktionsstätte für Rüstungsgüter.
Durch die kulturelle Bedeutung Weimars erhielt die Stadt Hitlers besondere Aufmerksamkeit. Eine weitreichende Neugestaltung der Stadt wurde durch den Architekten Hermann Giesler geplant und in Teilen umgesetzt. Der Gauleiter von Thüringen, Fritz Sauckel, ließ dazu einen Teil des Asbach-Grünzuges sowie das Asbach-Viadukt abreißen, um ein Gauforum zu bauen. Wichtige Bauten dieser Zeit waren:
- Hotel Elephant
- NS-Pressehaus, 1934/1935, nach der Wende Redaktionssitz der „Thüringischen Landeszeitung“
- Landesamt für Rassewesen, 1934/1935, heute Bauhaus-Universität Weimar
- Haus der Reichsärztekammer, Bauhausstraße 11, 1935, heute Bauhaus-Universität Weimar
- Gauforum Weimar mit
  - Haus der Gliederungen der NSDAP, ab 1936, heute Haus 3 des Thüringer Landesverwaltungsamtes (TLVwA)
  - Halle der Volksgemeinschaft, ab 1937, heute Einkaufszentrum Weimar Atrium
  - Gebäude der Deutschen Arbeitsfront, 1937, heute Haus 2 des TLVwA
  - Gebäude des Reichsstatthalters und der Gauleitung, ab 1938, heute Haus 1 des TLVwA
- Kreishaus der NSDAP, 1936/1937, heute Stadtverwaltung Weimar
- Emmy-Göring-Stift, 1936/1937, heute Anbau des Marie-Seebach-Stifts
- Nietzsche-Gedächtnishalle, ab 1937, bis zur Jahrtausendwende als Funkhaus genutzt
- Viehauktionshalle, 1937, am 22. April 2015 abgebrannt[35]
- Villa Sauckel – Dienstwohngebäude des „Reichsstatthalters“ Fritz Sauckel, 1937/1938, heute Bildungszentrum der Bundesagentur für Arbeit
- Gästehaus der Stadt Weimar, 1939/1940, heute Studentenwohnheim
- Ersatzwohnungsbauten X-Straße, 1937/1939, heute Ferdinand-Freiligrath-Straße
- Verwaltungsgebäude des Wehrkreises IV, um 1934/1935, heute Verwaltungsgericht Weimar
- NS-Wohnbebauung im Bereich Windmühlenstraße, 1930er Jahre
- Johanneskirche, 1938–41, errichtet für die Deutschen Christen

Im Sommer 1937 wurde mit der Errichtung des Konzentrationslagers Buchenwald auf dem Ettersberg begonnen. Von den etwa 250.000 Häftlingen wurden dort bis 1945 mehr als 56.000 ermordet. Am 11. April 1945 erreichten die US-amerikanischen Truppen die Nähe des Lagers. Der zunehmende Kampflärm und die Auslösung von Feind-Alarm führten zur Flucht der meisten Wachleute. In dieser Situation konnte das Internationale Militärkommando (IMK) den Befehl zur Überwältigung der verbliebenen Wachleute geben. Zwar hatten die US-Truppen am 8. April einen Hilferuf per Funk aus dem Lager empfangen, jedoch konnten die Häftlinge erst nach dem Eintreffen der US-Armee in der Weimarer Region die verbliebenen SS-Leute entwaffnen. Der US-Sergeant Paul Bodot berichtete dem Stab der III. US-Armee am 11. April, dass sich das Lager in der Hand eines gut organisierten Häftlingskomitees befände.
Bei Bombenangriffen – fast ausschließlich der USAAF – auf Weimar am 9. und am 27. Februar sowie am 10. März 1945 wurde die Innenstadt schwer in Mitleidenschaft gezogen. 965 Tonnen Bomben wurden abgeworfen. Allein am 9. Februar 1945 verloren bei einem Tagesangriff von 198 Bombern des Typs B-17„Flying Fortress“ aus etwa 6.000 Meter Höhe etwa 460 Einwohner ihr Leben. Unter ihnen waren 80 von 90 Kindern des Kindergartens der NSV (heute Kita „Hufeland“). Insgesamt 1254 Einwohner und 600 Buchenwald-Häftlinge starben bei den Luftangriffen. 325 Gebäude wurden zerstört und weitere 210 schwer beschädigt. Darunter waren die Herderkirche, das Gelbe Schloss, Jägerhaus, Zeughaus, Wittumspalais, Tempelherrenhaus im Goethepark, Kulissenhaus am Theaterplatz, Landesmuseum, Nationaltheater, Hofapotheke, Stadthaus, Fürstenkeller und Gasthof zum Erbprinz. In Mitleidenschaft gezogen wurden auch: Goethehaus, Vulpiushäuser, Schillerhaus, Residenzschloss, Goethes Gartenhaus, Kirms-Krackow-Haus, Sächsischer Hof und Deutschritterhaus. Diese kulturell wertvollen Gebäude wurden größtenteils wieder aufgebaut, nicht wenige – trotz des allgemeinen Mangels – bereits kurz nach dem Krieg.
In den letzten Kriegsmonaten hatten auch Weimar und Umgebung stark unter Tieffliegerangriffen zu leiden. Besonders tragisch war der Tod von 117 alliierten Kriegsgefangenen, die am 27. Februar 1945 auf der Autobahn westlich von Weimar durch Bordwaffenbeschuss amerikanischer Jagdbomber ums Leben kamen.
Denkmäler – so das Goethe-Schiller-Denkmal vor dem Theater – waren wegen der drohenden Luftangriffe „eingehaust“ worden. Bewegliches Kulturgut wurde nach außerhalb verlagert. So verbrachte man Museumsbestände nach Schloss Schwarzburg, auf die Veste Wachsenburg bei Arnstadt, auf die Dornburger Schlösser und in die Staatliche Schnitzerschule in Empfertshausen/Rhön. Dort wurden allerdings unter der amerikanischen und besonders der sowjetischen Besatzung wertvolle Gegenstände entwendet, vor allem viele Gemälde.
Im Bereich Kromsdorfer Straße wurde 1939 bis 1942 ein Produktionskomplex für Rüstung und Militärfahrzeuge errichtet. Aus diesem sollte sich zu DDR-Zeiten das Weimar-Werk entwickeln. Auch dieses war von den Bombardierungen betroffen. Dieses war das Gustloff-Werk I. Das Gustloff-Werk II wurde im unmittelbarer Nähe zum KZ Buchenwald errichtet.
Weimar war auch von der NS-Militärjustiz betroffen. Diese erstreckte sich nicht allein auf Militärpersonen, die im näheren Umkreis Weimars ihren Dienst taten, wovon nachfolgendes Beispiel zeugt. Am Ende des Zweiten Weltkriegs entschloss sich Oberstleutnant Josef Ritter von Gadolla, ein Österreicher, dem Befehl zur absoluten Verteidigung von Gotha nicht Folge zu leisten und verhinderte als Kampfkommandant damit die Zerstörung von Gotha. Diese Handlung kostete ihn sein Leben, da er auf der Fahrt zu den vorrückenden Amerikaner von Wehrmachtssoldaten verhaftet wurde, und einen Tag nach der Kapitulation Gothas am 5. April 1945 in der Weimarer Mackensen-Kaserne auf dem Ettersberg wegen der „Aufgabe des festen Platzes Gotha“ zum Tode verurteilt und standrechtlich erschossen wurde. Gadolla wurde damit ein Opfer der NS-Militärjustiz. Das Urteil wurde 1997 aufgehoben und er damit rehabilitiert.

### Weimar während der US-Besatzung, in der SBZ und DDR

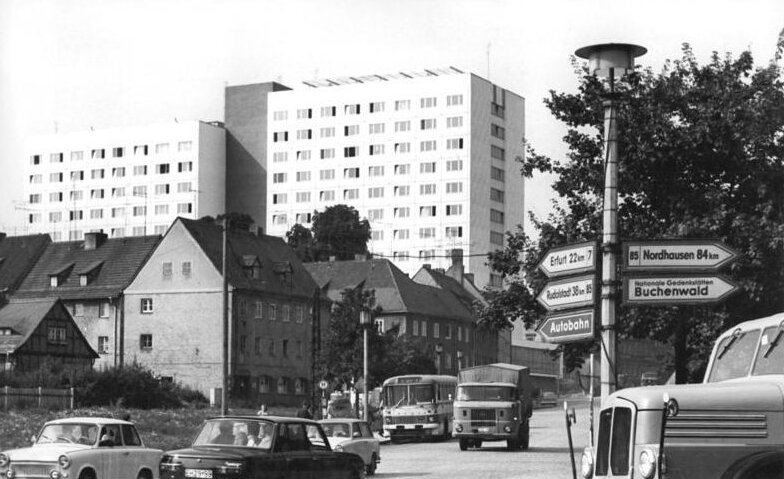
Hochhaus Studentenwohnheim Jakobsplan 1972 eröffnet

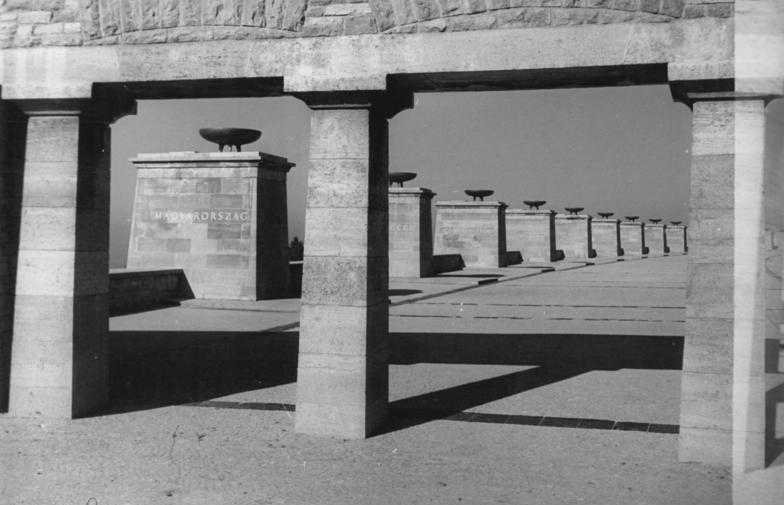
Straße der Nationen ist ein Teil der Gedenkstätte Buchenwald – 1958 als Nationaldenkmal der DDR eingeweiht

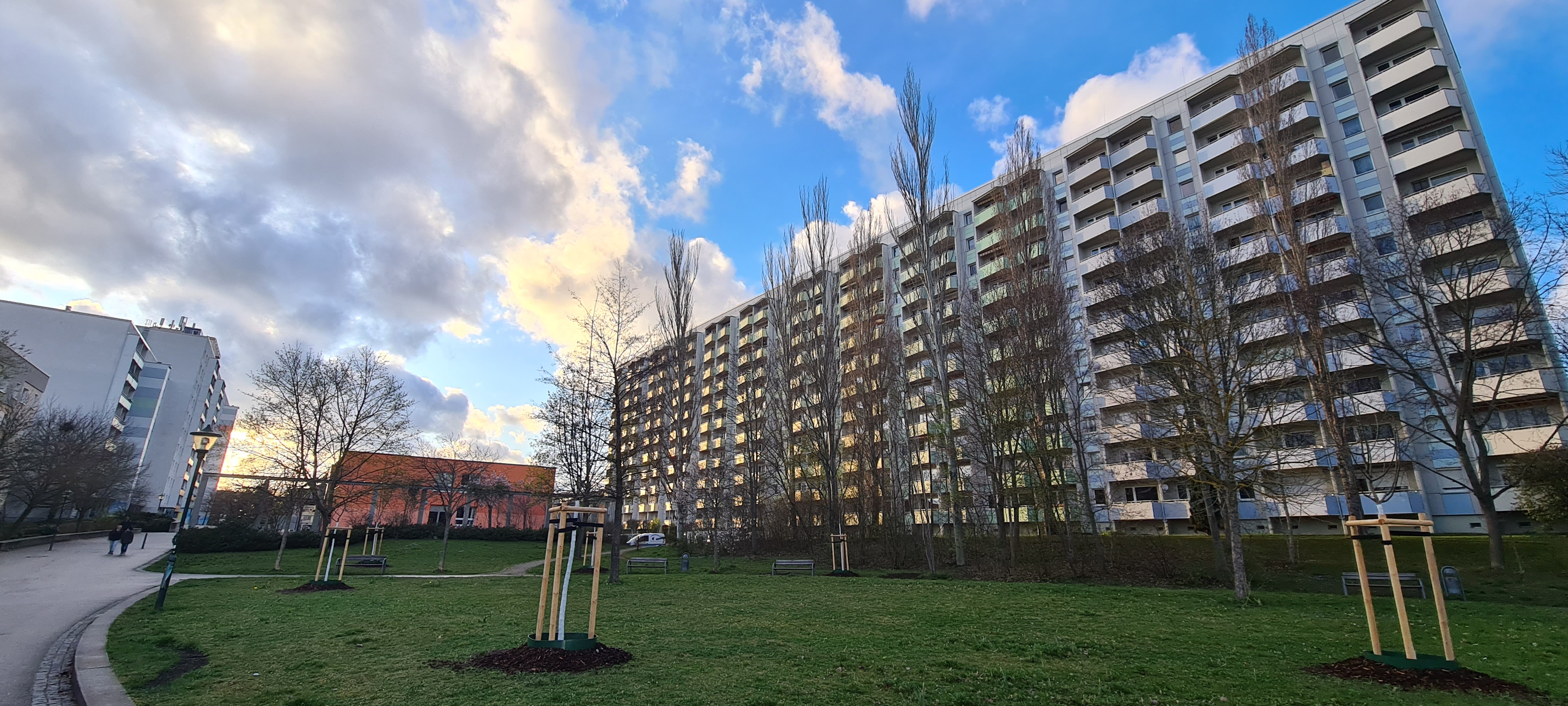
Großwohnsiedlung Weimar-West mit Wohnblocks an der Prager Straße

Nachdem die 3. US-Armee am 11. April 1945 das in der Hand des Internationalen Lagerkomitees Buchenwald befindliche KZ Buchenwald erreicht hatte und ein amerikanisches Stadtkommando in Weimar eingerichtet worden war, ordnete dieses einen Pflichtbesuch von eintausend Einwohnern in dem befreiten Lager an, um ihnen das Grauen des Konzentrationslagers vor Augen zu führen. 1945 wurde durch die United States Army Air Forces (USAAF) ein Behelfsflugplatz unter der Bezeichnung Advanced Landing Ground ALG R-7 Weimar in Betrieb genommen. Anfang Juli zogen sich die US-Truppen aus Thüringen zurück, und auch in Weimar begann die Zeit der sowjetischen Besatzung.
Weimar wurde ein großer Standort der sowjetischen Truppen mit dem Kommando der 8. Gardearmee im nahegelegenen Nohra. Sie belegten die früheren Wehrmachtskasernen.
1945 wurde der seit 1847 bestehende Mittwoch-Verein „Schlüssel“ zu Weimar aufgelöst. Am 12. August 1945 wurde auf dem Gelände des Konzentrationslagers Buchenwald das Speziallager Nr. 2 Buchenwald von der sowjetischen Geheimpolizei NKWD in Betrieb genommen. Bis zur Auflösung des Speziallagers im Februar 1950 kamen dort etwa 7.000 der 28.000 Inhaftierten ums Leben. Als Opfer des Stalinismus sind auch Georg Haar und dessen Frau zu rechnen, die allerdings in den Freitod gingen.
Weimar blieb nach dem Zweiten Weltkrieg zunächst Landeshauptstadt des 1945 um die preußischen Gebiete um Erfurt vergrößerten Landes Thüringen. Nach der mit dem alliierten Kontrollratsgesetz Nr. 46 auch juristisch vollzogenen Auflösung des Staates Preußen vom 25. Februar 1947 wurde am 7. Juli 1948 Erfurt zur Landeshauptstadt Thüringens erklärt. Mit der Bildung der Bezirke in der DDR 1952 verlor das Land Thüringen, wie auch die anderen Länder der SBZ, seine Funktion. Weimar war nun Stadtkreis im Bezirk Erfurt.
Am 17. Juni 1953 und am 18. Juni streikten im VEB Mähdrescherwerk in Weimar 3000 Betriebsangehörige. Sie forderten eine Senkung der Arbeitsnormen und den Rücktritt der SED-Regierung. Ein Auszug zu Demonstrationen in der Stadt wurde an beiden Tagen durch mit Gewehren bewaffnete Wacheinheiten der Volkspolizei und durch einen Zug der Sowjetarmee mit zwei schweren Maschinengewehren am Werkstor verhindert. Am 18. Juni rief der sowjetische Stadtkommandant den Ausnahmezustand in der Stadt und im Landkreis aus. Starke Kräfte der Sowjetarmee wurden an allen öffentlichen Gebäuden und „wichtigen Objekten“ stationiert. Vergebliche Hauptforderung der Streikenden am 18. Juni war die Freilassung der am Vortag von ihnen gewählten und in der Nacht verhafteten 17 Vertreter („Rädelsführer“). Der Angestellte Max Zimmermann (1902–1977), der die Leitung des Streikausschusses innehatte, wird später zu einer 6-jährigen Zuchthausstrafe verurteilt. Am 18. Juni 1953 wurde in Weimar der 26-jährige Kfz-Schlosser Alfred Diener aus Jena von der Sowjetarmee standrechtlich erschossen. Vereinzelte oppositionelle Regungen gab es in Weimar auch weiterhin. Am 29. Juni 1955 wurden Gerhard Benkowitz, Russischlehrer und stellvertretender Schulleiter der Pestalozzischule Weimar, und Hans-Dietrich Kogel, Sachbearbeiter für Planung und Statistik bei der Stadtverwaltung Weimar, nach einem Schauprozess in Berlin mit dem Fallbeil in Dresden hingerichtet. Ihnen waren u. a. Kontakte zur Kampfgruppe gegen Unmenschlichkeit (Westberlin) zur Last gelegt worden.
Weimar war in der DDR ein gepflegtes und auch gegenüber dem Ausland vorweisbares „Schmuckstück“, jedenfalls an seinen touristischen Schwerpunkten. Der Oberbürgermeister gehörte während der gesamten Zeit der DDR nicht der SED (aber immer sein Stellvertreter), sondern der CDU an. Einer von ihnen war Luitpold Steidle, der ein Albert-Schweitzer-Denkmal durchzusetzen vermochte, das einzige der DDR.
In dieser Zeit wurden auch in Weimar neue Stadtteile als Großwohnsiedlungen in Plattenbauweise mit Tausenden von Wohnungen am Stadtrand gebaut: ab 1962 Weimar-Nord, ab 1978 Weimar-West und ab 1986 Schöndorf-Waldstadt.
Die Stadt vergab seit 1958 den Literatur- und Kunstpreis der Stadt Weimar.
In und bei Weimar befand sich bis zum Abzug Anfang der 1990er Jahre aufgrund des Zwei-plus-Vier-Vertrags eine der größten Garnisonen der sowjetischen Streitkräfte in Thüringen. Besonders lästig für die Bevölkerung waren die im benachbarten Nohra stationierten Kampfhubschrauber.
Auch in der Friedlichen Revolution in der DDR 1989/90 spielte Weimar eine Rolle. Bereits in den 1980er Jahren waren hier verschiedene unangepasste Gruppierungen entstanden, die unabhängig von staatlichen Strukturen – und teilweise auch abseits der evangelischen Kirchgemeinde – agierten und oppositionelle Züge entwickelten. Im Frühjahr 1989 hatten die gefälschten DDR-Kommunalwahlen vom 7. Mai 1989 für Empörung und Protest gesorgt – Pfarrer Erich Kranz war in Weimar einer der ersten, die die Ergebnisse anzweifelten und das Gespräch mit den Verantwortlichen suchten. Erich Kranz war es auch, der wenige Monate später mit dem Bibelwort „Suchet der Stadt Bestes“ am 4. Oktober 1989 zur offenen Diskussion in die Jakobskirche einlud – weil der Menschen-Andrang sehr groß war, wich man in die größere und dann ebenfalls überfüllte Stadtkirche St. Peter und Paul aus. Beginnend am 24. Oktober 1989 und ausgehend vom Platz der Demokratie fanden – jeweils am Dienstag – Großdemonstrationen statt, am 31. Oktober wurde die Teilnehmerzahl auf 15.000 geschätzt. Die Demonstrationszüge führten zu staatlichen Dienststellen, auch und besonders zur Kreisdienststelle des Ministeriums für Staatssicherheit. Angeführt wurden die Demonstrationen von Pfarrer Christoph Victor, Diakon H. J. Olbrecht und Aktivisten des Neuen Forums. Zunächst wurden Demokratie in der DDR und Öffnung der Stasi-Archive, später die Wiedervereinigung Deutschlands gefordert.

### Seit der deutschen Wiedervereinigung

Welterbe-Emblem, seit 1996 auch in Weimar

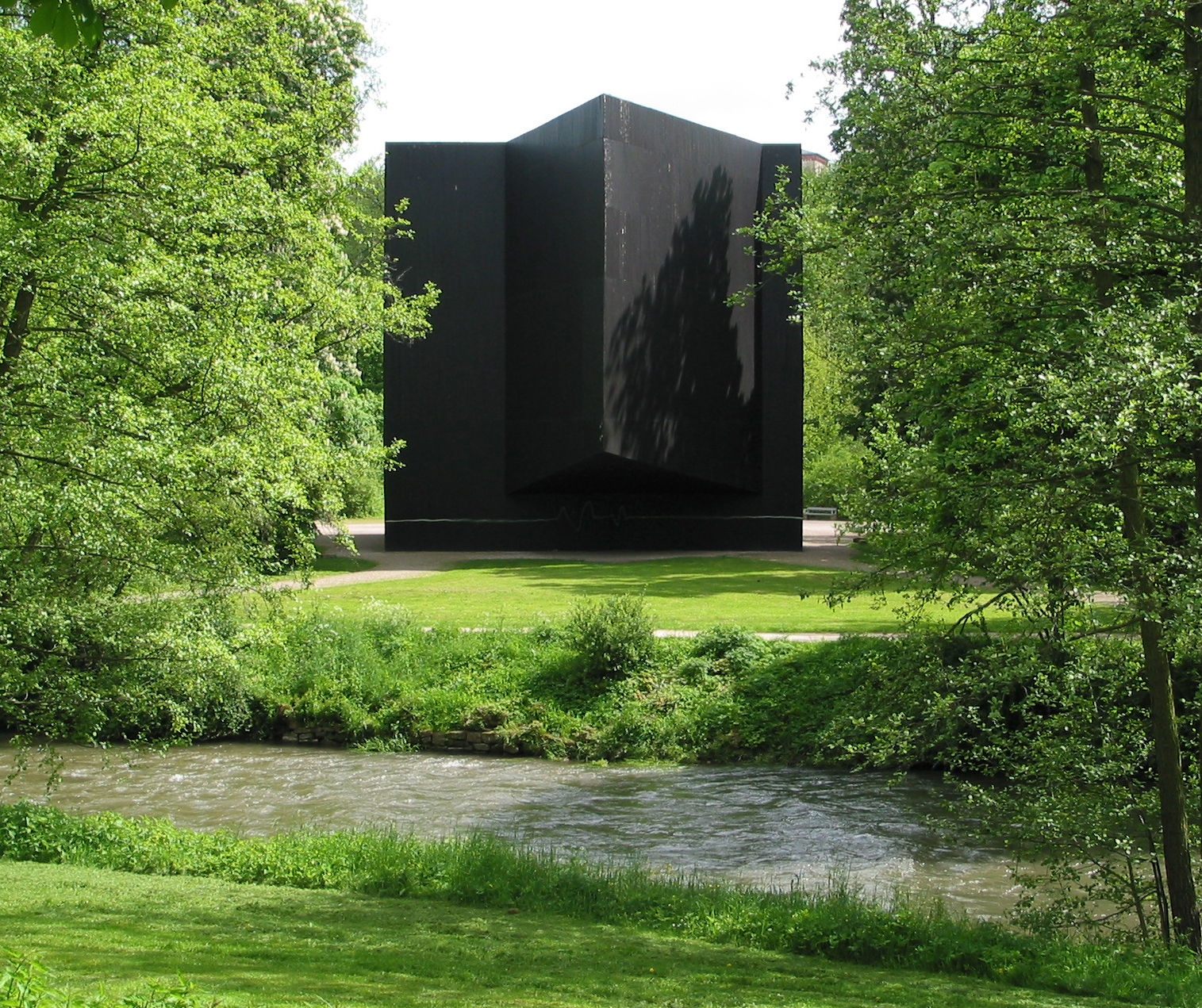
Theater-Kubus im Ilmpark, Spielstätte im Kulturstadtjahr 1999

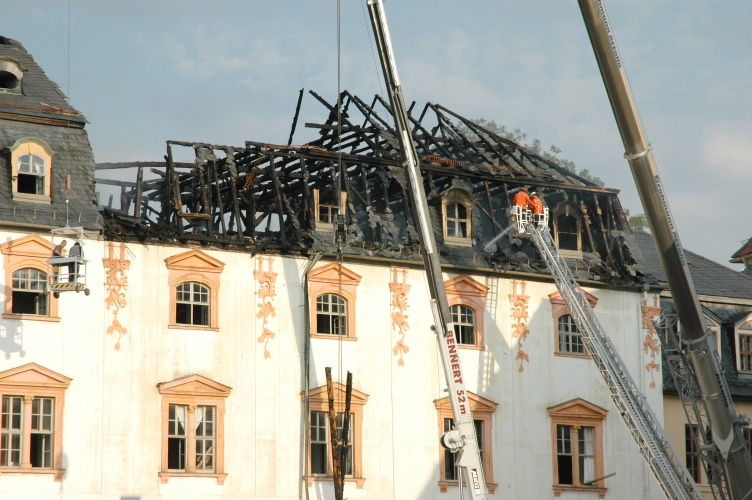
Abgebrannter Dachstuhl der Herzogin-Anna Amalia-Bibliothek

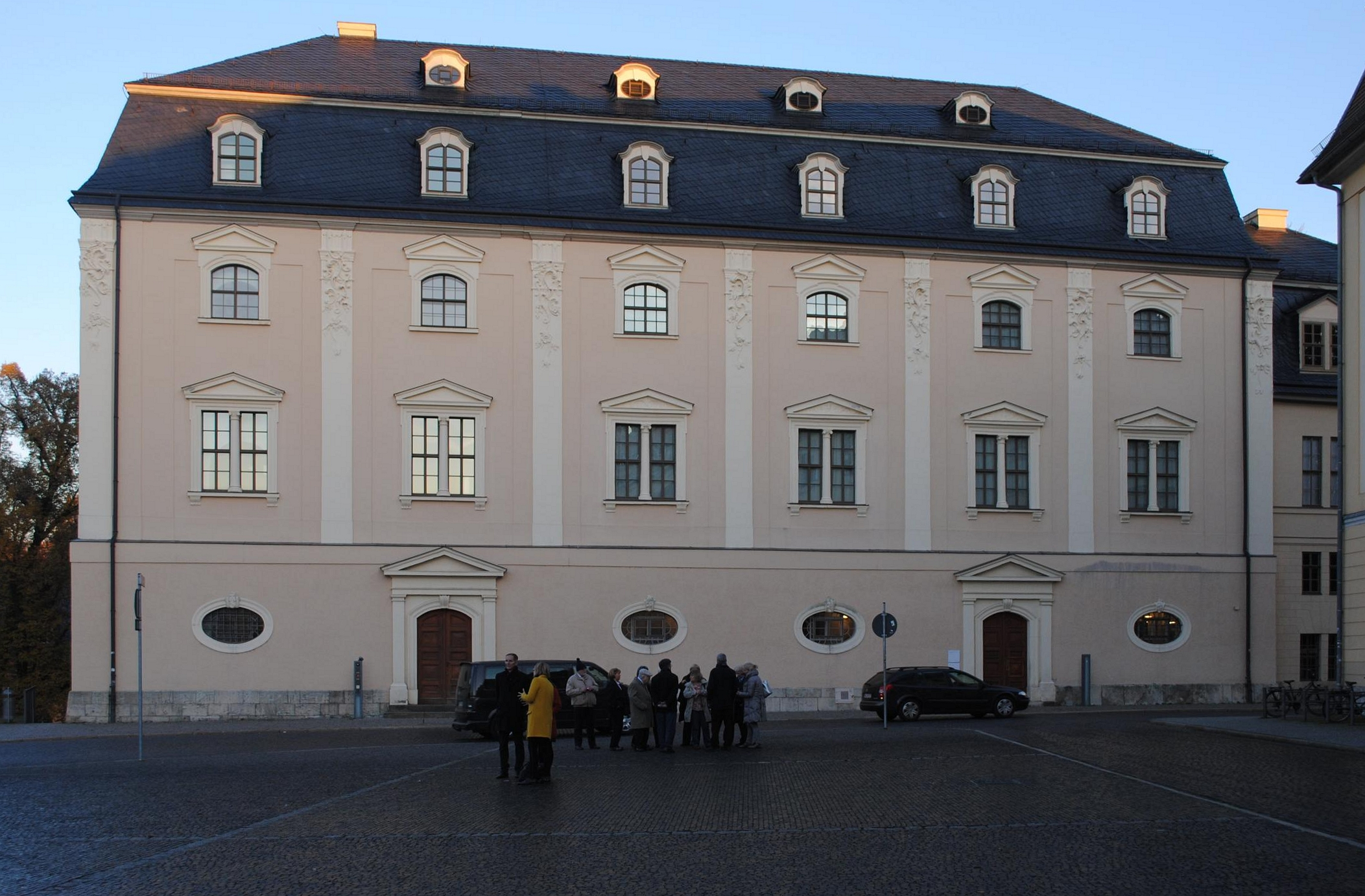
Anna Amalia Bibliothek 2015

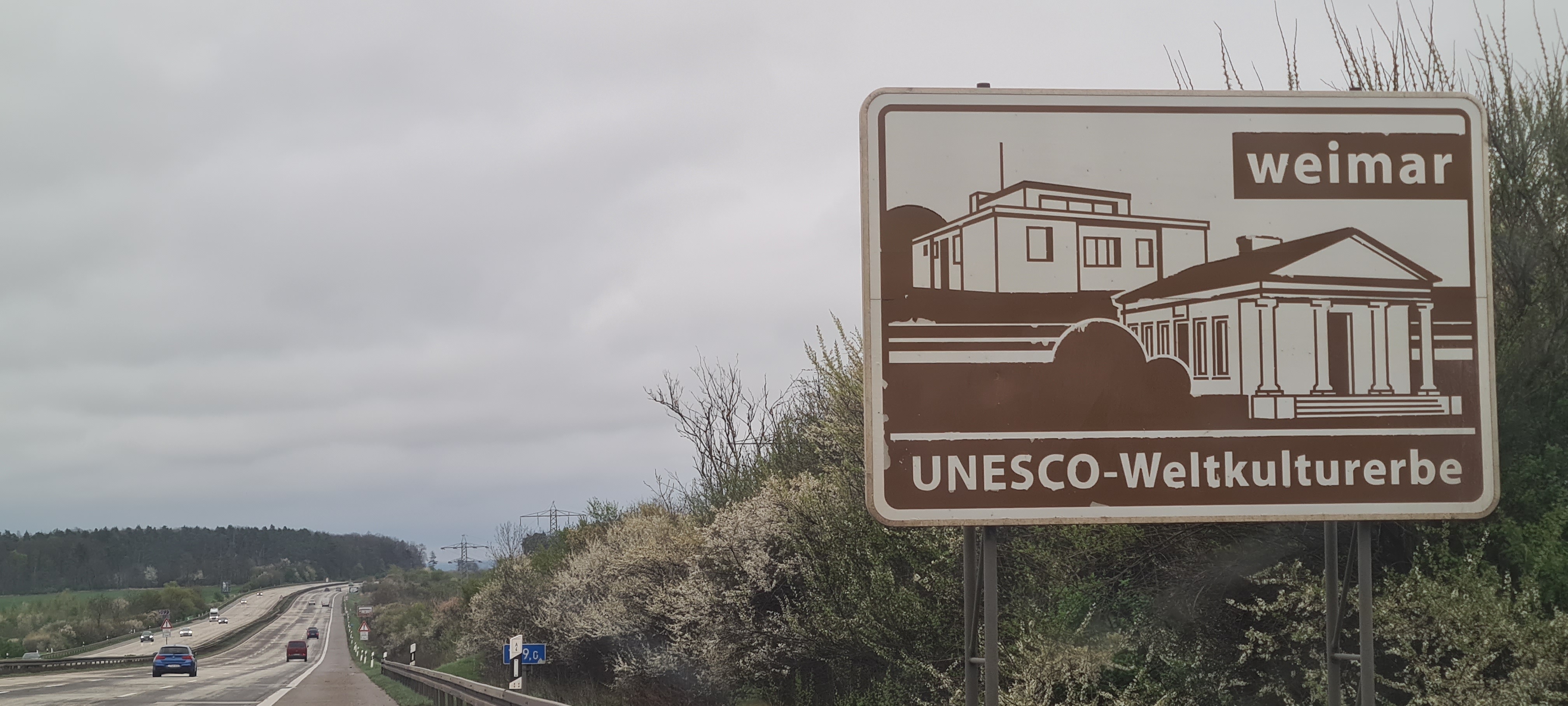
Touristische Unterrichtungstafel an der Autobahn A4: „UNESCO Weltkulturerbe Weimar“ mit dem Haus am Horn und dem Römischen Haus

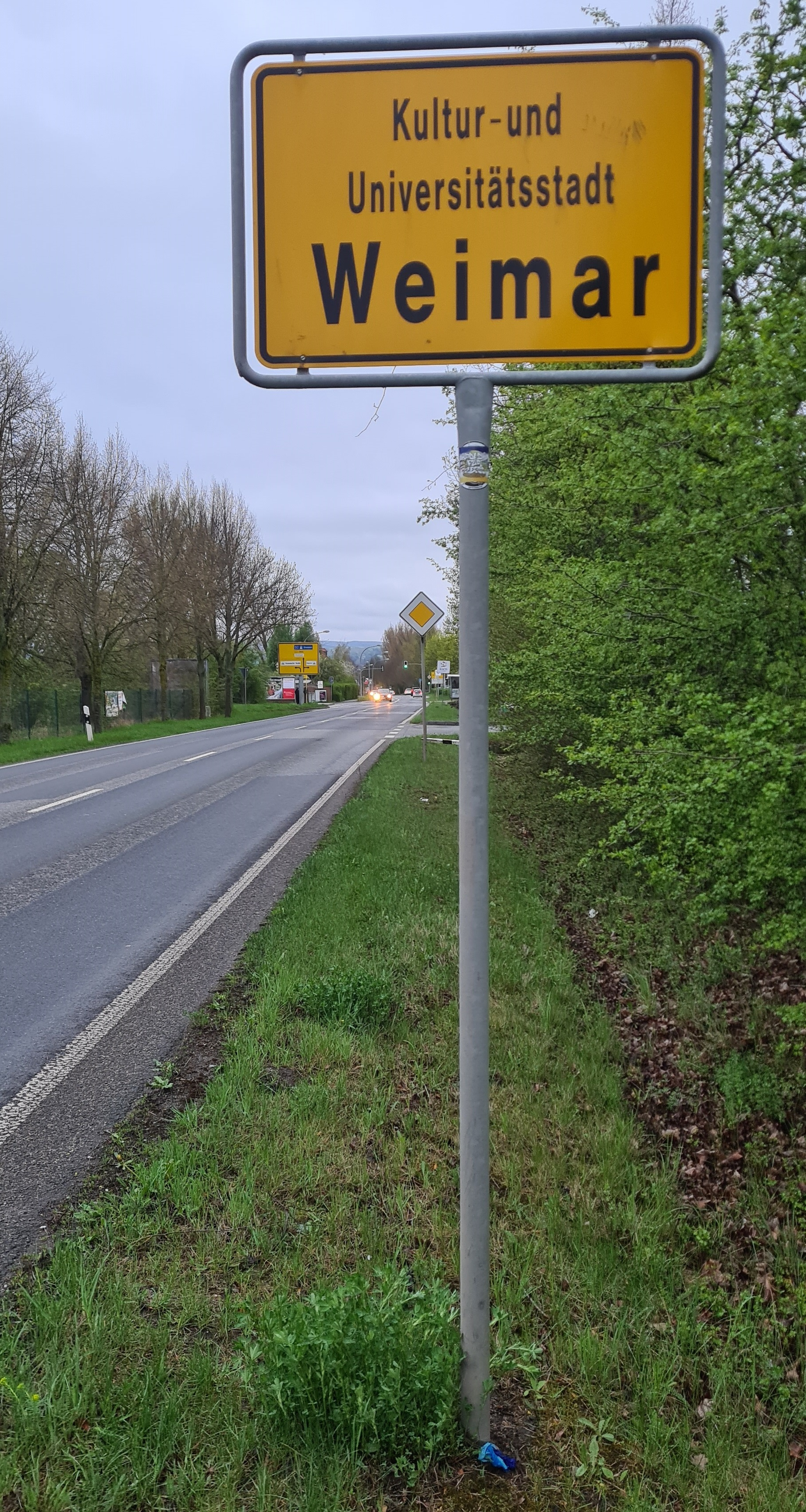
Ortsschild Kultur- und Universitätsstadt Weimar

Am 5. November 1993 beschlossen die EU-Kulturminister, Weimar für das Jahr 1999 zur Kulturstadt Europas zu ernennen. Dies war eine besondere Herausforderung, da die Stadt Weimar 1995 praktisch bankrott war und in Weimar als erster deutscher Gemeinde mit Horst Krautter ein externer Controller eingesetzt wurde. Der aus Württemberg stammende Krautter wurde zusammen mit dem früheren Stadtkämmerer Egbert Geier durch die staatliche Kommunalaufsicht eingesetzt, um die städtischen Finanzen zu sanieren. Ansonsten hätte Weimar die Einsetzung eines Staatskommissars gedroht.
Weimars besondere kulturgeschichtliche Bedeutung über verschiedene Epochen hinweg wurde bereits mehrfach von der UNESCO gewürdigt. 1996 wurde der Eintrag Bauhaus und seine Stätten in Weimar und Dessau in die Welterbeliste aufgenommen, wobei Weimar mit drei Objekten vertreten ist: mit der ehemaligen Kunstgewerbeschule Weimar, dem heutigen Hauptgebäude der Bauhaus-Universität Weimar sowie dem Haus Am Horn. 1998 folgte ein weiterer Eintrag, der das Ensemble Klassisches Weimar aus insgesamt elf verschiedenen Denkmälern der Stadt zum UNESCO-Weltkulturerbe erklärte. 1999 wurde mit dem Kolleg Friedrich Nietzsche der Klassik Stiftung Weimar ein Ort geschaffen zur freien Auseinandersetzung mit Philosophie, Wissenschaft und Kultur. 2001 wurde der literarische Nachlass von Goethe aus dem Goethe- und Schiller-Archiv in das Weltdokumentenerbe (Memory of the World) aufgenommen.
Seit dem 1. Mai 2004 ist die Stadt Weimar Trägerin des Beinamens Universitätsstadt. Die Bauhaus-Universität Weimar wurde 1996 von einer Hochschule zu einer Universität erweitert.
2004 und 2008 erhielt die Stadt beim Bundeswettbewerb Unsere Stadt blüht auf eine Goldmedaille.
Am Abend des 2. September 2004 zerstörte ein Brand in der Herzogin Anna Amalia Bibliothek 50.000 Bücher. Dabei gab es erhebliche Verluste von Werken des 16. bis 20. Jahrhunderts. Unmittelbar danach begannen die Arbeiten zum Wiederaufbau der Bibliothek wie auch zur Rekonstruktion beschädigter, aber nicht völlig verbrannter Werke. Die Wiedereröffnung fand am 24. Oktober 2007 im Beisein des Bundespräsidenten Horst Köhler statt.
Seit dem 7. Mai 2008 erinnern 15 von dem Kölner Aktionskünstler Gunter Demnig vor ihren letzten Wohnstätten verlegte Stolpersteine an die Schicksale jüdischer Einwohner Weimars, die von den Nazis verfolgt und Opfer der Shoa wurden. Auf dem Jüdischen Friedhof gibt es zudem einen Shoa-Gedenkstein.
Am 23. September 2008 erhielt die Stadt den von der Bundesregierung verliehenen Titel „Ort der Vielfalt“.

## Kultur

### Veranstaltungen

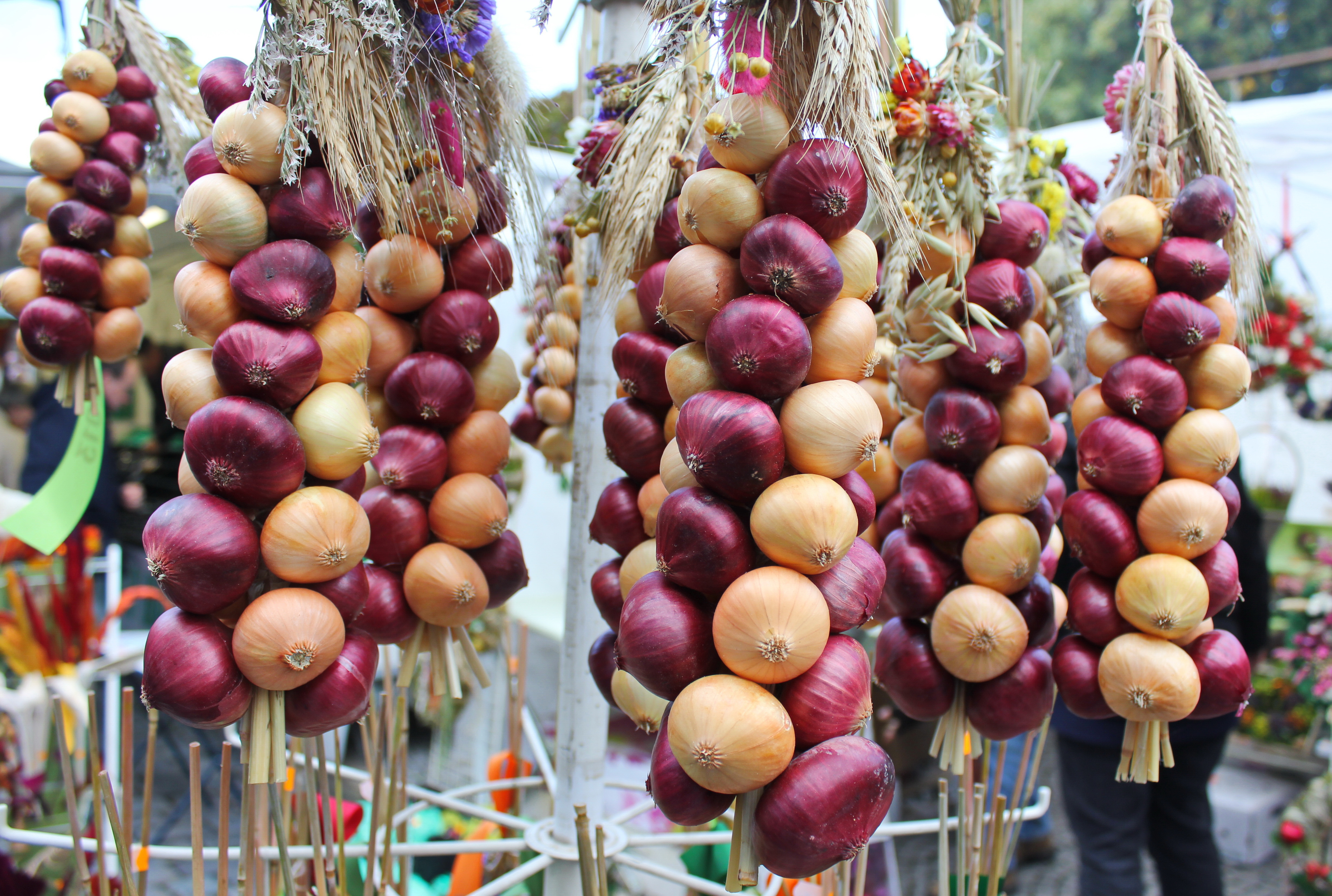
Zwiebelstrauß auf dem Zwiebelmarkt in Weimar

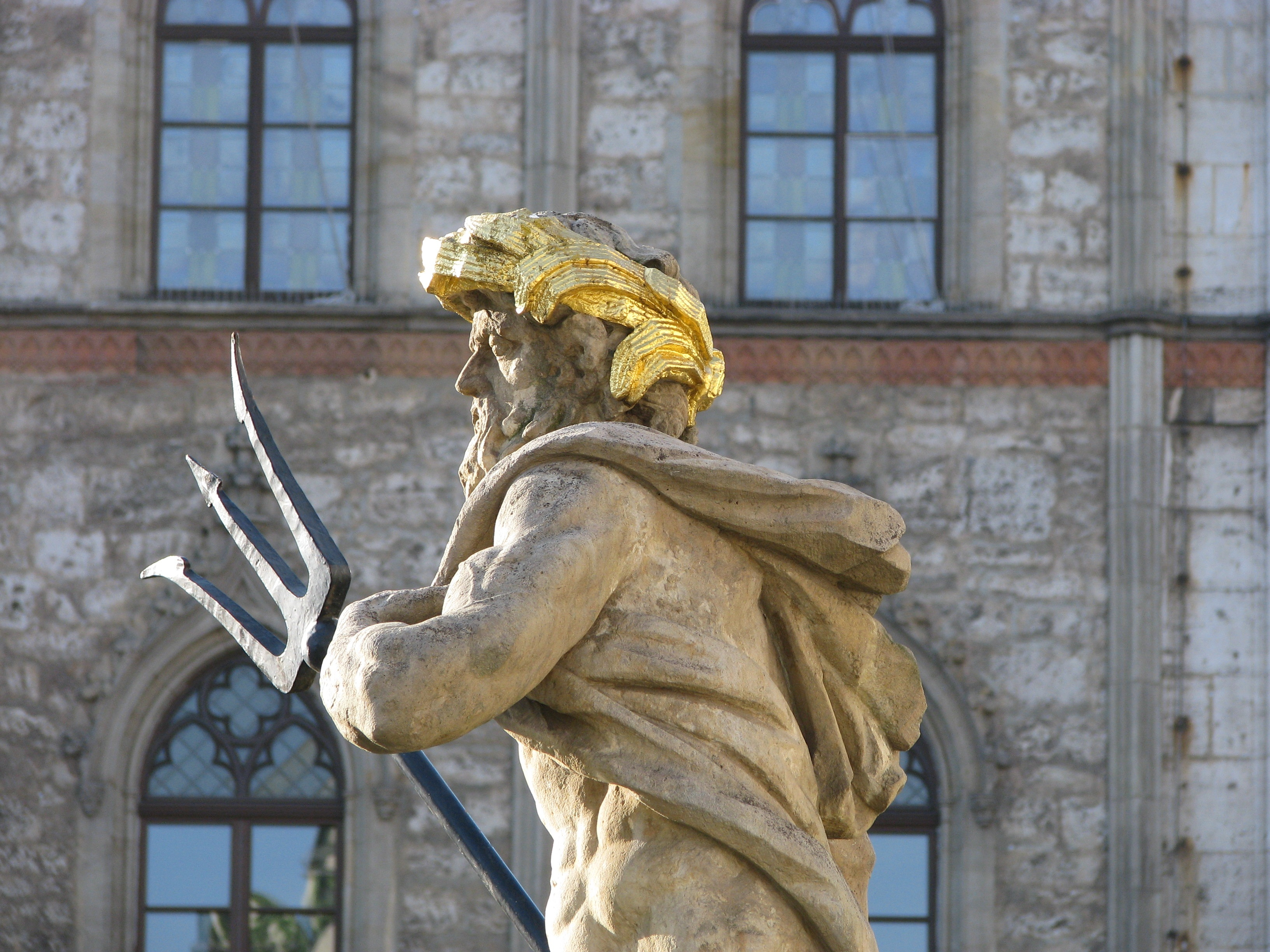
Neptun vor dem Weimarer Rathaus

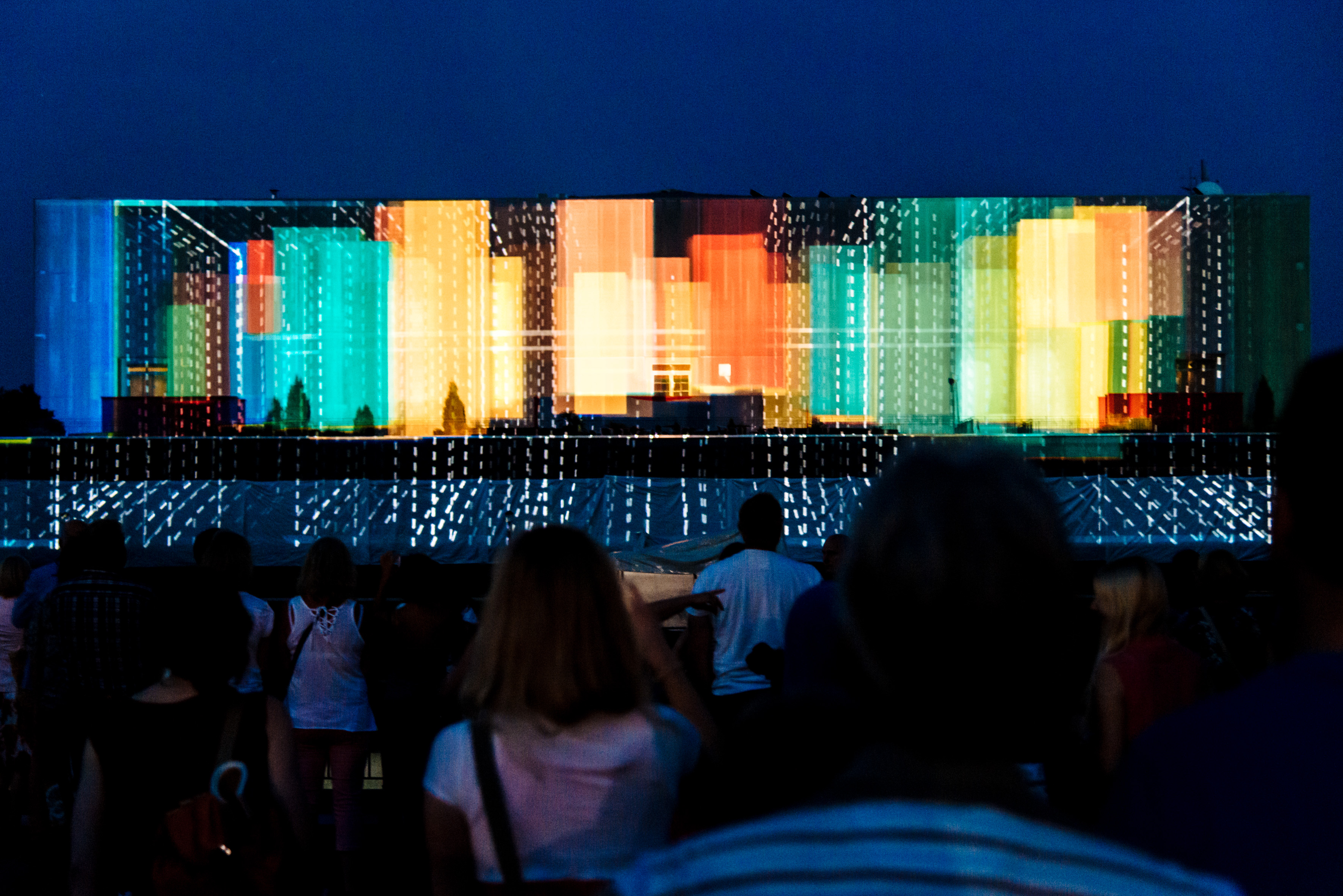
Festival Genius Loci in Weimar am Atrium Weimar (2015)

#### Januar, Februar, März
- Seit 1994 finden meist an drei Sonntagen im März eines Jahres die Weimarer Reden im Nationaltheater statt.[52]

#### April, Mai, Juni
- Kleinkunst-Festival:  Seit 2004 fand jedes Jahr von Anfang Mai bis Mitte Juni ein sechswöchiges Kleinkunst-Festival auf dem Beethovenplatz in Weimar statt. In dem dafür auf der Wiese errichteten „Köstritzer Spiegelzelt“ präsentierten Künstler aus verschiedenen Ländern ein Programm aus Musik, Theater und Kabarett. Das Festival wurde 2024 zum letzten Mal durchgeführt.[53]

- Die Weimarer Frühjahrstage für zeitgenössische Musik finden jedes Jahr Ende Mai bzw. in der Woche nach Ostern statt.[54]

- An einem Samstag im Mai oder Juni werden jährlich zur Langen Nacht der Museen die Kultureinrichtungen in Weimar und im Weimarer Land bis Mitternacht geöffnet. Interessierte können hier Museen, Galerien, Archive und Kirchen besichtigen, an Führungen teilnehmen und Konzerte und Vorträge anhören.[55][56]

- Fête de la Musique: Am 21. Juni eines jeden Jahres beteiligt sich Weimar an der internationalen Fête de la Musique.

#### Juli, August, September
- Im Juli und August finden auf der Seebühne im Weimarhallenpark Open-Air-Konzerte statt. Die Musiker spielen auf einer im See installierten Bühne, während die bis zu 3000 Zuschauer auf Terrassen und Wiesen des illuminierten Parks Platz nehmen.[57]

- Kunstfest Weimar: Ende August bis Anfang September findet alljährlich das Kunstfest Weimar statt. Das Kunstfest Weimar ist Thüringens größtes und ein international bekanntes Festival für zeitgenössische Künste. Für die Jahre 2004 bis 2013 war Nike Wagner künstlerische Leiterin des Weimarer Kunstfestes, das maßgeblich durch das Thüringer Ministerium für Bildung, Wissenschaft und Kultur und die Stadt Weimar finanziert wird. Seit 2014 wird das Kunstfest vom Deutschen Nationaltheater Weimar veranstaltet. Künstlerischer Leiter ist Christian Holtzhauer.

- „Yiddish Summer Weimar“ ist ein jährlich im Juli und August stattfindender internationaler Kurs für Klezmer-Musik und zugleich ein Musikfestival der Other Music Academy. Der YSW gehört zu den wichtigsten Klezmer-Meisterkursen weltweit. Gründer und Leiter des Yiddish Summer ist der Musikwissenschaftler und Musiker Alan Bern. Aus dem Yiddish Summer entstand das Projekt The Other Europeans, das sich mit der Verbindung von Lăutari- und Klezmer-Musik beschäftigt und im Jahr 2012 der Dokumentarfilm „Der zerbrochene Klang“ von 1Meter60Film.

- Die öffentlichen Konzerte der „Weimarer Meisterkurse“ finden meist Ende Juli bis Anfang August statt. Seit mehr als 50 Jahren lädt die Hochschule für Musik FRANZ LISZT im Sommer Studierende weltweit ein, bei international anerkannten Musikern Unterricht zu nehmen. Die Meisterkurse haben sich inzwischen mit zahlreichen öffentlichen Konzerten zu einem Musikfestival entwickelt.[58]

- Zu Goethes Geburtstag am 28. August gestaltet die Klassik Stiftung Weimar jährliche verschiedene Aktivitäten und künstlerische Interventionen. Vor Goethes Wohnhaus wird ein Weinfest ausgerichtet.
- Seit 2011 wird anlässlich des Herdergeburtstages am 25. August der Herder-Förderpreis verliehen.

- Meist im August oder September findet das „Genius Loci Weimar“ Festival für ortsspezifisch entwickelte audiovisuelle Kunst statt, mit speziellem Fokus auf Fassadenprojektionen. Erstmals fand das Festival vom 10. bis 12. August 2012 statt. An der Fassade des Fürstenhauses in Weimar, dem heutigen Haupthaus der Hochschule für Musik „Franz Liszt“, wurde eine Produktion des Istanbuler Künstlerkollektivs NERDWORKING präsentiert.

- Die „Bachbiennale“ findet an ungeraden Jahren Anfang Juli statt. Das Festival für barocke Musik und historische Aufführungspraxis wurde 2012 um das Kindermusikfestival KIBA erweitert.

#### Oktober, November, Dezember
- Weimarer Zwiebelmarkt: Am zweiten Oktober-Wochenende findet jedes Jahr der Weimarer Zwiebelmarkt statt, dessen Traditionen bis in das Jahr 1653 zurückreichen. Der Zwiebelmarkt erstreckt sich über das gesamte Altstadtgebiet und zieht jährlich bis zu 350.000 Besucher an. Neben den Verkaufsständen sorgen Bühnen mit Musik und Performances für Unterhaltung.

- Der Weimarer Weihnachtsmarkt findet meist zwischen Ende November und Anfang Januar statt.[59]

- Ende Oktober oder Anfang November findet das Geschichts-Festival „Weimarer Rendezvous mit der Geschichte“ statt.[60] Seit 2009 veranstaltet die Stadt Weimar ein Geschichtsfestival nach dem Vorbild der Rendez-vous de l’histoire in der Partnerstadt Blois. An einem Wochenende im November finden Vorträge, Podiumsdiskussionen, ein Filmfest und weitere Veranstaltungen zu einem Rahmenthema statt. Die Mitglieder des wissenschaftlichen Beirats sowie die Teilnehmer an den Veranstaltungen entstammen in der Regel den Ländern des Weimarer Dreiecks.

- Der Weimar-Preis ist eine Auszeichnung, die die Stadt Weimar seit 1990 am 3. Oktober vergibt. Er wird an Einzelpersonen oder mehrere an einem Werk beteiligte Personen verliehen, die sich um das kulturelle Ansehen der Stadt Weimar verdient gemacht haben.
- Die Stadt Weimar vergibt jedes Jahr am 10. Dezember, dem von den Vereinten Nationen proklamierten Internationalen Tag der Menschenrechte, den Menschenrechtspreis der Stadt Weimar an Einzelpersonen, Gruppen oder Organisationen, die sich mit ihrem Wirken für mehr Menschlichkeit und Toleranz zwischen den Menschen und Völkern einsetzen.

#### Ehemalige Veranstaltungen
- Bis 2019 fand jährlich das internationale studentische backup festival statt.[61]

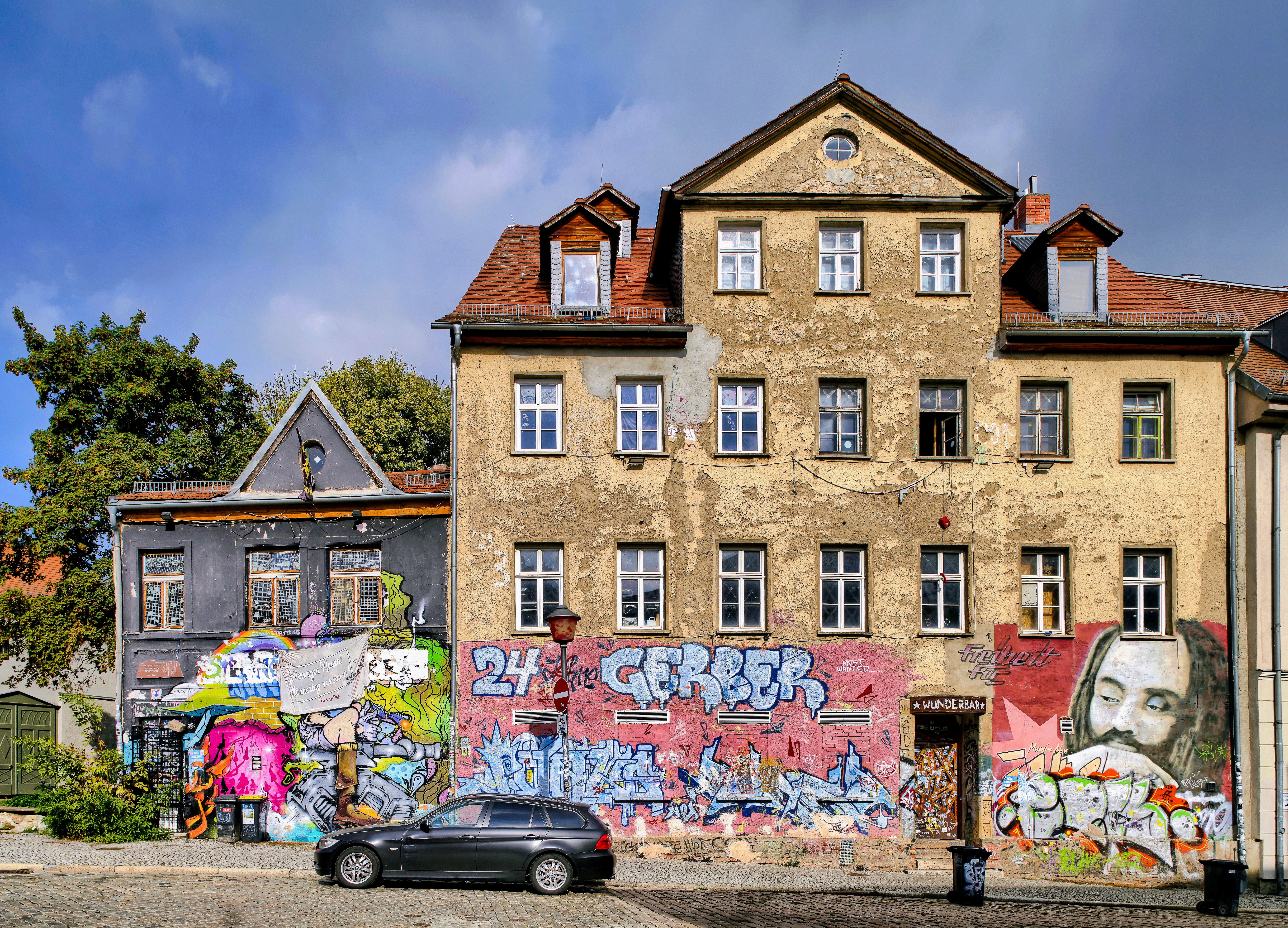
Haus für Soziokultur, Gerberstraße 1 und 3

### Kulturzentren

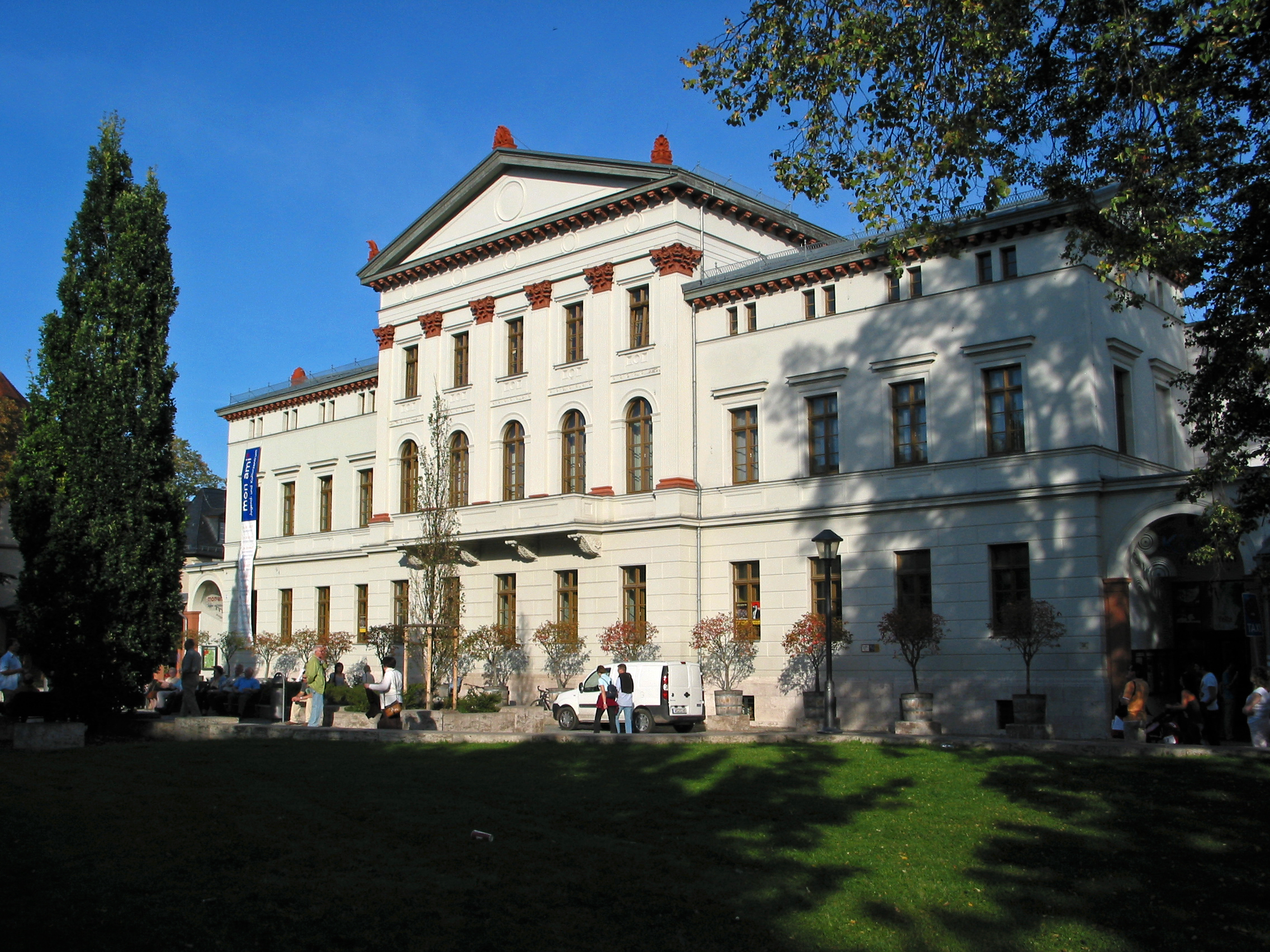
Kulturzentrum mon ami am Goetheplatz

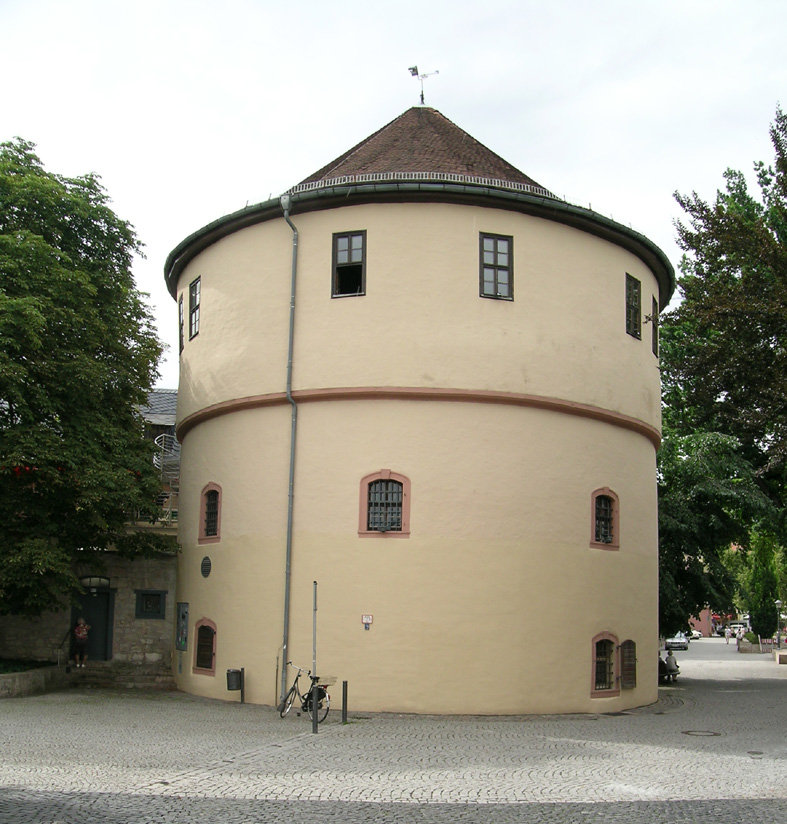
Studentenclub Kasseturm

- Neue Weimarhalle, 1999 entstanden als Nachfolgebau der 1932 errichteten und 1997 abgerissenen Weimarhalle, „gehört zu den schönsten Veranstaltungs- und Kongresshäusern Europas“[62] – das MDR Fernsehen sendete am 1. Dezember 2013 eine ausführliche Dokumentation über das Haus und seine Geschichte[63]
- ACC Galerie Weimar – Autonomes CulturCentrum – mit Galerie für zeitgenössische Kunst, Veranstaltungen und einem Restaurant/Caféhaus
- C-Keller & Galerie, Markt 21 – Café, Bar, Kunstgalerie, Veranstaltungsort
- E-Werk Weimar mit Straßenbahndepot
- Gaswerk – Projektwerkstatt und Veranstaltungsort
- Gerber 1 und Gerber 3 – Haus für Soziokultur
- Goethe-Institut – Kulturinstitut der Bundesrepublik Deutschland (1996[64] -2019) – bis heute gibt es einen Sitz mit Büro und es werden Veranstaltungen in Weimar durchgeführt
- Mon Ami – Jugend- und Kulturzentrum
- Studentenclub Kasseturm – Studentenclub
- Studentenclub Schützengasse – Studentenclub (geschlossen)
- Studentenclub Jakobsplan – Studentenclub (geschlossen)

### Darstellende Kunst

#### Theater
- Deutsches Nationaltheater und Staatskapelle Weimar

Das Deutsche Nationaltheater mit der Staatskapelle Weimar ist der bedeutendste Theaterbetrieb Weimars. Es handelt sich dabei um eine Doppelinstitution, bestehend aus dem Bühnenbetrieb Deutsches Nationaltheater und dem Orchester Staatskapelle Weimar.
Daneben gibt es eine Handvoll kleinere Theater und Kleinkunstbühnen:
- Jugendtheater im Stellwerk
- Theater im Gewölbe
- Galli-Theater
- Mascha
- Palais Schardt

#### Kinos
Weimar besitzt drei Filmtheater:

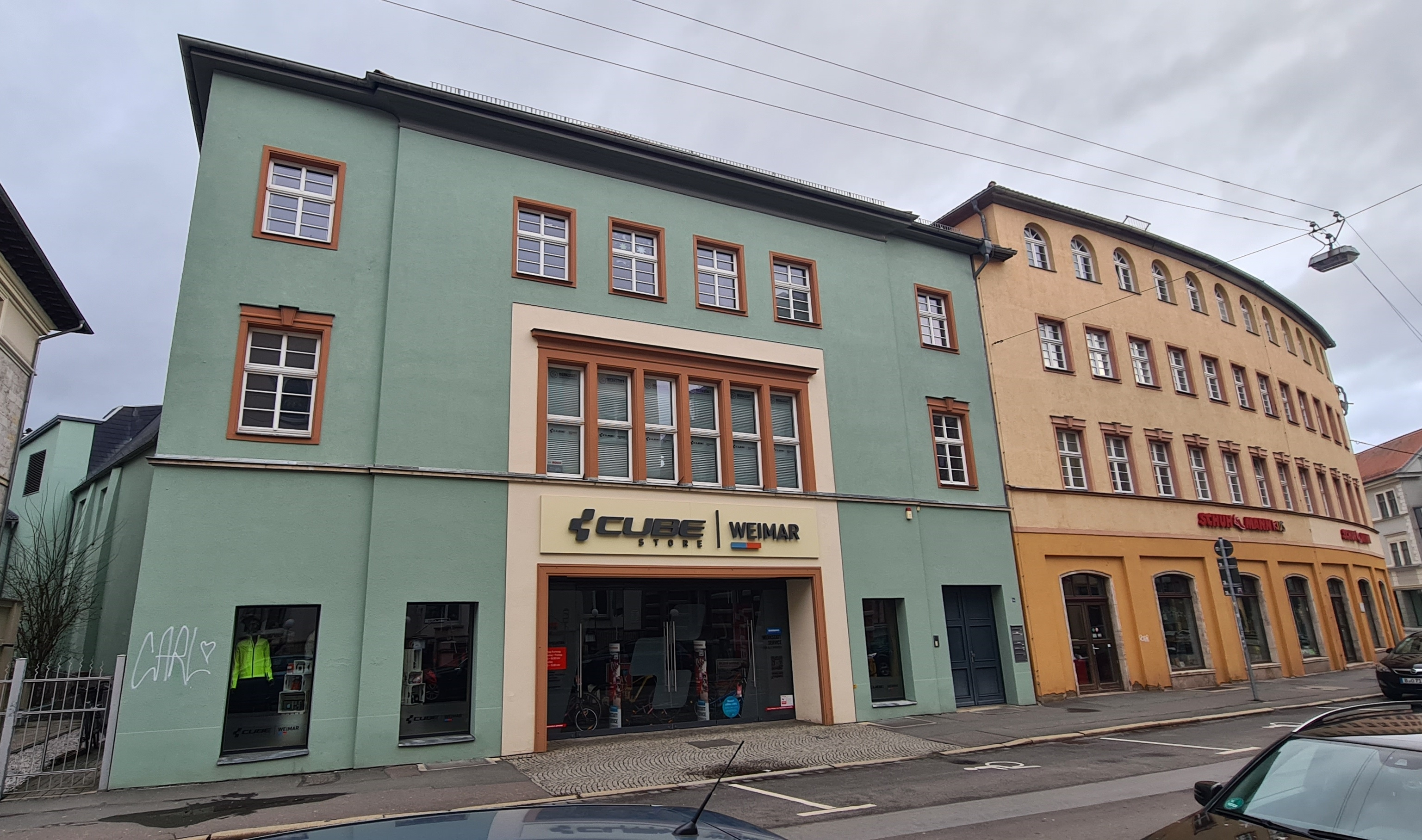
Das ehemalige Kino – das Theater des Friedens bzw. der UFA-Zentral-Palast Weimar

- Cinestar in der Schützengasse (sechs Säle, 984 Plätze)
- unabhängiges Lichthaus Kino im Straßenbahndepot (drei Säle)
- Kommunales Kino im Kulturzentrum mon ami (ein Saal)

In der Hummelstraße 2 in Weimar befand sich der ehemalige UFA-Zentral-Palast, später das Kino Theater des Friedens (ein Saal). Heute wird der noch in großen Teilen erhaltene Kinosaal als Fahrradgeschäft genutzt.
Von 2005 bis 2021 gab es ein Kino im Einkaufszentrum Atrium Weimar (zwei Säle, 256 Plätze) mit Betreiberwechseln, zuletzt seit November 2017 von CineStar betrieben.

#### Organisationen
Die Schola Cantorum Weimar ist der größte Kinder- und Jugendchor Thüringens.

### Bauwerke

#### Schlösser und Palais
Seit dem Mittelalter besitzt Weimar ein Stadtschloss, das mehrmals erneuert wurde. Aus der Zeit der Weimarer Klassik stammt dagegen das Wittumspalais, in dem Anna Amalia ihre letzten Jahre verbrachte. Schloss und Park Belvedere, außerhalb des Stadtzentrums gelegen, waren ursprünglich die Sommerresidenz der Weimarer Fürsten. Eine besondere Bedeutung hatten Schloss und Park Tiefurt als Lieblingsresidenz Anna Amalias und Treffpunkt ihres literarisch-musischen Kreises. Auch Schloss und Park Ettersburg hatten zu dieser Zeit eine ähnliche Funktion und gehören heute zur Klassik Stiftung Weimar. Das Gelbe Schloss (1704) war Witwensitz der Herzogin Charlotte Dorothea Sophie, das Rote Schloss (1576) der Herzogin Dorothea Susanne. Das Fürstenhaus Weimar beherbergt heute die Hochschule für Musik Franz Liszt.

#### Kirchen

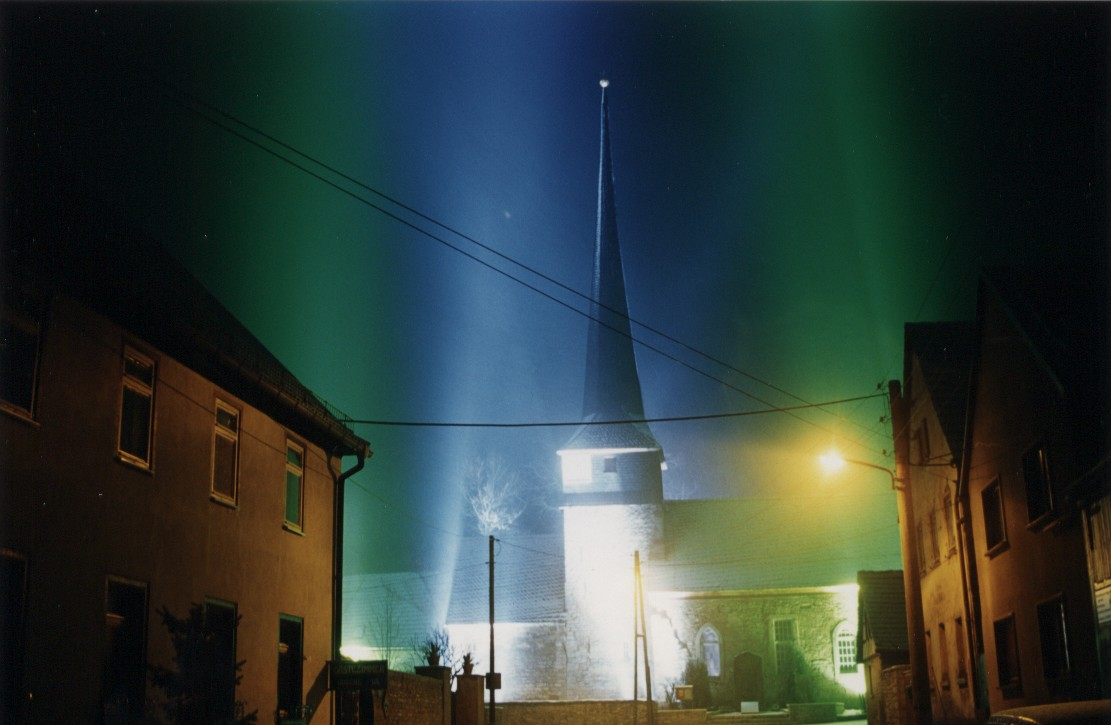
Die Kirche Gelmeroda als Lichtskulptur

Die größte Kirche Weimars ist die Stadtkirche St. Peter und Paul, die im Wesentlichen um 1500 erbaut wurde. Sie ist auch als Herderkirche bekannt; dieser Name geht auf das Wirken des Theologen und Philosophen Johann Gottfried Herder zur Zeit der Weimarer Klassik zurück. Das Altarbild wurde von Lucas Cranach dem Älteren und dem Jüngeren geschaffen.
Die barocke Jakobskirche, die ehemalige Hofkirche, ist die Traukirche Johann Wolfgang Goethes. Auf ihrem Kirchhof sind die Grabmale mehrerer berühmter Persönlichkeiten zu sehen.
Die katholische Herz-Jesu-Kirche wurde zwischen 1889 und 1891 nach Plänen des Architekten Max Meckel im Stil des Historismus erbaut. In ihrer Mischung aus Neogotik und Neorenaissance erinnert sie an den Vorbild gebenden Dom von Florenz.
Die Kreuzkirche wurde ursprünglich im Jahre 1899 als Kirche Saint Michael and All Angels für Weimars damalige anglikanische Gemeinde im Stil der anglikanischen Spätgotik errichtet. Als sich ab 1914 die Gemeinde auflöste (da deren meist englische Mitglieder als Kriegsgegner Deutschlands galten und das Land verließen), verlor die Kirche ihre Aufgabe und stand leer. 1927 erwarb Weimars Stadtkirchengemeinde den Sakralbau und weihte ihn 1928 als Kreuzkirche neu. 1962 erhielt sie Glocken aus Apolda, seit 1989 gibt es eine Schuke-Orgel. In jüngerer Zeit wurde sie umfassend saniert.
Der Stadtteil Gelmeroda hat eine Dorfkirche, die als Feiningerkirche und Autobahnkirche überregional bekannt ist.

#### Weitere Bauwerke
- Weimarer Rathaus
- Weimarer Stadthaus

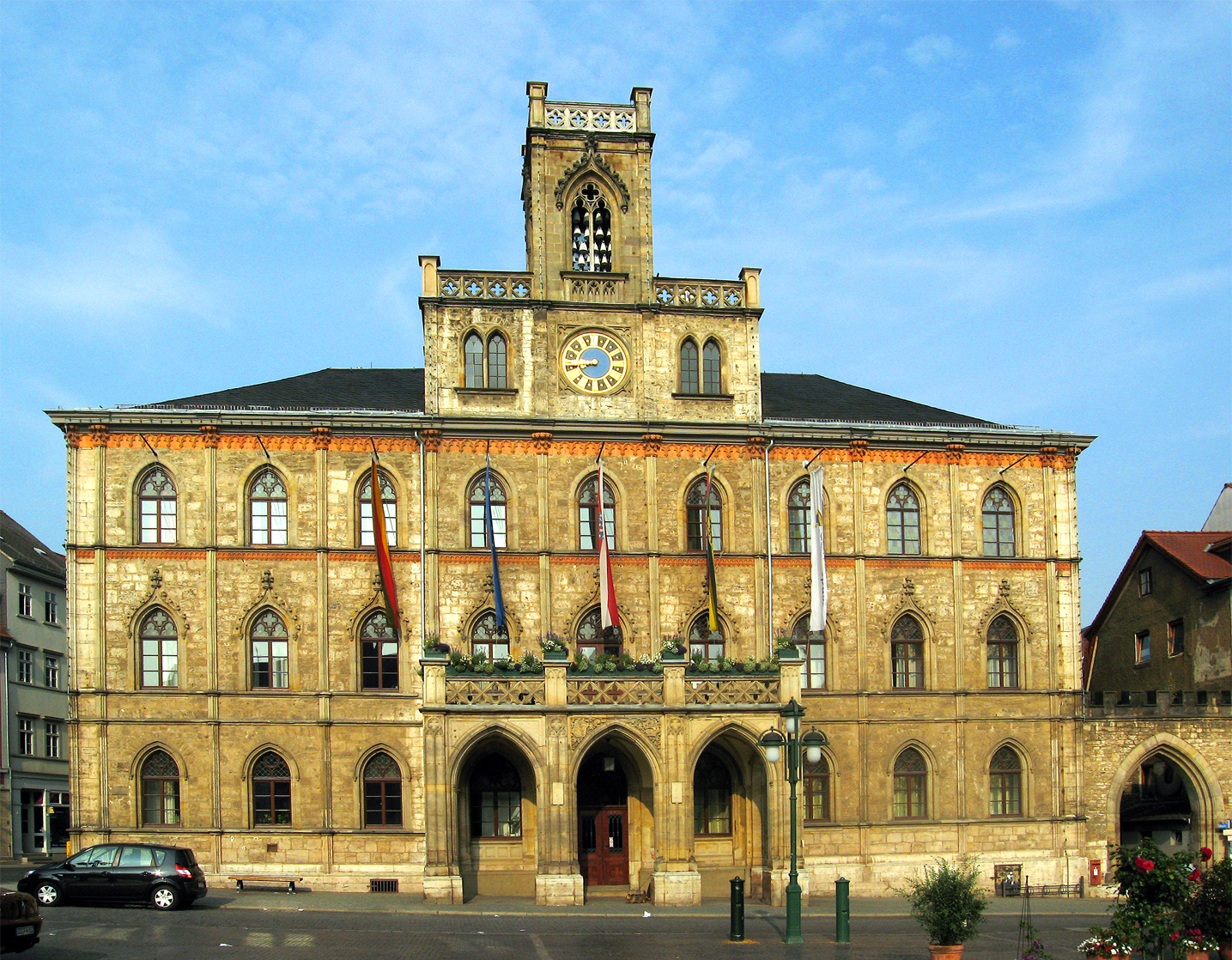
Rathaus der Stadt (2006)

- Renaissance-Bauten der Markt-Ostseite, u. a. mit dem Cranachhaus
- Geleitschenke, historische Gastwirtschaft und eines der schönsten Fachwerkhäuser in Weimar
- Liszt-Haus
- Bachhaus Weimar
- die Altenburg, einst Zuhause von Franz Liszt
- Kirms-Krackow-Haus
- Goethes Wohnhaus mit Goethe-Nationalmuseum
- Schillers Wohnhaus mit Schillermuseum
- Goethe- und Schiller-Denkmal
- Jacobsfriedhof Weimar mit dem Kassengewölbe
- Park an der Ilm mit Goethes Gartenhaus, Römischem Haus und Parkhöhle
- Historischer Friedhof mit Fürstengruft und Russisch-Orthodoxer Grabkapelle
- Kunstgewerbeschulbau (Werkstattbau des ehem. Staatlichen Bauhauses zu Weimar)
- Kunstschulgebäude (heute Hauptgebäude der Bauhaus-Universität Weimar)
- Villa Dürckheim, erbaut 1912/13 von Henry van de Velde
- Musterhaus „Am Horn“
- Haus Hohe Pappeln
- Café Resi, das Residenz-Café, Weimars ältestes Kaffee-Haus, zentral gelegen zwischen Markt und Stadtschloss
- das ehemalige Gauforum Weimar
- Capella „Vox coelestis“ (1899 erbaut, Friedhof Ehringsdorf)
- Brunnen in Weimar
- Hafis-Goethe-Denkmal[68]
- Heimrichstisch
- Lenin-Leuchtkasten im Foyer des Theatersaals La Redoute,[69] ehemaliger Sitz des sowjetischen Militärs. Der Leuchtkasten ist eine Kopie eines Bleiglasfensters von Alexander Leonidovitsch Korolew.

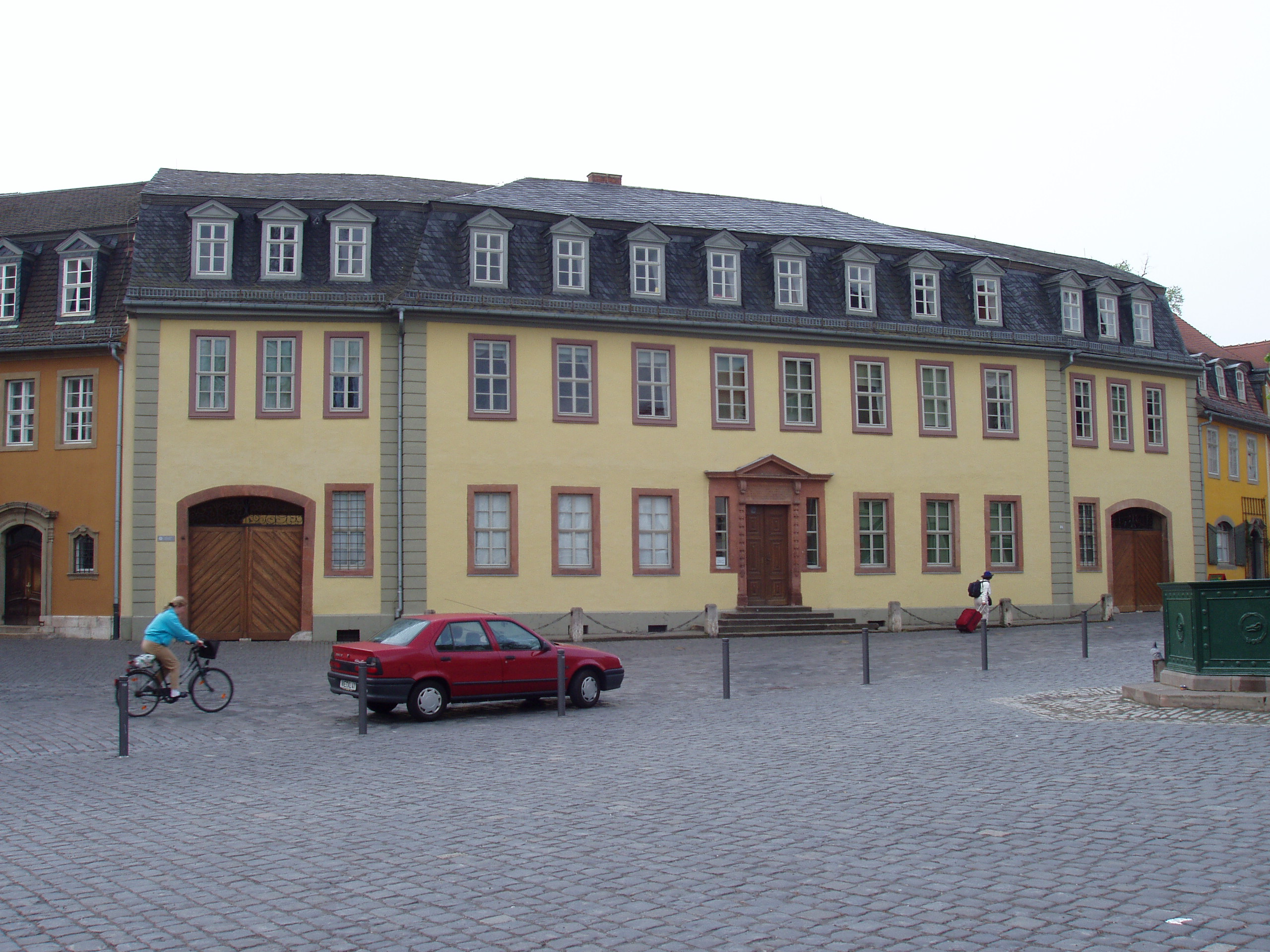
Goethes Wohnhaus am Frauenplan
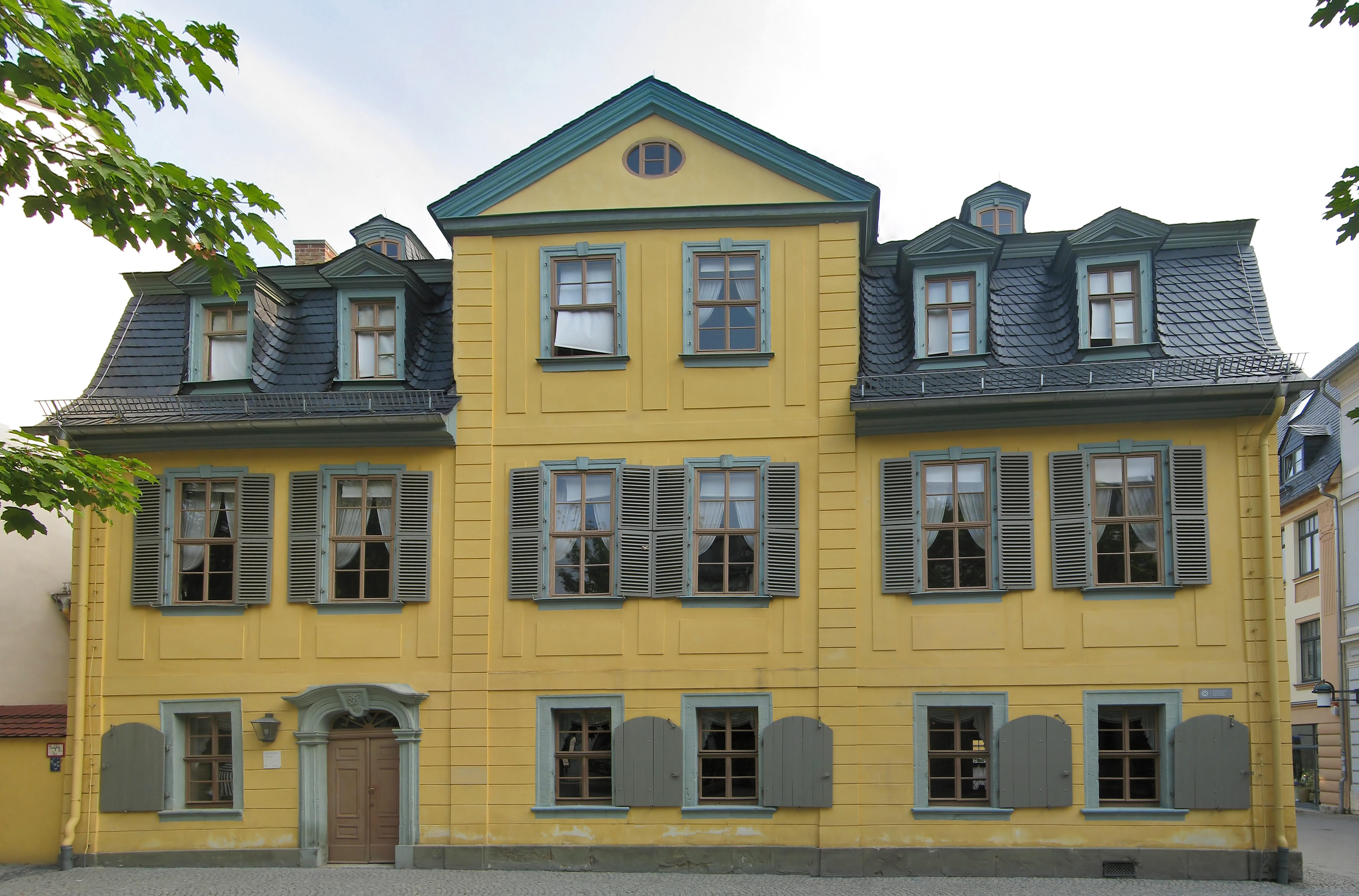
Schillers Wohnhaus in der Schillerstraße
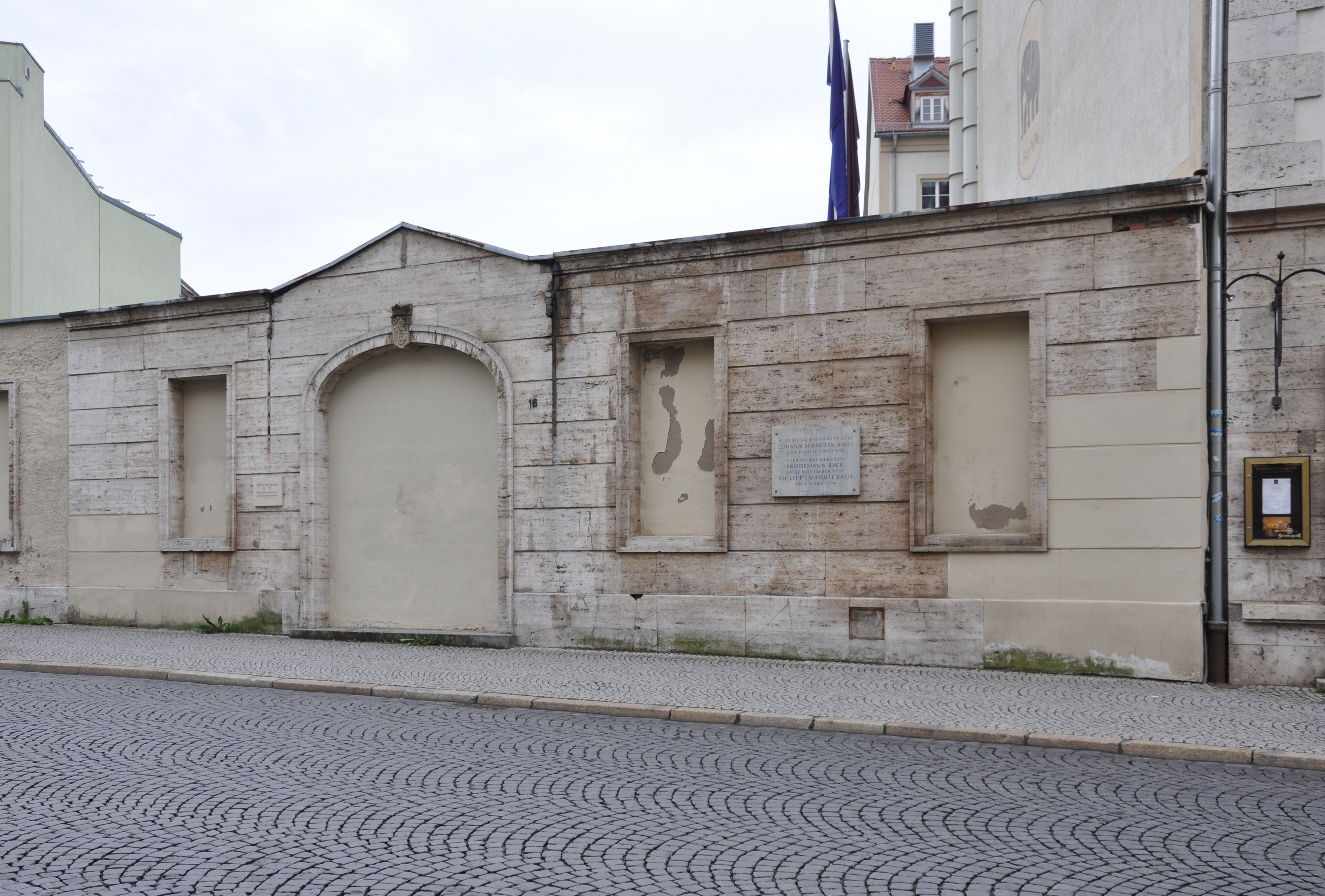
Grundmauern des Bachhauses, in dem der Komponist Johann Sebastian Bach lebte
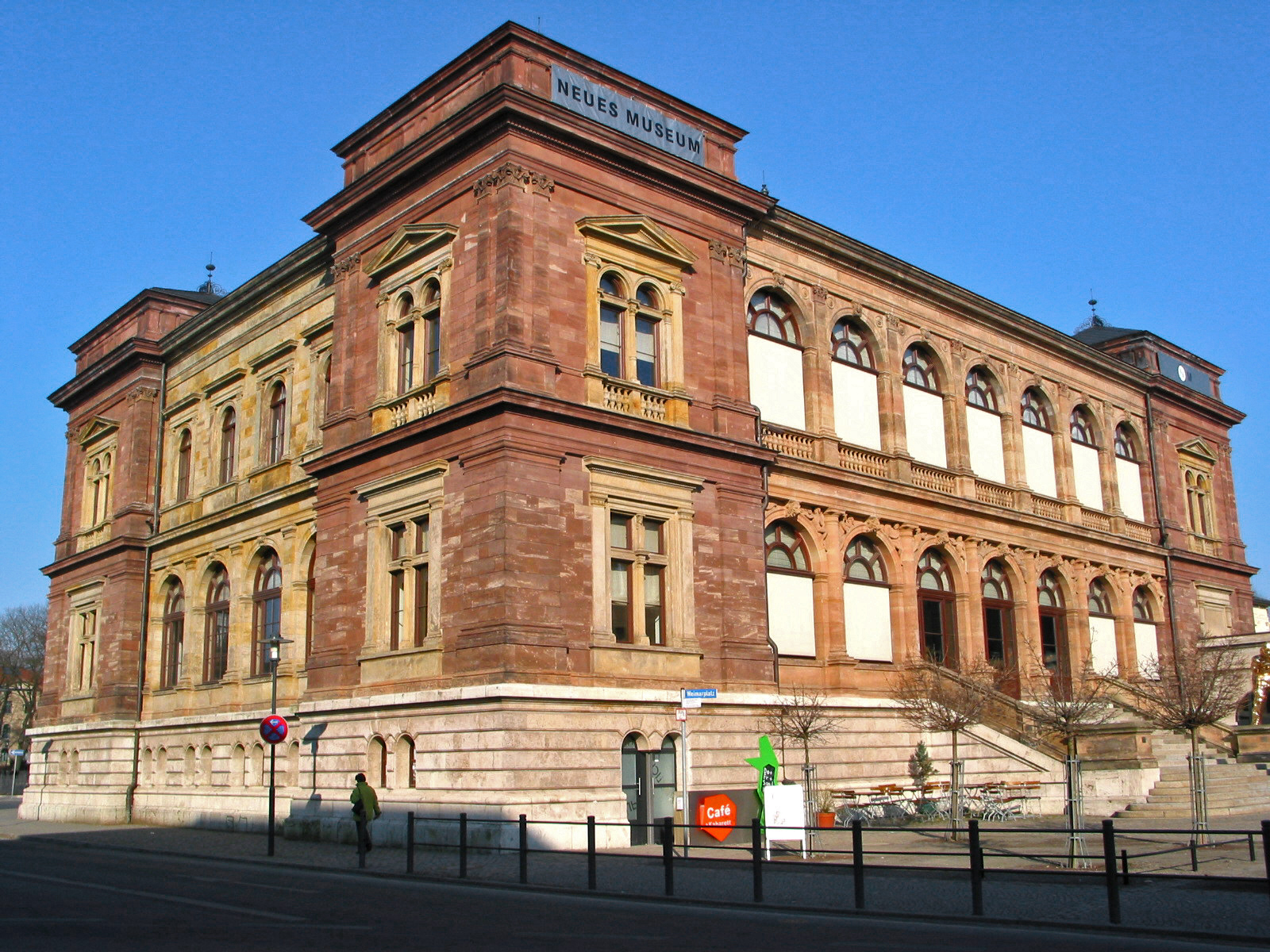
Neues Museum Weimar
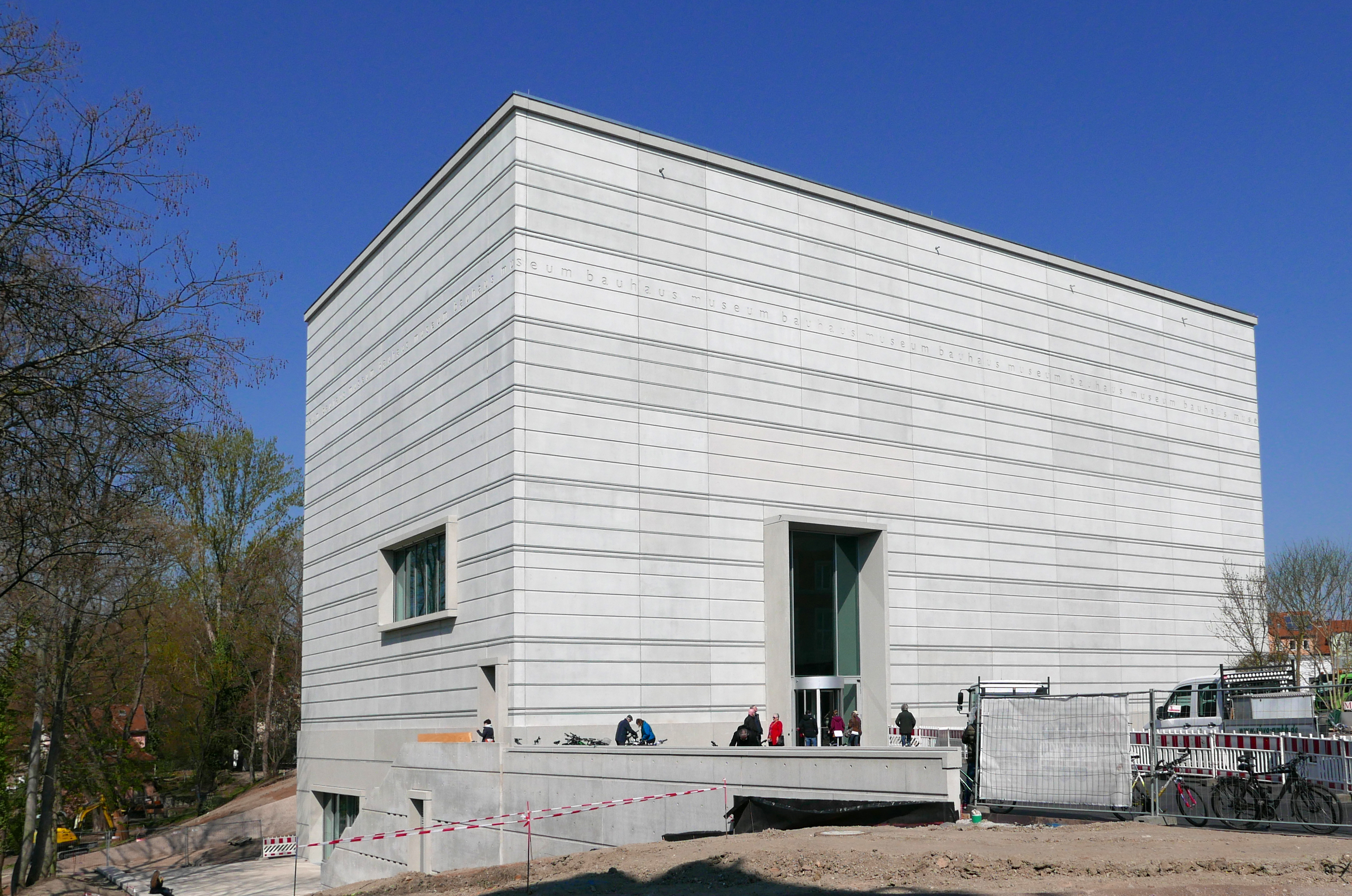
Bauhaus-Museum, während der Bauphase 2019
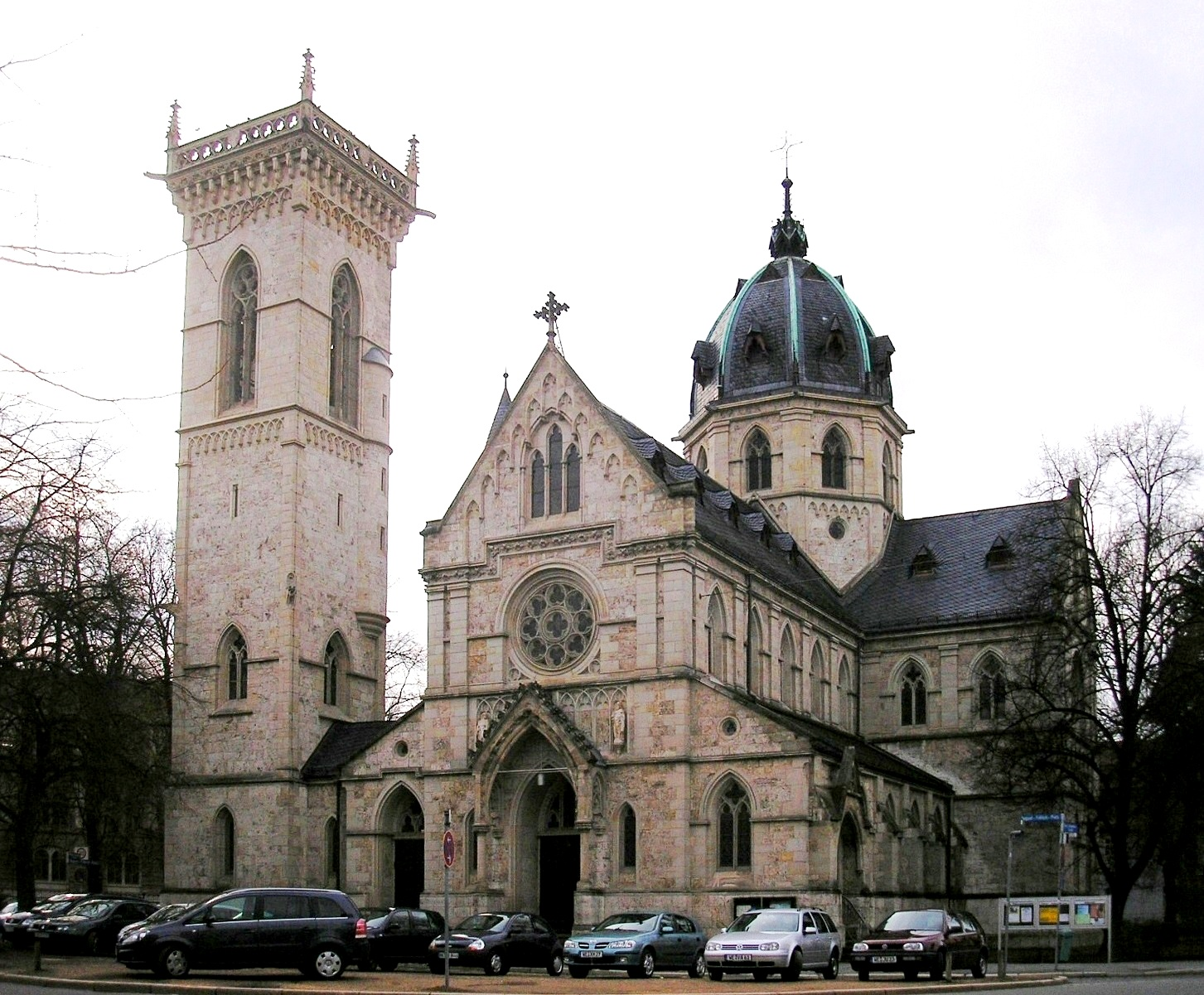
Herz-Jesu-Kirche (Weimar)
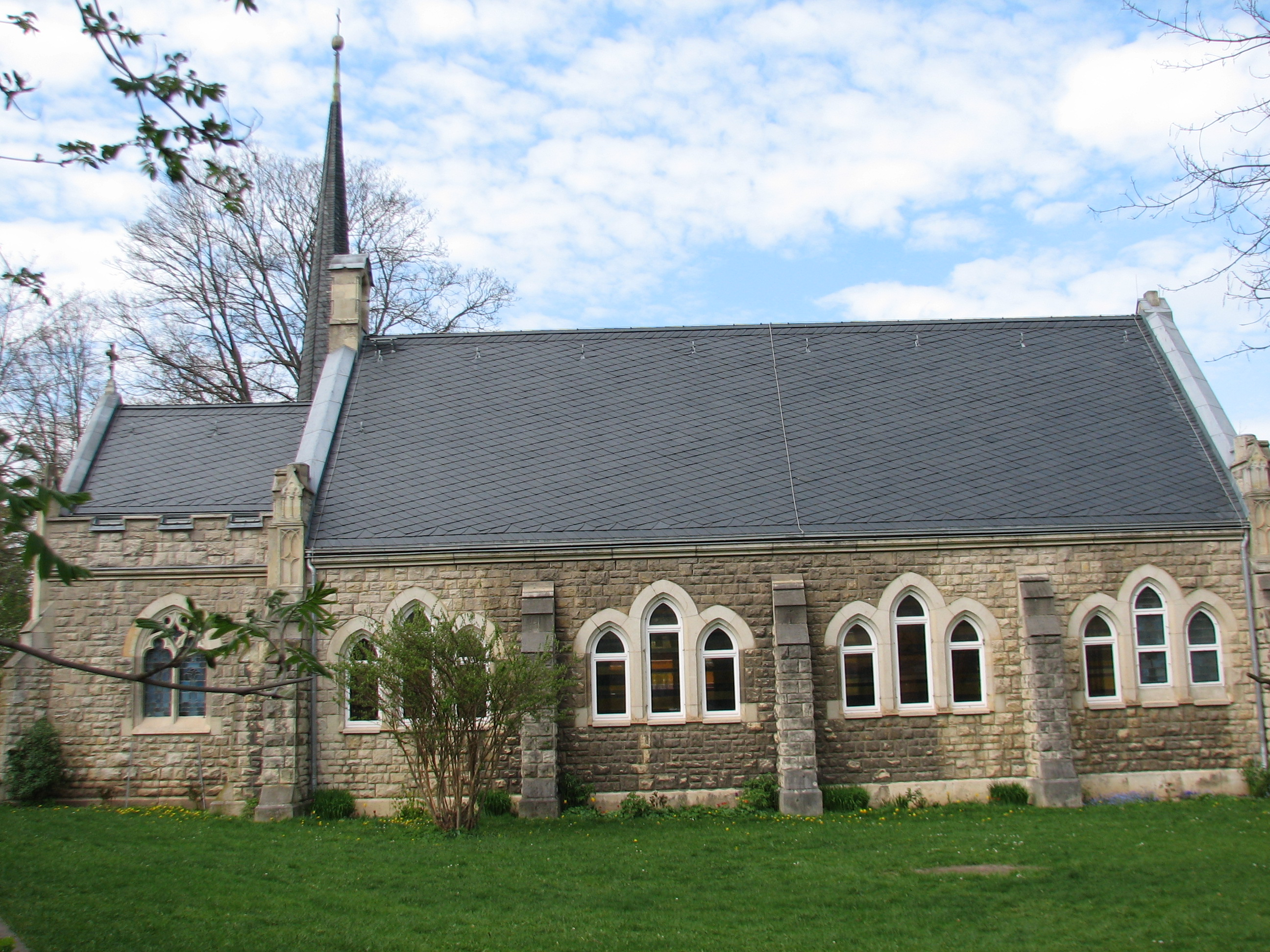
Kreuzkirche Weimar

#### Gedenkstätten

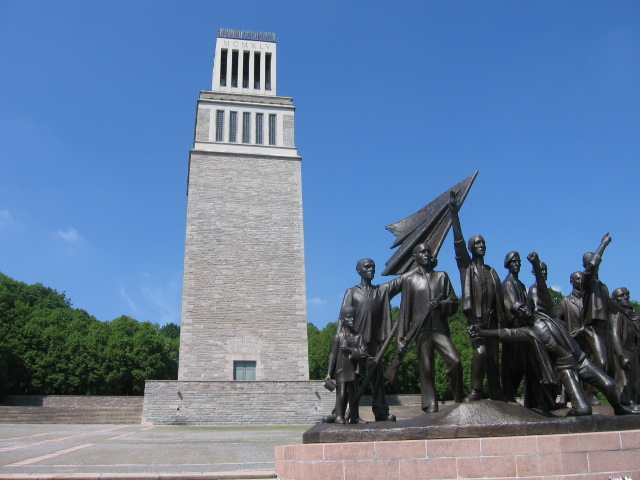
Gedenkstätte Buchenwald

- Albert Schweitzer Gedenk- und Begegnungsstätte, Museum im Musäushaus
- Gedenkstätte des KZ Buchenwald und des Speziallagers Nr. 2 Buchenwald
- Ernst-Thälmann-Denkmal auf dem Buchenwaldplatz
- Denkmal der Märzgefallenen auf dem Historischen Friedhof Weimar
- Gedenkstätte auf dem Hauptfriedhof für die Opfer der amerikanischen Bombenangriffe 1945
- Gedenkstein im Webicht für 149 von der Gestapo ermordete Häftlinge
- Gedenktafel am Wohnhaus der jüdischen Familien Ortweiler und Appel Am Brühl 6
- Jüdischer Friedhof in der Leibnizallee
- Todesmarsch-Stele Ecke Ettersburger/Rießnerstraße

### Museen

#### Kunstmuseen und -galerien
Zeitgenössische Kunst wird im Neuen Museum Weimar ausgestellt, einer Einrichtung der Klassik Stiftung Weimar. Regelmäßige Ausstellungen werden in der Galerie Eigenheim, der ACC Galerie Weimar und der städtischen Kunsthalle „Harry Graf Kessler“ gezeigt.
Das Bauhaus-Museum enthält Exponate der im Jahre 1919 in Weimar gegründeten Kunstschule Bauhaus, darunter Werke von Walter Gropius und Johannes Itten. 2019 wurde angrenzend an Neue Weimarhalle und Gauforum das neue Bauhaus-Museum eröffnet und löste das Provisorium auf dem Theaterplatz ab.
Malerei vom 16. bis 19. Jahrhundert beherbergt das Museum im Weimarer Stadtschloss.

#### Geschichtsmuseen
Das Museum Haus der Weimarer Republik am Theaterplatz erinnert an die Verabschiedung der Weimarer Reichsverfassung 1919 und die Zeit der Weimarer Republik.
Das Thüringische Landesamt für Denkmalpflege und Archäologie unterhält in Weimar das Museum für Ur- und Frühgeschichte Thüringens.
Die Geschichte der Stadt selbst wird im Stadtmuseum dargestellt, das sich im Bertuchhaus befindet. Die Ausstellung beginnt mit den Spuren der frühesten Besiedelung und behandelt als Schwerpunktthemen unter anderem das Wirken Johann Sebastian Bachs und Friedrich Justin Bertuchs in Weimar sowie die Nationalversammlung 1919 und die Weimarer Republik.
Das Weimarhaus, ein privates „Geschichts-Erlebnismuseum“, zeigt wichtige historische Ereignisse in Form von unterhaltsamen Dioramen.

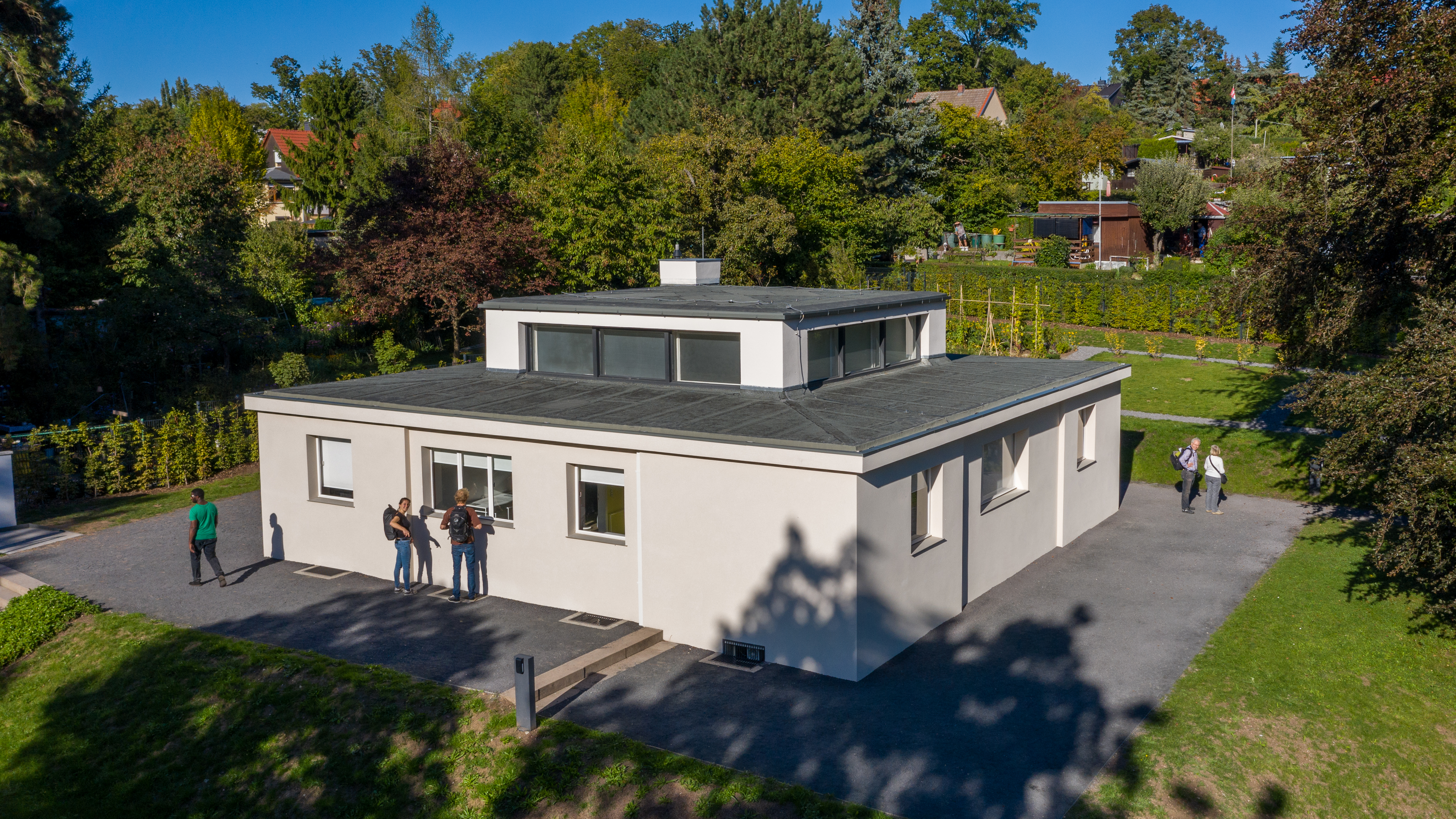
Musterhaus am Horn, UNESCO-Weltkulturerbe (2019)

#### Weitere Museen
- Musterhaus Am Horn, einziges erhaltenes Versuchshaus aus der Zeit Bauhaus in Weimar. Heute ein Museum (UNESCO-Weltkulturerbe).
- Im Deutschen Bienenmuseum sind alle Aspekte der Imkerei zu betrachten.
- Das Eisenbahnmuseum Weimar beheimatet Thüringens größte Sammlung an historischen Lokomotiven, aber auch Straßenbahnen und Eisenbahnwaggons.
- Das Ginkgo-Museum beschäftigt sich als einziges seiner Art mit Ginkgopflanzen.
- In der Rittergasse befindet sich das kleine Schirmmuseum der Familie Pennewitz.
- Das kleinste Museum Weimars ist Marie Seebach in der Tiefurter Allee gewidmet. Es diente als Vorbild für Giuseppe Verdis Casa Verdi in Mailand.

### Medienbestände

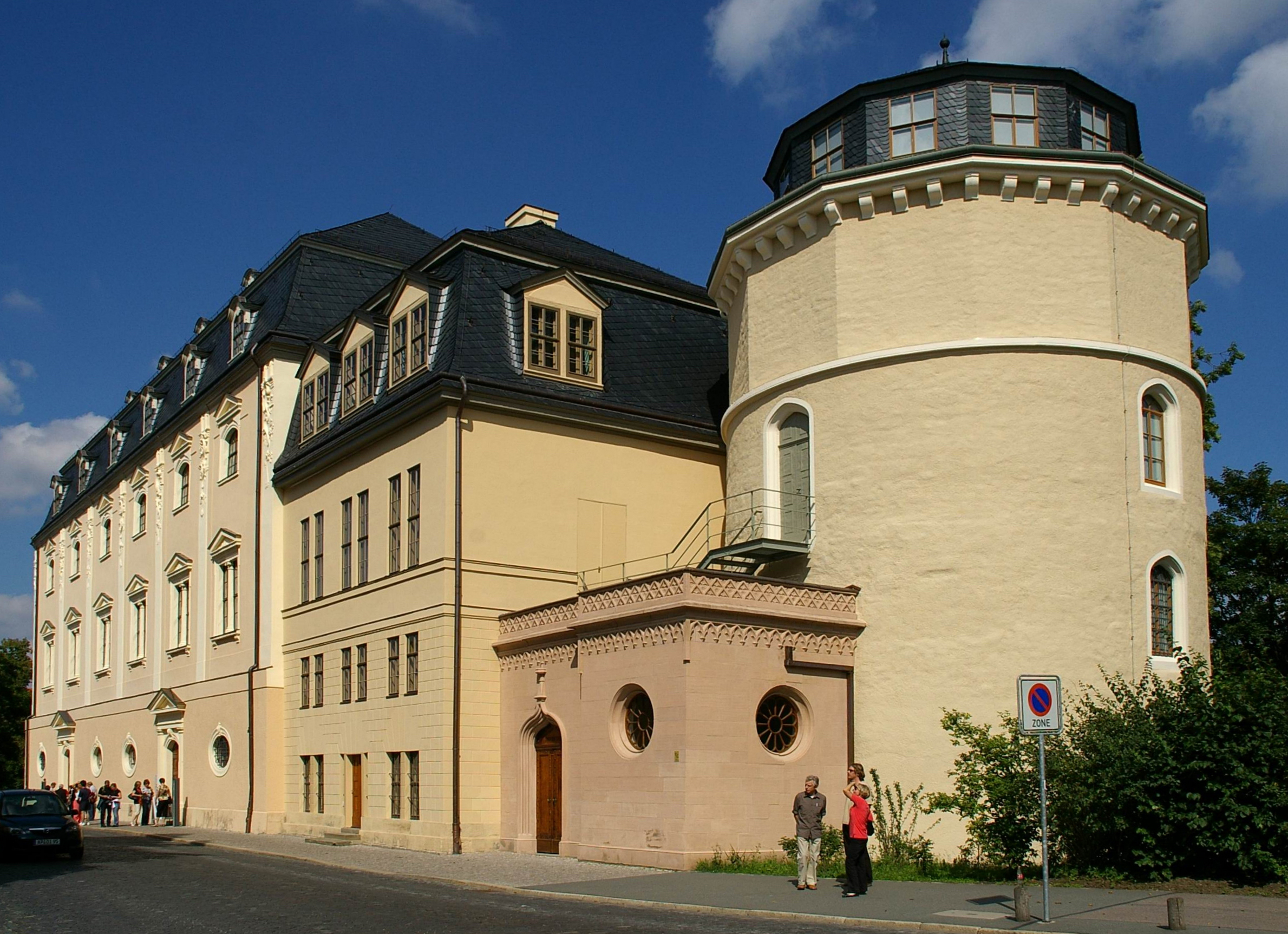
Herzogin Anna Amalia Bibliothek

#### Archive
- Thüringer Landesarchiv mit dem Thüringischen Hauptstaatsarchiv
- Goethe- und Schiller-Archiv
- Stadtarchiv Weimar
- Nietzsche-Archiv
- Fürnberg-Archiv
- Thüringisches Landesmusikarchiv und Hochschularchiv

#### Bibliotheken
- Herzogin Anna Amalia Bibliothek mit Militärbibliothek
- Universitätsbibliothek (UB) der Bauhaus-Universität
- Bibliothek der Hochschule für Musik[72]
- Bibliothek der Gedenkstätte Buchenwald[73]
- Stadtbibliothek
- Umweltbibliothek der Grünen Liga
- Katholische Öffentliche Bücherei
- DDR-Bücherstube Taubach[74]

### Sport

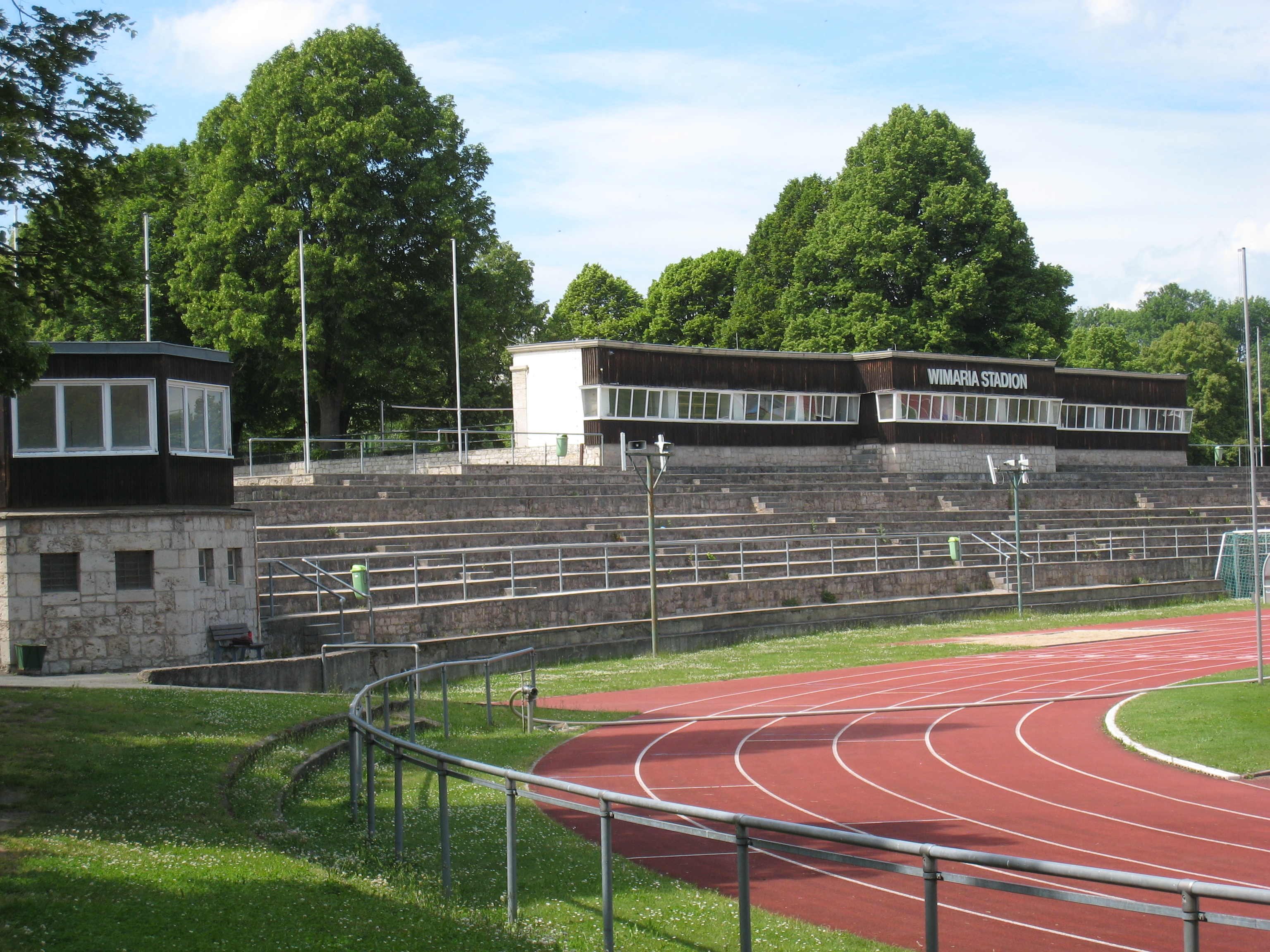
Das Wimaria-Stadion, das Stadion von Weimar

Der bekannteste Verein der Stadt ist der Fußballverein SC 1903 Weimar, früher Motor Weimar. Er hat zu DDR-Zeiten meist in der DDR-Liga (2. Liga), kurzzeitig auch in der Oberliga (1. Liga) gespielt, befindet sich zurzeit in der Thüringenliga. Die Heimspiele werden im reinen Fußballstadion Am Lindenberg ausgetragen, welches an der Ausfallstraße Richtung Jena am ehemaligen Flugplatz Weimar-Lindenberg liegt.
Weimarer Erfolge, mit Siegen auf Landes-, Bundes- und DDR-Ebene bzw. Zugehörigkeit zur höchsten Spielklasse, gab es in überraschend vielen Sportarten. Ein Beispiel dafür ist der Wildwasserkanusport im KGC 66 Weimar, den Weimarer Athleten in der DDR zeitweise dominiert hatten. Auch im Hockey, Tennis, Volleyball, Schach, Boxen, Fechten, Judo, Basketball, Turnen, Tischtennis, Rettungsschwimmen und Altherrenfußball verfügt Weimar über Mannschaften oder Einzelsportler auf gutem Amateurniveau.
2021 hatte sich Weimar als Host Town für die Gestaltung eines viertägigen Programms für eine internationale Delegation der Special Olympics World Summer Games 2023 in Berlin beworben. 2022 war die Stadt als Gastgeberin für Special Olympics Äquatorialguinea ausgewählt worden. Damit ist Weimar Teil des größten kommunalen Inklusionsprojekts in der Geschichte der Bundesrepublik, an dem über 200 Host Towns beteiligt sind. Da der Sportverband aus Äquatorialguinea kurzfristig seine Reise zu den World Games absagte, fanden die geplanten Veranstaltungen zur Inklusion jedoch nicht statt.

## Geographie

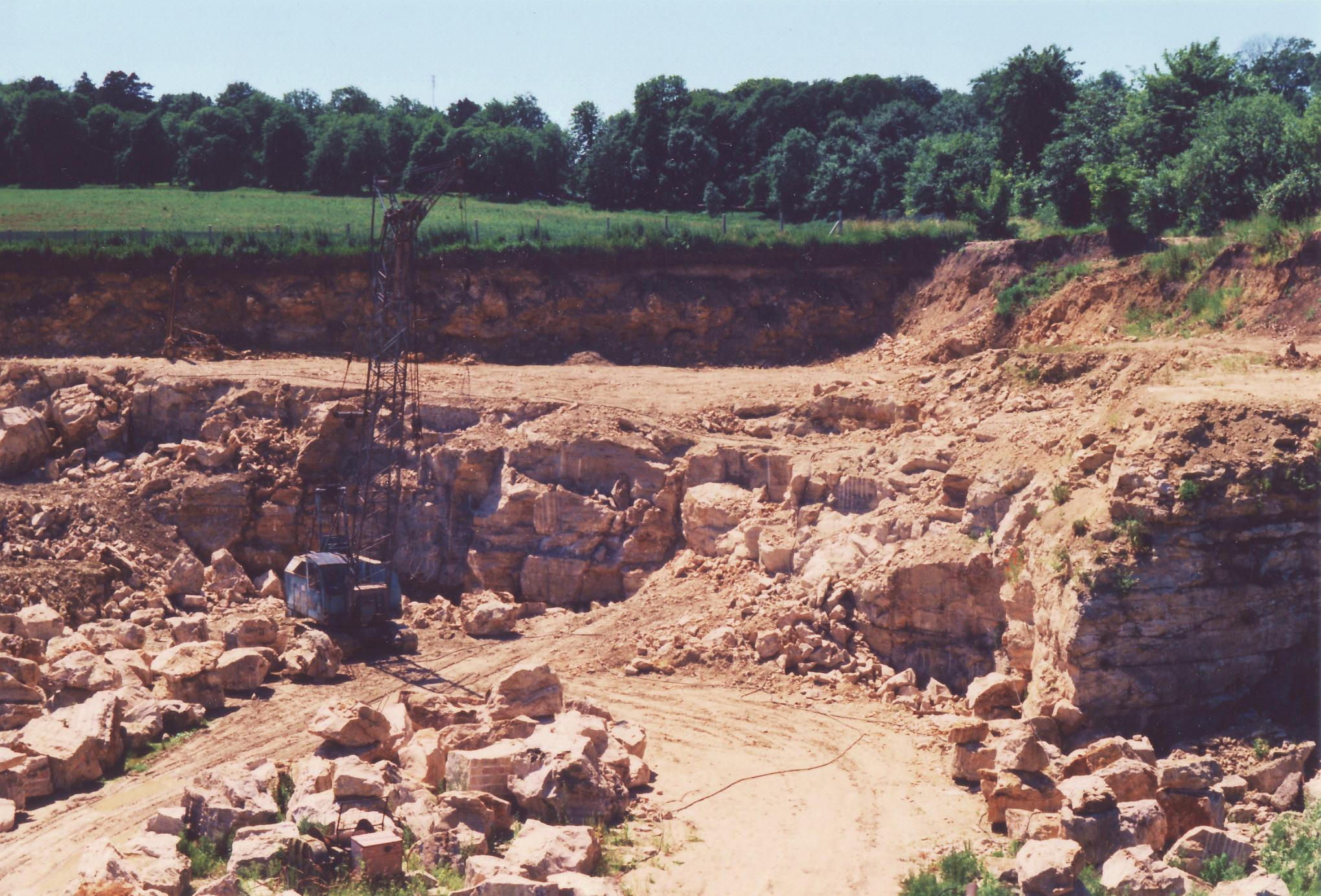
Travertin-Steinbruch in Weimar-Ehringsdorf

Weimar liegt in rund 200 Metern Höhe in der Mitte Thüringens. Durch die Stadt verläuft die Ilm in einem Bogen. Sie tritt bei Taubach im Südosten ins Stadtgebiet ein, fließt weiter durch Oberweimar und die Altstadt, bevor sie unterhalb Tiefurts das Stadtgebiet in nordöstlicher Richtung verlässt. Nach Westen erstreckt sich vom Ilmtal an das Thüringer Becken. Es handelt sich um eine fruchtbare, sanft hügelige Lößlandschaft, in der die Ortsteile Gaberndorf, Tröbsdorf und Niedergrunstedt liegen.
Das nördliche Stadtgebiet wird vom Ettersberg eingenommen. Er ist mit 482 Metern der höchste Berg im Thüringer Becken und erstreckt sich über rund acht Kilometer von Ottstedt am Berge im Westen bis nach Schöndorf im Osten. Der Ettersberg ist mit Buchen- und Eichenmischwald bestanden. Auf seiner Kuppe befindet sich die KZ-Gedenkstätte Buchenwald.
Im südlichen Stadtgebiet erhebt sich die Ilm-Saale-Platte, eine trocken-verkarstete Muschelkalk-Formation. Sie fällt zum Ilmtal hin teilweise steil ab, so etwa im Tiefurter Park. Südwestlich außerhalb des Stadtgebietes liegt die Buntsandstein-Formation des Tannrodaer Sattels. Höchste Erhebungen sind hier der 380 Meter hohe Rosenberg und die 363 Meter hohe Gelmerodaer Höhe. In diesem Bereich verläuft die Bundesautobahn 4 zwischen den Ortsteilen Gelmeroda, Holzdorf, Legefeld und Possendorf. Der Belvederer Forst ist hier neben dem Ettersberg das zweite Waldgebiet der Stadt.
Die Ausdehnung des Stadtgebiets beträgt in Nord-Süd-Richtung 13 Kilometer und in West-Ost-Richtung rund 9 Kilometer. Als Teil der Thüringer Städtekette liegt Weimar rund 20 Kilometer östlich von Erfurt und 20 Kilometer westlich von Jena. Apolda liegt 15 Kilometer nordöstlich.

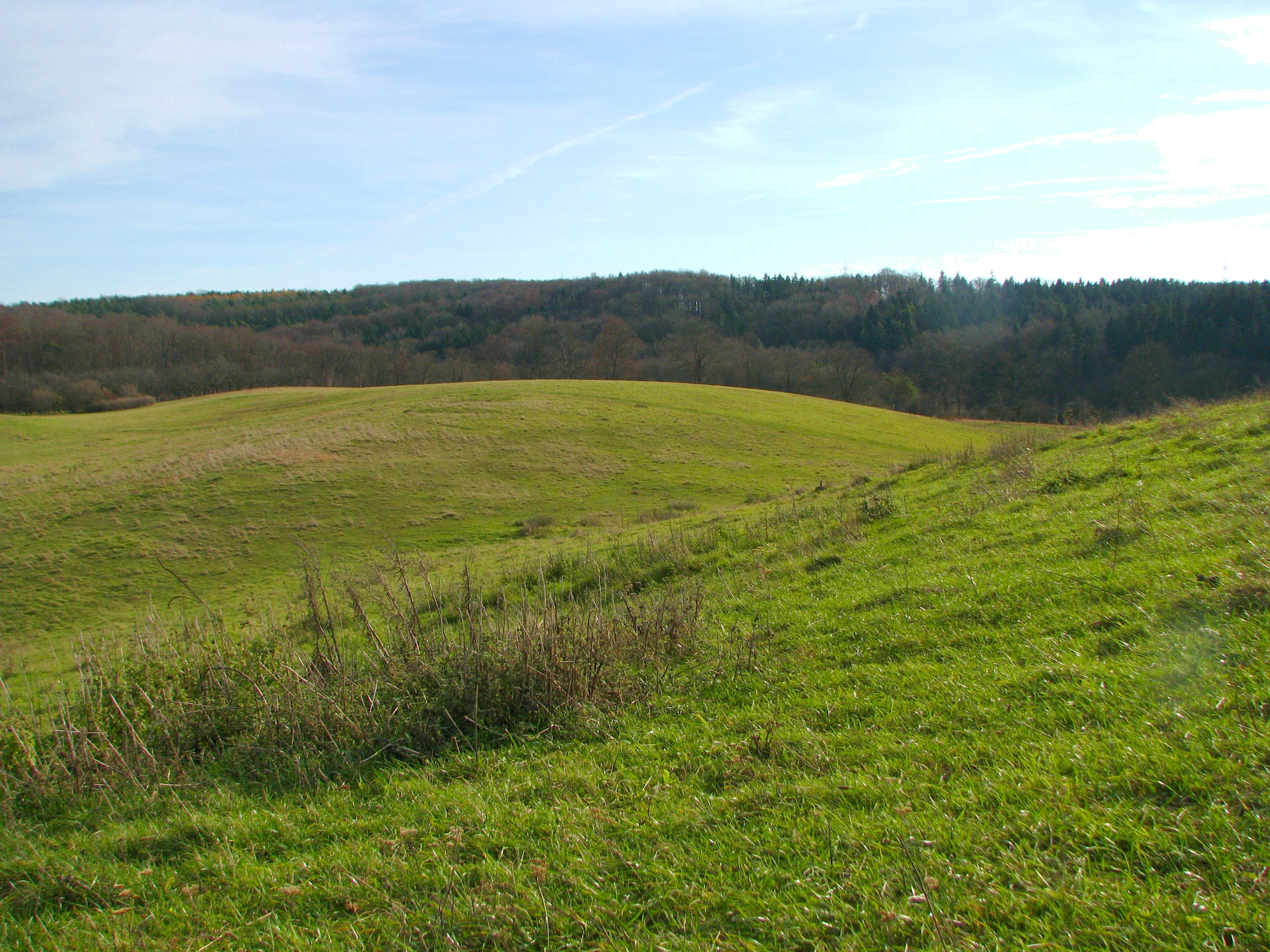
Karstlandschaft bei Schloss Belvedere (Weimar)
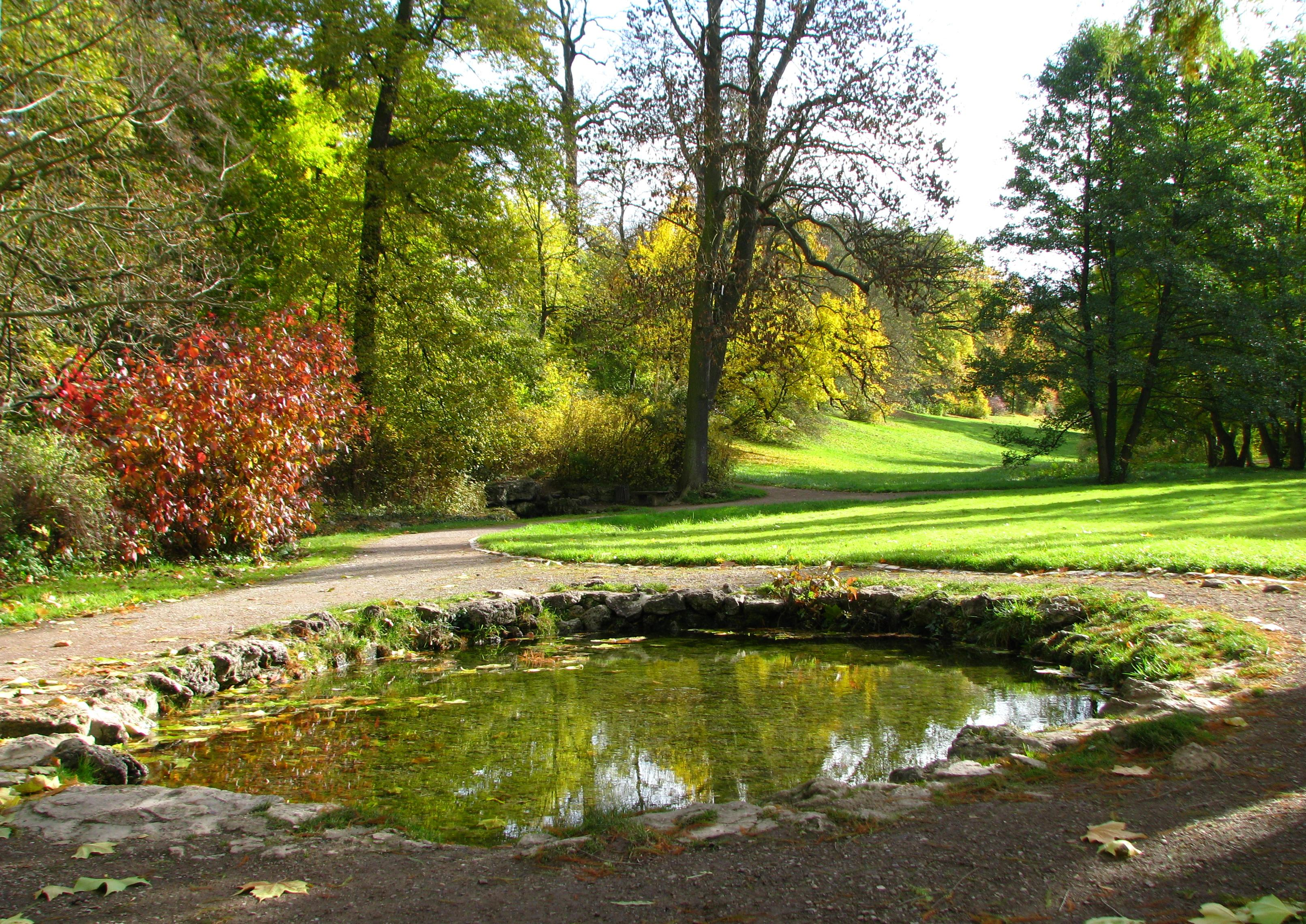
Das Ochsenauge, eine der Leutraquellen im Park an der Ilm
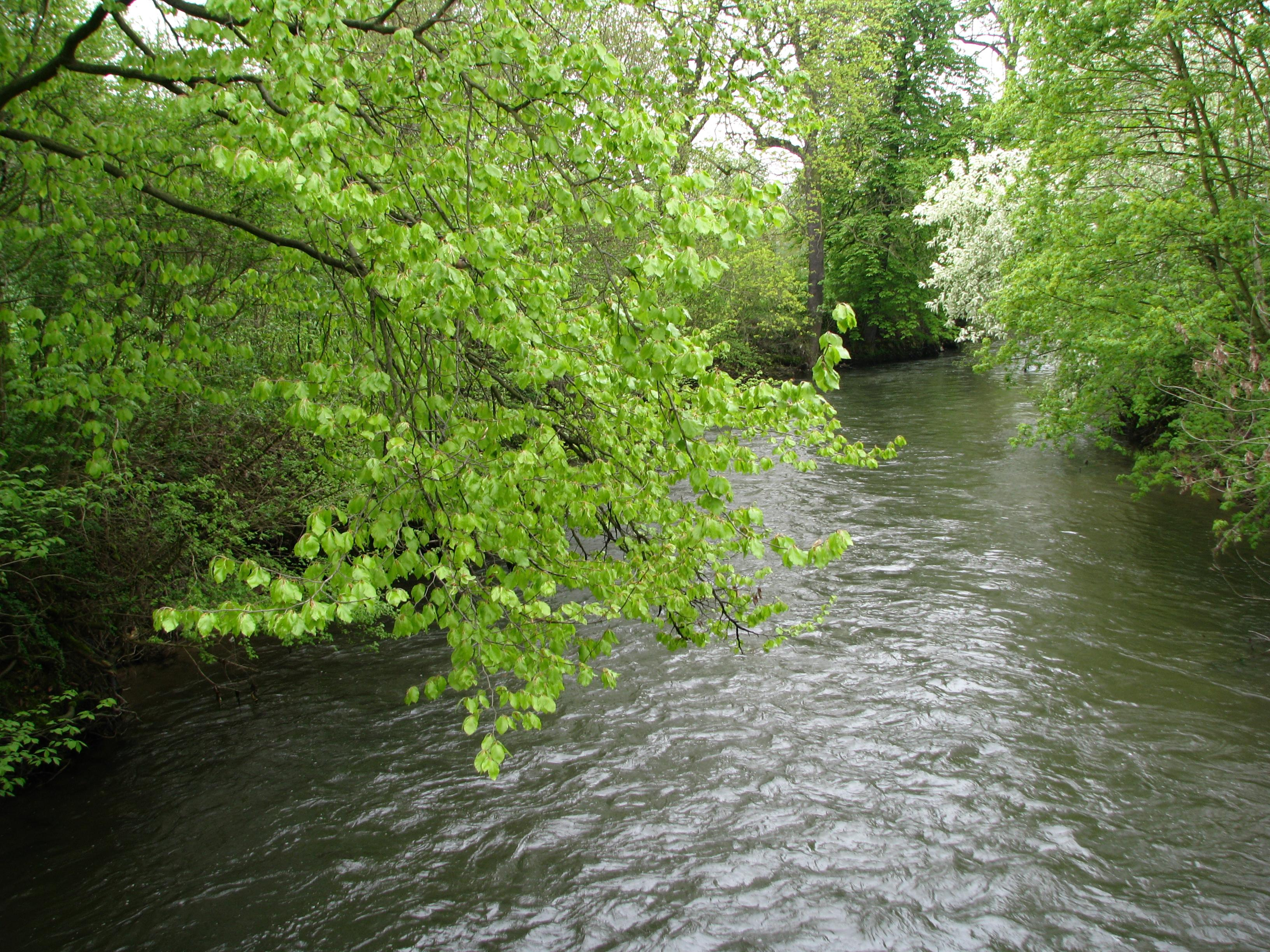
Die Ilm bei Tiefurt

### Einwohnerentwicklung

Einwohnerentwicklung von Weimar von 1779 bis 2016

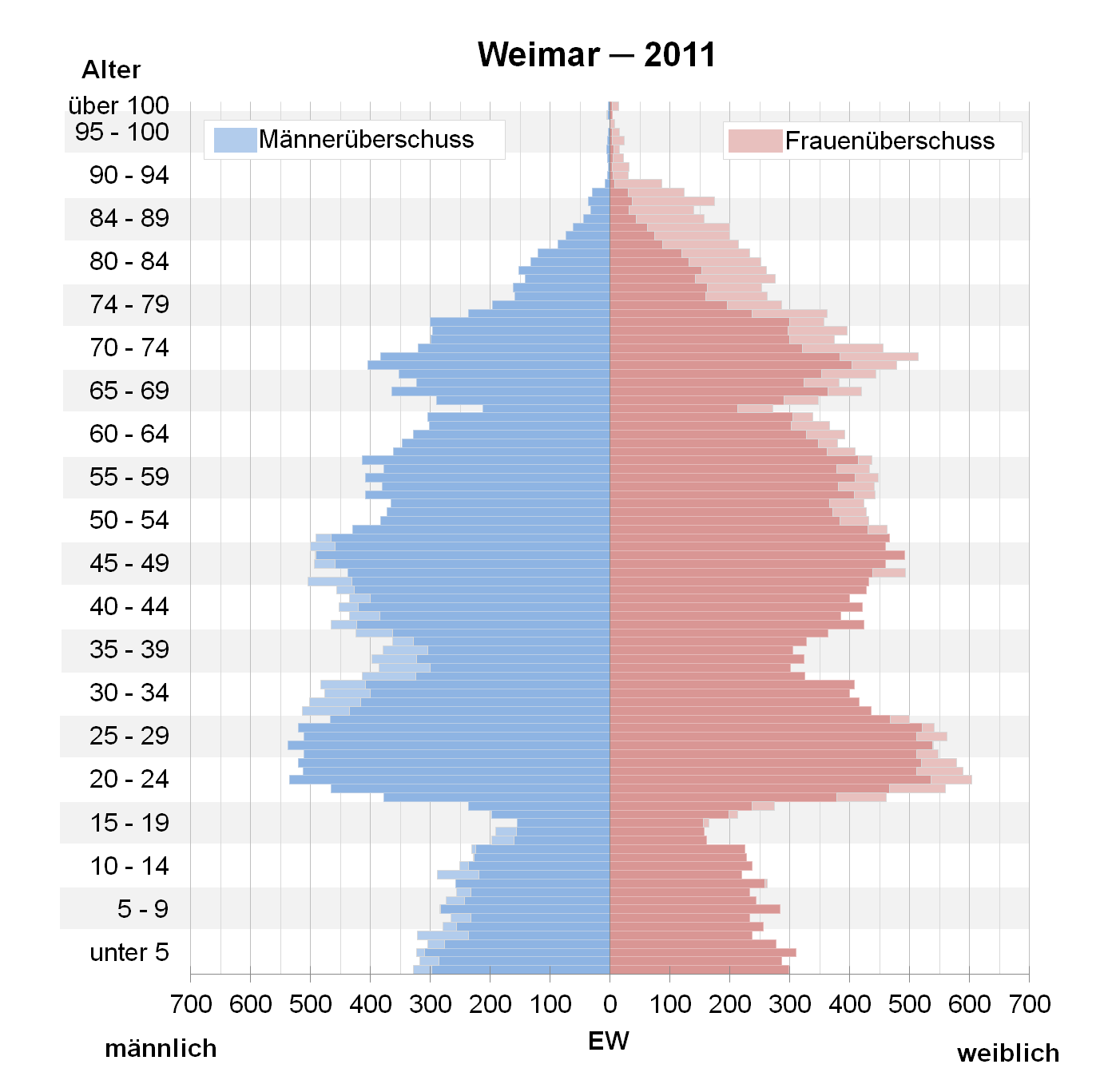
Bevölkerungspyramide für Weimar (Datenquelle: Zensus 2011)

Im Jahr 1955 erreichte die Einwohnerzahl der Stadt Weimar mit knapp 67.000 ihren historischen Höchststand. Die Bevölkerungszahl ist seit Ende der 1930er Jahre relativ stabil geblieben und schwankte die ganze Zeit – trotz hoher Arbeitslosigkeit und Geburtenrückgang seit der Wende in der DDR im Jahre 1989 – zwischen 60.000 und 67.000. Entscheidend für die Bevölkerungsentwicklung Weimars nach der Wende war unter anderem die Eingemeindung der heutigen Ortsteile Gaberndorf, Gelmeroda, Legefeld, Niedergrunstedt, Possendorf, Süßenborn, Taubach und Tröbsdorf im Jahre 1994. In den letzten Jahren konnte Weimar allerdings das höchste Bevölkerungswachstum einer thüringischen Kommune verzeichnen. Dafür sorgt neben einer nahezu ausgeglichenen Geburtenbilanz vor allem eine positive Wanderungsbilanz (2008: +266; 2007: +317; 2006: −29; 2005: +175; 2004: +160). In den Jahren 2001 bis 2003 waren die Wanderungsgewinne besonders hoch, da zuvor eine Zweitwohnsitzsteuer eingeführt wurde, die vor allem Studenten dazu veranlasste, ihren Zweitwohnsitz in einen Erstwohnsitz umzuwandeln.
Die folgende Übersicht zeigt die Einwohnerzahlen nach dem jeweiligen Gebietsstand. Bis 1833 handelt es sich um Schätzungen, danach um Volkszählungsergebnisse (¹) oder amtliche Fortschreibungen der jeweiligen Statistischen Ämter beziehungsweise der Stadtverwaltung selbst. Die Angaben beziehen sich ab 1843 auf die „Ortsanwesende Bevölkerung“, ab 1925 auf die Wohnbevölkerung und seit 1966 auf die „Bevölkerung am Ort der Hauptwohnung“. Vor 1843 wurde die Einwohnerzahl nach uneinheitlichen Erhebungsverfahren ermittelt.
| Datum              | Einwohner |
| ------------------ | --------- |
| 1779               | 6.041     |
| 1818               | 8.000     |
| 1. Dezember 1834 ¹ | 10.638    |
| 1. Dezember 1850 ¹ | 12.798    |
| 3. Dezember 1861 ¹ | 13.887    |
| 3. Dezember 1864 ¹ | 14.300    |
| 3. Dezember 1867 ¹ | 14.800    |
| 1. Dezember 1871 ¹ | 16.000    |
| 1. Dezember 1875 ¹ | 17.500    |
| 1. Dezember 1880 ¹ | 19.944    |
| 1. Dezember 1885 ¹ | 21.565    |
| 1. Dezember 1890 ¹ | 24.546    |
| 2. Dezember 1895 ¹ | 26.700    |
| 1. Dezember 1900 ¹ | 28.479    |
| 1. Dezember 1905 ¹ | 31.117    |
| 1. Dezember 1910 ¹ | 34.582    |
| 1. Dezember 1916 ¹ | 32.733    |

| Datum               | Einwohner |
| ------------------- | --------- |
| 5. Dezember 1917 ¹  | 32.717    |
| 8. Oktober 1919 ¹   | 37.200    |
| 16. Juni 1925 ¹     | 45.957    |
| 16. Juni 1933 ¹     | 49.327    |
| 17. Mai 1939 ¹      | 65.916    |
| 1. Dezember 1945 ¹  | 62.768    |
| 29. Oktober 1946 ¹  | 66.659    |
| 31. August 1950 ¹   | 64.452    |
| 31. Dezember 1955   | 66.675    |
| 31. Dezember 1960   | 63.996    |
| 31. Dezember 1964 ¹ | 63.943    |
| 1. Januar 1971 ¹    | 63.634    |
| 31. Dezember 1975   | 63.004    |
| 31. Dezember 1981 ¹ | 63.725    |
| 31. Dezember 1985   | 63.373    |
| 31. Dezember 1988   | 63.412    |
| 31. Dezember 1990   | 60.326    |

| Jahr ² | Einwohner |
| ------ | --------- |
| 1995   | 62.122    |
| 2000   | 62.425    |
| 2005   | 64.594    |
| 2010   | 65.479    |
| 2011   | 65.542    |
| 2012   | 63.236    |
| 2013   | 63.315    |
| 2014   | 63.477    |
| 2015   | 64.131    |
| 2016   | 64.355    |
| 2017   | 64.426    |
| 2018   | 65.090    |
| 2019   | 65.228    |
| 2020   | 65.098    |
| 2021   | 65.138    |
| 2022   | 65.507    |
| 2023   | 65.528    |
| 2024   | 65.954    |

¹ Volkszählungsergebnis     ² jeweils am 31. Dezember

### Geologie
Weimar befindet sich im Zentrum der Thüringer Mulde, einer sedimentären Struktur des Zechstein und der Trias. Der oberflächennahe geologische Untergrund der Stadt wird geprägt von den Gesteinen des Muschelkalks und des Keupers. Etliche Verwerfungen im Stadtgebiet wie die Weimarer Störung und die Oberweimarer Störung, die in Nordost-Südwest-Richtung verlaufen, und durch Faltung entstandene Rücken komplizieren den geologischen Bau. Entlang des Ilmgrabens, der durch die Störungen entstandenen Senke, fließt seit dem Mittelpleistozän die Ilm, die dort für den Eintrag alluvialer Schotter sorgte. Travertin und Löß aus dem Pleistozän und Holozän bilden Deckschichten, während sich in der Kaltzeit des Pleistozän Solifluktionszungen in Nordwestrichtung bildeten. Das Weimarer Stadtgebiet ist im Bereich des anstehenden Muschelkalks reich an Karstformen. Durch die Auslaugung von Gips im Mittleren Muschelkalk unter den Kalken des Oberen Muschelkalks sind nach Einsturz von Höhlen an der Oberfläche schüssel- bis trichterförmige Karstsenken und Erdfälle entstanden. Zahlreiche Beispiele befinden sich auf dem Ettersberg, südwestlich von Belvedere und südlich von Possendorf. Im Quartär reichte während der Elster-Kaltzeit die südlichste Eisrandlage nachweislich bis etwa Schloss Belvedere. Dort wurde zur Erinnerung ein Denkmal mit Metalltafel errichtet, auf der die Lage des südlichsten Eisrandes zu sehen ist. Weitere „Eisrandsteine“ stehen auch an anderen repräsentativen Orten, z. B. im Gothaer Schlosspark. Bis zu dieser Linie wurden erratische Blöcke und Geschiebe festgestellt. Weiter nördlich blieb nur der Ettersberg eisfrei. Bedingt durch die Verwerfungen treten an den Rändern des Ilmtals zahlreiche, zum Teil stark schüttende, Quellen aus, so die Leutraquellen im Ilmpark oder die Herzquelle. Die Stadt konnte sich lange Jahre aus diesen Quellen selbst versorgen.

### Gewässer
Einige kleinere Ilmzuflüsse wurden seit dem Mittelalter mehrfach verlegt, so dass der ursprüngliche Verlauf heute nicht mehr feststellbar ist. Der aus dem Kirschbachtal im (Süd-)Westen kommende Lottenbach wurde innerhalb des Stadtgebiets aufgeteilt, um verschiedene ansässige Gewerbe einschließlich der später abgebrochenen Bornmühle, woran der Bornberg erinnert, mit Brauchwasser zu versorgen. Wie der Asbach verläuft die Lotte im Bereich der Altstadt heute unterirdisch. Der nur zeitweise Wasser führende Wilde Graben wurde vom Lauf der Lotte getrennt und durch den ehemaligen Schützengraben geführt, um die Innenstadt vor Hochwasser zu schützen. Auch der Schützengraben wurde im 19. Jh. zu einem unterirdischen Kanal umgestaltet.

### Klima
Weimar gehört aufgrund seiner Lage zur Vegetationszone des sommergrünen Laubwaldes im humiden Klimagebiet. Beeinflusst wird das lokale Klima durch die Lage „hinter“ dem Ettersberg, der die Stadt nach Norden und Nordwesten abschirmt. Dadurch wird das Klima etwas wärmer und trockener als in anderen Regionen Mittelthüringens. Der Niederschlagsdurchschnitt liegt bei 574 mm/Jahr (DWD).

#### Klimatabelle

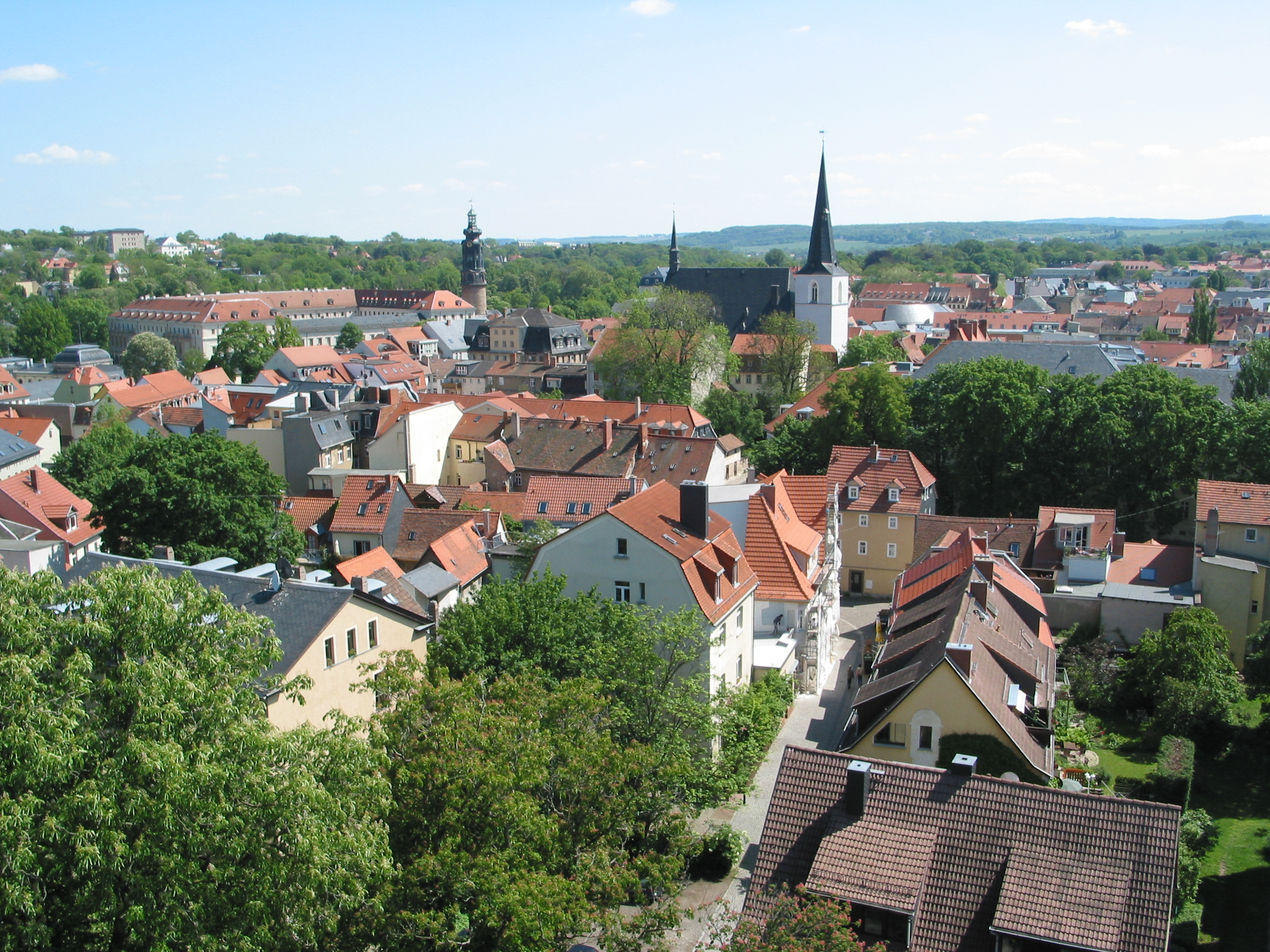
Stadtkern mit Herderkirche und Stadtschloss

|                        | Jan | Feb  | Mär | Apr  | Mai  | Jun  | Jul  | Aug  | Sep  | Okt  | Nov | Dez  |   |      |
| Mittl. Temperatur (°C) | 0,5 | 1,1  | 4,1 | 8,8  | 13,2 | 16,5 | 18,6 | 18,2 | 14,3 | 9,8  | 5,1 | 1,8  | ⌀ | 9,4  |
| Mittl. Tagesmax. (°C)  | 3   | 4,4  | 8,2 | 13,4 | 17,5 | 20,7 | 22,8 | 22,6 | 18,5 | 13,5 | 7,9 | 4    | ⌀ | 13,1 |
| Mittl. Tagesmin. (°C)  | −2  | −1,9 | 0,1 | 3,6  | 8,1  | 11,6 | 13,8 | 13,5 | 10   | 6,3  | 2,4 | −0,4 | ⌀ | 5,5  |
|                        |     |      |     |      |      |      |      |      |      |      |     |      |   |      |
| Niederschlag (mm)      | 48  | 39   | 51  | 45   | 64   | 59   | 72   | 62   | 56   | 48   | 56  | 54   | Σ | 654  |
|                        |     |      |     |      |      |      |      |      |      |      |     |      |   |      |
| Sonnenstunden (h/d)    | 3,1 | 4    | 5,3 | 8,2  | 9,4  | 10,4 | 10,7 | 9,9  | 6,8  | 4,8  | 3,5 | 2,9  | ⌀ | 6,6  |
|                        |     |      |     |      |      |      |      |      |      |      |     |      |   |      |
| Regentage (d)          | 9   | 7    | 9   | 8    | 8    | 8    | 9    | 8    | 8    | 8    | 8   | 10   | Σ | 100  |
|                        |     |      |     |      |      |      |      |      |      |      |     |      |   |      |
| Luftfeuchtigkeit (%)   | 81  | 79   | 76  | 69   | 69   | 68   | 67   | 67   | 73   | 79   | 85  | 83   | ⌀ | 74,6 |

| −2 |

| −1,9 |

| 0,1 |

| 3,6 |

| 8,1 |

| 11,6 |

| 13,8 |

| 13,5 |

| 10 |

| 6,3 |

| 2,4 |

| −0,4 |

| −2 |

| −1,9 |

| 0,1 |

| 3,6 |

| 8,1 |

| 11,6 |

| 13,8 |

| 13,5 |

| 10 |

| 6,3 |

| 2,4 |

| −0,4 |

### Stadtgebiet
Der älteste Siedlungskern Weimars ist der Bereich zwischen Graben, Schillerstraße und Stadtschloss mit dem Herderplatz als Mittelpunkt. Noch im Mittelalter wurde das Jakobsviertel nördlich des Grabens bis zur Friedensstraße in die Stadtbefestigung einbezogen. Im 18. Jahrhundert wuchs die Stadt über ihre mittelalterlichen Grenzen hinaus und die Stadtmauern wurden abgetragen. Im 19. und frühen 20. Jahrhundert wuchs die Stadt rasch in verschiedene Himmelsrichtungen. Zwischen der Altstadt und der Bahnlinie entstand die Nordvorstadt um die nach Ettersburg und Buttelstedt führenden Hauptstraßen, im Westen zwischen Schwanseestraße und Humboldtstraße die Westvorstadt, im Süden die Südstadt zwischen Berkaer Straße und Belvederer Allee. Im Osten entstand entlang der Jenaer Straße die Parkvorstadt. Bedingt durch den hohen Anteil an Beamten und Angestellten, bestehen in diesen Vierteln vor allem Villen und Stadthäuser und verhältnismäßig wenige Mietskasernen. Zwischen Erstem und Zweitem Weltkrieg entstand die Ettersberg-Siedlung fünf Kilometer nördlich. Während der Zeit der DDR war in Weimar kaum Bevölkerungswachstum zu verzeichnen. Es entstanden die Plattenbaugebiete Weimar-Nord an der Thüringer Bahn, Weimar-West an der Berkaer Bahn und Schöndorf-Waldstadt nördlich der Stadt am Ettersberg. Die Gewerbeflächen konzentrieren sich auf den Bereich hinter dem Bahnhof und in geringerem Ausmaß auch im Westen nahe der Erfurter Straße. Neubaugebiete entstanden nach 1990 insbesondere in den neu hinzugekommenen Stadtteilen Gaberndorf, Süßenborn und Legefeld. In der nahen Umgebung entstanden einige neue Gewerbegebiete.
Weimar gliedert sich in zehn statistische Stadtteile in der Kernstadt und elf eingemeindete Ortsteile. Sie sind in der Liste der Stadtteile von Weimar detailliert aufgeführt.
Die Nachbargemeinden Weimars liegen alle im Landkreis Weimarer Land. Sie werden im Uhrzeigersinn, beginnend im Nordwesten genannt: Am Ettersberg, Ettersburg, Ilmtal-Weinstraße, Umpferstedt, Mellingen, Vollersroda, Buchfart, Hetschburg, Bad Berka und Grammetal.

### Schutzgebiete
Im Stadtgebiet befinden sich drei ausgewiesene Naturschutzgebiete (Stand Januar 2017).

## Religionen

### Konfessionsstatistik
Laut dem Zensus 2011 waren 16,87 % der Einwohner evangelisch und 6,51 % römisch-katholisch, mit 69,2 % wurden unter „Sonstige, keine, ohne Angabe“ alle Personen zusammengefasst, die einer anderen oder keiner öffentlich-rechtlichen Glaubensgemeinschaft angehörten oder über die keine Angabe dazu vorlag. Evangelische und katholische Christen machen somit zusammen 23,38 % aus; insgesamt 30,8 % der Weimarer gehören einer Religionsgemeinschaft an.

### Christentum
Zur Evangelisch-lutherischen Kirchengemeinde gehören neben der Stadtkirche St. Peter und Paul auch die Jakobskirche und weitere Einrichtungen. Daneben verfügt Weimar über eine Landeskirchliche Gemeinschaft. Zur katholischen Pfarrgemeinde gehören die Pfarrkirche Herz Jesu, das Karmelitinnenkloster St. Teresa mit weiteren Filialgemeinden in der Stadt. Die Russisch-Orthodoxe Kirche wurde nach dem Willen Maria Pawlownas 1860 erbaut und gehört der Gemeinde der heiligen Maria Magdalena an. Daneben existiert die englischsprachige St. Michael’s Church Thuringia, die ihre Gottesdienste in der Kreuzkirche und in der Augustinerkirche Erfurt feiert sowie eine Neuapostolische Kirche.
Unter den Freikirchen gibt es in Weimar eine Christusgemeinde, eine Freie evangelische Gemeinde und eine Evangelisch-Freikirchliche Gemeinde. Weitere sind das Vaterhaus Weimar und eine bereits seit 1907 bestehende Adventgemeinde.

### Sonstige Religionen
Die Zeugen Jehovas unterhalten eine Gemeinde in Weimar. Zudem gibt es die sunnitische Al-Chulafā'-Moschee in der Rießnerstraße des Vereins Haus des Orients. Auch Hare Krischna ist in Weimar vertreten.

## Politik

### Stadtrat
| Partei       | Sitze  | Sitzverteilung im Stadtrat Weimar 2024Insgesamt 42 Sitze - Linke: 6 - Piraten: 1 - SPD: 6 - Grüne: 6 - weimarwerk: 7 - FDP: 1 - CDU: 8 - AfD: 6 - Basis: 1 |
| CDU          | 8 (+1) | Sitzverteilung im Stadtrat Weimar 2024Insgesamt 42 Sitze - Linke: 6 - Piraten: 1 - SPD: 6 - Grüne: 6 - weimarwerk: 7 - FDP: 1 - CDU: 8 - AfD: 6 - Basis: 1 |
| weimarwerk 1 | 7 (±0) | Sitzverteilung im Stadtrat Weimar 2024Insgesamt 42 Sitze - Linke: 6 - Piraten: 1 - SPD: 6 - Grüne: 6 - weimarwerk: 7 - FDP: 1 - CDU: 8 - AfD: 6 - Basis: 1 |
| GRÜNE        | 6 (−2) | Sitzverteilung im Stadtrat Weimar 2024Insgesamt 42 Sitze - Linke: 6 - Piraten: 1 - SPD: 6 - Grüne: 6 - weimarwerk: 7 - FDP: 1 - CDU: 8 - AfD: 6 - Basis: 1 |
| SPD          | 6 (±0) | Sitzverteilung im Stadtrat Weimar 2024Insgesamt 42 Sitze - Linke: 6 - Piraten: 1 - SPD: 6 - Grüne: 6 - weimarwerk: 7 - FDP: 1 - CDU: 8 - AfD: 6 - Basis: 1 |
| DIE LINKE    | 6 (−1) | Sitzverteilung im Stadtrat Weimar 2024Insgesamt 42 Sitze - Linke: 6 - Piraten: 1 - SPD: 6 - Grüne: 6 - weimarwerk: 7 - FDP: 1 - CDU: 8 - AfD: 6 - Basis: 1 |
| AfD          | 6 (+1) | Sitzverteilung im Stadtrat Weimar 2024Insgesamt 42 Sitze - Linke: 6 - Piraten: 1 - SPD: 6 - Grüne: 6 - weimarwerk: 7 - FDP: 1 - CDU: 8 - AfD: 6 - Basis: 1 |
| FDP          | 1 (±0) | Sitzverteilung im Stadtrat Weimar 2024Insgesamt 42 Sitze - Linke: 6 - Piraten: 1 - SPD: 6 - Grüne: 6 - weimarwerk: 7 - FDP: 1 - CDU: 8 - AfD: 6 - Basis: 1 |
| dieBasis     | 1 (+1) | Sitzverteilung im Stadtrat Weimar 2024Insgesamt 42 Sitze - Linke: 6 - Piraten: 1 - SPD: 6 - Grüne: 6 - weimarwerk: 7 - FDP: 1 - CDU: 8 - AfD: 6 - Basis: 1 |

### Oberbürgermeister

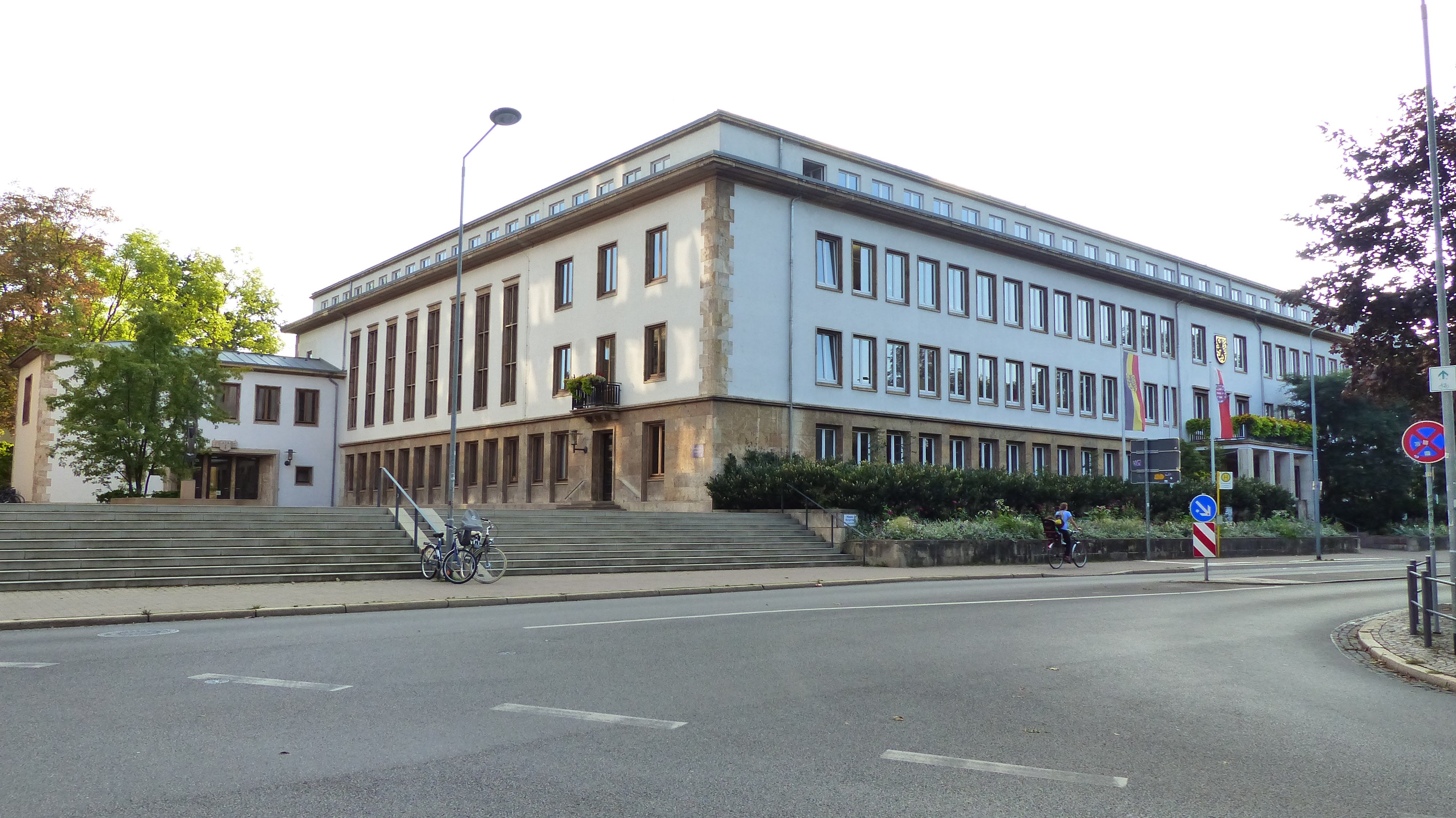
Stadtverwaltung Weimar Schwanseestraße im ehemaligen Kreishaus (ehemaliger Landkreis Weimar und ehemaliger Kreis Weimar-Land)

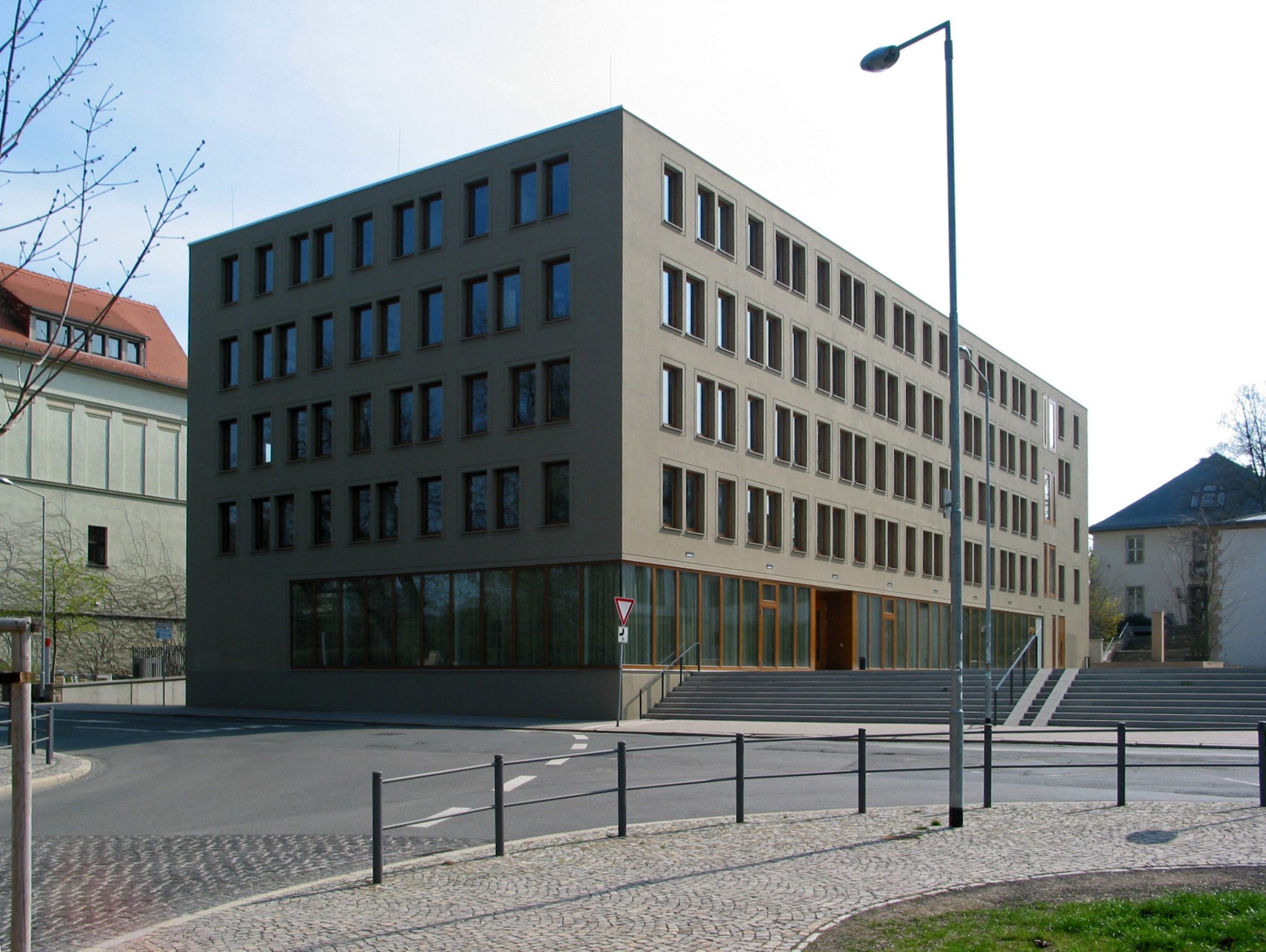
Stadtverwaltung in der Schwanseestraße Neubau

Oberbürgermeister Peter Kleine (parteilos, für CDU und weimarwerk bürgerbündnis angetreten) wurde am 15. April 2018 im ersten Wahlgang gewählt. Er setzte sich im ersten Wahlgang mit 60,3 Prozent der Stimmen gegen drei weitere Bewerber, darunter den seit 2006 amtierenden Amtsinhaber Stefan Wolf, durch.
CDU, Bündnis 90/Die Grünen und Bürgerbündnis Weimarwerk bildeten im Stadtrat vom Januar 2015 bis Juli 2017 eine Koalition. Seitdem gibt es im Stadtrat wechselnde Mehrheiten.
Liste der Bürgermeister und Oberbürgermeister (seit 1793)
Seit 1838 trägt das Stadtoberhaupt den Titel „Oberbürgermeister“. In der DDR war Weimar die größte Stadt, dessen Bürgermeister nicht der SED angehörte.
| Amtszeit            | Name                              |
| ------------------- | --------------------------------- |
| 1793–1797:          | Johann Heinrich Siegmund Rentsch  |
| 1798–1811:          | Carl Adolph Schultze              |
| 1811–1813:          | Daniel Wilhelm Brunnquell         |
| 1813:               | Carl Christian August Paulssen    |
| 1814–1820:          | Bernhard Friedrich Rudolph Kuhn   |
| 1820–1838:          | Carl Leberecht Schwabe            |
| 1838–1850:          | Carl Georg Hase                   |
| 1851–1866:          | Wilhelm Christian Friedrich Bock  |
| 1867–1873:          | Otto Schäffer                     |
| 1873–1875:          | Leo Fürbringer (konservativ)      |
| 1875–1910:          | Karl Pabst (liberal)              |
| 1910–1920:          | Martin Donndorf (parteilos)       |
| 1920–1937:          | Walther Felix Mueller (parteilos) |
| 1937–1945:          | Otto Koch (NSDAP)                 |
| 15.–30. April 1945: | Erich Kloss (parteilos)           |

| Amtszeit              | Name                                   |
| --------------------- | -------------------------------------- |
| 1. Mai–5. Nov. 1945:  | Fritz Behr (SPD)                       |
| 1945–1946:            | Otto Faust (SPD/SED)                   |
| 1946–1948:            | Gerhard Hempel (LDP)                   |
| 1948–1953:            | Hermann Buchterkirchen (CDU)           |
| 1953–1959:            | Hans Wiedemann (CDU)                   |
| 1960–1969:            | Luitpold Steidle (CDU)                 |
| 1969–1970:            | Paul Ullmann (CDU)                     |
| 1970–1982:            | Franz Kirchner (CDU)                   |
| 1982–1989:            | Gerhard Baumgärtel (CDU)               |
| 1989–1990:            | Volkhardt Germer (kommissarisch) (SED) |
| 6. Juni–2. Juli 1990: | Wolfgang Hentzschel (CDU)              |
| 27. Juli 1990–1994:   | Klaus Büttner (CDU)                    |
| 1994–2006:            | Volkhardt Germer (parteilos)           |
| 2006–2018:            | Stefan Wolf (SPD)                      |
| seit 1. Juli 2018:    | Peter Kleine (parteilos)               |

### Wappen
| Wappen der Stadt Weimar | Blasonierung: „In einem goldenen, mit roten Herzen übersäten Schild ein rot gezungter, steigender schwarzer Löwe.“ |
| Wappen der Stadt Weimar | Wappenbegründung: Der Löwe im herzbestreuten Schild ist das Wappen der Grafen von Orlamünde, dessen ursprüngliche blaue Tingierung auf die dänische Prinzessin Sophia, die Gemahlin Siegfrieds III. (1176–1206), zurückgeht und der nach Übergang der Grafschaft in wettinischen Besitz in schwarz umgefärbt wurde. In der Zeit von 1938 bis 1945 wurde ein neues Stadtwappen verwendet: ein aus vier Adlerköpfen gebildetes, altrotes Hakenkreuz in Goldfassung, über das ein goldenes, vierspeichiges Rad gelegt wurde. Die jetzige Wappenform wurde 1975 im Rahmen der 1000-Jahr-Feier eingeführt. |

### Diplomatische Vertretungen

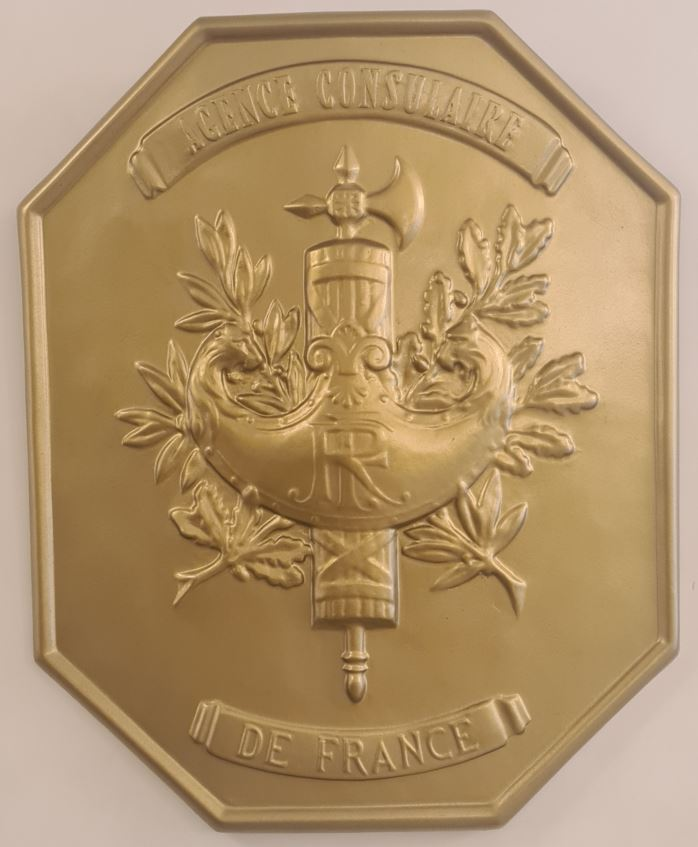
Schild des Honorarkonsulats von Frankreich in Weimar

- Frankreich Honorarkonsulat[90] seit 4. Mai 2013[91]

Ehemalige diplomatische Vertretungen
- Polen Honorarkonsulat[92] 29. August 2011 bis 29. Juli 2016[93]

### Städtepartnerschaften
- Hämeenlinna, Finnland, seit 6. September 1970
- Trier, Deutschland, seit 24. Mai 1987
- Siena, Italien, seit 15. April 1994
- Blois, Frankreich, seit 18. Februar 1995
- Zamość, Polen, seit 25. Mai 2012[94]
- Schowkwa, Ukraine, seit 19. Fabruar 2024[95]

### Städtefreundschaften
- Fulda, Deutschland
- Kamakura, Japan
- Schiras, Iran

### Europäische außenpolitische Formate der Bundesrepublik Deutschland
- Weimarer Dreieck

## Wirtschaft und Infrastruktur

### Wirtschaft

#### Wirtschaftskraft
Im Zukunftsatlas 2016 belegte die kreisfreie Stadt Weimar Platz 108 von 402 Landkreisen, Kommunalverbänden und kreisfreien Städten in Deutschland. Sie zählt damit zu den Regionen mit „Zukunftschancen“ und belegt den zweiten Platz innerhalb Thüringens.
Im Jahre 2016 erbrachte Weimar, innerhalb der Stadtgrenzen, ein Bruttoinlandsprodukt (BIP) von 2,001 Milliarden €. Das BIP pro Kopf lag im selben Jahr bei 31.147 € (Thüringen: 27.674 €/ Deutschland 38.180 €). In der Stadt gibt es 2017 ca. 34.300 erwerbstätige Personen. Die Arbeitslosenquote lag im Dezember 2018 bei 5,7 % und damit leicht über dem Durchschnitt von Thüringen mit 5,2 %.
In Weimar arbeiten 11,2 Prozent der Beschäftigten im produzierenden Gewerbe und 87,7 Prozent im Dienstleistungssektor. Davon entfallen allein 37,6 Prozent auf Gastronomie und Handel. 2002 gab es in Weimar 3.344 Betten in 37 Hotels mit insgesamt 435.677 Übernachtungen bei einer durchschnittlichen Aufenthaltsdauer von 1,9 Tagen.

#### Handel

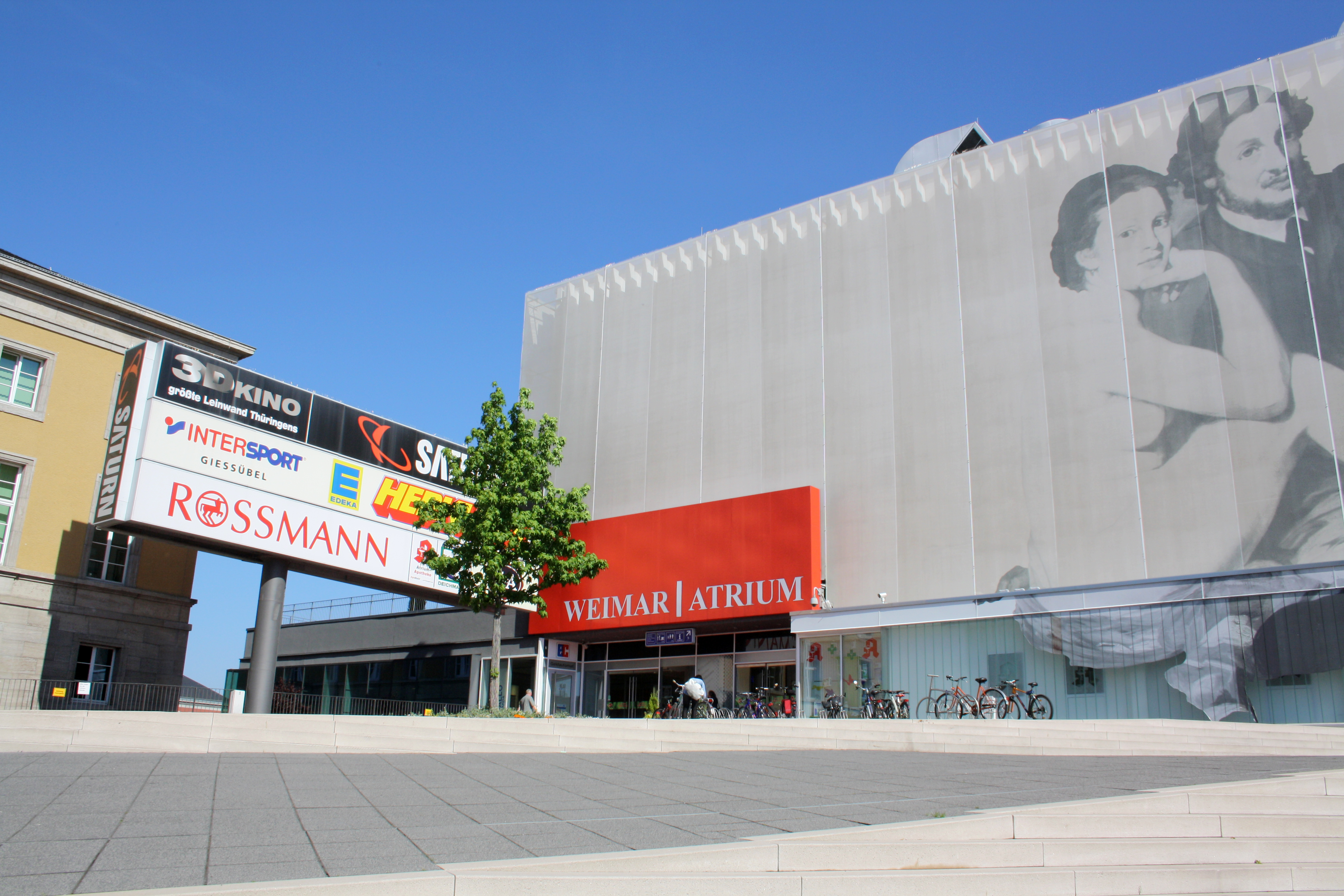
Eingang des Einkaufszentrums Weimar Atrium im ehemaligen Gau-Forum, 2016

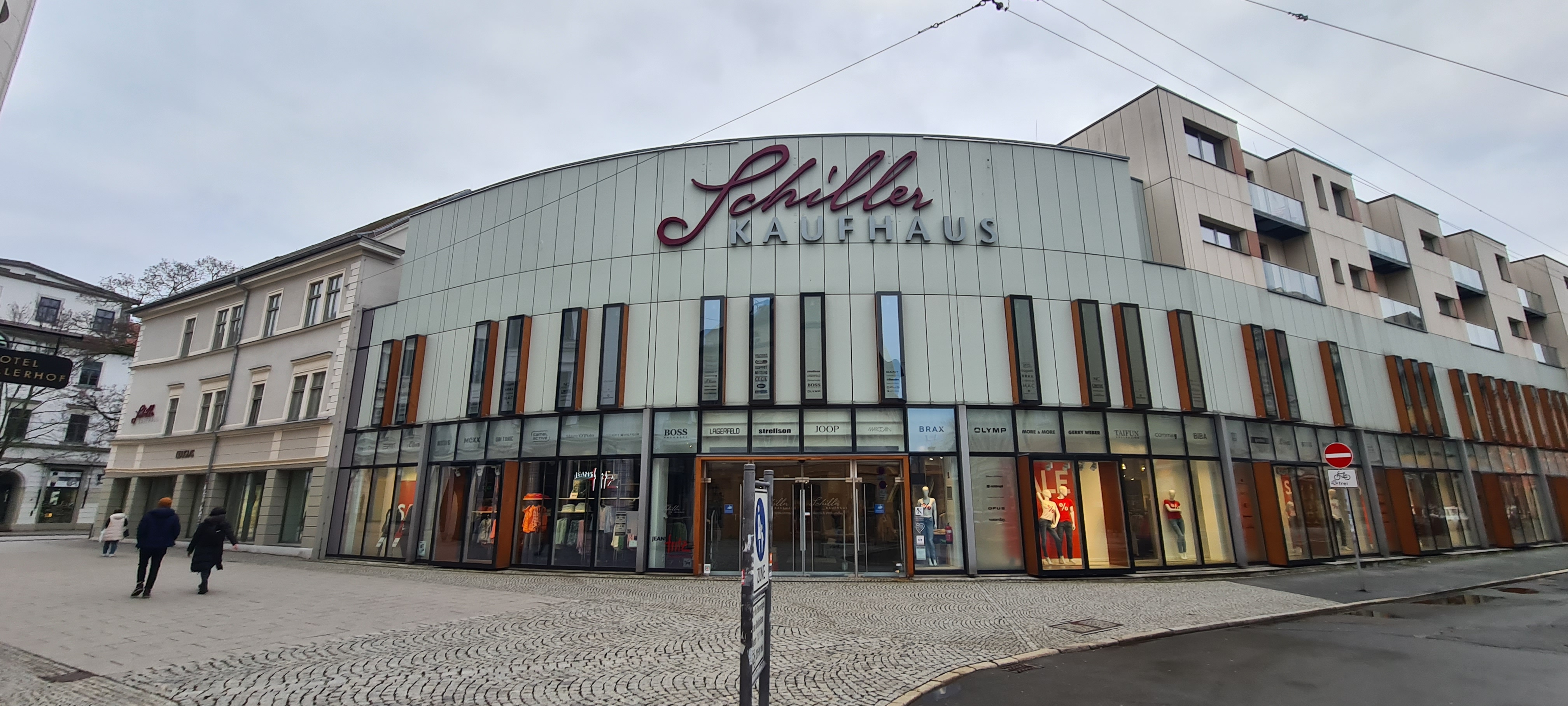
Schillerkaufhaus Weimar, 2024

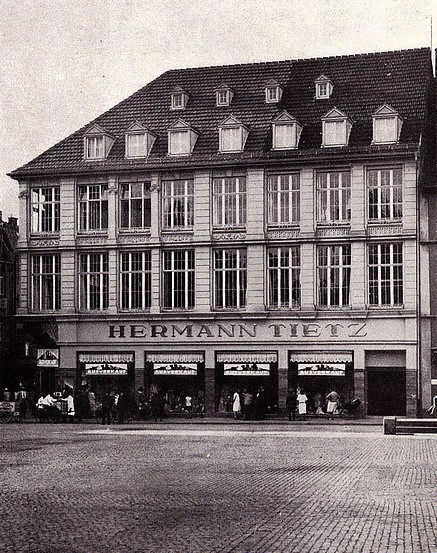
Kaufhaus Hermann Tietz in Weimar am Markt um 1906

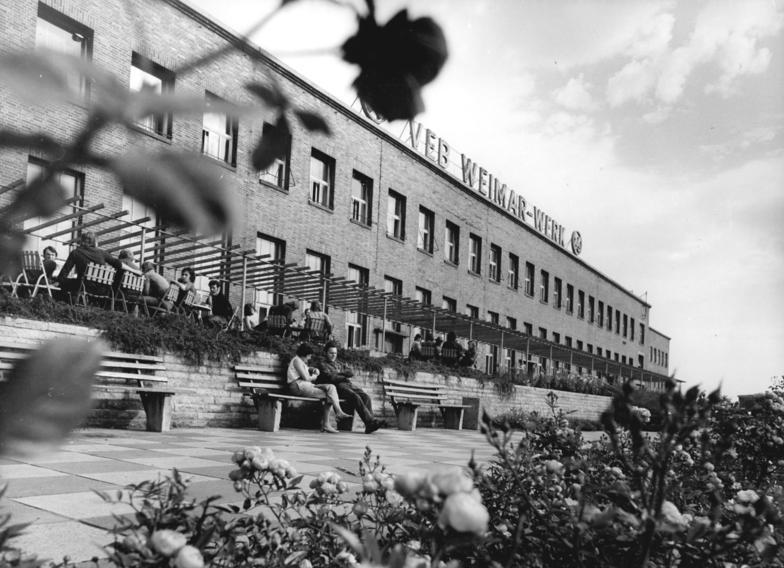
Arbeitspause auf den Terrassen des VEB Weimar-Werk, 1974

Auf dem Marktplatz vor dem Rathaus in Weimar bieten bis heute regionale Gemüse-, Blumen- und Kunsthandwerkshändler ihre Waren zum Verkauf an.
Neben einer großen Anzahl regionaler Einzelhändler. die unter anderem selbstgefertigtes Kunstgewerbe wie Töpferwaren und Schmuck verkaufen, sowie einigen nationalen und internationalen Einzelhandelsketten gibt es in der Weimarer Innenstadt zwei Kaufhäuser, das Schillerkaufhaus, ein Neubau, und das Goethekaufhaus, dessen Vorgängerbau 1930 als Kaufhaus Hepprich & Kabisch eröffnete und bis zum Ende der DDR-Zeit als Kosum Kontakt unter dem Namen HeKa bekannt war. Nach dem Abriss des Gebäudes 1995 wurde 1996 der Neubau eröffnet.
In der Fußgängerzone Schillerstraße befindet sich die 1710 gegründete Hoffmann’s Buchhandlung, eine der ältesten Buchhandlungen Deutschlands.
Die ehemalige Ladenpassage in der 1988 wiederaufgebauten Marktnordseite mit verschiedenen Geschäften, wurde später zur Modepassage am Markt zusammengeführt.
Die unter den Nationalsozialisten errichtete Halle der Volksgemeinschaft wurde bis 2005 zu einem Einkaufszentrum umgebaut, dem Weimar Atrium.
Im alten Betriebshof für Oberleitungsbusse in der Erfurter Straße, Ecke Damaschkestraße, wurde auf ca. 4000 m² eine Markthalle neu eröffnet, in deren Umgebung sich auch mehrere Supermärkte befinden.
In Weimar gibt es nur wenige Spätkaufsstellen, so in der Erfurter Straße und am Wielandplatz.
Historische Warenhäuser und Markthallen
1886 eröffnete am Markt eine Filiale und 1905 ein Neubau das Warenhauses Hermann Tietz (Hertie), das erste moderne Kaufhaus der Stadt. Das Mode-Kaufhaus wurde mit der Arisierung der Nationalsozialisten 1933 enteignet, in Hans Kröger umbenannt und 1945 durch Fliegerbomben zerstört.
1889 errichtete Otto Haar in der Schillerstraße 5a ein Warenhaus für Textilien, welches heute von Thalia als Buchhandlung genutzt wird.
1906 wurde das Kaufhaus Lämmerhirt am Frauenplan 19 eröffnet. Es wurde vom Architekt Bruno Röhr entworfen und nach Kriegsschäden 1961 abgebrochen.
Zwischen Schillerstraße und Schützengasse bestand nahe des Theaterplatzes von 1924 bis 1938 das ehemalige Kaufhaus Sachs & Berlowitz, in der DDR-Zeit das Magnet-Kaufhaus und von 1990 bis 1995 das Horten Kaufhaus. Das Horten Kaufhaus wurde nach 1995 auf verschiedene Einzelhandelsgeschäfte und Büros aufgeteilt.
1938 wurde die Viehauktionshalle Weimar errichtet. Das Baudenkmal, als Markt- und Veranstaltungshalle genutzt, wurde 2015 durch einen Brand zerstört. Sie ersetzte 1939 die benachbarten Hetzerhallen als Auktionshalle der Landesbauernschaft Thüringen.

#### Industrie

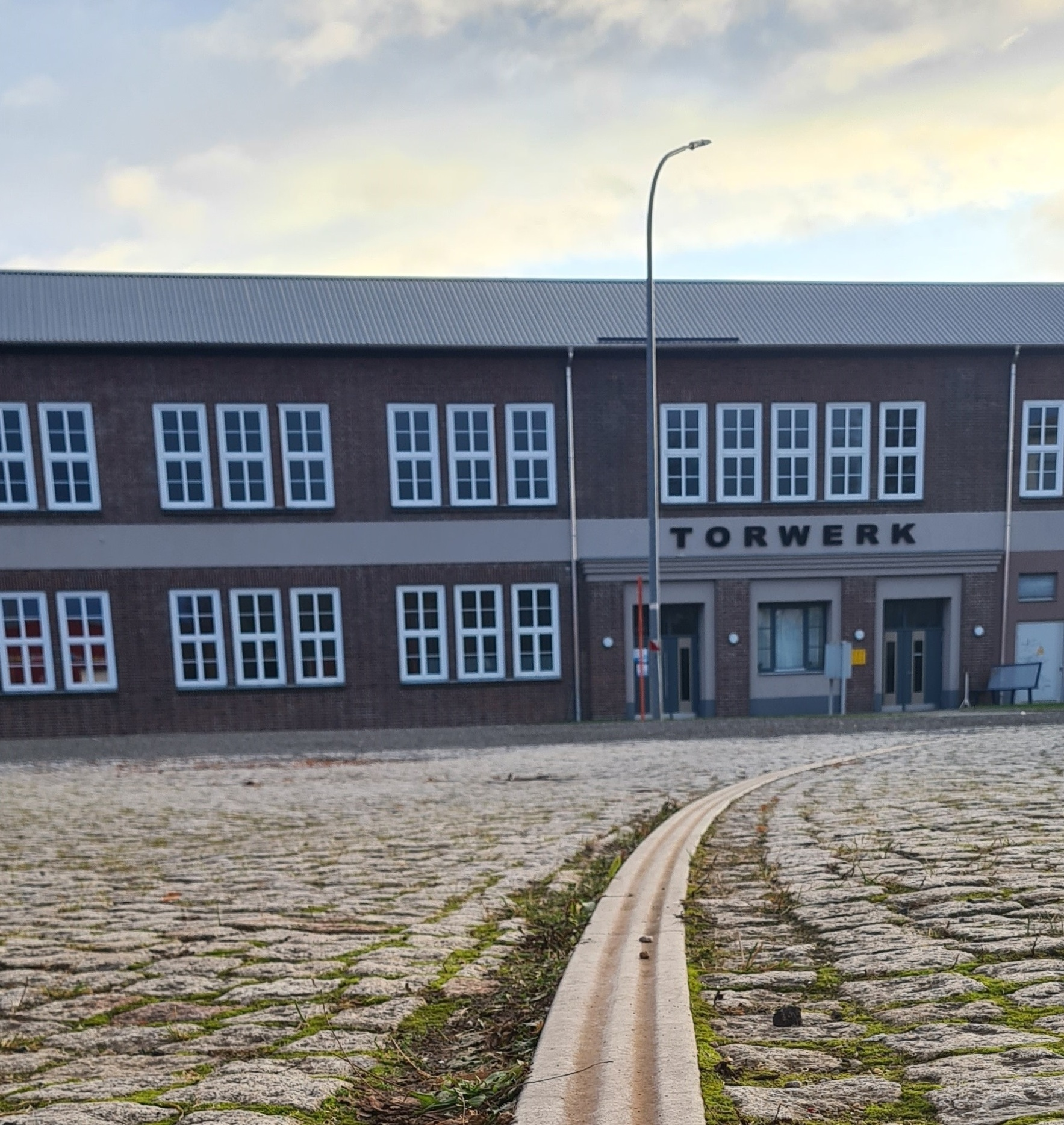
Gleise im Industriegebiet Kromsdorfer Straße Weimar (2023)

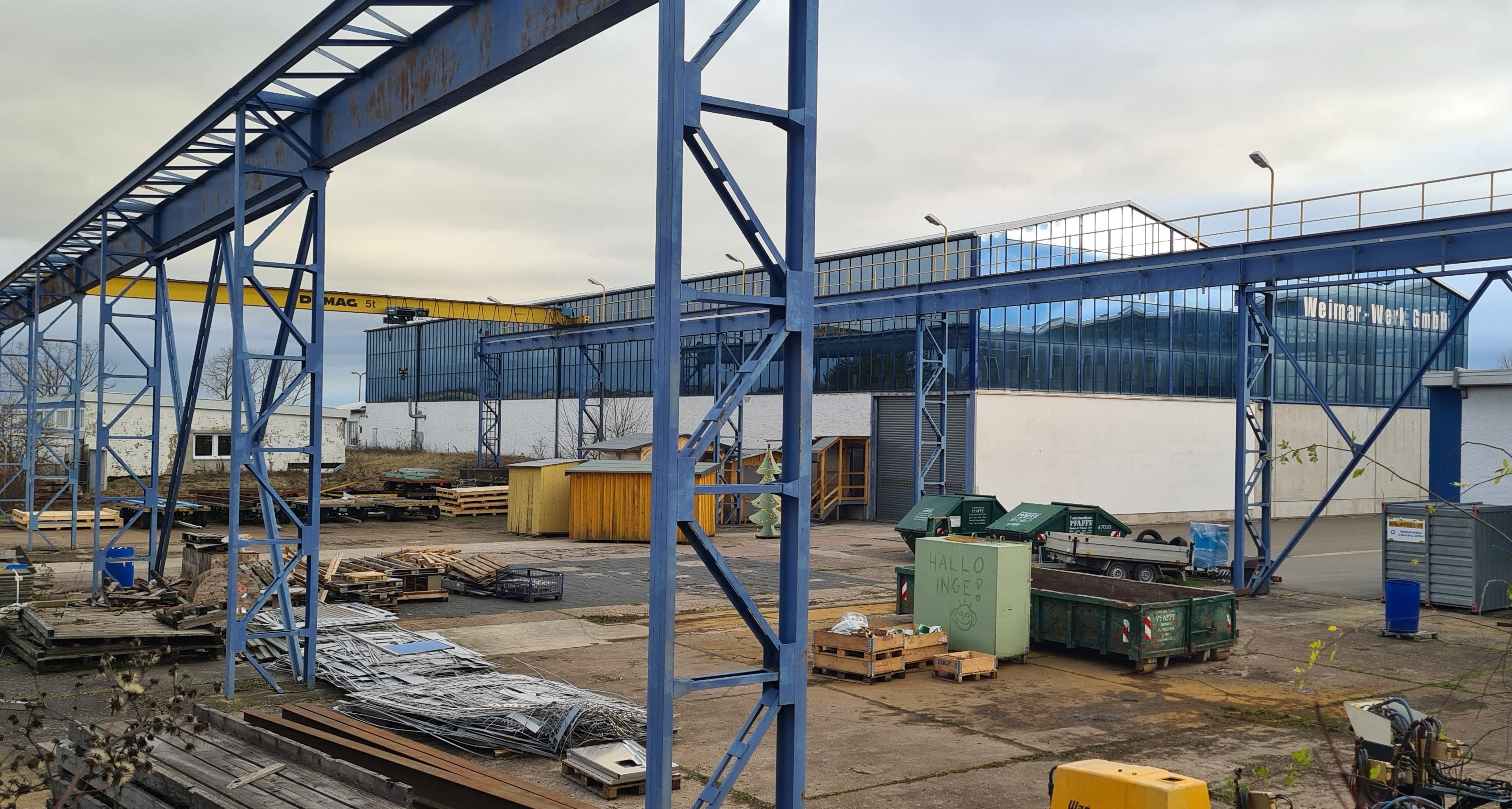
Weimar-Werk (2023)

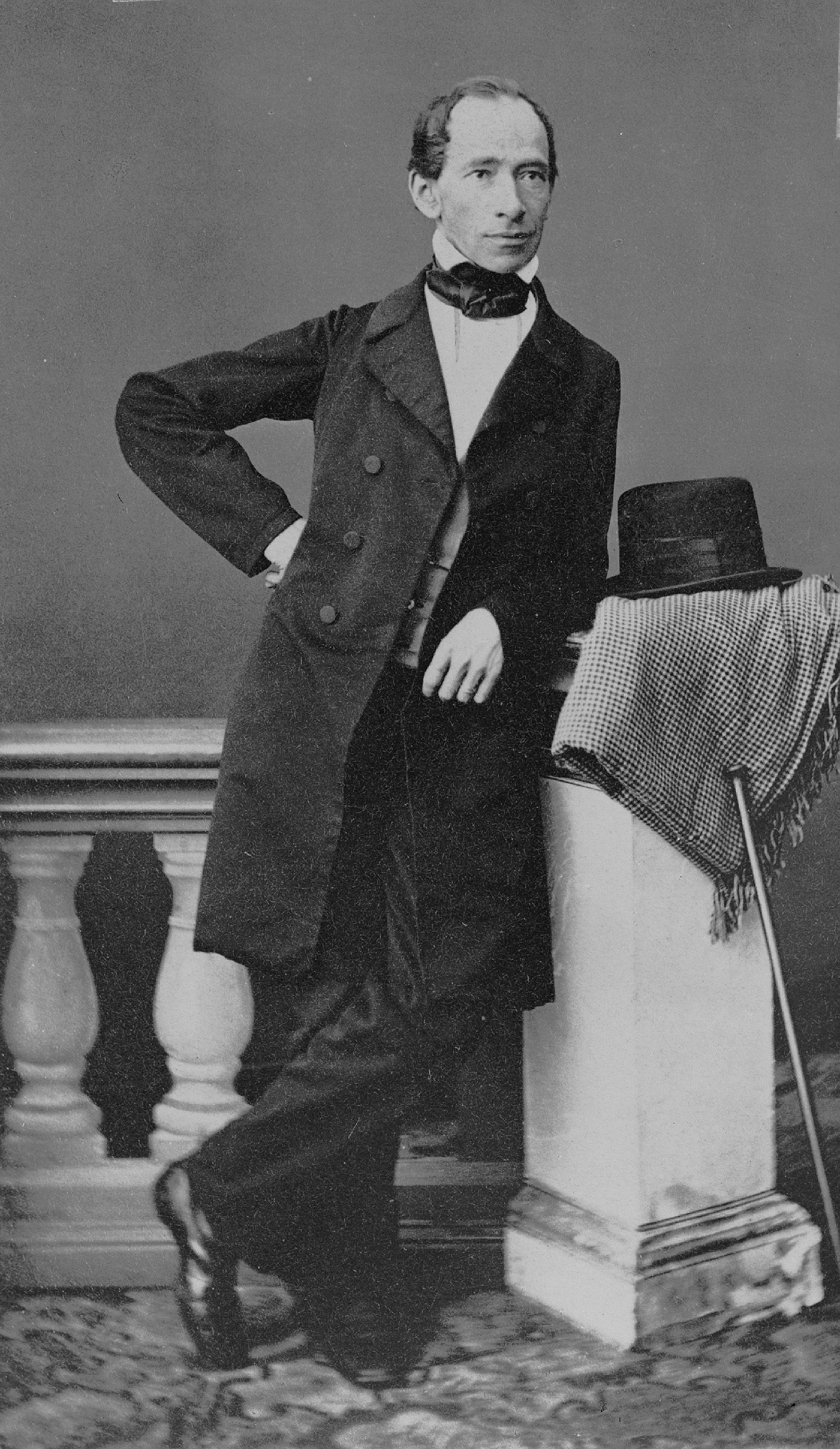
Carl Zeiß um 1850 aus Weimar

Weimar ist traditionell ein bedeutender Standort für den Fahrzeugbau (u. a. Bau- und Landmaschinen) und Maschinenbau inkl. Ausstattung mit Anlagen der elektronischen Datenverarbeitung (EDV), historisch auch für den Waggonbau (Eisenbahn- und Straßenbahnwagen). Daher wurde Weimar in der Zeit des Ersten und Zweiten Weltkrieges auch Standort der Rüstungsindustrie. Zudem ist Weimar traditionell ein Standort der Getränkeindustrie (Brauereien und der Herstellung und Abfüllung von Erfrischungsgetränken). Heute ist auch die Pharmaindustrie und Verpackungsindustrie vertreten. Zudem waren historisch die Bekleidungsindustrie, die Spielwarenindustrie und der Travertinabbau angesiedelt.
In Weimar gibt heute folgende Gewerbe- und Industriegebiete:
- Weimar Nord
- Kromsdorfer Straße
- Weimar Legefeld
- Weimar Süßenborn
- Hinter dem Bahnhof (Rießnerstraße)
- Weimar West

Diese sind durch die Autobahn, Bundesstraßen, den Öffentlichen Personennahverkehr und Gleinanschlüsse angebunden.
Direkt an der Stadtgrenze in Nohra (Grammetal) zwischen den Ortsteilen Ulla, Nohra und Obergrunstedt ist seit 1994 auch für Weimar bedeutende das Gewerbegebiet U.N.O. entstanden. Hier haben sich vor allem Speditions- und Logistikunternehmen, aber auch einige mittelständische Betriebe auch aus Weimar angesiedelt, wie z. B. die Weimarer Wurstwaren, eine Großfleischerei mit ca. 300 Mitarbeitern, ehemals zu Vion N.V. gehörend, seit 2014 eine Marke von Lutz Fleischwaren oder die Döllken Weimar, Kunststofftechnik, ca. 120 Mitarbeiter.
Heute größtes Industrieunternehmen in Weimar ist die Bayer Weimar GmbH und Co. KG, ein Tochterunternehmen der Bayer HealthCare, mit etwa 500 Beschäftigten.
Ein Standort der Hydrema-Gruppe, die in Weimar Baumaschinen herstellt und das Unternehmen BAMAG Fahrzeugbau befinden sich auf dem Gelände des 1898 gegründeten Waggonwerks Weimar, das während der DDR-Zeit als VEB Weimar-Werk Landmaschinen herstellte. Zudem befindet sich dort die Torwerk Weimar GmbH mit einem Werk und der das Unternehmen Ilm-Pack ein Wellpappenhersteller mit einem Werk in Weimar.
Zur DDR-Zeit bestanden in Weimar folgende Volkseigene Betriebe (VEB) der Industrie (Auszug Industriebetriebe): VEB Weimar-Werk (VEB Kombinat Fortschritt Landmaschinen, Leitbetrieb Weimar-Werk) / VEB Weimar-Kombinat; VEB Waggonbau Weimar (Breitspur-Kühlwagen, Schmalspurwagen), VEB Uhrenwerk Weimar, VEB Armaturen und Schweißtechnik Weimar; VEB Backwaren Weimar und der VEB Backwarenfabrik; VEB Baumechanik Weimar; VEB Betonsteinwerk Weimar; VEB Feingerätewerk Weimar; VEB Fischverarbeitung Weimar; VEB Fliesen und Keramik Weimar; VEB Gebäudetechnik Weimar; VEB Mähdrescherwerk Weimar, VEB Kranbau Weimar; VEB Kühlbetrieb Erfurt, Werk II Weimar; VEB Leuchtenbau Erfurt, Betriebsteil III Weimar; VEB Metallspielwaren Weimar; VEB Plattenwerk Weimar; VEB Reh-Kinderkleidung Erfurt, Werk Weimar; VEB Robotron-Rationalisierung Weimar; VEB Schlacht- und Verarbeitungsbetrieb Weimar/Apolda; VEB Spezialbaukombinat Wasserbau; VEB Strickbekleidung Elegant, VEB Weimar-Oberbekleidung und der VEB Kalk- und Travertin-Werk Ehringsdorf.
Von 1970 bis 1978 hatte das Weimar-Werk den Status eines Kombinates mit dem Namen Weimar-Kombinat.
Zur DDR-Zeit arbeiteten Vertragsarbeiter u. a. aus Polen, Ungarn, Mosambik, Vietnam, Angola, China, Kuba, Nicaragua und Jemen in Weimar.
Im Weimarer Stadtteil Ehringsdorf befindet sich eine Brauerei mit den Marken Ehringsdorfer und Weimarer, die im Jahr 1840 gegründet wurde und die Einfachbier-Tradition aus dem 14. Jahrhundert weiterführte.
In Weimar bestand von 1875 bis 1953 in der Kaiserin-Augusta-Straße 8 (seit 1945 Steubenstraße 8) die Stadtbrauerei Deinhardt, die durch Enteignung 1964 in den VEB Limona Weimar und seit 1989 in Weimar Getränke GmbH überging. 1993 wurde die Brauerei mit allen Betriebsteilen aufgelöst.
Ein Abfüllbetrieb von Coca-Cola in Weimar, der 1991 aus dem Erfrischungsgetränkehersteller VEB Limona Weimar hervorging, wurde 2018 geschlossen.
Ehemalige Produktions- und Industriestandorte befanden sich in Weimar bis in die 1990er Jahre an der Schlachthofstraße / Eduard-Rosenthal Straße (Schlachthof und Kühlhaus), an der Steubenstraße (Brauerei und Getränkeherstellung), in der großen Halle im Gauforum, heute Einkaufszentrum Weimar Atrium (Bekleidungsindustrie).
Aufgrund des starken Handwerks im 19. Jahrhundert in Weimar, wehrte man sich Anfangs gegen die Ansiedlung der Fabrikindustrie. So wurde dem Weimarer Mechaniker-Meister Carl Zeiß die Errichtung einer optischen Werkstatt verweigert, die er nun 1846 in Jena gründete, aus der die Carl Zeiss AG hervorging. 1869 wurden 32 Fabriken in Weimar genannt, die jedoch oft nur Handwerksbetriebe waren. Erst 1898 wurde in Weimar der erste industrielle Großbetrieb, die Waggonfabrik Weimar gegründet.
In Weimar befanden sich folgende Industriebetriebe: Die von 1894 bis heute die Möbelfabrik Hermann Scheidemantel, heute als Weimarer Innenausstatter GmbH. Die Möbelfabriken von August Scheerer und Robert Grobe sowie die Strohhutfabrik von Matthias Baer und die Strumpffabrik (Hoflieferant) von Ernst Heinrich Güther wurden bis 1900 wieder aufgegeben. Zudem bestanden Fabriken, wie die Ofenfabrik J. F. Schmidt, die Elektrotechnische Fabrik, die Bürofabrik Otto Henß, die Dampfziegelei Wilhelm Schleyer, das Dampfsäge- und Hobelwerk Constantin Grosch, die Strick- und Wirkwarenfabrik Paul Vogel, die Eisenwarenfabrik Gebrüder Schmidt der Holzverarbeitungsbetrieb Otto Hetzer, von 1896 bis 1935 die Orgelbauwerkstatt Heerwagen und die Römhildt-Pianofortefabrik AG (1845 bzw. 1891–1911), dann Römhildt-Heilbrunn Söhne AG (1911–1918 bzw. 1931).
In der Zeit des Nationalsozialismus wurde während der 1940er Jahre der 1,5 ha große Werkskomplex mit elf Produktionshallen in Buchenwald durch die Wilhelm-Gustloff-Stiftung errichtet. Im Fritz-Sauckel-Werk und in den Gustloff-Werken I und II wurden für die Rüstungsindustrie Zwangsarbeiter und KZ-Häftlinge eingesetzt. 1943/44 folgte der Gleisanschluss für das Werk (Buchenwaldbahn). 1943/44 wurde ein zusätzlicher Produktionskomplex errichtet, in dem man Teile für die V2-Rakete produzierte.

#### Dienstleistungen

##### Finanzwesen
In Weimar gibt es über 20 Filialen und Standorte von nationalen Banken, wie die VR Bank Weimar, die Deutsche Bank, die Targobank, die Sparkasse Mittelthüringen, die HypoVereinsbank, die Sparda-Bank Berlin e.G. und die Merkur Privatbank.
In der Funktion als Residenz- bzw. Landeshauptstadt hatte Weimar eine lange Tradition des staatlichen bzw. öffentlich-rechtlichen Finanzwesens.

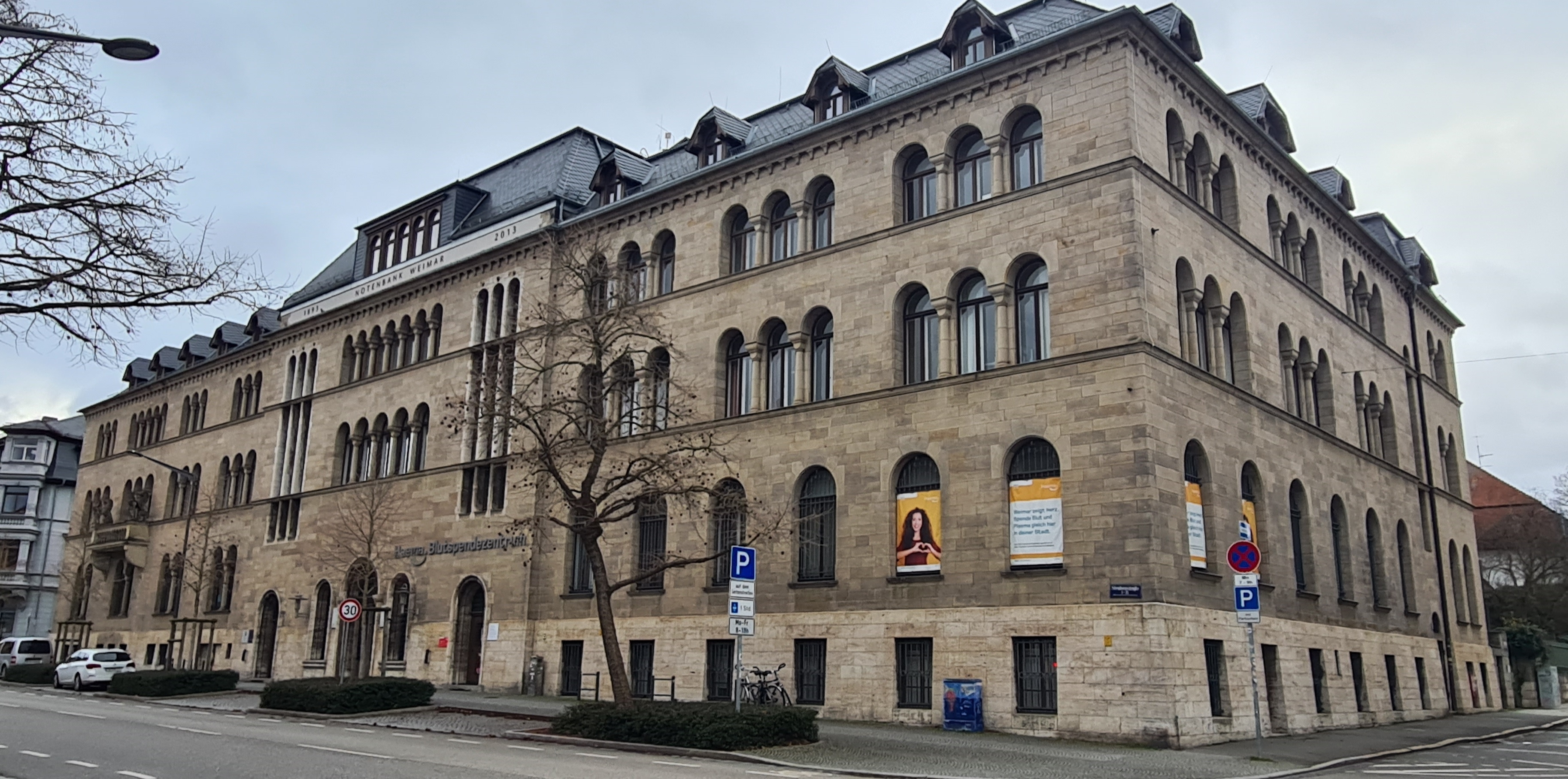
Gebäudekomplex der ehemaligen Notenbank bzw. Staatsbank Weimar (2023)

1893 wurde für die 1870 gegründete Großherzogliche Landeskreditkasse in Weimar ein repräsentatives Bank- und Verwaltungsgebäude an der Kaiserin-Augusta-Straße (seit 1945 Steubenstraße) von Bruno Eelbo und Karl Weichardt erbaut. 1922 wurde in Weimar die Thüringische Staatsbank gegründet. Das Gebäude wurde 1925 und durch die Reichsbank 1932 zum Gebäudekomplex um das dreifache erweitert. Anfang der zwanziger Jahre hatte auch die Thüringische Landes-Hypothekenbank ihren Sitz im Gebäudekomplex. Nach 1945 befand sich im Gebäudekomplex die Landeskreditbank Thüringen, von 1947 bis 1948 eine Filiale der Deutschen Emissions- und Girobank, 1948 bis 1967 eine Filiale der Deutschen Notenbank und von 1968 bis 1990 der Staatsbank der DDR. Nach 1990 befand sich in dem Gebäude die Dresdner Bank. Im Gebäude befindet sich ein Aufzug der Firma M. Schmitt & Sohn (MSN Aufzüge, Nürnberg) aus dem Jahr 1926. Er ist einer der ältesten Aufzüge in Thüringen.

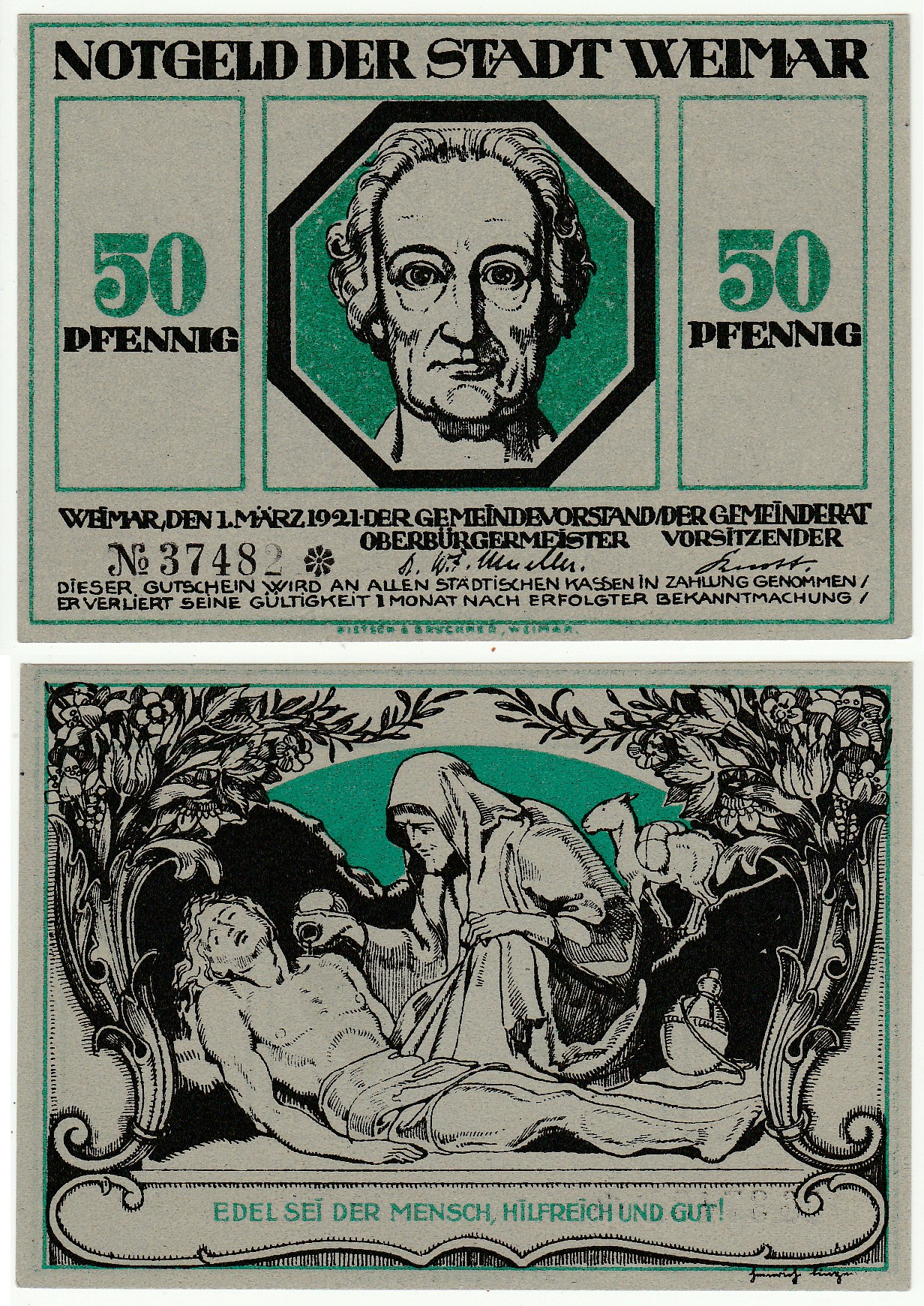
Notgeld der Stadt Weimar

Seit 1483 gibt es nachweisbar Notgeld aus Weimar. In der Zeit des Ersten Weltkriegs und in den 20er Jahren wurden von der Stadt Weimar und auch von der Landesregierung Thüringen Banknoten, aber auch Münzen als Notgeld ausgegeben.

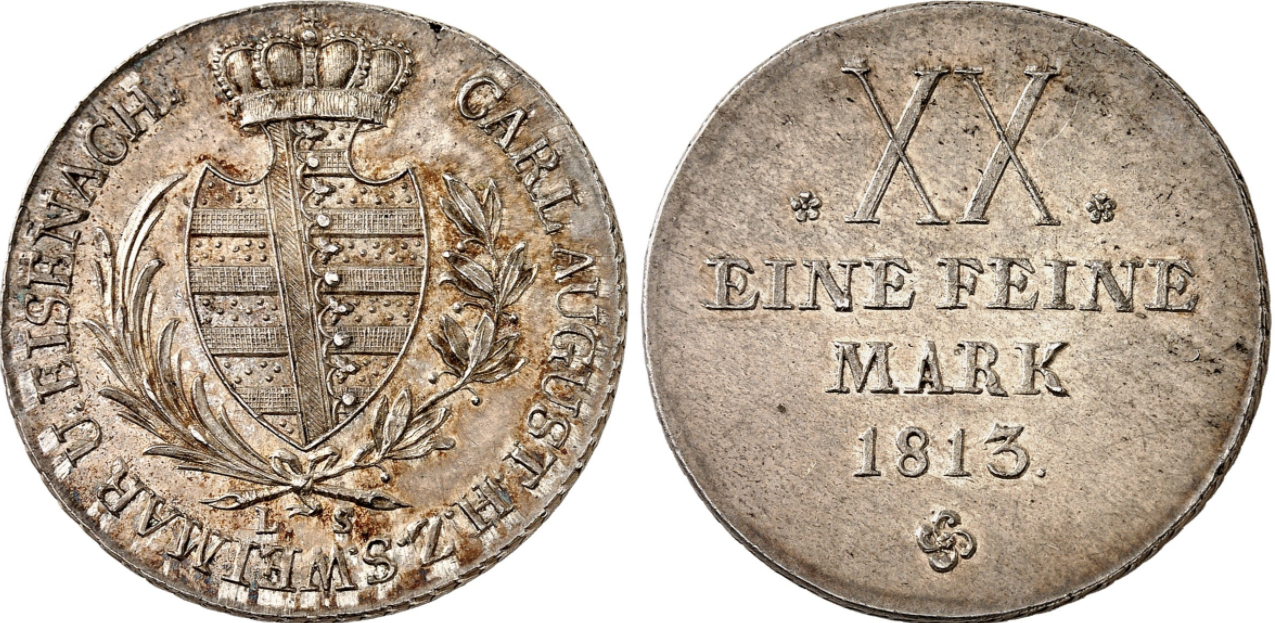
Eine feine Mark (Gulden), Sachsen-Weimar-Eisenach von 1813

In der Geschichte waren Münzstätten in Weimar in zwei Prägeperioden im Zeitraum 1398 bis 1468 und 1619 bis 1691 in Betrieb. Ab 1619 wurden die Nominale Heller, Pfennig, Dreier, Sechser, Groschen, Doppelgroschen, viertel, halbe und ganze Taler, sowie ab 1674 auch halbe und ganze Gulden geprägt. Zusätzlich wurden zu besonderen Anlässen Gedenkmünzen ausgegeben. Zwischen den Nominalen gab es folgende Umrechnungen: 2 Heller = 1 Pfennig, 12 Pfennige = 1 Groschen, 16 Groschen = 1 Gulden, 24 Groschen = 1 Taler, in Kassenbüchern 1 Meißner Gulden = 21 Groschen. Die älteste Münzstätte befand sich von 1398 bis 1465 auf dem Gelände des heutigen Schiller-Museums in der Windischengasse. Von 1619 wurde ein neues Gebäude an der Ilm zwischen der Schlossbrücke und der Kegelbrücke errichtet. Dort wurde bis 1670 gemünzt. Von 1674 bis 1691 wurde die Münzstätte nochmal an den Floßgraben in der Nähe des Schlosses verlegt.
Die Stadt hat jedoch auch eine lange Traditions des privatrechtlichen Finanzwesens.

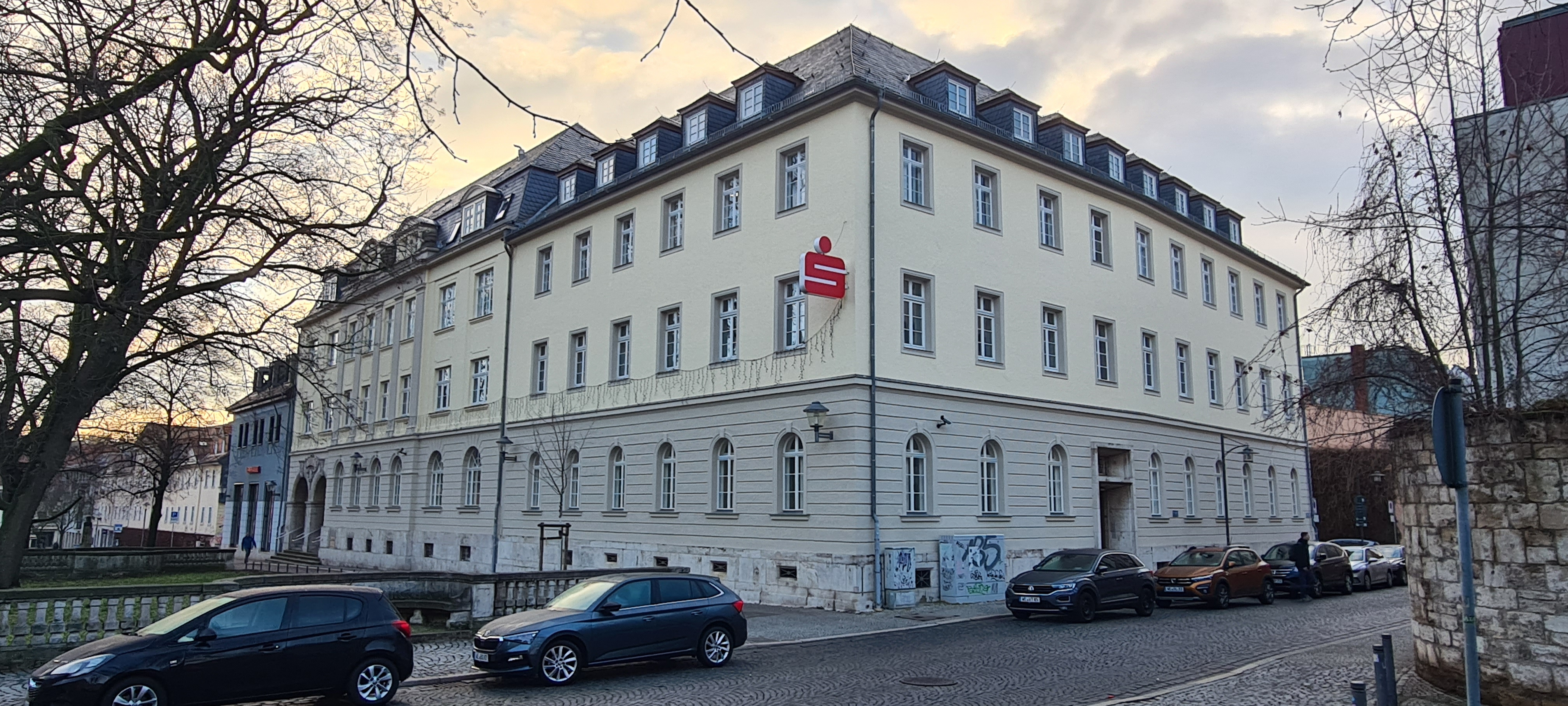
Gebäudekomplex Sparkasse Weimar (heute Sparkasse Mittelthüringen) am Graben 4 in Weimar (2024)

Am 16. Februar 1821 wurde die Sparkasse Weimar als Landessparkasse des Großherzogtums Sachsen-Weimar-Eisenach gegründet. Seit 1874 wurde Am Graben 4 mit vielen Umbauten und Erweiterungen ein großes repräsentatives Bank- und Verwaltungsgebäude errichtet. Seit 1924 firmierte die Sparkasse unter dem Namen Städtische Sparbank, seit 1945 als Sparkasse der DDR Seit 1990 entstand aus der Sparkasse Weimar durch eine Fusion im Jahr 2003 mit anderen Thüringer Stadtsparkassen die Sparkasse Mittelthüringen. Weiterhin besteht die Sparkassenstiftung Weimar – Weimarer Land.
Ende des 18. Jahrhunderts wickelte Goethe seine Geldgeschäfte bei Bankiers Gabriel Ulmann und Sohn Ephraim Ulmann ab. Die Bank wurde 1830 aufgelöst.
Das Bankhaus Julius Elkan von Julius Elkan bestand von 1816 bis zur Übernahme 1906 durch die Magdeburger Privatbank, später Mitteldeutsche Privatbank, mit dem Zusatz vormals Julius Elkan. August Callmann, der ehemalige Prokurist von Julius Elkan, gründete 1854 das Bankhaus A. Callmann, das bis 1900 bestand. Seit 1845 bestand zudem eine Darlehenskasse, die 1859 in ein Genossenschafts-Kreditinstitut umgewandelt wurde, mit Sitz im Bankgebäude in der Schillerstraße. Das Kreditinstitut schloss sich 1908 mit der Magdeburger Privatbank zur Thüringischen Landesbank AG zusammen. Diese wiederum wurde 1920 mit der Commerz- und Diskonto-Bank Hamburg zur Commerz- und Privatbank vereinigt.
1910 wurde die Gewerbe- und Landwirtschaftsbank eGmbH gegründet, die in der Volksbank aufging. 1841 wurde die kleine Privatbank Carl Gottfried Kästner gegründet. 1854 bis 1896 bestand die Weimarische Bank mit Beteiligung der Bank Erlanger & Söhne mit Filialen in Pößneck, Leipzig, Dresden und Berlin. 1875 erhielt die Bank die Aufgabe als Notenbank. Das kleine Bankhaus August Saal erreichte die Jahrhundertwende. 1882 wurde eine Filiale der Privatbank zu Gotha später im Besitz der Deutschen Bank und Grund-Credit-Bank in der Schillerstraße 8 eingerichtet. Die Mitteldeutsche Landesbank, die Girozentrale für die Provinzen Sachsen, Thüringen und Anhalt bezog ein Gebäude in der Frauentorstraße 3. 1911 wurde die Bank für Thüringen hervorgegangen aus dem Bankhaus Strupp Meiningen in Weimar gegründet, später zur Deutschen Bank und Disconto-Gesellschaft gehörend. Seit 1936 hatte die Deutsche Hypthekenbank ihren Sitz im Haus der Norddeutschen Grund-Credit-Bank. In Weimar waren auch spezifische Banken, wie die Beamtenbank für Thüringen, Kreditgenossenschaft der Mitteldeutschen Industrie und die Thüringische Zentralgenossenschaftskasse ansässig.

##### Justiz

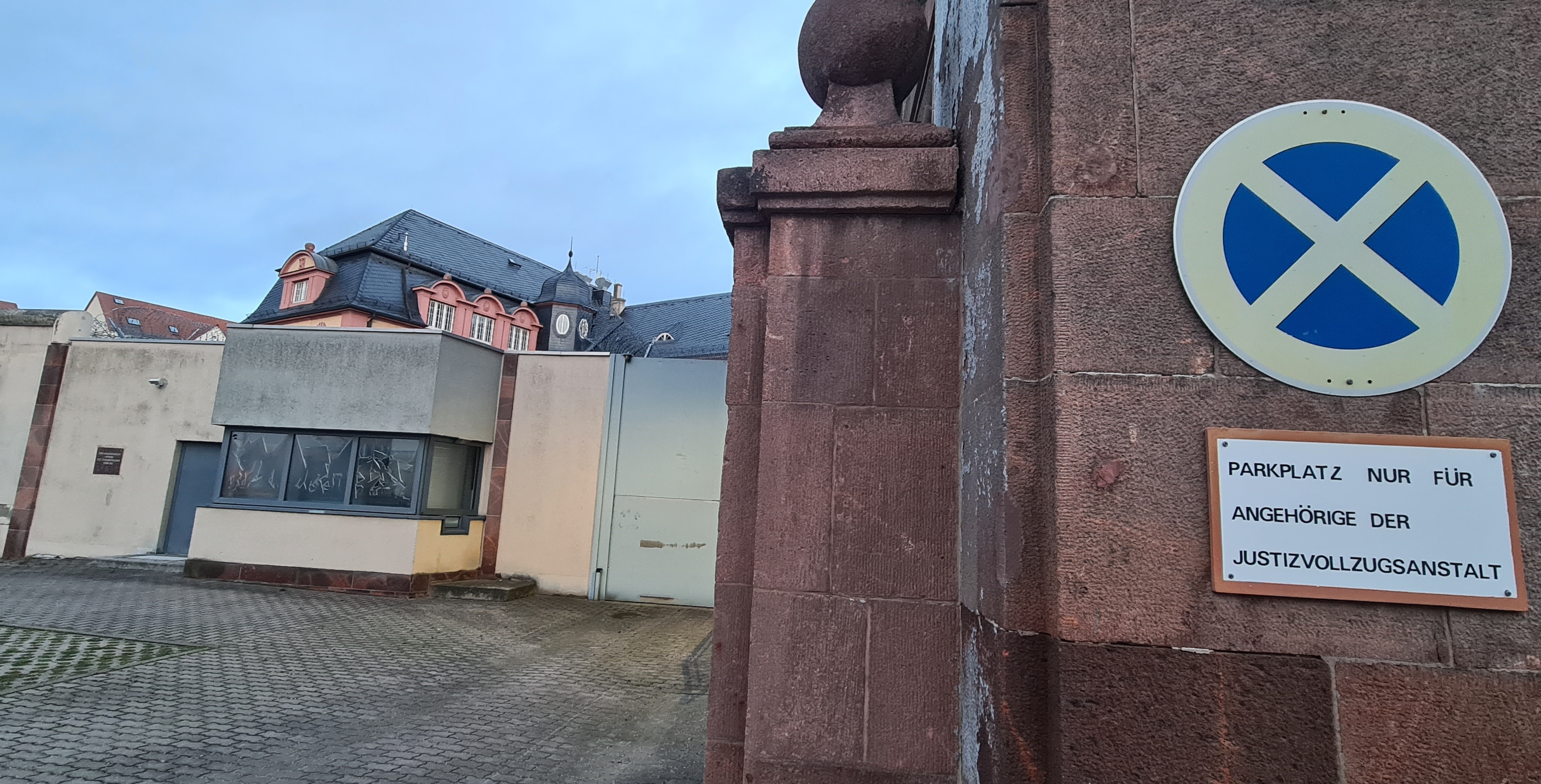
Ehemalige Justizvollzugsanstalt (JVA) Weimar, Eingang 2023

Die Stadt ist ein bedeutender Gerichtsstandort in Thüringen und ist Sitz ein folgender Gerichte:
- Thüringer Verfassungsgerichtshof
- Thüringer Oberverwaltungsgericht
- Verwaltungsgericht Weimar
- Amtsgericht Weimar, das zum Bezirk des Landgerichts Erfurt gehört

Von 1916 bis zum 1. September 2011 war die Justizvollzugsanstalt Weimar (JVA Weimar) mit einer wechselvollen Geschichte in Betrieb. Heute wird der innerstädtische Gefängniskomplex temporär für Filmaufnahmen als Kulisse und für Ausstellungen genutzt.

##### Polizei, Feuerwehr, Notfall- und Katastrophenhilfe

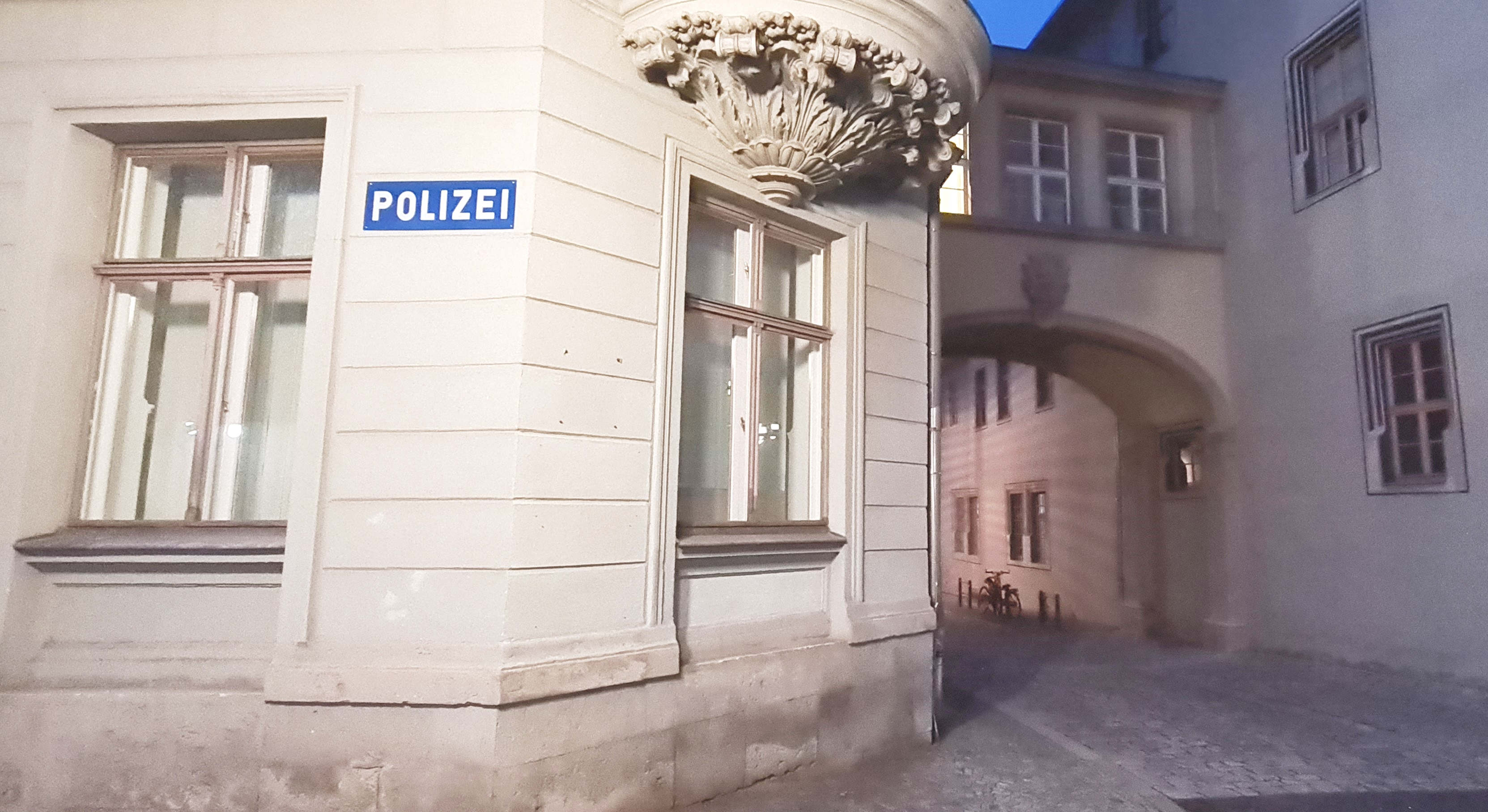
Polizei Stadtwache Weimar in der Kollegiengasse

Die Polizeiinspektion Weimar, Am Kirschberg 1 und die Stadtwache Weimar, Am Markt 13/14 an der Kollegiengasse sowie eine zu Veranstaltungen, wie den Zwiebelmarkt, eingerichtete mobile Wache sind Polizeidienststellen der Thüringer Polizei in Weimar.
Die Polizeiinspektion Weimar befand sich bis 2008 im ehemaligen Gebäude des Amtsgerichts in der Carl-von Ossietzky-Straße 60.
Historisch war das Polizeipräsidium Weimar mit dem Polizeipräsidenten in der Carl-August-Allee 8–10 in einem repräsentativen Bau der beginnenden Gründerzeit, untergebracht. Dort befand sich seit dem 1. Januar 1934 auch die Leitstelle der Geheimen Staatspolizei (Gestapo) für Thüringen. 1936 zog die Gestapo aufgrund der Vergrößerung in das Marstallgebäude in der Marstallstraße. Bei Fertigstellung des Gauforums hätte sie dort ihren endgültigen Sitz erhalten sollen.
Das ehemalige Polizeipräsidium ist heute Sitz der Thüringer Landesanstalt für Geologie.
In Weimar existiert ein Polizeisportverein.
Die Feuerwehr Weimar besteht aus einer Berufsfeuerwehr mit etwa 70 Beamten und sieben Standorten von Freiwilligen Feuerwehren mit etwa 145 aktiven Einsatzkräften.
Von 1926 bis 2006 befand sich die zentrale Feuerwache der Berufsfeuerwehr in Erfurter Straße/Ecke Mozartstraße, seit 2006 in der Kromsdorfer Straße 13.
Die Ortsgruppe der Deutschen Lebens-Rettungs-Gesellschaft (DLRG) hat ihren Sitz in der Schwanseestraße 28 am Schwanseebad in Weimar.

##### Gesundheitswesen

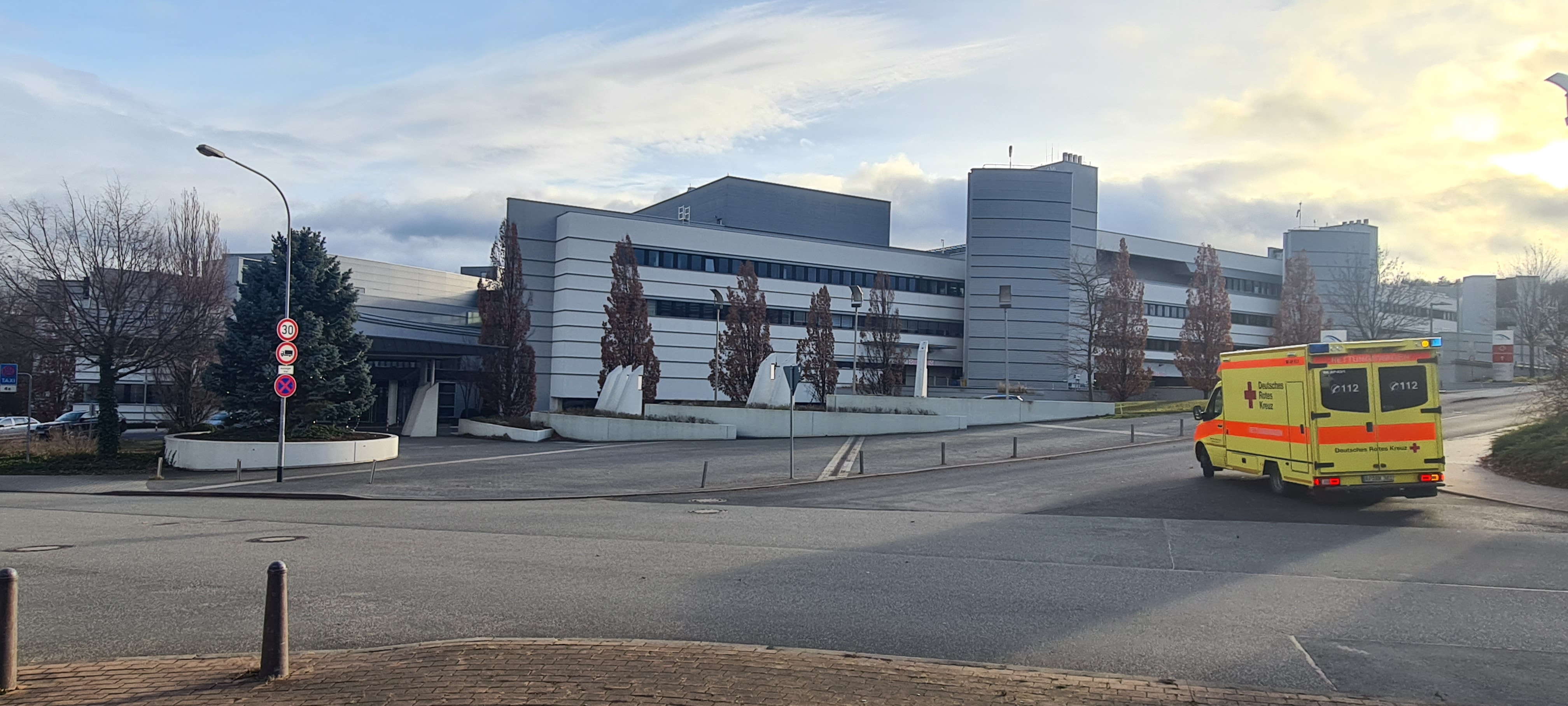
Sophien- und Hufeland-Klinikum Weimar vor dem Haupteingang (2023)

In Weimar befindet sich ein Krankenhaus, das Sophien- und Hufeland-Klinikum Weimar mit 550 Betten und ca. 1100 Mitarbeitern und Hubschrauberlandeplatz. Es ist ein akademisches Lehrkrankenhaus.
In der Vergangenheit besaß Weimar vier weitere Krankenhäuser:
- das Sophien-Krankenhaus der diakonischen Stiftung Sophienhaus Weimar in der Trierer Str. 2a,
- das Hufeland-Krankenhaus in der Eduard-Rosenthal-Straße 70,
- das Kinderkrankenhaus in Weimar Am Jakobskirchhof 4,
- das Städtische Krankenhaus am Kirschberg (Luisenstift) in Am Kirschberg 1.

Zudem gibt es eine staatlich konzessionierte Privatklinik für Gesichts-Chirurgie, die Schwansee-Klinik.
Der Rettungsdienst wird von der Berufsfeuerwehr und weiteren beauftragten Organisationen, wie dem Deutschen Roten Kreuz (DRK) und der Johanniter-Unfall-Hilfe in Weimar mit Krankentransportwagen (KTW) und Notarzteinsatzfahrzeugen (NEF) sichergestellt. Die DRK Rettungswache befindet sich in der Humboldtstraße 82, die Johanniter Rettungswache in der Feuerwache der Berufsfeuerwehr Weimar in der Kromsdorfer Str. 13.
In Weimar gibt es 448 Ärzte und 78 Zahnärzte sowie 14 öffentliche Apotheken.
Die Hof-Apotheke am Markt war mit der ersten bekannten Erwähnung im Jahr 1506 bis 2022 die älteste Apotheke in Weimar. Die Löwen-Apotheke am Goetheplatz ist seit 1801 in Betrieb.

##### Gastronomie
Die Gastronomie hat eine lange Tradition in Weimar und ist ein wichtiger Wirtschaftsfaktor und ein bedeutender Bestandteil des Weimarer Tourismus.
Kaffeehäuser:
- Café Resi ist Weimars ältestes bestehendes Kaffeehaus seit 1839

Im Guide Michelin ist aktuell das Restaurant AnnA am Markt in Weimar gelistet.
Traditionelle Restaurants, die bis heute bestehen:
- Sächsischer Hof seit 1429 als Gasthof erwähnt
- Zum schwarzen Bären seit 1540 (ältestes noch betriebenes Gasthaus in Weimar) seit 1540
- Zum weißen Schwan seit 1638 als Gasthof erwähnt
- Gasthausbrauerei Felsenkeller seit 1797
- Siechenbräu seit 1939

Ehemalige Gastronomie in Weimar:
- Alter Gasthof (Belvedere) ab ca. 1730
- Café Sperling, das in der DDR-Zeit Café Esplanade hieß von 1891 bis ca. 1990

Als typische Weimarer Speisen in der Thüringer Küche gelten beispielsweise die Thüringer Rostbratwurst, der Weimarer Zwiebelkuchen, Rostbrätel, Thüringer Klöße oder der Thüringer Blechkuchen.

##### Tourismus und Tagungen

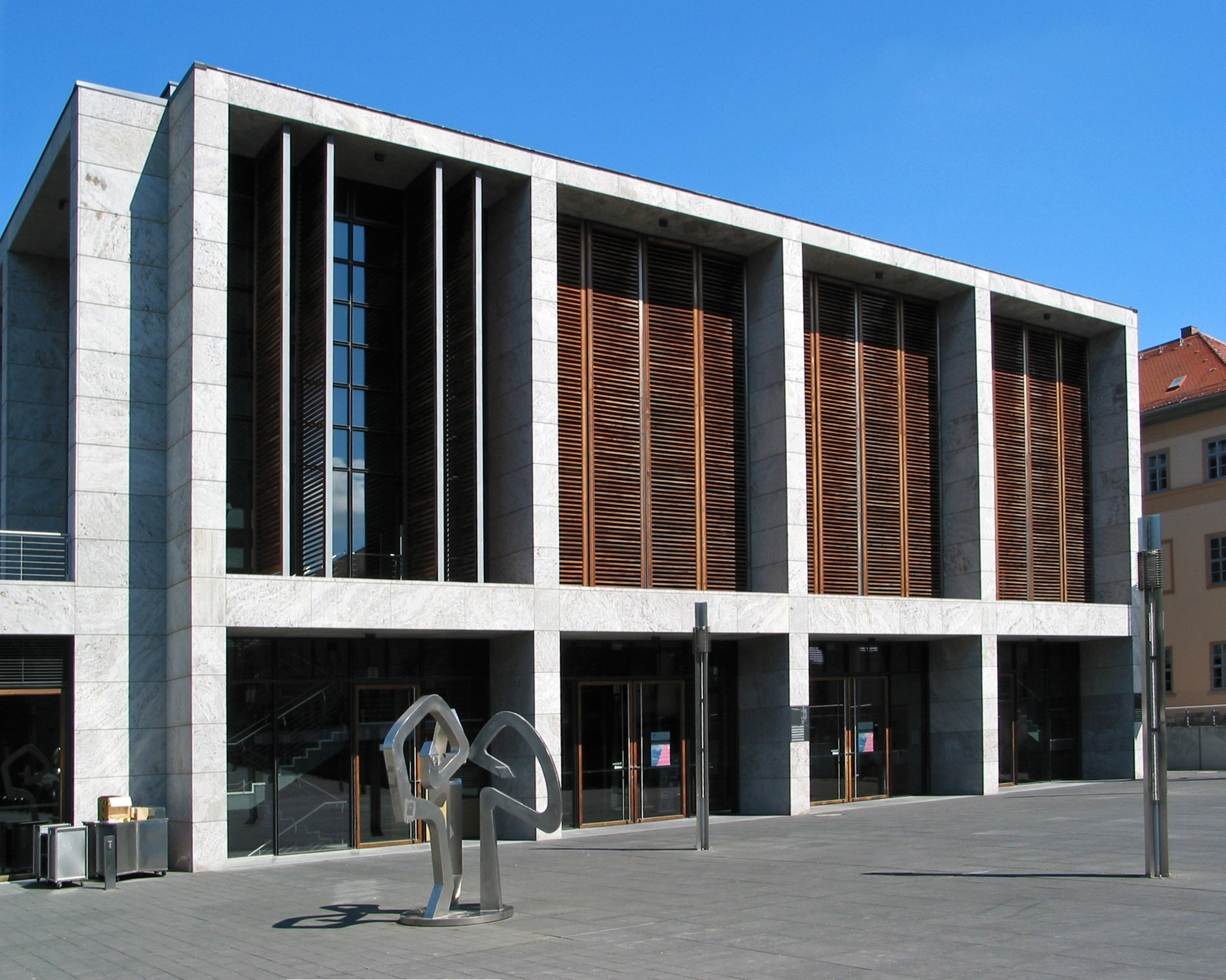
„congress centrum neue weimarhalle“ von gmp

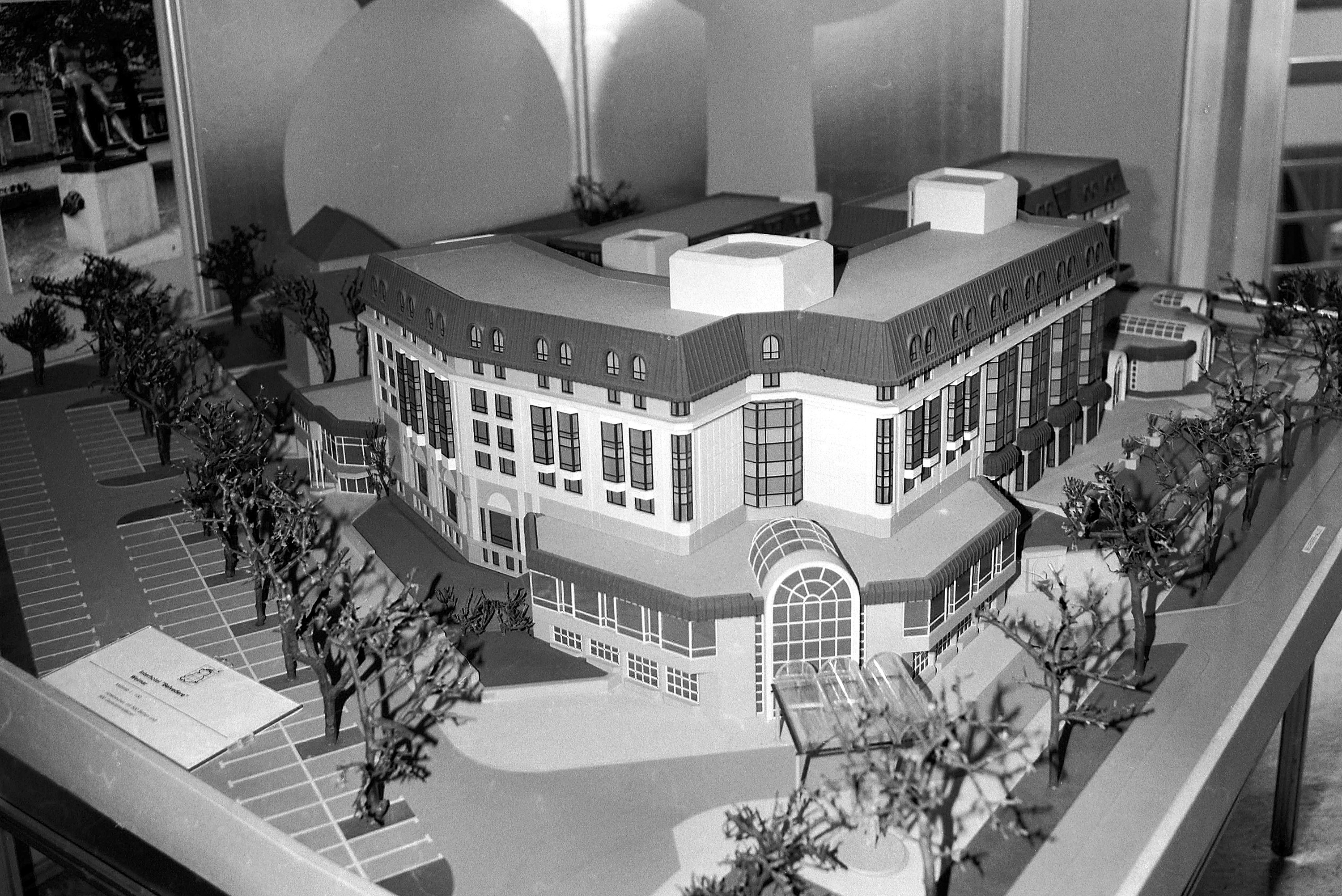
Das ehemalige Interhotel Belvedere als Modell

Durch seine Geschichte sowie zahlreiche Museen, Galerien, Baudenkmale und Kultur- und Klassikerstätten ist Weimar ein bedeutendes Ziel für Bildungs-, Kultur- und Städtetourismus. Auch die Gedenkstätte für das KZ Buchenwald mit dem Speziallager Nr. 2 Buchenwald wird von Besuchern aus der ganzen Welt frequentiert.
Die Touristinformation Weimar wurde 1965 eröffnet und war die zweite nach Potsdam, die auf dem Gebiet der DDR eröffnet wurde. Am 29. Februar 2024 zog sie vom Markt 10, wegen einer Generalsanierung des Gebäudes für drei Jahre bis 2027 in die Räume der ehemaligen Hofapotheke am Markt 4.
Veranstaltungsräume für Konferenzen, Tagungen, Fachmessen, Konzerte und Ausstellungen bieten beispielsweise die 1999 eröffnete Neue Weimarhalle, das Jugend-Kulturzentrum Mon Ami, das Reithaus der Europäischen Jugendbildungs- und Begegnungsstätte Weimar (EJBW), das Gebäude der Other Music Academy und mehrere größere Hotels. Bis 2009 war auch das Volkshaus als Veranstaltungsort nutzbar. 2024 hat die Stadt Weimar das Volkshaus übernommen und ein Ideenwettbewerb soll über eine neue Nutzung entscheiden.
Weimar besitzt 28 Hotels, darunter das historische Hotel Elephant und das Grand Hotel Russischer Hof, sechs Jugendherbergen und Backpacker-Hostels und eine große Anzahl Pensionen und Privatunterkünfte.
Campingplätze befinden sich in Tiefurt, Ettersburg, Oettern und am Stausee Hohenfelden.
Von 1986 bis 1992 wurde in Weimar das Prestigeprojekt Interhotel Belvedere der Hotelkette in der DDR mit knapp 300 Zimmern gebaut, das zwischen 1992 und 2007 von Hilton Weimar by Hilton Worldwide betrieben wurde. Seitdem gehört es zu den Leonardo Hotels. Das Hotel Elephant wurde seit 1966 ebenfalls als Interhotel betrieben. Von 1991 bis Ende der 90er Jahre war das Hotel Kaiserin Augusta ein Intercity Hotel.

##### Medien

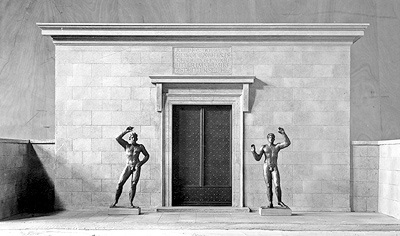
Funkhaus Weimar, errichtet als Nietzsche-Gedächtnishalle Weimar – Eingangsbereich, Modell, Paul Schultze-Naumburg, 1937

- Sitz der Thüringischen Landeszeitung (TLZ). Außerdem gibt es eine Lokalausgabe der Thüringer Allgemeinen (Erfurt)
- Regionalstudio des Mitteldeutschen Rundfunks (Leipzig)
- Sitz der regionalen Kirchenzeitung Glaube+Heimat
- Die ehemalige Fakultät Medien an der Bauhaus-Universität Weimar ist in der Fakultät Kunst und Gestaltung aufgegangen
- Sitz des regionalen Fernsehsenders salve.tv
- Sitz des lokalen nichtkommerziellen Rundfunksenders Radio Lotte
- Sitz des Einrichtungsrundfunks Bauhaus.FM am Lehrstuhl für Experimentelles Radio der Bauhaus-Universität Weimar
- Sitz der privaten Radiosender Antenne Thüringen, Radio Top40 und Landeswelle Thüringen
- Ort eines freien, selbst verwalteten und nicht kommerziellen WLAN-Netzwerkes – Weimarnetz auf der Basis von Freifunk
- Sitz der Filmproduzenten Ostlicht Filmproduktionen GmbH, 1Meter60Film, Gruppe Weimar, Makido Film, Nivre Film & Studio GmbH

Am Goetheplatz 9a befindet sich das Pressehaus Weimar als Service-Center für die Thüringische Landeszeitung, die Thüringer Allgemeine und den Allgemeinen Anzeiger (AA).
Das Funkhaus Weimar, seit 1937 erbaut, als Rundfunkgebäude auf der Liste der Kulturdenkmale in Weimar (Einzeldenkmale) sollte ursprünglich als Bau eine Nietzsche-Gedächtnishalle werden und diente von 1945 bis 2000 als Landesfunkhaus in Thüringen. Es wurde genutzt durch den Landessender Weimar als Außenstelle des Berliner Rundfunks, den Regional-Rundfunksender Sender Weimar für den Rundfunk der DDR, das Studio Gera, für ein Synchronisationsstudio der DEFA und den Mitteldeutschen Rundfunk (MDR). Seit dem Auszug des MDR wird das frühere Funkhaus als Veranstaltungsraum genutzt und soll eine neue Funktion erhalten.

#### Energiewirtschaft
Im Jahr 2014 wurde Weimar zur „Energiekommune“ ernannt, da sich die Stadt im Bereich interkommunaler Windprojekte engagierte. In Weimar gibt es zwei Umspannwerke der Tochter der Stadtwerke Weimar, Energienetze Weimar GmbH & Co. KG (ENWG), welche die 110 kV Hochspannung des Netzbetreibers Thüringer Energienetze (TEN) in 220 Volt Netzspannung für Haushalte umwandeln. Eines befindet sich in Oberweimar und ein weiteres in Weimar-Nord.

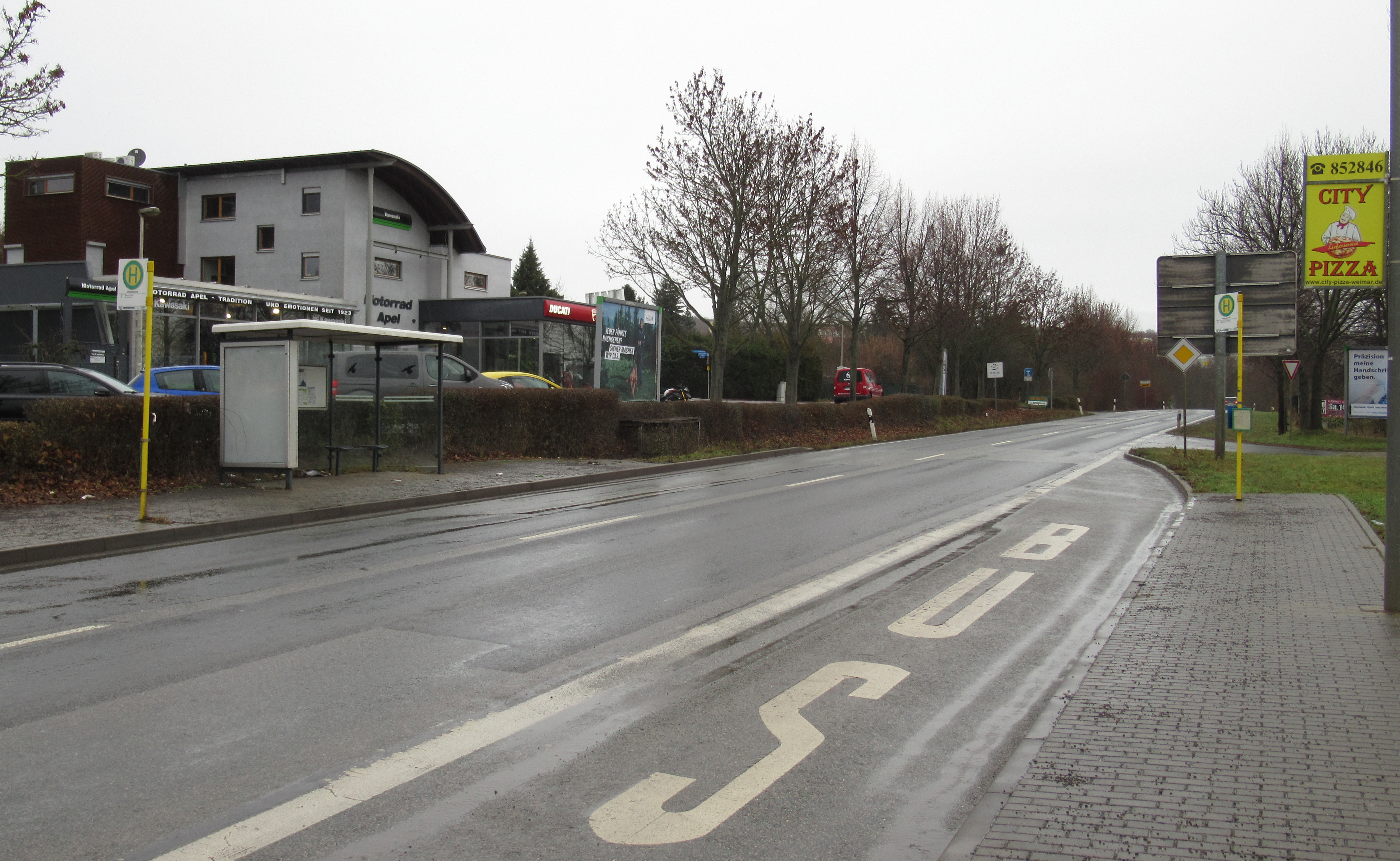
Haltestelle Über dem Umspannwerk

In Weimar stehen zwei Umspannwerke, die die Energieversorgung der Stadt sichern. Es gab in Weimar drei Umspannwerke, von denen allerdings eines nicht mehr in Betrieb ist. Eines befindet sich in Oberweimar in der Bahnhofstraße 60. Ein weiteres befindet sich in Weimar-Nord in der Nordstraße im Bereich abgehend von der Buttelstedter Straße und reicht bis zur Industriestraße. Dort erstreckt es sich in der Nord-Süd-Richtung von der Döbereinerstraße und der Nordstraße. Dort ist auch eine Bushaltestelle. Als noch der Oberleitungsbus Weimar betrieben wurde, hielt auch dieser hier. Die darüberliegende Straße wurde nach diesem Umspannwerk in Über dem Umspannwerk benannt. Dieses ist auch das ältere von beiden, welches in den 1920er Jahren errichtet wurde. Es stand unter der Leitung der 1923 gegründeten Thüringenwerk A.G. Weimar. Seit mindestens den 1930er Jahren ist zumindest das Umspannwerk in Weimar-Nord im Interesse der Elektrotechniker. Das Umspannwerk in Weimar-Nord wurde errichtet, weil einem Gutachten von 1923 zufolge das damalige Gleichstromnetz überfordert war. Seit 1920 war die Stromversorgung Weimars in den Händen der Stadt. Es war gewissermaßen eine Einrichtung, die letztlich zur Umstellung auf den Wechselstrombetrieb ausgelegt war. Erst 1967 endete restlos der Gleichstrombetrieb in Weimar. Es ist ein 50 kV Umspannwerk. Das 110 kV Umspannwerk in Oberweimar wurde 1971 errichtet, womit sich in Weimar die Stromversorgung wesentlich verbesserte. Das 110 kV Umspannwerk wurde an die Trasse Erfurt-Jena an das überregionale Stromnetz angeschlossen. Das alte 50 kV. Umspannwerk in Weimar-Nord wurde weiter über die 50 kV-Leitung Erfurt-Apolda betrieben und 1991 zu einem 110/20/10 kV-Umspannwerk umgebaut. Bis 1990 existierte noch in der Tiefurter Allee ein Umspannungswerk für die Bereitstellung des Bahnstromes der Deutschen Reichsbahn mit einer Frequenz von 16 2⁄3 Hz.

#### Wohnen
2017 bestanden in Weimar rund 35.000 Wohnungen mit einer durchschnittlichen Größe von 76 m². Auf einen Einwohner entfielen damit rund 41 m².
Die beiden größten Weimarer Wohnungsgesellschaften verwalten davon knapp ein Drittel. Der Weimarer Wohnstätte, einer Tochtergesellschaft der Stadt Weimar, gehören 6400 Wohnungen und die Gemeinnützige Wohnungsgenossenschaft Weimar e.G. verwaltet 4500 Wohnungen.
Im Mai 2009 erschien der bislang einzige Weimarer Mietspiegel, ein Tabellen-Mietspiegel, der auf einer Datenerhebung im Herbst 2007 beruhte.
Seit 2020 veröffentlicht die Stadtverwaltung eine Mietpreissammlung in Form eines Stadtplans, der für viele Straßenblöcke die durchschnittlichen Mietpreise „auf Baublockebene“ benennt. Die Daten beruhen auf Mietverträgen, die in den letzten vier Jahren abgeschlossen und von „mehreren Wohnungsanbietern“ bereitgestellt wurden.

### Verkehr

#### Fußverkehr

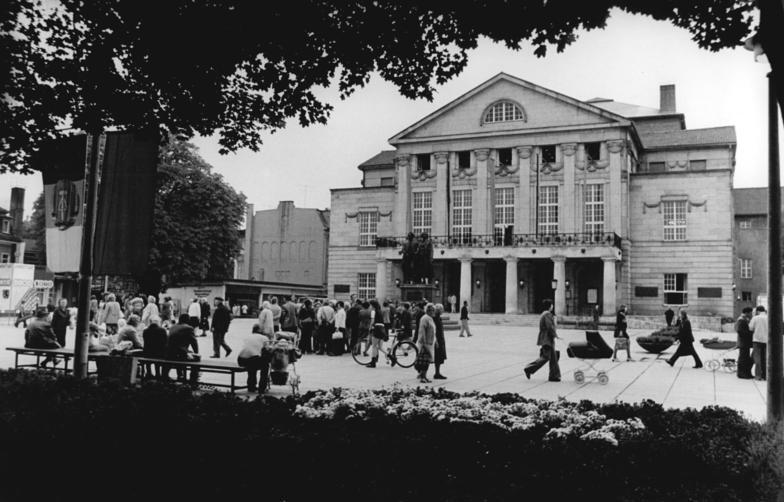
Fußgängerzone am Deutschen Nationaltheater (1975)

Durch Weimar führen überregionale touristische Wanderwege, wie der Goethe-Erlebnisweg, der Lutherweg Thüringen, der Thüringer Drei-Türme-Weg, der Maria-Pawlowa-Promenaden-Weg und der Kneipp-Rundweg.
Zudem gibt es regionale Themenrouten, wie den Gedenkweg Buchenwaldbahn. Ein Teil der alten Bahnstrecke der Buchenwaldbahn wurde seit 2007 durch den „Gedenkweg Buchenwaldbahn“ wieder sichtbar. Dieser beginnt kurz nach der „Blutstraße“ und endet an der Verladerampe des Konzentrationslagers, neben den ehemaligen Gustloff-Werken. Er hat eine Länge von 3,3 Kilometern.
In Weimar wurde 1969 die erste Fußgängerzone vom Goetheplatz über den Theaterplatz, die Schillerstraße, den Markt zum Stadtschloss angelegt. Dort befinden sich viele Geschäfte und Gastronomie.
Verschiedene Stadtparks Weimars, wie der Goethepark (Park an der Ilm), der Schlosspark Tiefurt, der Schlosspark Belvedere und der Schlosspark Ettersburg sind nur zu Fuß oder mit dem Fahrrad zu erkunden.

#### Straßenverkehr

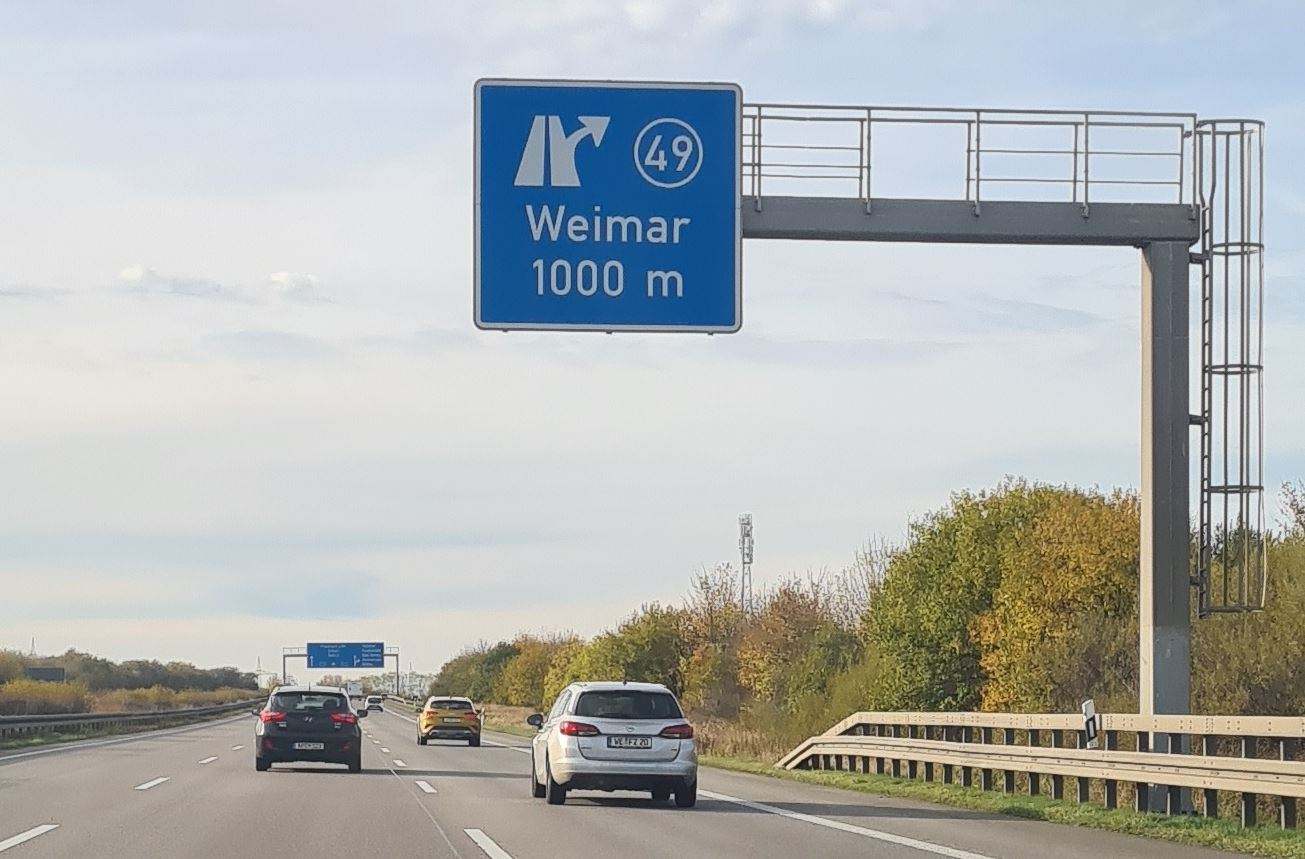
Autobahn (A4) Ausfahrt Weimar (2021)

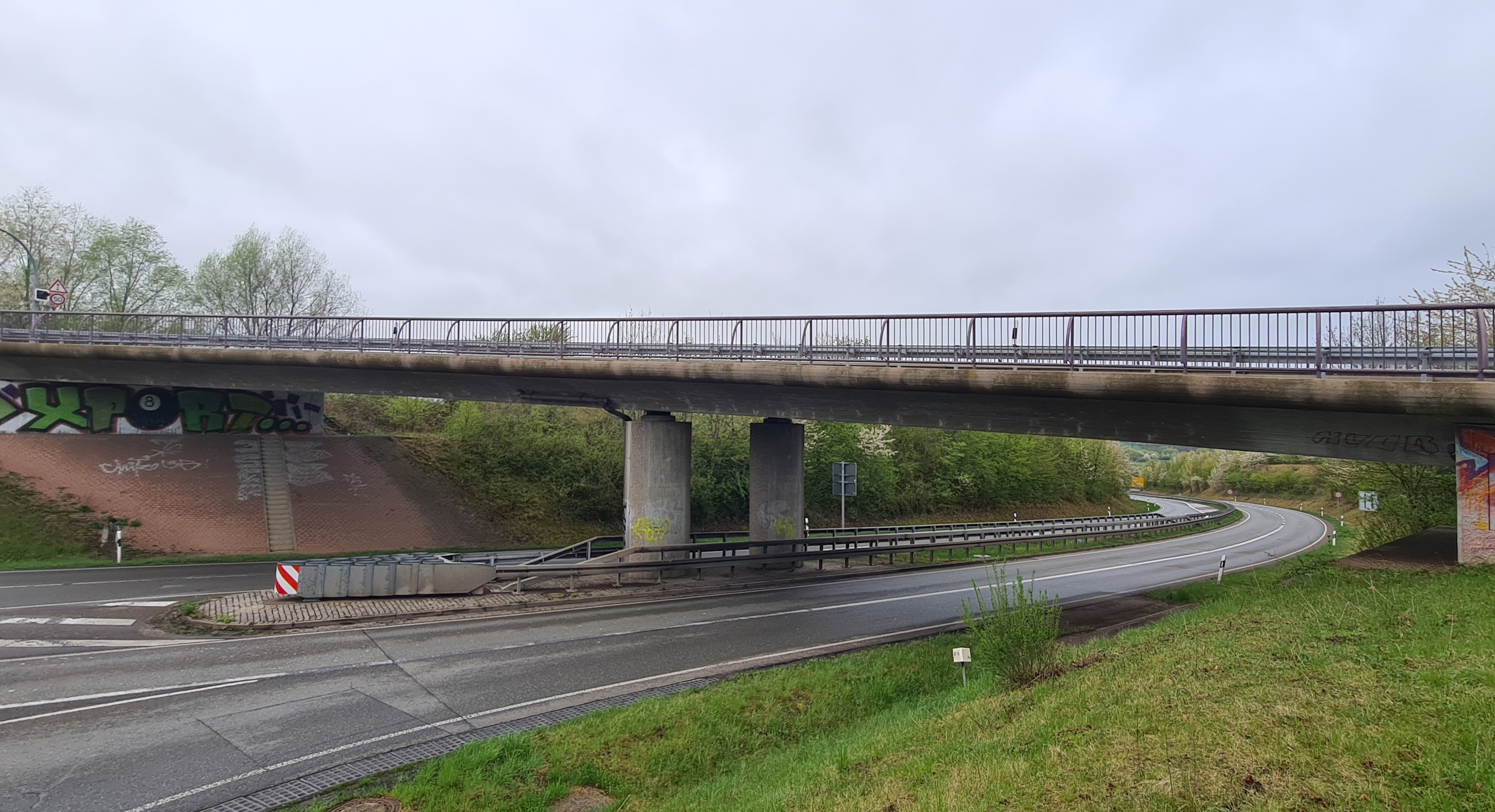
Bundesstraße 7, vierspurige Nordumfahrung in Weimar (2025)

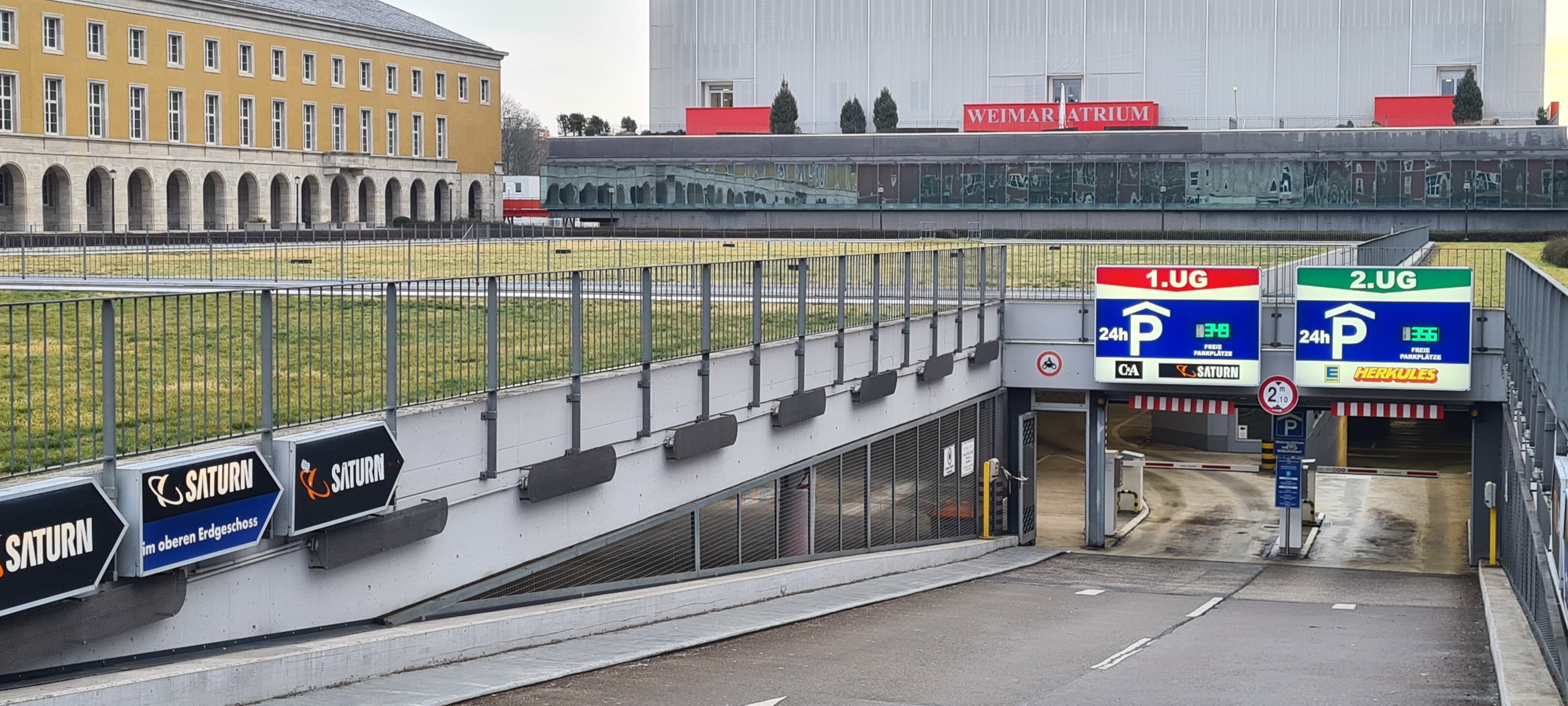
Parkhaus Tiefgarage Einkaufszentrum Weimar Atrium (2024), 800 Stellplätze

Die Anschlussstelle 49 Weimar der A 4 ist die Anbindung zur Stadt, die Abfahrten Apolda aus östlicher und Nohra aus westlicher Richtung ergänzen diese. In Weimar-Legefeld befindet sich ein Stützpunkt der Autobahnmeisterei Erfurt.
In der Stadt kreuzen die Bundesstraßen 7 (West-Ost-Richtung von Erfurt nach Jena) und 85 (Nord-Süd-Richtung von Bad Frankenhausen nach Rudolstadt). Die von Erfurt kommende B 7 bindet heute in west-nördlicher Richtung an eine teilweise zweispurig ausgebaute Nordumfahrung an. Die Fortführung der Umgehungsstraße nach Osten Richtung Jena ist umstritten, da der zum Weltkulturerbe gehörende Tiefurter Park sowie der Stadtwald Webicht betroffen wäre. Eine Untertunnelung des Webichts würde die Kosten vervielfachen.

Weimar liegt an den deutschen Ferienstraßen Klassikerstraße, Burgenstraße Thüringen und der Bier- und Burgenstraße.
Im Stadtgebiet befinden sich über 10 öffentliche Tankstellen (2023) und um die 30 E-Ladestationen (2023). Weimar befindet sich Thüringens einzige und erste Wasserstofftankstelle, die allerdings nicht öffentlich ist und für Stadtbusse genutzt wird.
In Weimars Innenstadt gibt es eine Parkraumbewirtschaftung.
In Weimar befinden sich zudem folgende Parkplätze:
Parkhäuser im Zentrum:
- Tiefgarage am Goethehaus, 340 Stellplätze, max. Höhe: 2,05 m
- Parkhaus Hauptpost, 300 Stellplätze, max. Höhe: 2,00 m
- Tiefgarage Atrium, 800 Stellplätze, max. Höhe: 2,10 m
- Tiefgarage congress centrum weimarhalle, eingeschränkte öffentliche Nutzung bei Veranstaltungen und Tagungen, 86 Stellplätze davon 5 Behindertenparkplätze, max. Höhe: 2,00 m
- Schiller-Kaufhaus, 60 Stellplätze, max. Höhe: 1,90 m

Parkplätze für Reisebusse:
- Marcel-Paul-Straße: kostenfrei, ausgeschildert als Busparkplatz
- Bushaltestelle am Weimar-Atrium: Friedensstraße 1, direkt im Zentrum, von allen Einfahrtsstraßen gut ausgeschildert. Es stehen 17 Busparkplätze mit einer Aufenthaltsdauer von max. 30 Minuten zur Verfügung. Die Fläche am Weimar Atrium wird als Busbahnhof genutzt. Busfahrer haben dort die Möglichkeit, für den Ein- und Ausstieg der Reisenden zu halten. Für Bustouristen steht das Center-WC im 1. Obergeschoss zur Verfügung.

Park and Ride (P&R) Parkplätze:
- Marcel-Paul-Straße: Großparkplatz für Busse und insg. 400 PKW, aus nördlicher Richtung B 85
- Über der großen Sackpfeife, Hospitalgraben: für insg. 175 PKW, aus südlicher Richtung B 85 von A 4, Abfahrt Weimar/Gelmeroda
- Hermann-Brill-Platz (mit Wassersäule): Caravans (Höchstparkdauer 24 h) und PKW, aus südlicher Richtung B 85 über Stadtring und aus östlicher Richtung B 7 von A 4, Abfahrt Nohra

1937 wurden in der Erfurter Straße 31 die beheizten Keil-Garagen mit Tankstelle für 100 Fahrzeuge und einem freitragenden Obergeschoss (40 × 25 Meter, 1000 Quadratmeter Fläche) mit Platz für 50 Fahrzeuge erbaut. Die Garagen waren 24 Stunden geöffnet und mit einer damalig neuzeitlichen Lichtanlage ausgestattet. Heute befindet sich dort ein Supermarkt.
Um Handel und Gewerbe in Weimar zu fördern sollte im 18. Jahrhundert der Handels- und Postverkehr über Weimar umgeleitet werden. Der Bau von Chausseen begann. 1782 bis 1787 wurde die Straße von Weimar nach Jena für etwa 11000 Taler ausgebaut. Bis dahin hatte sie keinen Steingrund und war im Herbst und Frühjahr voll sumpfiger Stellen und war im Winter kaum passierbar. In Weimar führte Bau und Reparatur der Straßen die zu diesem Zweck eingesetzte Wegebaukommission durch. 1779 wurde Goethe Wegebaudirektor, verantwortlich für den Bau und die Reparatur der Straßen, sowie für das Geleits-, Zoll- und Straßenabgabenwesen. 1783 veranlasste Goethe eine kontinuierliche Überwachung des Straßenzustandes durch Wegeknechte. Es entstanden Chausseehäuser, wie 1829 das Chausseehaus Süßenborn in Richtung Jena oder in der Erfurter Straße 77 in Richtung Erfurt. 
Weimar war seit jeher an einer europäischen Hauptstrecken der Post zwischen Erfurt, Weimar und Jena auch 1795 mit fahrenden und reitenden Posten angebunden. Auf den Postroutenkarten werden die Entfernungen in deutschen Meilen (1 Meile = ca. 7,5 km) angegeben, wobei 2 Meilen einer sog. „Post“ entsprachen, für die man auf ebenen Strecken eine durchschnittliche Fahrzeit von mindestens 1 Stunde veranschlage musste. Somit betrug die Fahrzeit zwischen Erfurt und Weimar ca. 2,5 Stunden für die man heute auf der Autobahn ca. 20 Minuten benötigt.
Das Straßennetz war auch entscheidend für die Postrouten für Postkutschen, die sich in Weimar kreuzten.
Im Mittelalter kreuzten sich zwei alte und wichtige Handelswege und Altstaßen, die Nürnberger Straße von Norden nach Süden und die Hohe Straße von Osten nach Westen, ca. 20 km von Weimar entfernt in Erfurt. Die Hohe Straße, auch Via Regia genannt (zwischen Santiago de Compostela, Paris und Moskau), führte auf der heutigen Thüringer Landesstraße 1055 ca. 10 km vom Stadtzentrum von Weimar entfernt in Am Ettersberg und Buttelstädt vorbei. Die Kupferstraße (zwischen Jütland und Rom) führte auf verschiedenen Strecken (Erfurt, Schwabsdorf) durch und an Weimar vorbei.

#### Öffentlicher Personennahverkehr

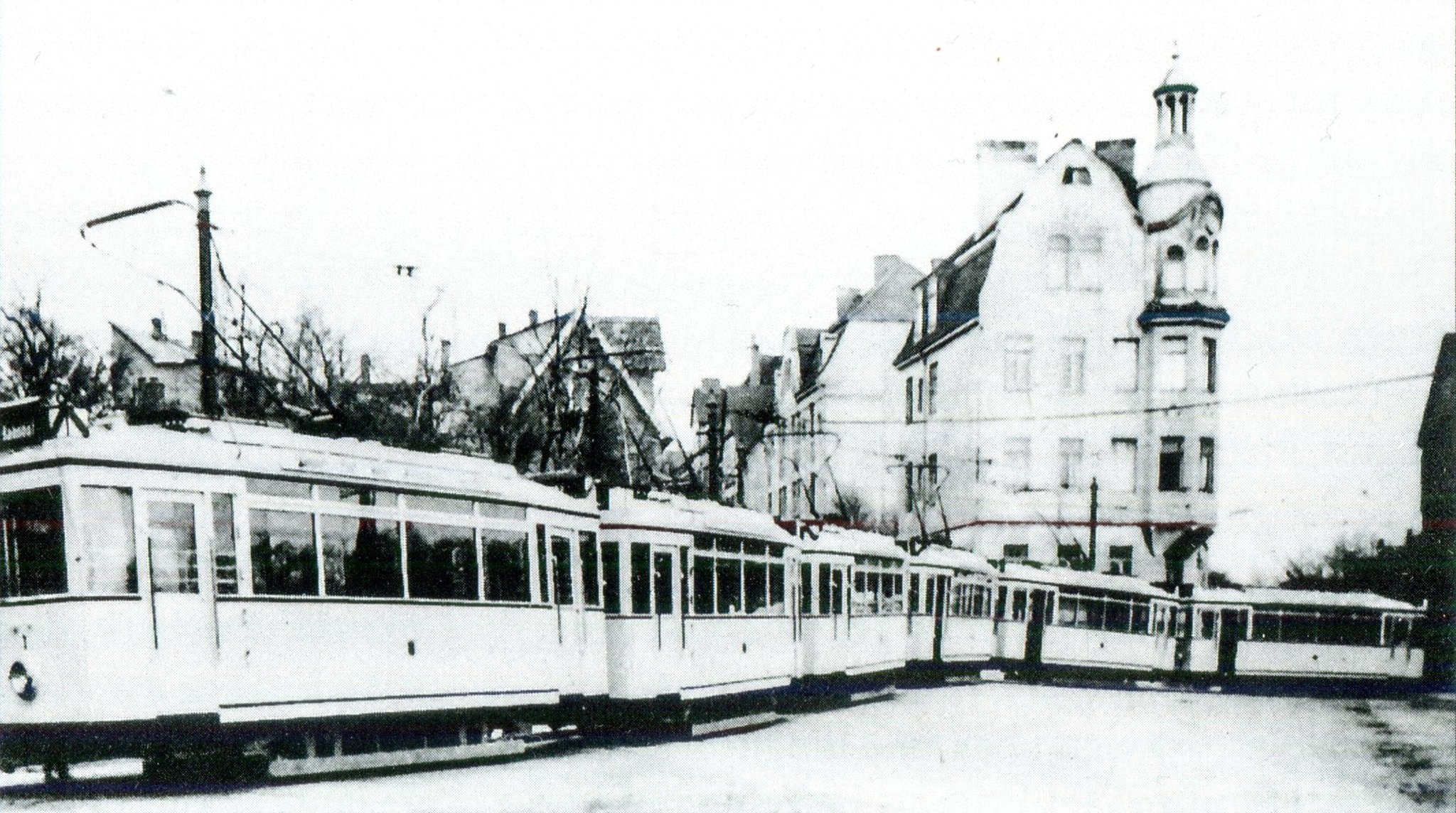
Weimarer Straßenbahnwagen am Straßenbahndepot Weimar um 1926

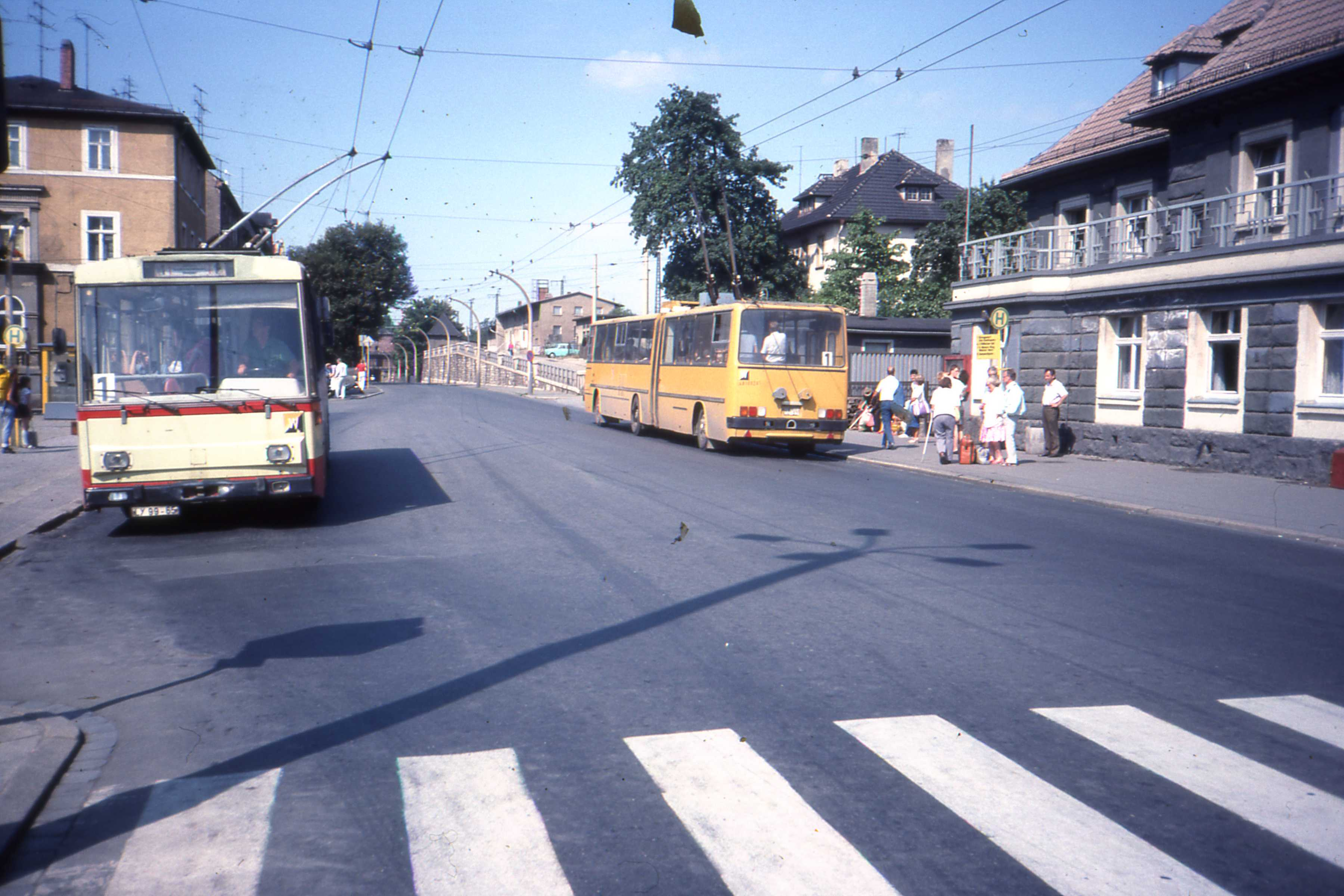
Oberleitungsbusse am Hauptbahnhof (1989)

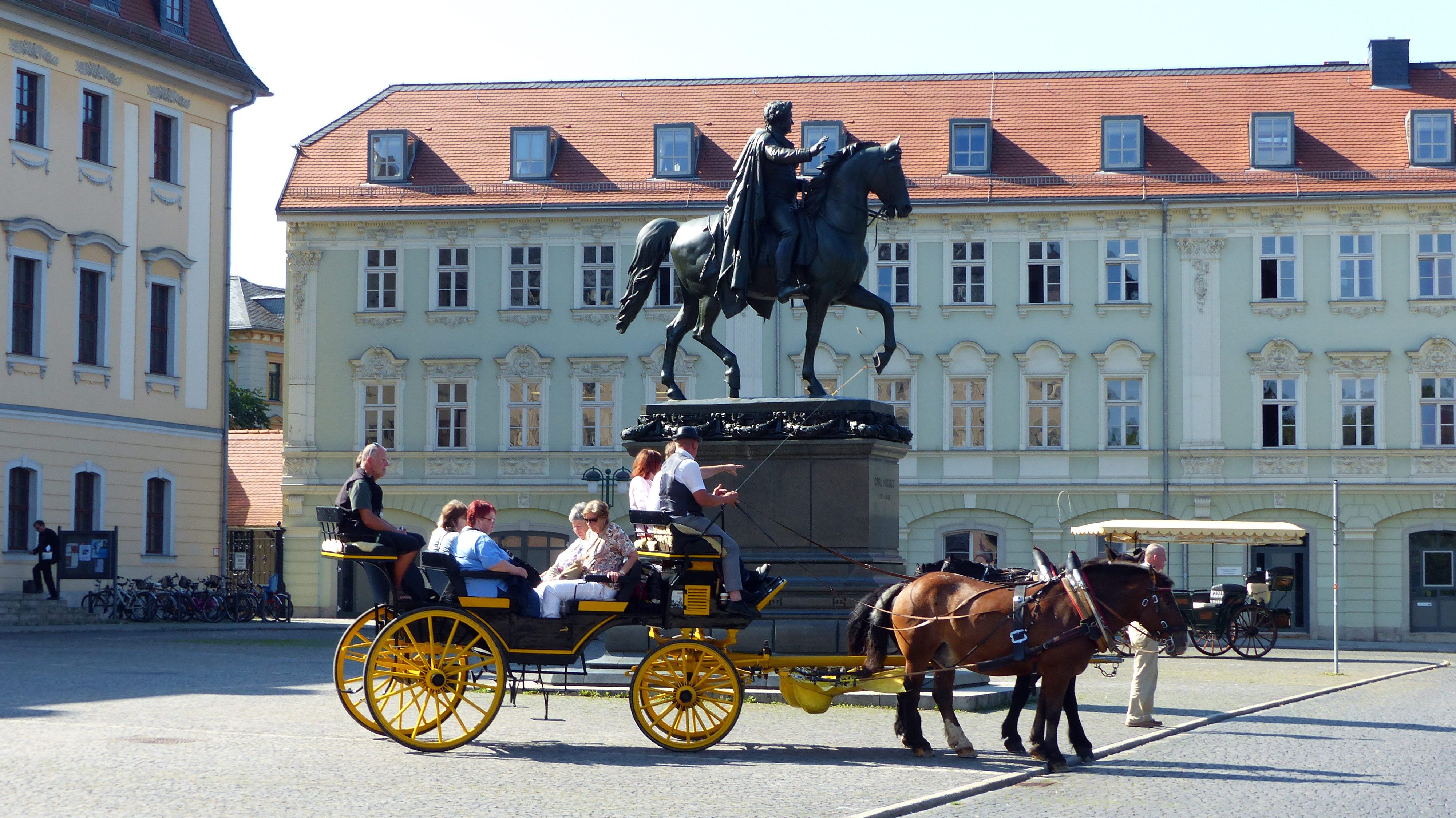
Kutschen in Weimar (2014)

Das Stadtbusnetz wird von der Stadtwirtschaft Weimar GmbH betrieben. Die zentrale Umsteigehaltestelle am Goetheplatz wird im Rendezvous-System von allen neun Stadtbuslinien bedient. Weitere wichtige Umsteigehaltestellen befinden sich am Hauptbahnhof, in der Gropiusstraße und am Wielandplatz.
Die ersten Wasserstoffbusse in Thüringen fahren seit 2023 in Weimar. Hierfür wurde eine Wasserstofftankstelle eingerichtet. Die H2-Busse haben einen Elektroantrieb. Der Strom für die Motoren wird an Bord von wasserstoffbetriebenen Brennstoffzellen – völlig emissionsfrei – erzeugt.
In der umliegenden Region, dem Landkreis Weimarer Land, wird der öffentliche Personennahverkehr von der Personenverkehrsgesellschaft mbH Weimarer Land betrieben.
Die Straßenbahn Weimar verkehrte in der Stadt zwischen 1899 und 1937. Ihr Liniennetz mit 1000 Millimetern Spurweite wurde 1937 mit dem Bau des Gauforums zu Gunsten von Bus und Oberleitungsbus stillgelegt, sodass Weimar die größte Stadt der neuen Bundesländer ohne Straßenbahnnetz ist.
Der Obusbetrieb Weimar bestand von 1948 bis 1993. Noch 1990 wurde eine Neubaustrecke nach Weimar-West in Betrieb genommen.
Am 1. April 2006 wurde in den Städten Erfurt, Jena, Weimar, Apolda und im nördlichen Landkreis Weimarer Land der einheitliche Verbundtarif Mittelthüringen eingeführt.
Der Zentraler Omnibusbahnhof Weimar (ZOB Weimar) befindet sich in der Hoffmann-von Fallersleben-Straße am Sophienstiftsplatz in der Nähe des Deutschen Nationaltheaters im Zentrum der Stadt Weimar. Der Sophienstiftsplatz war historisch am Kopfbahnhof Weimar-Erfurter Tor der Bahnstrecke Weimar–Kranichfeld und wichtige Umsteigestelle zwischen der roten, blauen und weißen Linie der Straßenbahn Weimar. Vom Busbahnhof Weimar werden heutzutage Busverbindungen in Weimars Umgebung, wie z. B. nach Niederzimmern, Blankenhain oder Apolda aber auch nationale Verbindungen, z. B. nach Berlin angeboten.
In Weimar bieten knapp 20 Taxiunternehmen an zentralen Plätzen der Stadt individuelle Beförderungsleistungen an. Viele Taxiunternehmen sind in der Funk-Taxi-Zentrale Weimar organisiert und buchbar.
Bis heute gibt es mehrere touristische Anbieter von Pferdekutschen bzw. Droschken in Weimar.

#### Schienenverkehr

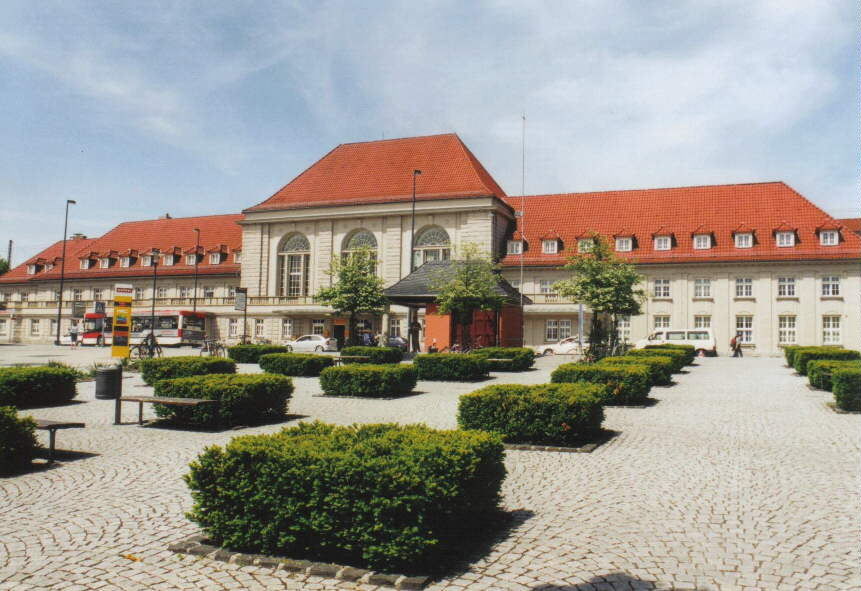
Hauptbahnhof Weimar (2003)

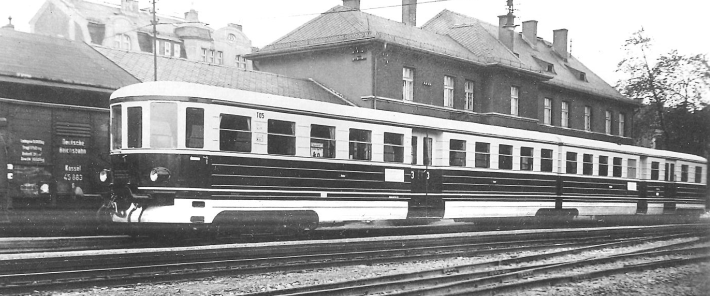
Berkaer Bahnhof in Weimar mit dem Fliegenden Berkaer (um 1935)

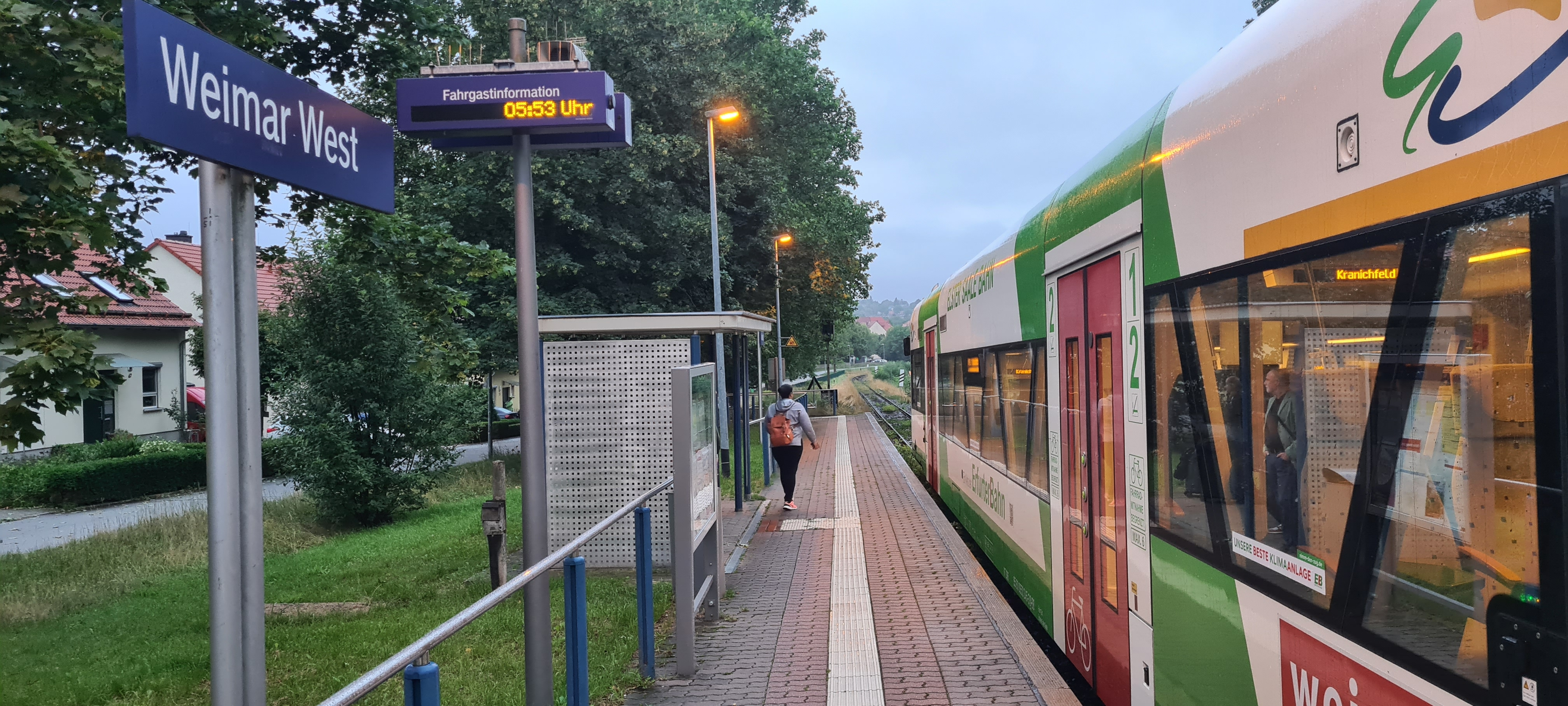
Haltepunkt Weimar West (2023)

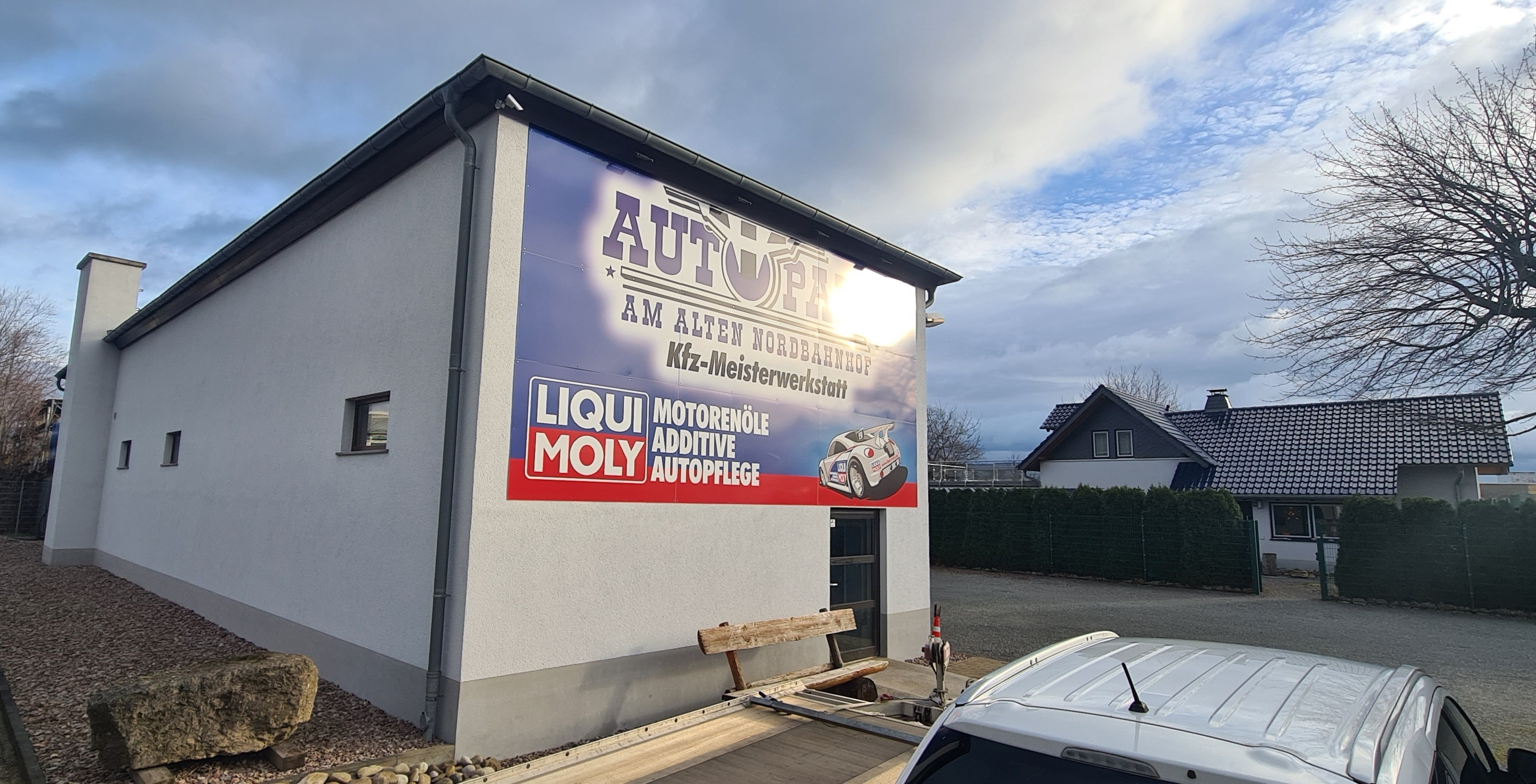
Ehemaliger Nordbahnhof Weimar bzw. Rastenberger Bahnhof mit Lokschuppen und Empfangsgebäude (2023)

In Weimar treffen die Thüringer Bahn, die Ilmbahn und die Holzlandbahn aufeinander. An den Fernverkehr ist Weimar im Wesentlichen über den ICE-Halt Erfurt angebunden, der in weniger als 15 Bahnminuten erreichbar ist.
Weimar war von 2000 bis 2015 ein regulärer ICE-Systemhalt mehrerer ICE-Linien. In Weimar selbst halten seit der Eröffnung der Schnellfahrstrecke Erfurt–Leipzig/Halle und der Schnellfahrstrecke Nürnberg–Erfurt seit 2015 nur noch einzelne IC und ICE (seit 2018 ICE-Linie 11 München–Berlin mit dem ICE 4). Weimar war von 1995 bis 1999 mit dem EC direkt mit Paris und Prag und in den Folgejahren mit dem City Night Line (CNL) direkt an Zürich, Basel und Prag angebunden. Weimar war seit jeher an den internationalen Fernverkehr angebunden, wie mit Schnellzügen in den 70er Jahren an Warschau Wschodnia und Paris Est.
Folgende Nahverkehrslinien des Landes Thüringen verkehren in Weimar:
Stand Februar 2025
- RE 1 Göttingen – Leinefelde – Mühlhausen (Thür) – Erfurt – Weimar – Jena – Gera  – Glauchau auf einem Teilstück der Mitte-Deutschland-Verbindung
- RE 3 Erfurt – Weimar – Jena – Gera – Greiz / – Altenburg
- RE 16 Erfurt – Weimar – Naumburg (Saale) – Weißenfels – Halle (Saale)
- RB 20 Eisenach – Gotha – Erfurt – Weimar – Naumburg (Saale) – Weißenfels – Leipzig
- RB 21 Erfurt – Weimar – Jena – Stadtroda – Hermsdorf-Klosterlausnitz – Gera
- RB 26 Weimar – Bad Berka – Kranichfeld

Im Stadtgebiet befindet sich neben dem Bahnhof Weimar (innerstädtisch als Hauptbahnhof bezeichnet), der kleine Berkaer Bahnhof sowie fünf Haltepunkte: Oberweimar, Weimar-West, Nohra (b Weimar), Holzdorf, Legefeld. Obgleich nicht auf Weimarer Flur gelegen gehört auch die Station Obergrunstedt zum Tarifbereich Weimar.
Im Stadtgebiet befanden sich weitere ehemalige Bahnhöfe. Nördlich vom Hauptbahnhof Weimar befand sich bis Mitte 1946 der mit 1000-Millimeter-Schmalspur und seit Herbst 1937 auch dreischienig mit Normalspur ausgestattete Bahnhof Weimar Secundair Bahnhof auch Rastenberger Bahnhof genannt, der ab 1940 in Weimar Nord umbenannt wurde. Im Stadtteil Schöndorf befand sich der Bahnhof Weimar Schöndorf, der heute als Wohnhaus genutzt wird. Vom 26. Juni 1887 bis zum 11. April 1946 war Weimar Startpunkt der im Volksmund Laura genannten Schmalspurbahn Weimar–Rastenberg/Großrudestedt, die von der Weimar-Rastenberger Eisenbahn-Gesellschaft (WREG) mit Sitz in Weimar betrieben wurde.
1943 wurde am KZ Buchenwald der Bahnhof Buchenwald errichtet. Für Häftlingstransporte zum KZ Buchenwald entstand seit 1943 die Bahnstrecke Weimar–Buchenwald, auch Buchenwaldbahn genannt. Zwischen 1946 und 1953 wurde auf einem Teil der Strecke öffentlicher Personenverkehr, ab 1949 durch die Deutsche Reichsbahn durchgeführt. Ende 1951 verkehrten zwei Zugpaare von Montag bis Samstag, eins von Montag bis Freitag und eins nur mittwochs und samstags zwischen Weimar Nord und Großobringen.
Von 1887 bis 1908 lag an der Bahnstrecke Weimar–Kranichfeld der Bahnhof Weimar Erfurter Thor, für den als Empfangsgebäude das Torhaus an der Erfurter Straße genutzt wurde.
Im Stadtgebiet befinden sich viele Betriebsgelände mit zum Teil nicht mehr genutztem Gleisanschluss, wie auf dem Gelände vom Weimar-Werk, dem Kühlhaus vom Schlachthof oder dem Alten Speicher.
Im östlich des Weimarer Hauptbahnhofs gelegenen ehemaligen Bahnbetriebswerk befindet sich das Eisenbahnmuseum Weimar mit Lokomotiven, Wagen und Straßenbahnen. Der Güterbahnhof Weimar ist als solcher längst nicht mehr in Betrieb, aber als Ort für die Deportation von Juden und Regimegegnern im Nationalsozialismus Gedenkort.
Bereits mit der Schaffung des ICE-Knotenpunkts Erfurt im Jahr 2015 war eine Regio-S-Bahn Thüringen angekündigt worden. 2020 beschloss der Stadtrat von Weimar gemeinsam mit den Stadträten der Thüringer Städtekette (Eisenach, Gotha, Jena und Altenburg) die Schaffung einer Regio-S-Bahn Thüringen mit einer Linie mit Halt in Weimar zu fordern. Die Stadträte fordern gemeinsam mit Thüringens Eisenbahn- und Verkehrsgewerkschaft (EVG) die Landesregierung Thüringens und alle Beteiligten auf, die Regio-S-Bahn Thüringen mit zwei Linien zu realisieren. Im Freistaat Thüringen wird seitdem als langfristiges Ziel die Entwicklung einer Regio-S-Bahn Thüringen entlang der Thüringer Städtekette verfolgt.

#### Fahrradverkehr

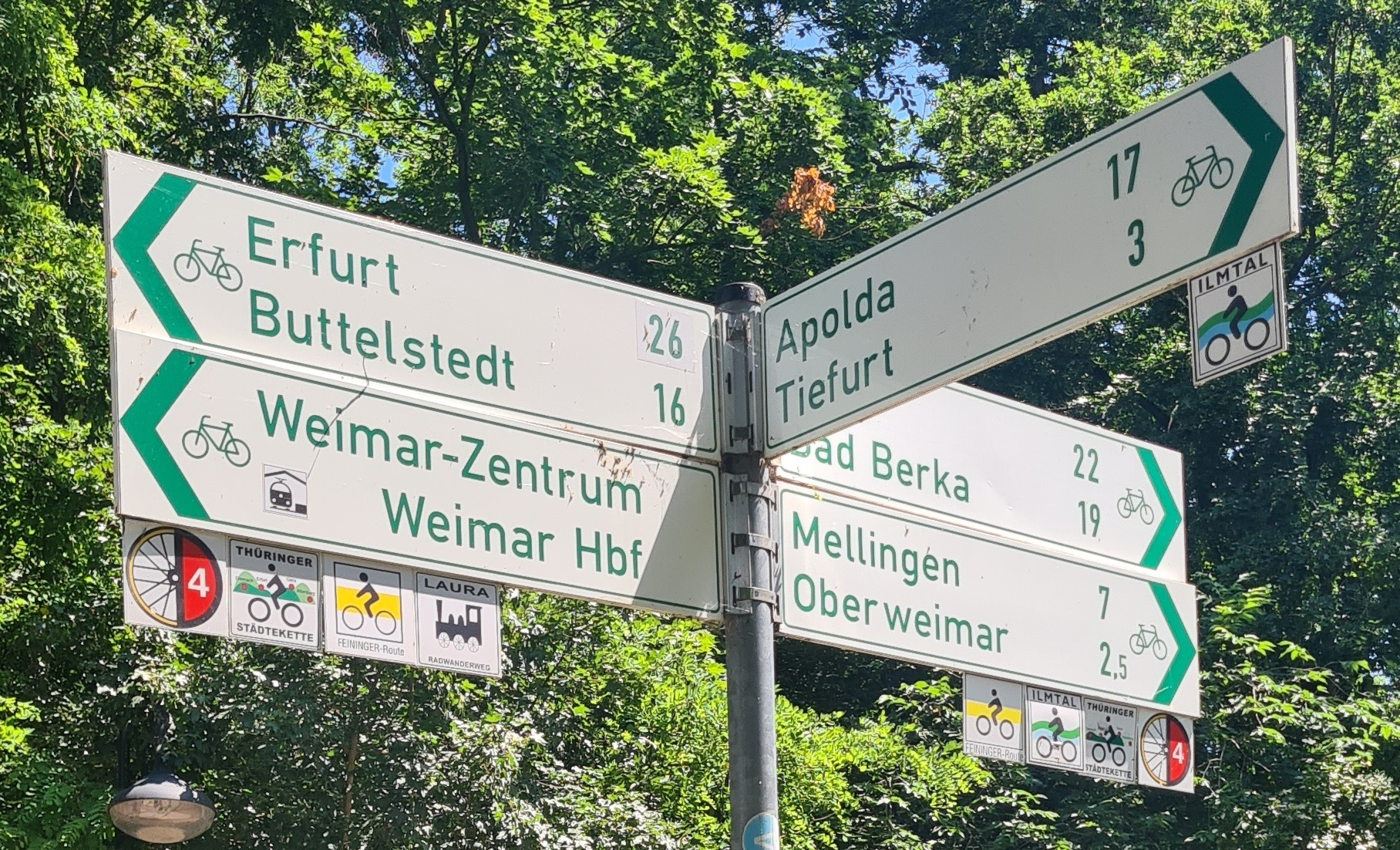
Wegweiser Knotenpunkt für Radfernwege in Weimar an der Kegelbrücke (Ilmtal-Radweg, Feininger-Radweg, Laura-Radweg, Thüringer Städtekette Radweg)

Durch Weimar führen überregionale touristische Radfernwege, wie der Radfernweg Thüringer Städtekette, der Ilmtal-Radweg, der Feininger-Radweg und der Laura-Radweg.
In Weimar existieren an stark befahrenen Straßen angelegte Radwege und Fahrradstreifen. In Weimar soll seit 2022 eine erste Straße Fahrradstraße in der Schubertstraße entstehen.
In einigen Gebieten der Stadt verkehren zur touristischen Nutzung Fahrradtaxis.
Mehrere Anbieter von Mietfahrrädern und E-Scootern bieten im Innenstadtbereich eine Ausleihe an.

#### Luftverkehr

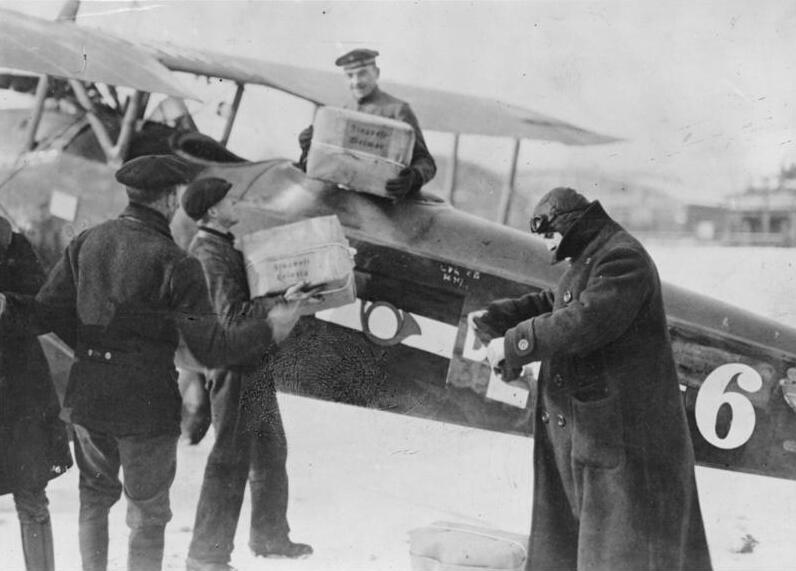
Luftposttransport zwischen Berlin und Weimar im Februar 1919

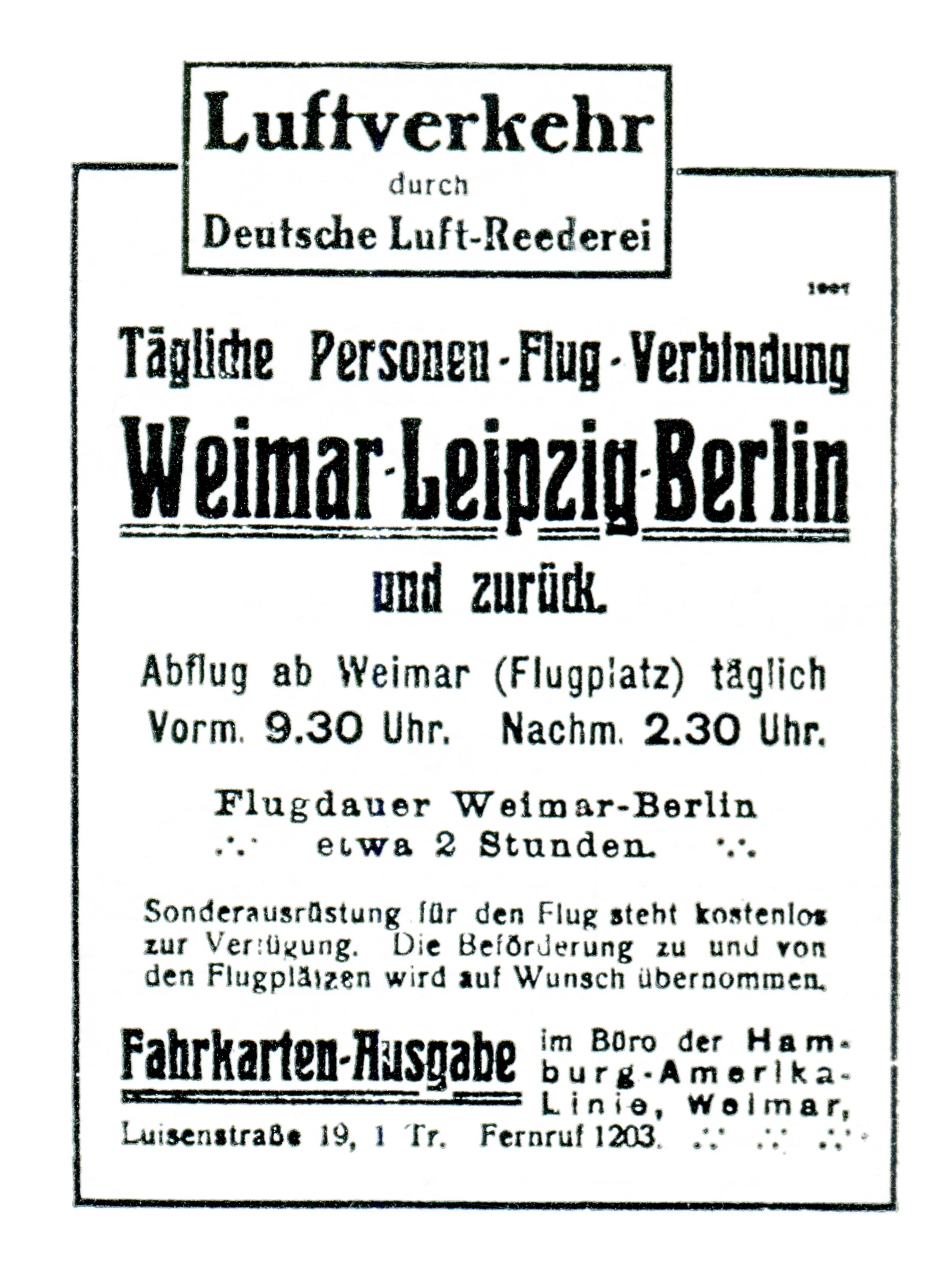
Werbung für eine der ersten Fluglinien der Welt (1919)

Seit dem 30. Juni 2011 führt der internationale Verkehrsflughafen bei Erfurt den Namen Flughafen Erfurt-Weimar. Vom Flughafen Erfurt-Weimar werden insbesondere Ferienflugverbindungen angeboten. Der Flughafen wurde 1925 eröffnet. Am 5. Juni 2009 landete der damalige Präsident der Vereinigten Staaten von Amerika, Barack Obama in der Air Force One, einer umgebauten Boeing 747-200, zu einem Besuch u. a. des ehemaligen KZ Buchenwald bei Weimar.
Der Flugplatz Weimar-Umpferstedt kann von kleinen Flugzeugen und Helikoptern angeflogen werden und wurde u. a. 2019 von der Flugbereitschaft des Bundesministeriums der Verteidigung durch die Bundeskanzlerin Angela Merkel genutzt.
Auf dem Dach des Klinikums Weimar befindet sich ein 20 mal 20 Meter großer Hubschrauberlandeplatz. Das Areal auf dem Dach des Klinikums wurde nach EU-Vorgaben umgebaut und durch das Landesverwaltungsamt für den Betrieb freigegeben. Als präventive Sicherheitsmaßnahmen wurden zwei Löschmonitore installiert. Das Abwasser auf dem Landeplatz fließt durch eine Abschalteranlage. Piloten können das Klinikum aufgrund einer Flugplatzbeleuchtungsanlage auch problemlos bei Nacht anfliegen.
Der ehemalige Flugplatz Weimar-Lindenberg wurde am 8. Juni 1911 errichtet. Von ihm aus flog die Deutsche Luft-Reederei, einem historischen Vorgänger der Lufthansa, ab Februar 1919 einen regelmäßigen Luftpostdienst zwischen Weimar und Berlin, mit Passagieren, wie Abgeordneten des Reichstages. Weimar–Berlin war eine der ersten zivilen Fluglinien der Welt und die erste Deutschlands, die mit Flugzeugen betrieben wurde. 1936 wurde der Flugplatz auf dem Webicht geschlossen.
Der ehemalige Flugplatz Weimar-Nohra bestand von 1917 bis 1992 und wurde von den kaiserlichen Luftstreitkräften, der Luftwaffe, den United States Army Air Forces und zuletzt von der Gruppe der Sowjetischen Streitkräfte in Deutschland militärisch genutzt.
Bereits seit Dezember 1782 unternahm Goethe in Weimar gemeinsam mit dem Hofapotheker Buchholz Experimente mit Gasballons. Am Sonntag, den 1. Mai 1887 um 16:34 Uhr startete in Weimar der erste bemannte Ballon des Ballonfahrers Carl Securius. Der Start wurde zu einem volksfestartigen Ereignis mit vielen Zuschauern, so dass bereits am frühen Morgen Soldaten der Weimarer Garnison die schaulustigen Massen zurückdrängen mussten. Der Ballon erreichte eine Höhe von 1520 Meter. Nach dem Ballonflug wurde die Ortsgruppe Weimar der Sektion Thüringischer Staaten des Sächsisch-Thüringischen Vereins für Luftschiff-Fahrt gegründet.
Seit dem 21. Mai 1931 war Weimar mit der Eröffnung der Ingenieurschule Weimar mit einer Fliegerschule und einer Lehrwerkstatt für Flugzeugbau ein Standort für den Flugzeugbau und die Flugzeugentwicklung. So wurde in Weimar u. a. ein Nurflügler entwickelt. Die Ingenieurschule Weimar hatte einen eigenen großen Hangar am Flugplatz Weimar-Lindenberg mit eigenen Flugzeugen. 1943/44 wurden Teile für die V2-Rakete durch KZ-Häftlinge in Weimar produziert.

#### Wasserverkehr

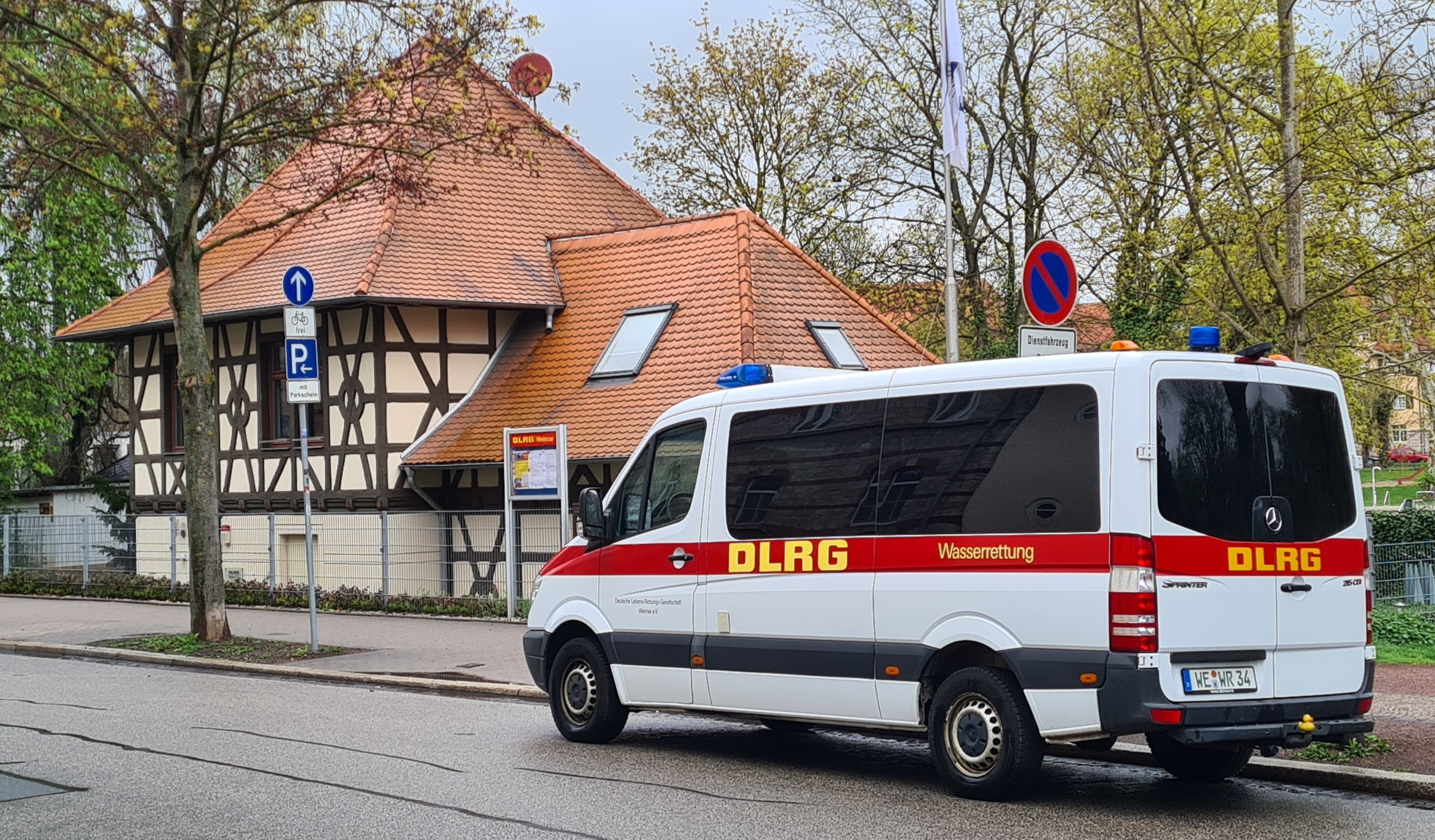
DLRG Wasserrettung Weimar Sitz und Einsatzfahrzeug in der Schwanseestraße

Aufgrund der geringen Wasserführung der Ilm spielt in Weimar der Wasserverkehr mit Transportwegen kaum eine Rolle.
Von 1792 bis 1818 bestand eine Fähre auf der Ilm. Sie diente dem Personentransport auf der Seite des Römischen Hauses zum Herzoglichen Badehaus, welches 1820 abgebrochen wurde, auf der anderen Flussseite im Goethe-Park.
Die Holz-Flößerei erlangte jedoch von 1660 bis 1849 einige Bedeutung in Weimar. Im Jahr 1660 erbte der Weimarer Herzog das waldreiche Amt Ilmenau. Von dort wurde Holz aus den Wäldern über den Fluss nach Weimar geflößt. Häufig war der Wasserstand der Ilm jedoch zu niedrig, um den Floßbetrieb aufrechtzuerhalten. Bis Mitte des 19. Jahrhunderts wurde trotz territorialer Widrigkeiten entlang der Strecke der Floßbetrieb durchgeführt.
In Weimar existierte eine Floßbrücke (später Naturbrücke) im Goethe-Park. Der ehemalige Floßgraben, ein 1646/48 unter Baumeister Johann Moritz Richter ausgehobener Wassergraben sollte das Floßholz von der durch den Schloßgarten fließenden Ilm fernhalten. 1794 wurde Floßholzplatz, eine der Holzlandungstellen mit einem Sperrgitter, vom Rothäuser Garten nach der Hospitalwiese bei Oberweimar verlegt. Diese Holzlandungsstelle in Oberweimar wurde bis 1831 betrieben. Dieser Graben wurde mit dem Burggraben des Stadtschlosses 1798/1801 zugeschüttet. Nur der Unterlauf des Grabens blieb als Gerinne der Leutra erhalten.
Eine Spezialbehörde für den Wasserweg, die Ilm-Floß-Intendanz mit einem entsprechenden Amtsträger existierte in Weimar bis 1849.
Die Ortsgruppe Weimar der Deutschen Lebens-Rettungs-Gesellschaft (DLRG) sorgt für Sicherheit auf den Wasserwegen in Weimar.

### Bildung

#### Schulen

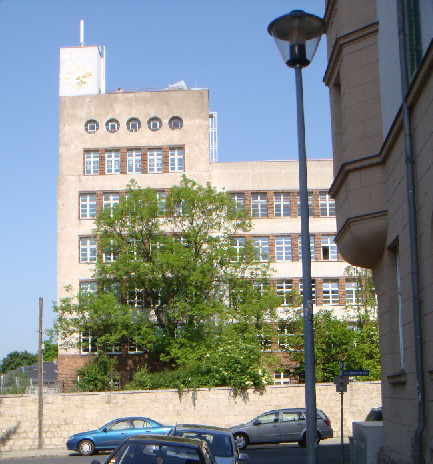
Friedrich-Schiller-Gymnasium 2009

- Gymnasien: „Friedrich Schiller“ / „Johann Wolfgang v. Goethe“ / „Humboldt“ / Musikgymnasium Schloss Belvedere
- Gemeinschaftsschule: Staatliche Gemeinschaftsschule Weimar / „Carl Zeiss“[156]
- Regelschulen: „Weimar-Schöndorf“ / „Parkschule Weimar“ / „Johann Heinrich Pestalozzi“
- Grundschulen: „Johann Heinrich Pestalozzi“ / „Louis Fürnberg“ / „Johannes Falk“ / „Albert Schweitzer“ / „Parkschule Ehringsdorf“ / „Lucas Cranach“ / „Weimar-Schöndorf“ / „Legefeld“
- Berufsschulen: SBBS für Wirtschaft, Verwaltung und Ernährung „Friedrich Justin Bertuch“ / Staatliches Berufsbildungszentrum Weimar – (Kompetenzzentrum für Gesundheit, Soziales und Technik), zu DDR-Zeiten u. a. die Medizinische Fachschule „Walter Krämer“
- Schulen in freier Trägerschaft: Thuringia International School Weimar (ThIS) / Freie Waldorfschule Weimar / Johannes-Landenberger-Schule (Förderschule für geistig Behinderte) / „Anna Amalia“ (integrative Grundschule)
- Sonstige Schulen: Thüringenkolleg Weimar (2. Bildungsweg) / Musikschule „Ottmar Gerster“ / Herderschule (staatliches regionales Förderzentrum) / Volkshochschule Weimar / Bildungs- und Tagungsstätte Weimar, SGB II-Kompetenzzentrum der Bundesagentur für Arbeit

#### Hochschulen
- Bauhaus-Universität Weimar (ehemalige Kunstakademie Weimar und nach 1945 Hochschule für Architektur und Bauwesen) mit derzeit etwa 4 700 Studenten in vier Fakultäten (Architektur, Bauingenieurwesen, Gestaltung und Medien). Die Tradition der Universität geht auf die Gründung im Jahr 1860 als Großherzoglich-Sächsische Kunstschule Weimar zurück. 1907 kam die von Henry van de Velde gegründete Großherzoglich-Sächsische Kunstgewerbeschule hinzu. 1919 fusionierte Walter Gropius beide Schulen und gründete das Staatliche Bauhaus Weimar. Die historischen Gebäude sind seit 1996 Bestandteil der UNESCO-Welterbeliste.
- Hochschule für Musik Franz Liszt (mit dem darin integrierten und mit der Friedrich-Schiller-Universität Jena kooperierenden Institut für Musikwissenschaft Weimar-Jena) mit derzeit etwa 850 Studenten und der zugehörigen Altenburg, dem langjährigen Wohnhaus von Franz Liszt. Gründungsrektor war Carl Müllerhartung.

#### Literarische Gesellschaften
- Goethe-Gesellschaft (Weimar, 1885)
- Deutscher Schillerbund (Weimar, 1906)
- Deutsche Shakespeare-Gesellschaft (Weimar, 1864)
- Literarische Gesellschaft Thüringen (Weimar, 1991)
- Thüringer Literaturrat (Weimar, 2012)

## Personen

### Persönlichkeiten
Ehrenbürger
- Erich Kranz (1929–1999), von 1977 bis 1994 Pfarrer der Jakobskirche, ist seit 1991 Ehrenbürger der Stadt Weimar.[158][159][160]
- Am 3. Oktober 2009 wurde Bertrand Herz, Präsident des Internationalen Komitees Buchenwald-Dora, Ehrenbürger von Weimar.
- Am 1. März 2021 wurde Günter Pappenheim, Buchenwald-Überlebender, Ehrenbürger von Weimar[161]

### Weimarer, Weimaraner
Die Einwohner Weimars werden als Weimarer bezeichnet. Johann Wolfgang von Goethe nannte sie Weimaraner. Weimaraner ist heute auch der Name einer Hunderasse, die im 19. Jahrhundert hier gezüchtet wurde. Adjektivisch oder adverbial werden sowohl Weimarer (dann meist in Bezug auf die Stadt), als auch Weimarische/-r/-s (dann meist in Bezug auf das Land Sachsen-Weimar/Sachsen-Weimar-Eisenach) gebraucht (z. B. Weimarer Bürgermeister, Weimarischer Staatsrat).

## Vimaria
Die latinisierte Form des Stadtnamens von Weimar Vimaria ist außer einer Personifikation der Stadt Weimar auch Bezeichnung u. a. eines Sportvereines, eines Verlages, eines ehemaligen Zierbrunnens und (in der Schreibweise Wimaria) eines Stadions.

## Rezeption

### Landformen
- Der Weimar-Eishöcker ist ein Eishöcker in der Antarktis.

### Astronomische Körper
- Asteroid Nummer 3539, siehe (3539) Weimar

### Städte
- Weimar (Texas), Stadt in Texas, Vereinigten Staaten
- Neu Weimar, Ort in der Wolgadeutschen Republik, Russland, bis 1941, siehe Liste der deutschsprachigen Ortschaften in der Wolgarepublik

### Orte
- Hotel Weimar in Rotterdam (1903–1940)
- Haus Weimar in Heiligendamm

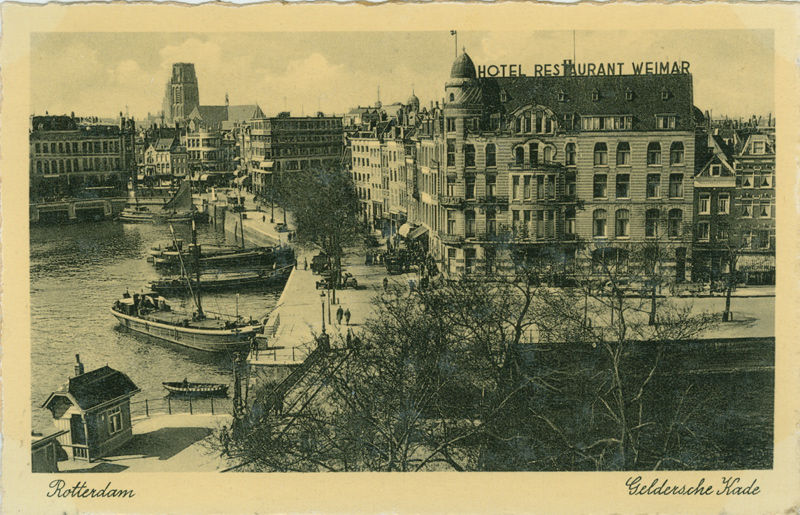
Ehemaliges Hotel Weimar in Rotterdam

### Tierrassen
- Der Weimaraner ist eine von der FCI anerkannte deutsche Hunderasse. In der Bettina-von-Arnim-Straße am Jägerhaus befindet sich eine für den 1897 gegründeten Verein zur Züchtung des Weimaraner Vorstehhundes eine Plakette in Bronze anlässlich seines 100-jährigem Bestehens aus dem Jahr 1997. Im Ortsteil Schöndorf gibt es den Weimaranerplatz.[163]

### Transportmittel
- Ein Airbus A321-131 der Lufthansa mit dem Luftfahrzeugkennzeichen D-AIRX wurde nach Weimar benannt.
- Am 17. Januar 2003 wurde ein Hochgeschwindigkeitszug der Baureihe 411 (ICE T) mit der Triebzugnummer 1127 mit den beschrifteten Wagen 411 027 und 411 527 nach Weimar benannt.
- ehemaliges Schiff und letzter Dampfer der Städteklasse mit dem Namen Weimar (1891–1918)
- ehemaliges Schiff der Universitäts-Klasse von der Reederei Hamburg-Amerika-Linie von 1956 bis 1972 unter dem Namen Weimar
- Cargo-Schiff mit dem Namen Stadt Weimar fährt unter der Flagge von Antigua and Barbuda

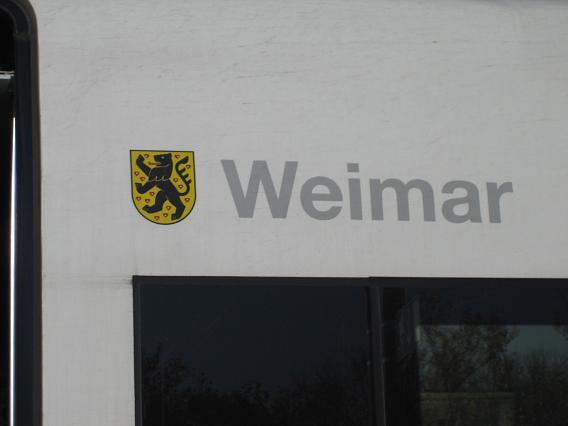
ICE Weimar
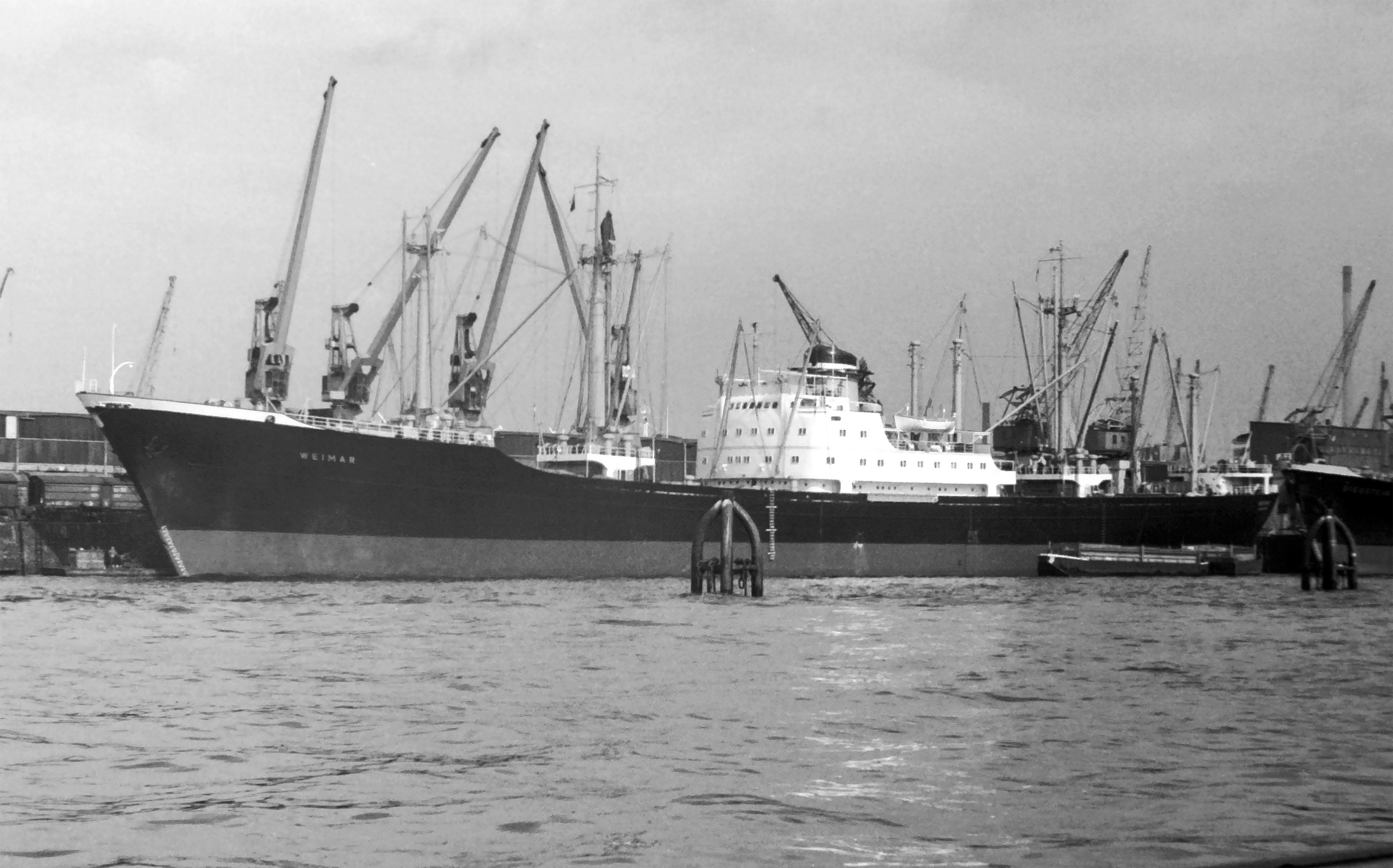
Das Schiff Weimar in Hamburg (1969)
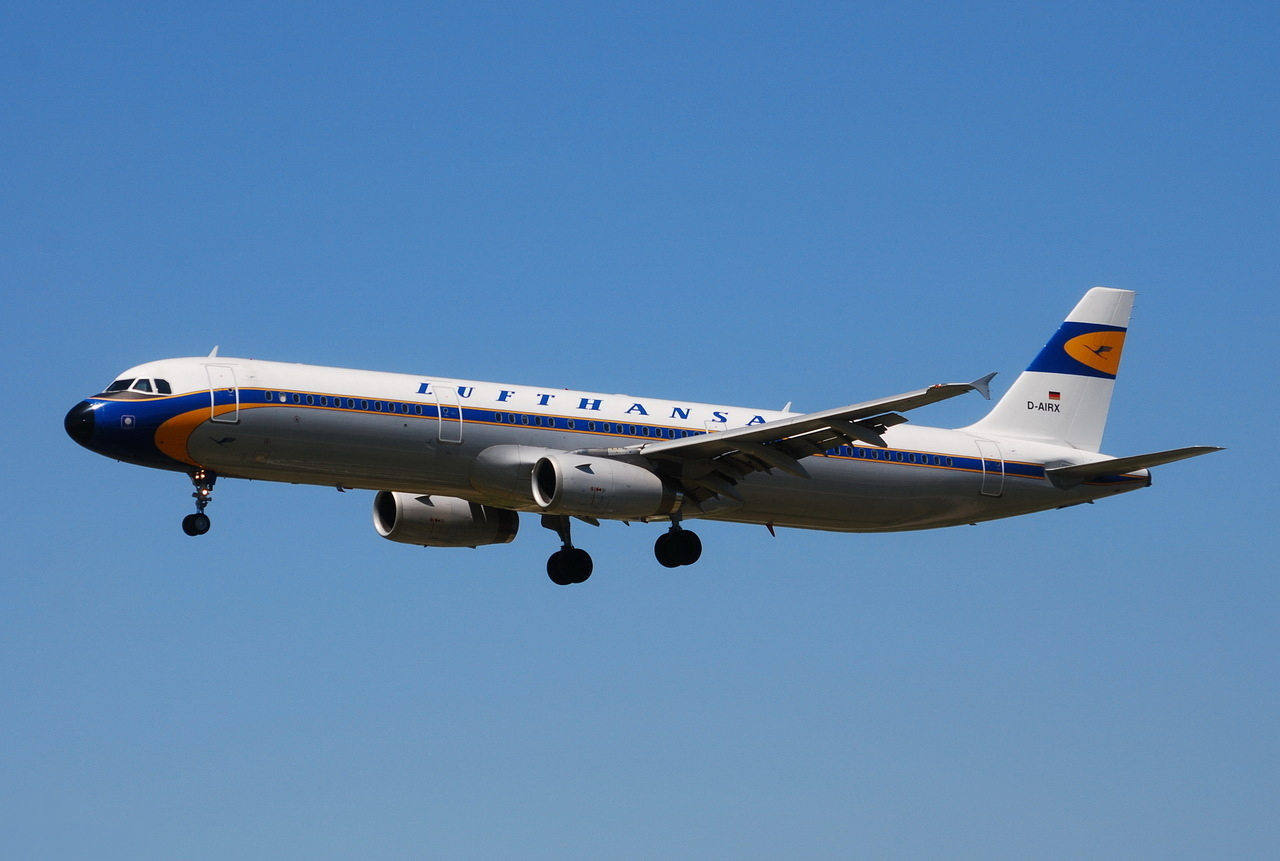
Lufthansa Airbus A321 Weimar

### Zahlungsmittel
Beispiel:

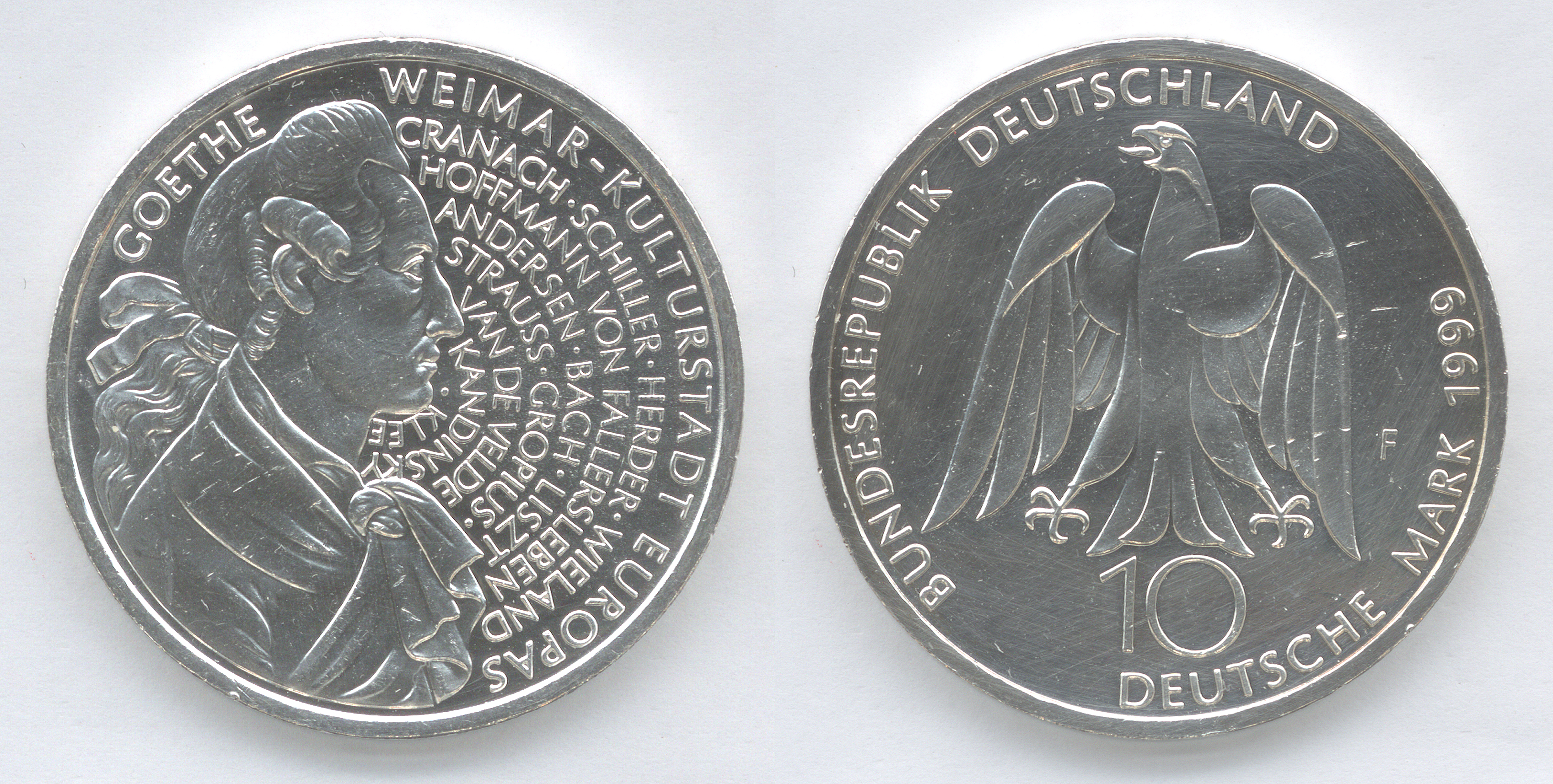
10 Deutsche Mark – Weimar-Kulturhauptstadt Europas (1999)

### Briefmarken
Beispiele:

Zwei von drei der von Dietrich Dorfstecher gestalteten Briefmarken der Deutschen Post von 1975 auf Ersttagsbrief.

- Zwei von drei der von Dietrich Dorfstecher gestalteten Briefmarken der Deutschen Post von 1975 auf Ersttagsbrief.10 Pfennig – 1000 Jahre Weimar, Weimar um 1650 (1975)
- Briefmarkenblock Wiederaufbau deutsches Nationaltheater Weimar (1946), fünf Marken im Block: 6 Pfennig Friedrich Schiller (1759–1805), 10 Pfennig Johann Wolfgang von Goethe (1749–1832), 12 Pfennig Franz Liszt (1811–1886), 16 Pfennig Christoph Martin Wieland (1733–1813), 40 Pfennig Frontansicht des Deutschen Nationaltheaters, Text: Schiller, Goethe, Liszt, Wieland, Deutsches Nationaltheater[164]
- 30 Pfennig – Goethe-Schiller Denkmal (1990)
- 1 Deutsche Mark – 1100 Jahre Weimar – 1999 Weimar Kulturhauptstadt Europas
- 1 Deutsche Mark – Goethe-Schiller Denkmal
- 5000 Franc Guinéen – Republik Guinea – Franz Liszt – Weimar – 2011 (Bild vom Schloss Belvedere)

Briefmarkenserie der Sowjetischen Besatzungszone (1946)
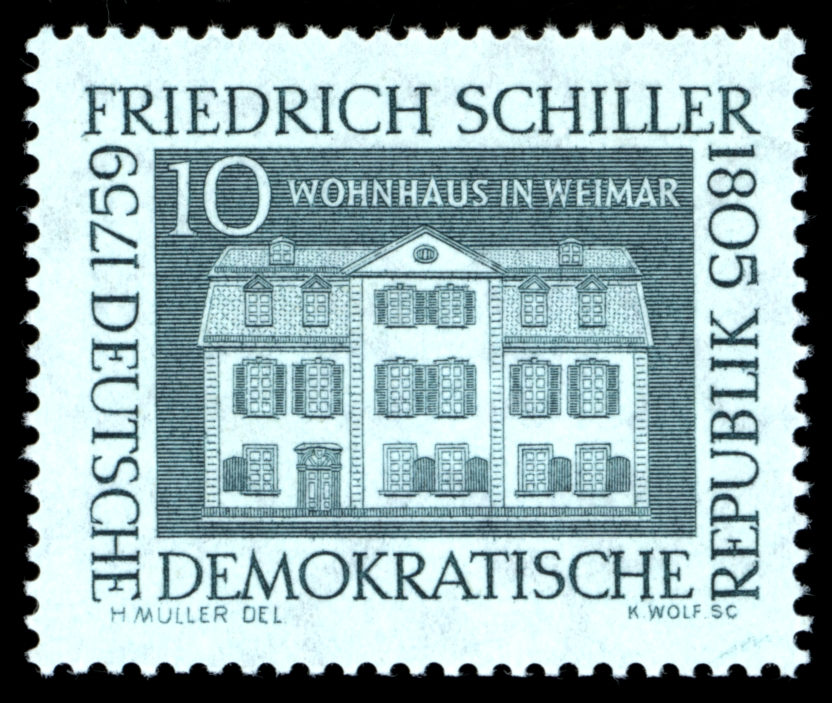
Briefmarke: Schillerhaus Weimar (1959)

### Replika
Beispiele:
- Goethe-Gartenhaus-Kopie (Bad Sulza)
- Goethe-Schiller Denkmal in Anting, San Francisco, Milwaukee, Cleveland, und Syracuse.[165]

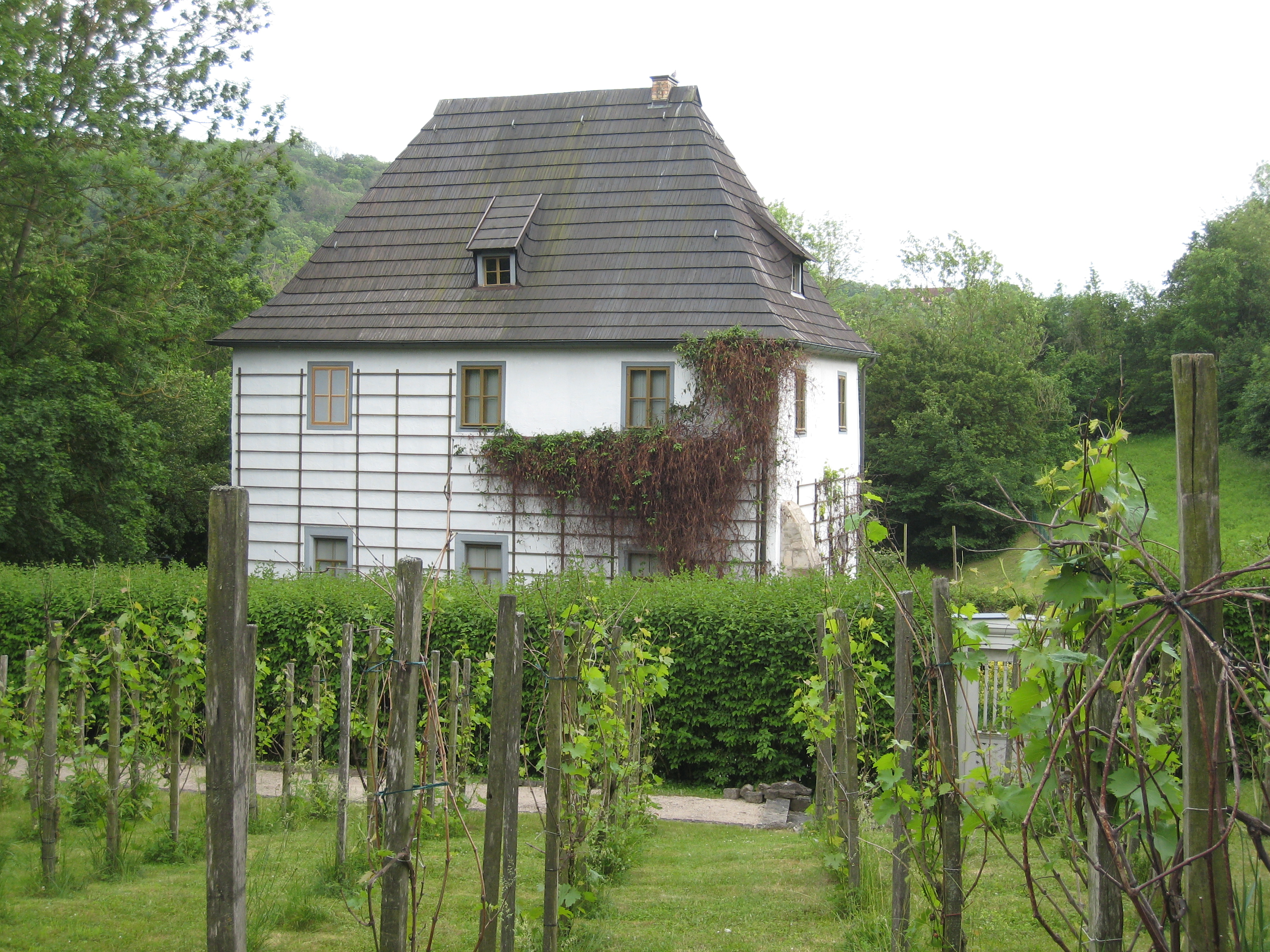
Goethes Gartenhaus (Bad Sulza)
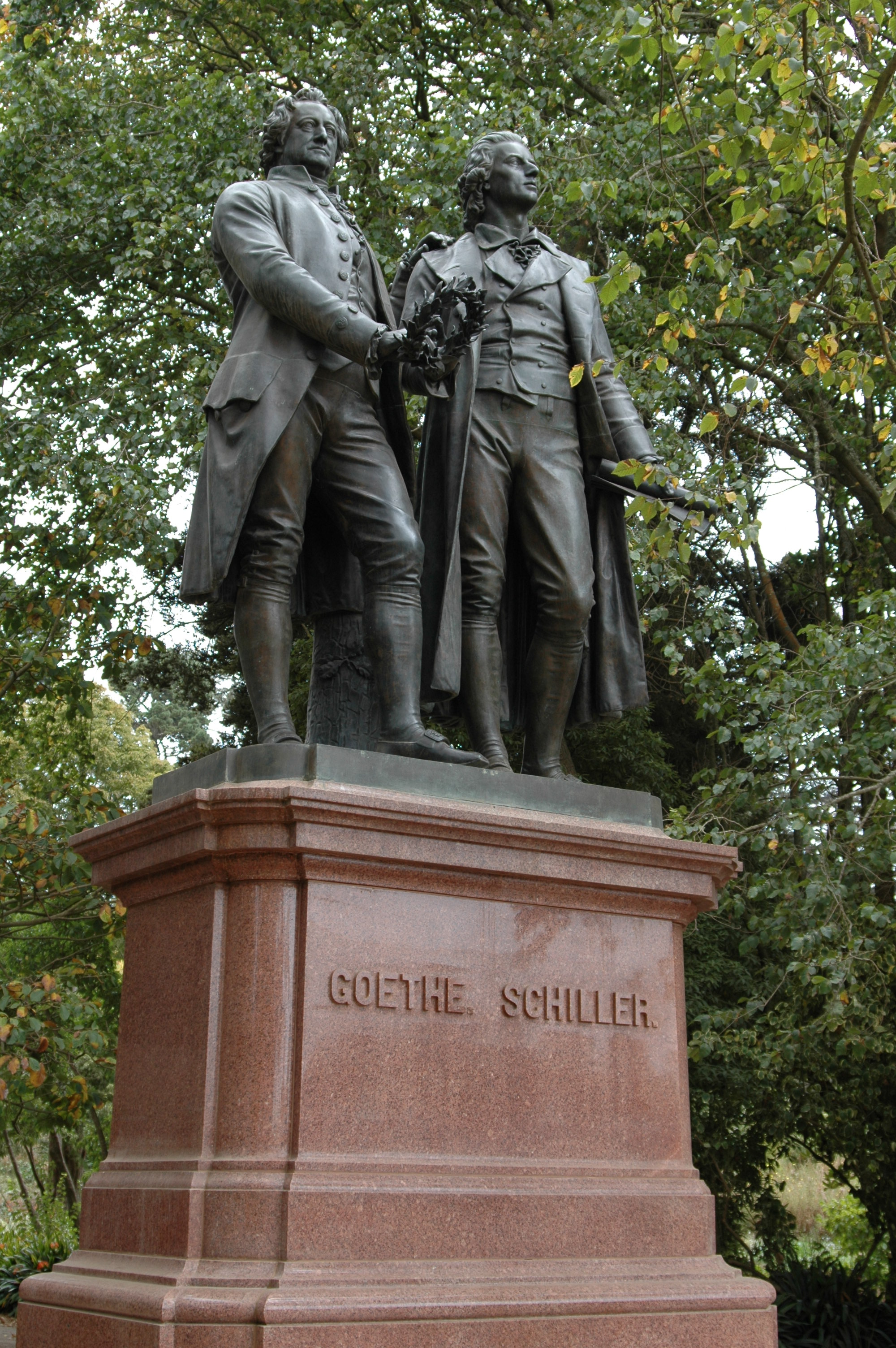
Goethe und Schiller (San Francisco)
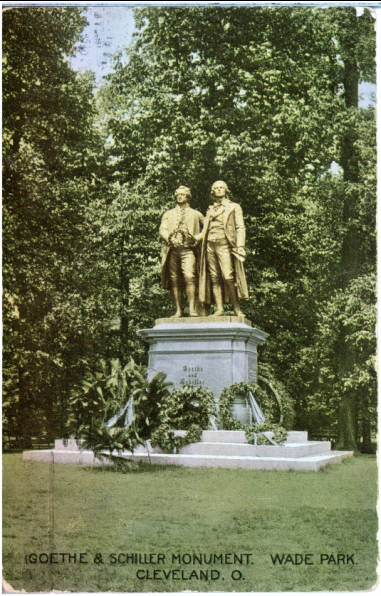
Goethe und Schiller (Cleveland)
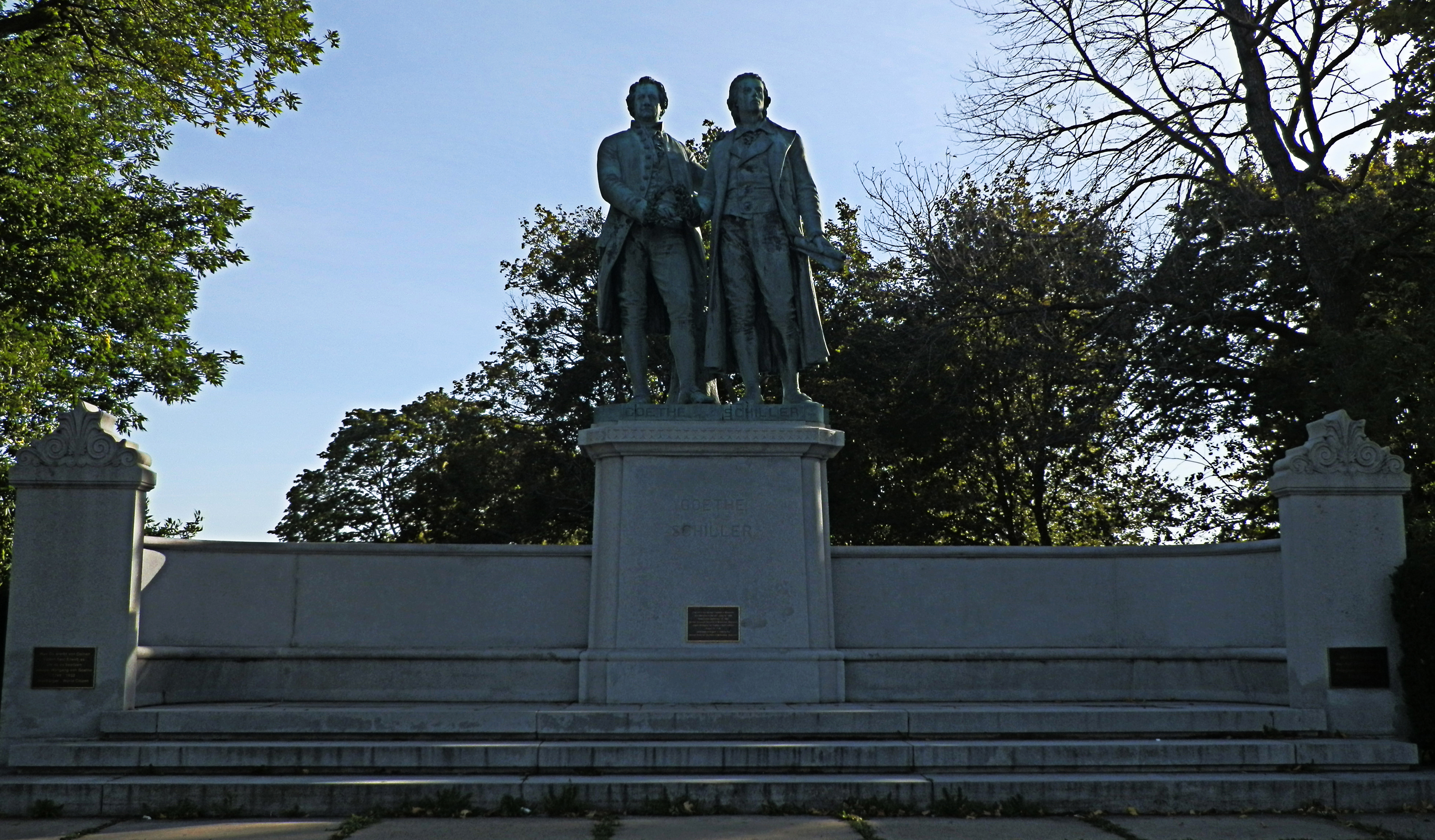
Goethe und Schiller (Milwaukee)
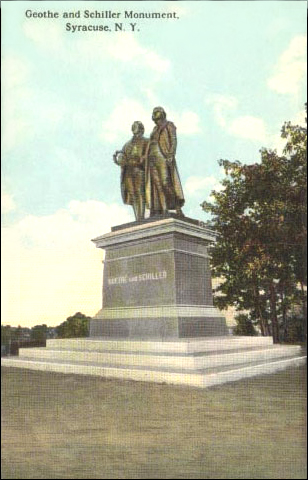
Goethe und Schiller (Syracuse)